# 土器

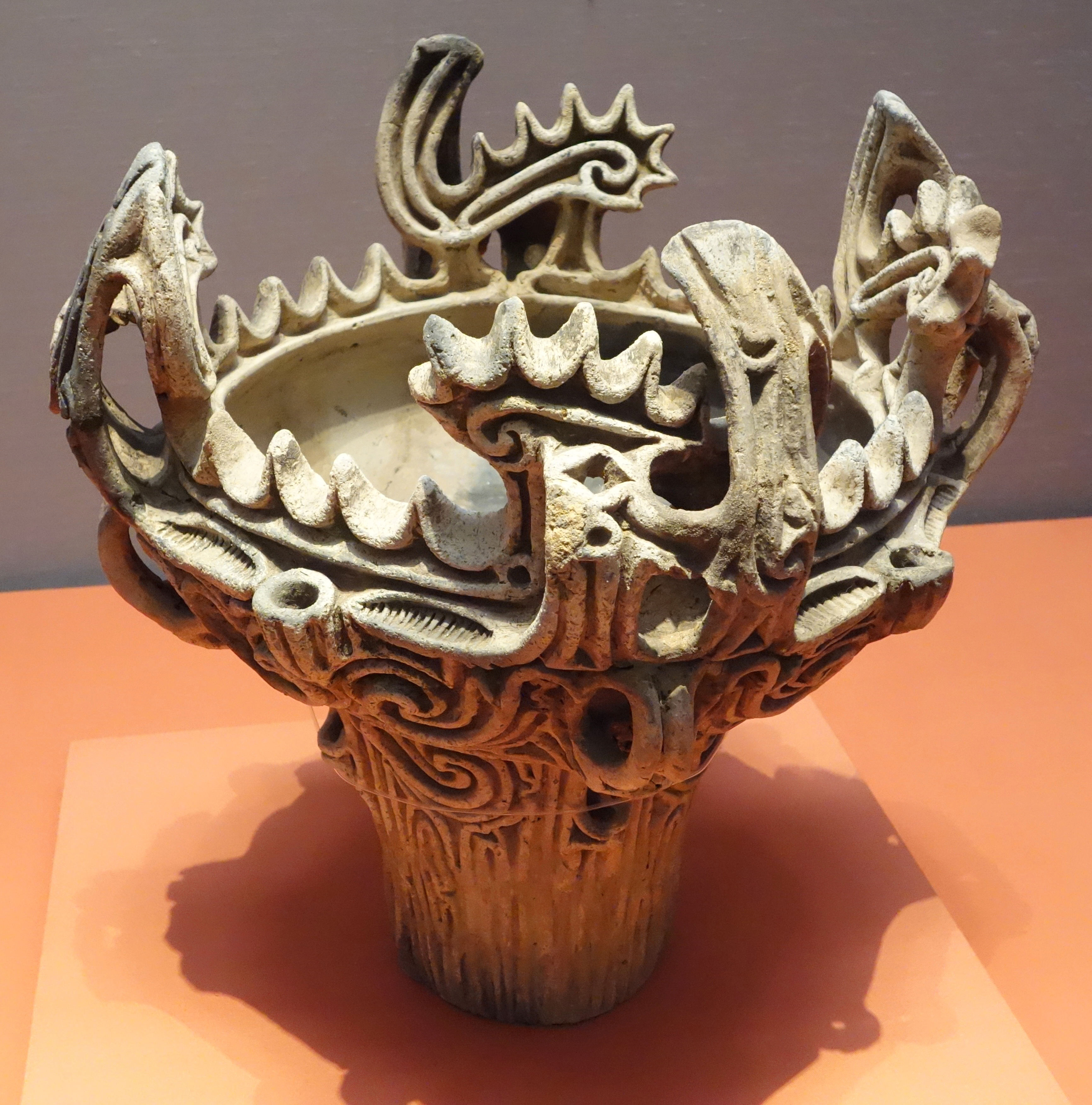
笹山遺跡（新潟県十日町市）で出土した縄文時代中期の馬高式土器（通称「火焔土器」）

土器（どき、英語: earthenware）は、粘土に水を加え、こねて練り固めることによって成形し、焼き固めることで仕上げた容器である。
土器は、一般に胎土が露出した状態の、いわゆる「素焼き（すやき）」の状態の器であって、陶器、磁器ないし炻器に対する呼び名である。登り窯のような特別な施設を必要とせず、通常は野焼きで焼成される。釉薬（うわぐすり）をかけて作る磁器のように器面がガラス化（磁化）していないため、粘土の不透明な状態がそのまま残り、多孔質で吸水性がある。焼成温度は1000℃未満のものが多く、特に600 - 900℃くらいで焼かれることが多い。
粘土に水を加えて均質に仕上げた素地（きじ）は可塑性に富むことから、様々に造形され、その器形や文様には民族的・時代的特徴が濃厚に遺り、考古学・歴史学の重要な資料となる。ことに文字出現以前の先史時代にあっては、土器様式の変遷によって時代区分の編年作業が行われている。日本において、縄文土器や弥生土器などは考古学の研究対象のほか、国宝を含む文化財や美術品として保護・収集の対象となる。
なお、土器は現在でも世界各地で実用民具や土産物として製造されており、日本でも素焼き（テラコッタ）の植木鉢といった園芸用品などのほか、調理器具や飲食器として利用されている。

## 土器・炻器・陶器・磁器
日本では一般に、粘土を窯で焼かず、野焼きによって600 - 900℃程度で焼いた器を「土器」と称し、1200℃以上で焼いた「陶器」や1350℃以上で焼いた「磁器」とは区別する。また、古墳時代より製作が始まった日本の須恵器のように、窯で焼成したものであっても土器よりは高く、陶器よりは低い温度（1000℃以上）で焼成された焼き物は、胎土として使用された本来の粘土の性質が露出しているために「陶器」とみなさず、土器に含めることがある。この場合、須恵器は「陶質土器」と称される（朝鮮半島においても、俗に「新羅焼」と称されるやきものの呼称として「陶質土器」の表現を用いる）。土器は通常、微小な孔や隙間がたくさんあいた多孔質であり、中に液体を入れると滲出する。それに対し、耐熱性の強い素地を用いて1000℃以上の高温で焼き締めた、多孔質でない無釉のやきもの、たとえば備前焼、常滑焼、丹波焼、信楽焼、越前焼の一部などは「炻器」（せっき）と称し、日本では中世に盛んに作られた。現在でも常滑焼は、炻器を多く生産していることで知られる。陶器は素地が不透明で吸水性を持ち、原則として釉薬（うわぐすり）がかけられているものを呼ぶ。なお、日本語の「磁器」とは、長石や珪石などの石の粉や骨灰・粘土からなる材料を用い、胎土にはケイ酸分を多く含んで、施釉して高温で焼成することによってガラス化（磁化）が進んだ焼き物の呼称であり、陶器（しばしば「土もの」と称される）とは異なり吸水性がなく、光沢があって、叩くと金属的な澄んだ音がするものを指し、江戸時代初期の肥前国有田をもって嚆矢としている。
これに対し、中国では、焼き物は「陶器」と「磁器」（現代中国語では「瓷器」）の2つに大別され、一般に「土器」という分類呼称は用いられない。中国では無釉、すなわち、釉薬を掛けない焼き物は焼成温度の高低にかかわらず「陶器」と呼ばれ、漢代の緑釉陶器などのように釉の掛かったものでも、低火度焼成のものは「陶器」に分類される。中国では、胎土のガラス化の程度にかかわらず、高火度焼成された施釉の焼き物が「瓷器」である。新石器時代において世界各地で製作された、日本語で「彩文土器」と呼ぶ焼き物は中国語では「彩陶」と表記され、陶器に分類される。
以下、本項では日本語で「土器」と称される焼き物について説明し、焼き物の種別に関する用語は基本的に日本語の参考文献における表記を用いる。

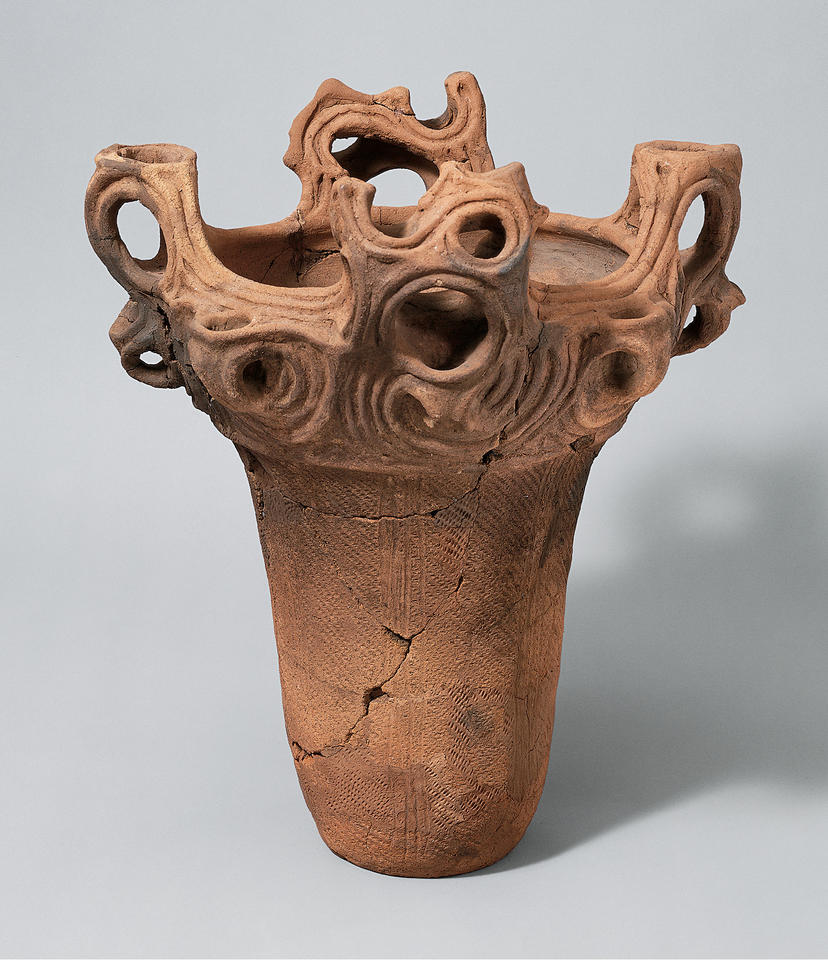
土器（縄文時代中期の深鉢形土器、新潟県出土）
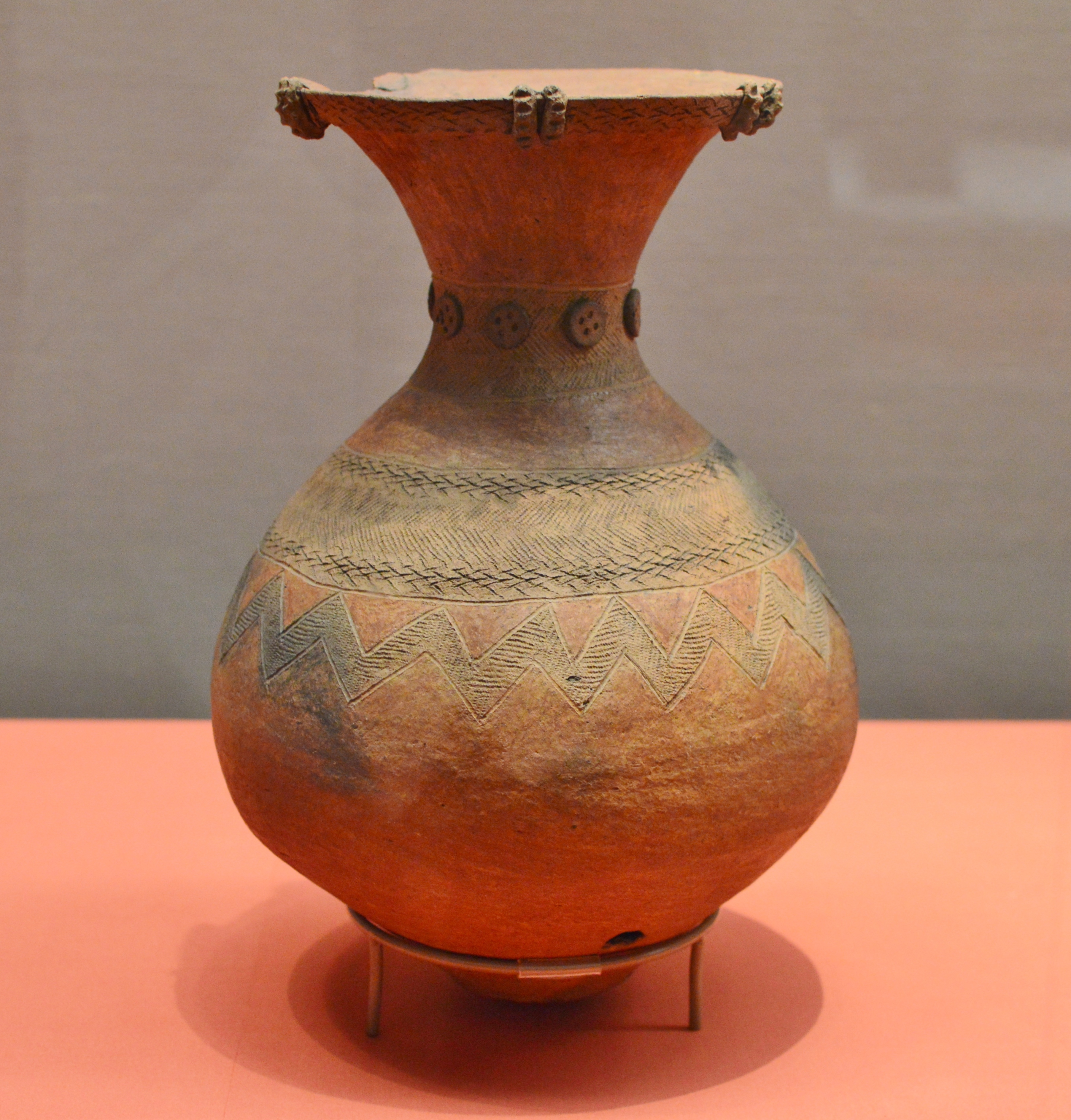
土器（弥生時代中期[要出典]の壺形土器、東京都出土）
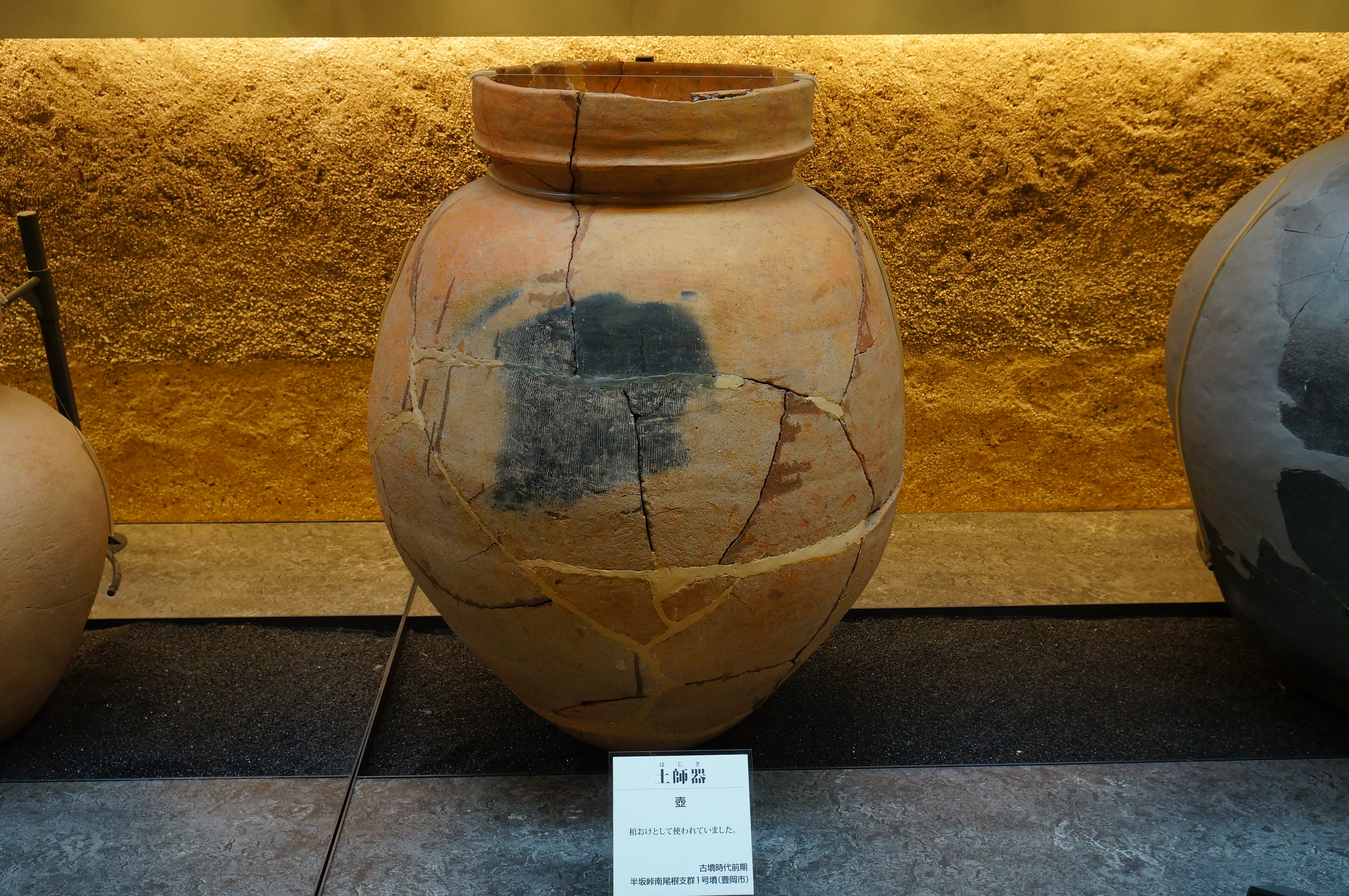
土器（古墳時代前期の壺、土師器、兵庫県出土）
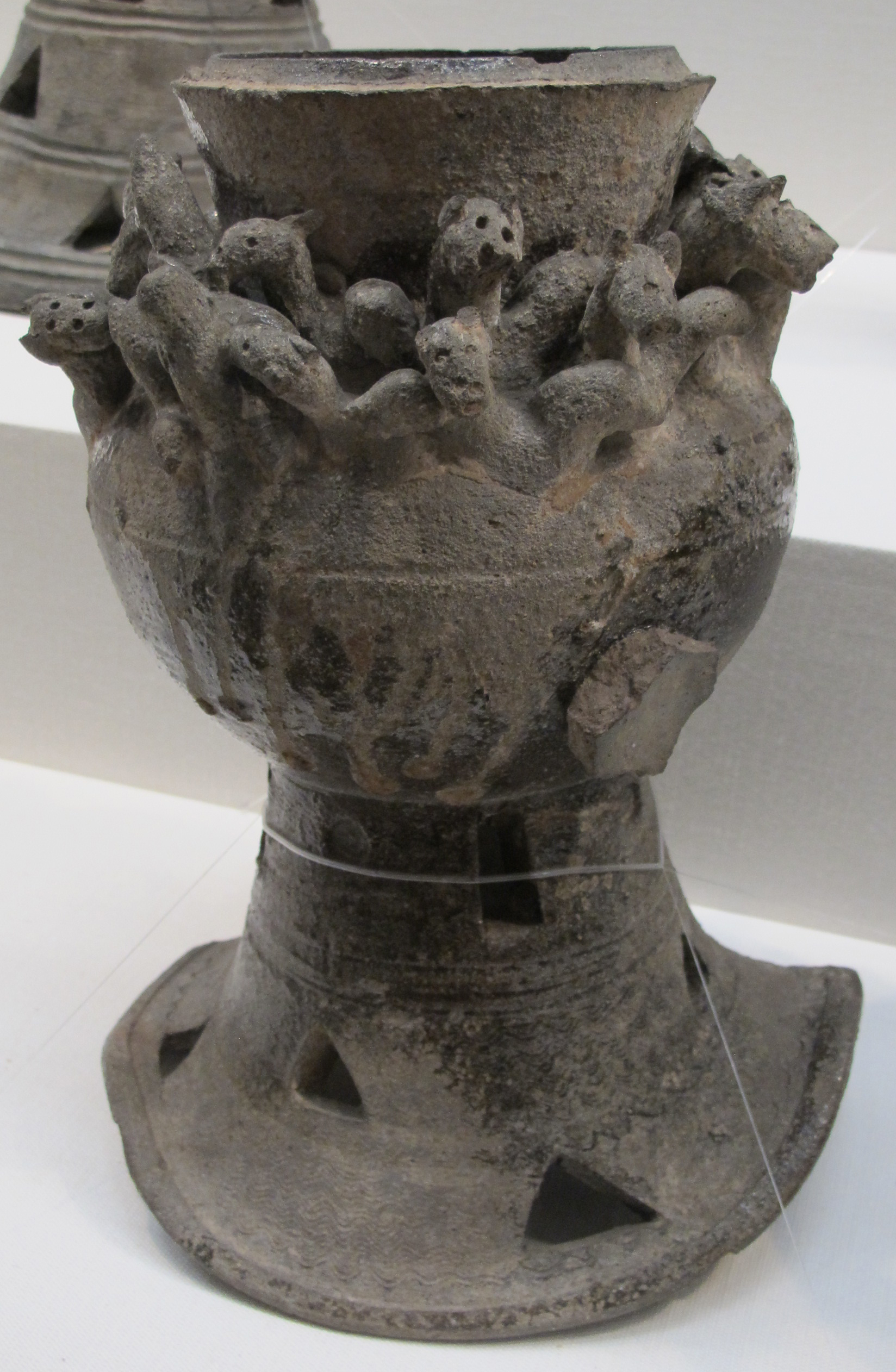
陶質土器（古墳時代の装飾付脚付壺、須恵器、岡山県出土）
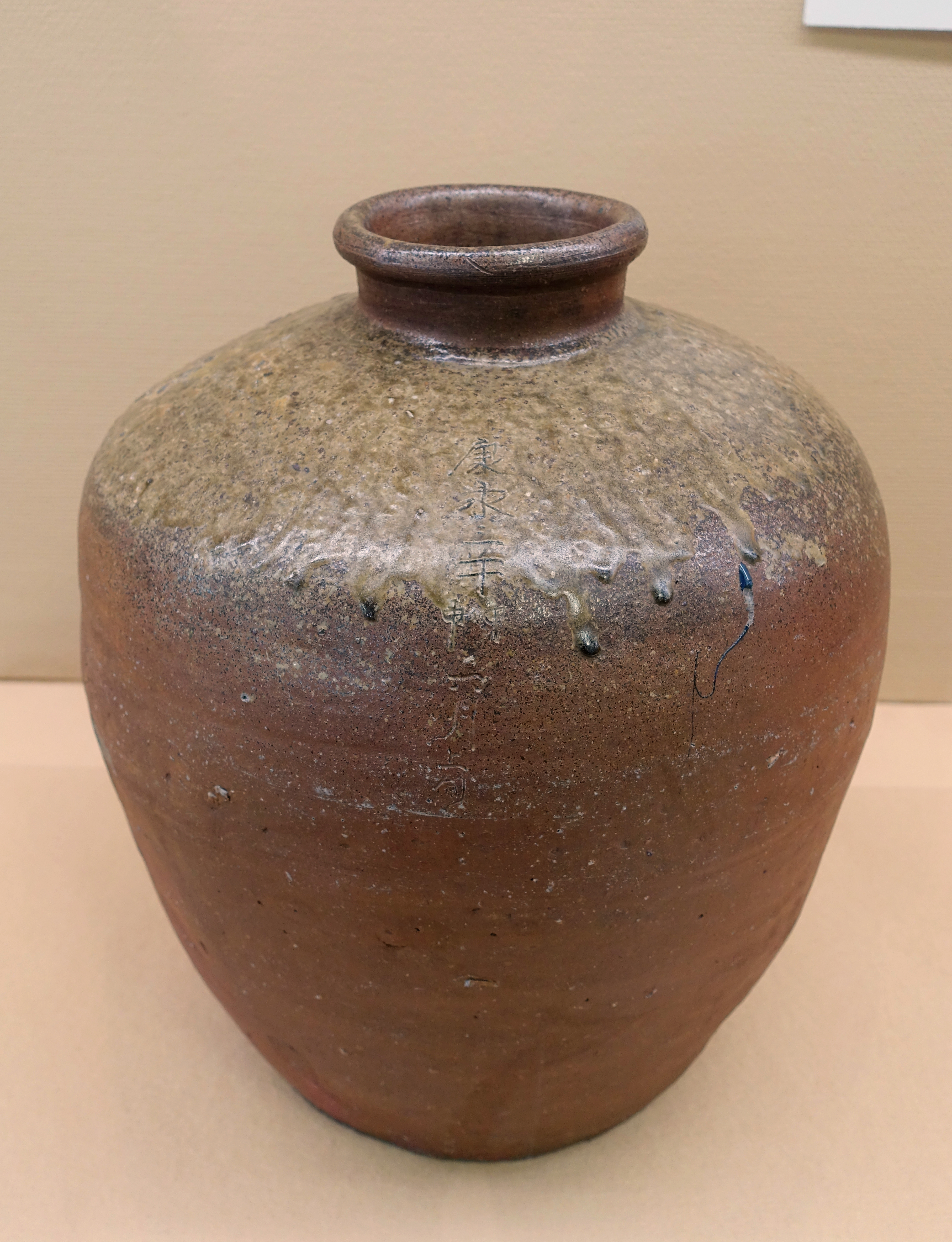
炻器（南北朝時代の壺、丹波立杭焼）
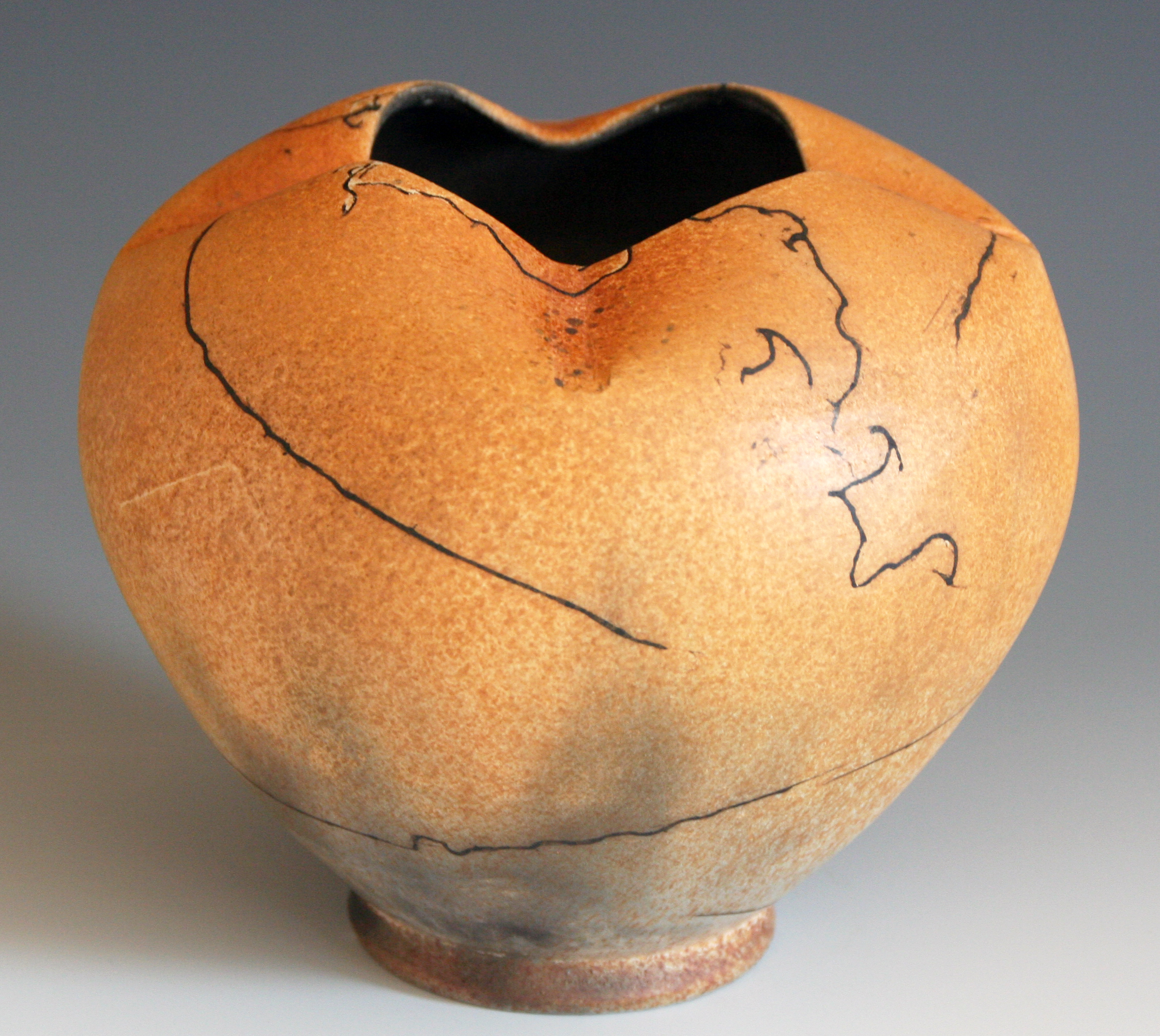
炻器（現代作品、壺、楽焼）
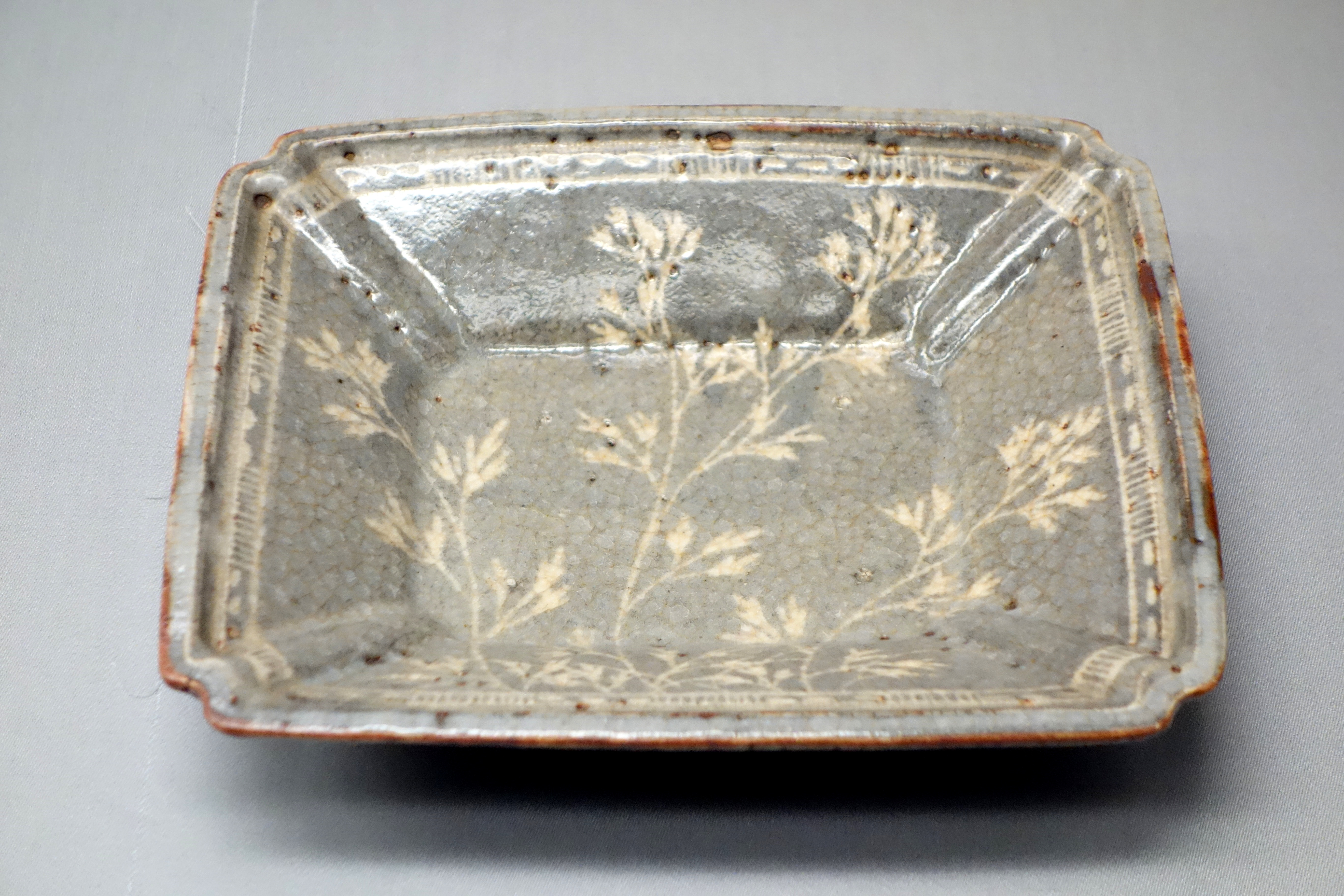
陶器（安土桃山時代の皿、美濃焼「鼠志野」）
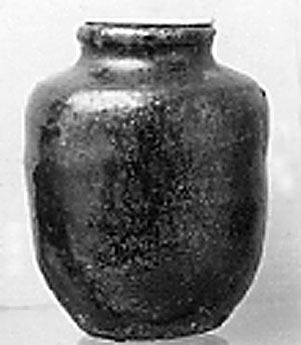
陶器（江戸時代（18世紀）の壺、伊賀焼）
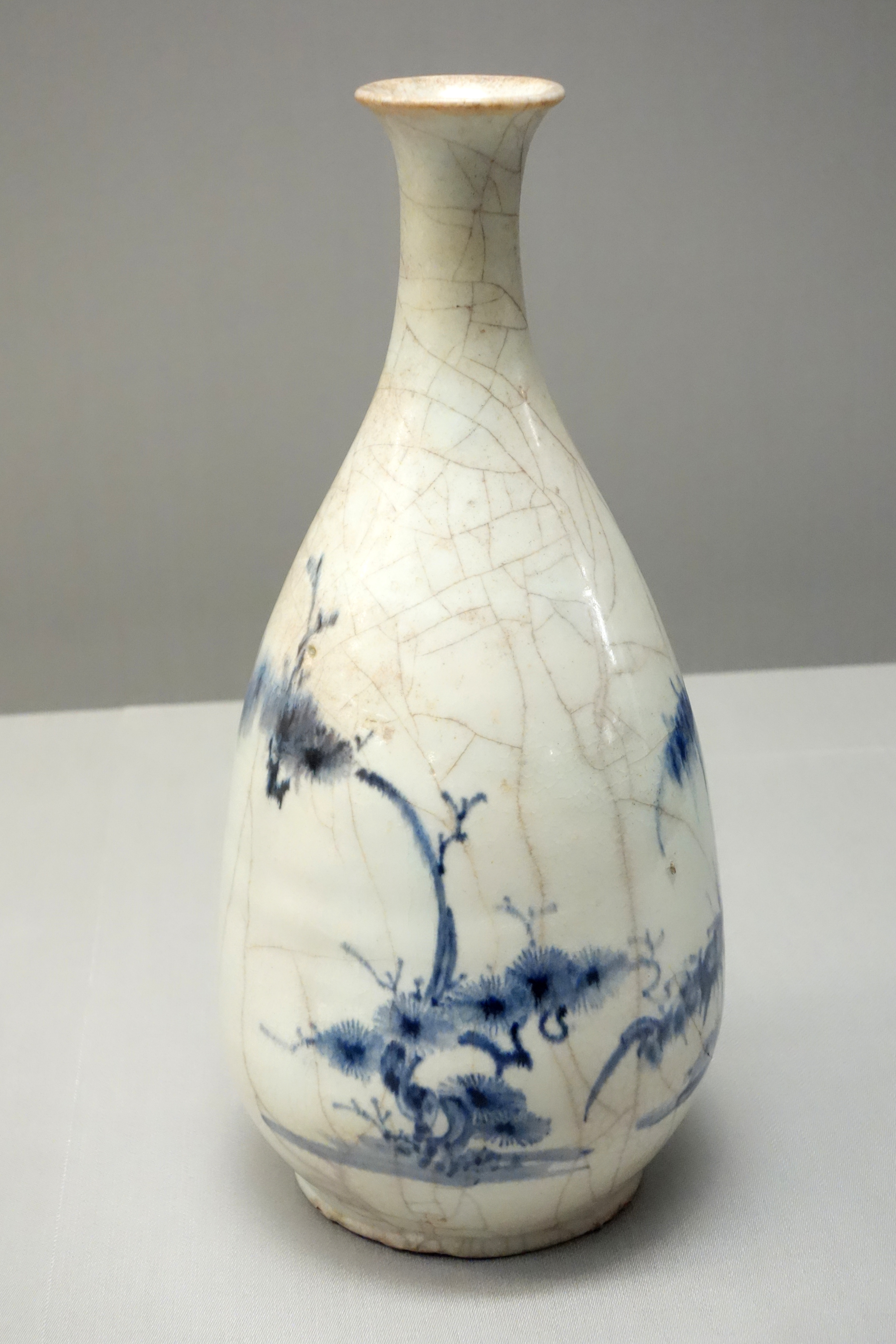
磁器（江戸時代（17世紀）の徳利、有田焼・染付「初期伊万里」）
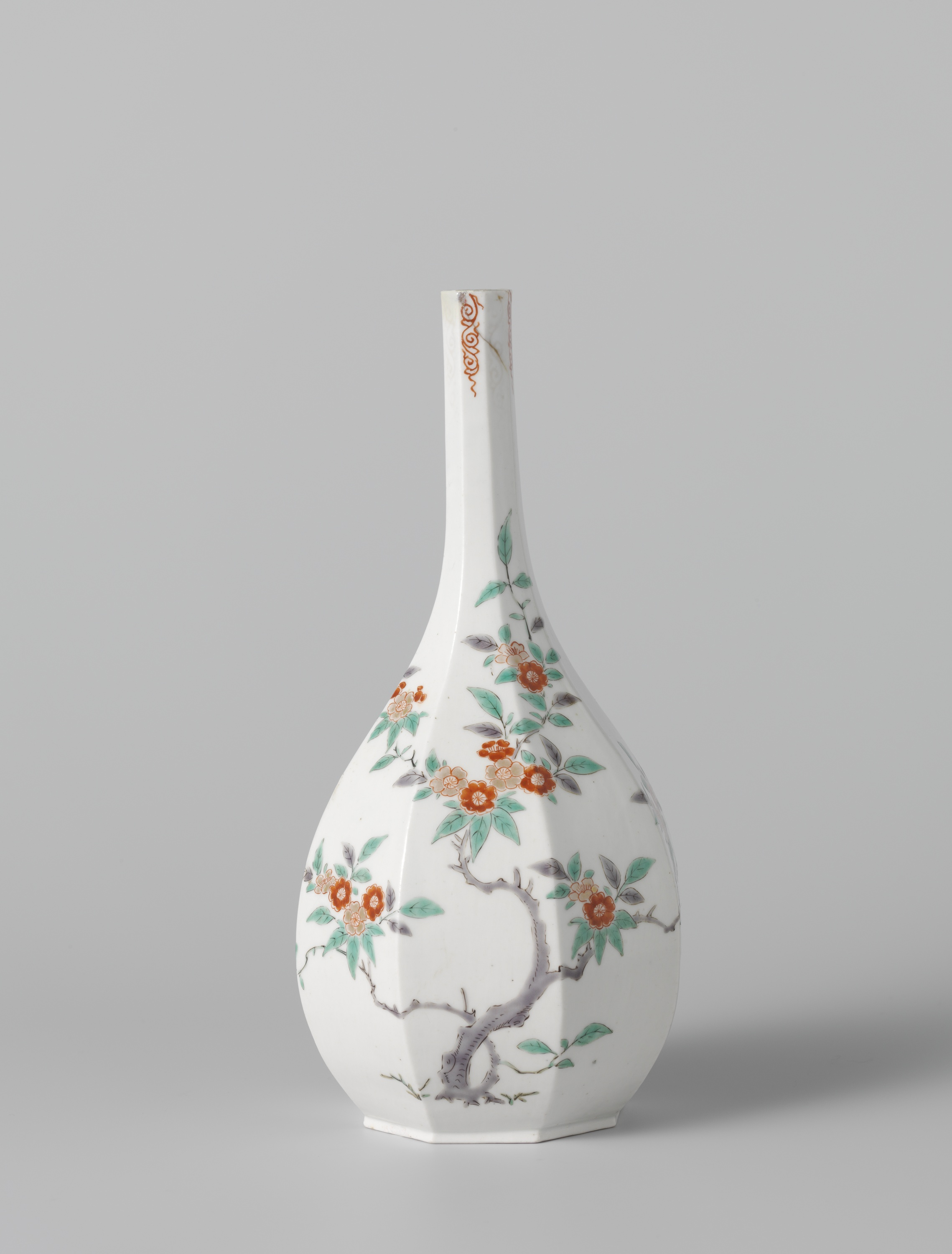
磁器（江戸時代（1675年-1725年）の瓶子、有田焼・色絵「柿右衛門」）

## 土器誕生の人類史的意義

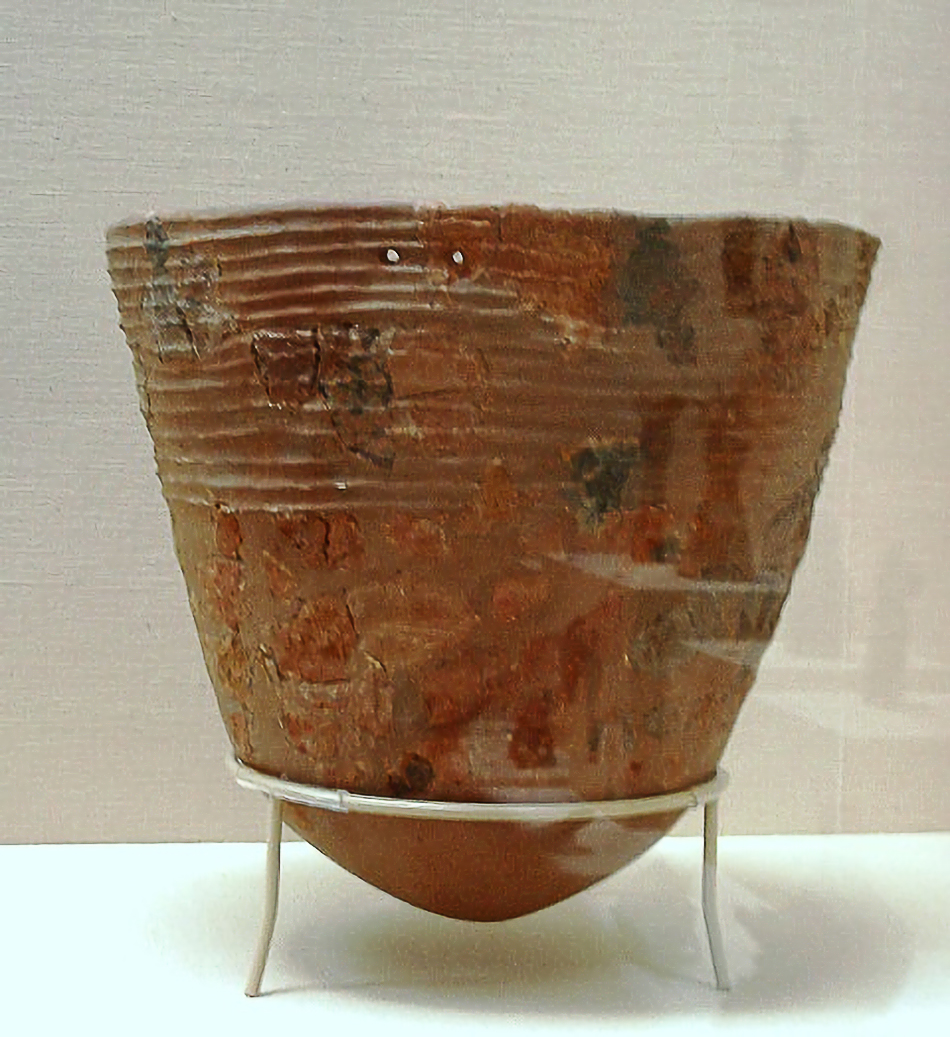
縄文時代草創期の深鉢形土器（ 横浜市花見山遺跡出土）
----
煮炊きの道具として生まれた土器は、当初、丸い底であった。丸底の形状は現代でも一部の炊飯器に採用されているように、土器内に対流を起こして全体をムラなく煮炊きするのに効果的である。

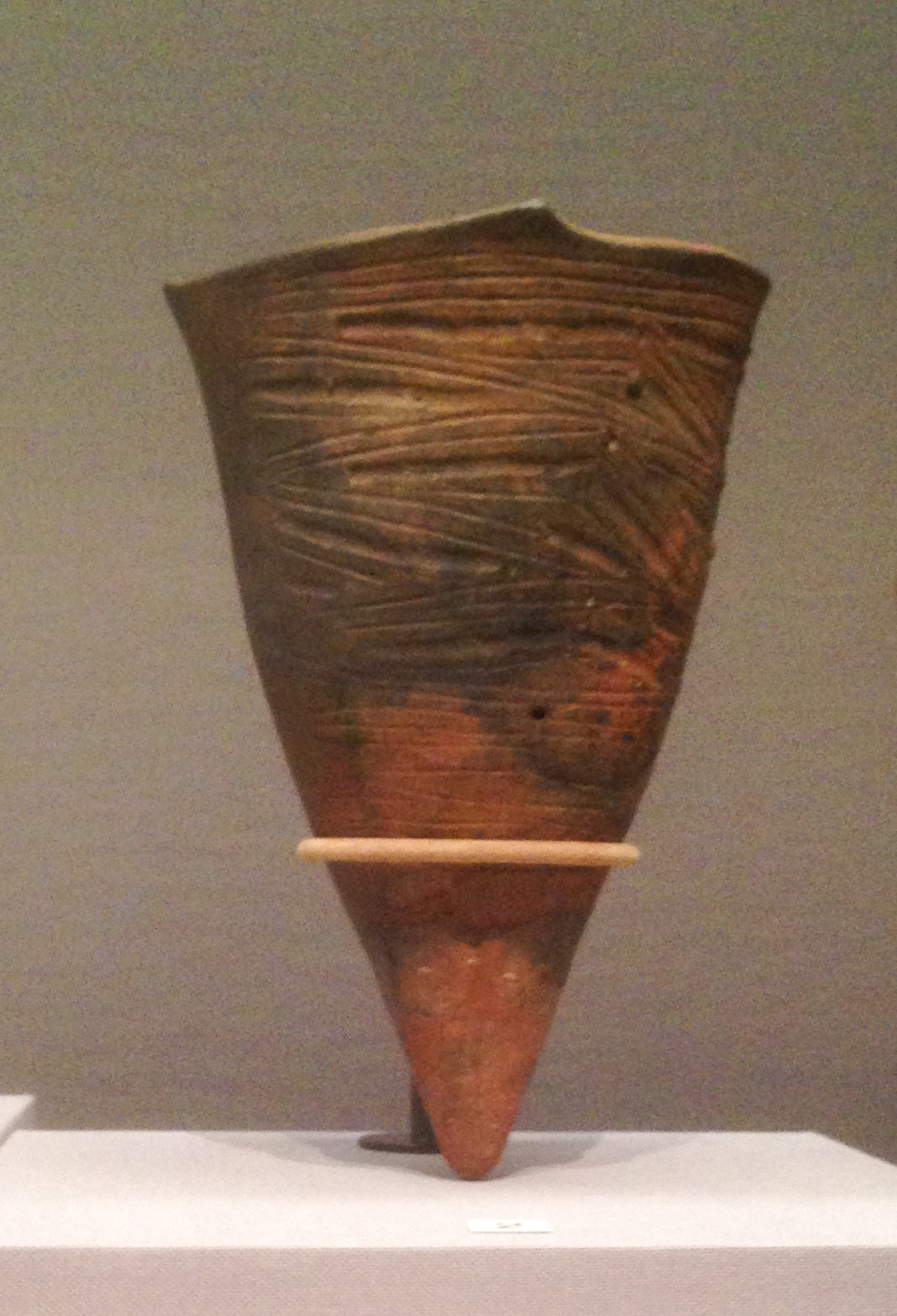
縄文時代早期の深鉢形土器（千葉県香取市城ノ台貝塚出土）
----
器面上方に煤がみられる尖底土器。尖った底部をくぼめた地面に突き刺して、上方外側から火熱を加えて煮炊きに供したとみられる。すなわち、煮沸具であると同時に炉の一部でもあったと考えられる。

土器の出現は、オーストラリア生まれのイギリスの考古学者ヴィア・ゴードン・チャイルドによれば「人類が物質の化学的変化を応用した最初のできごと」であり、物理的に石材を打ち欠いて作った石器とは異なる人類史的意義を有している。土器は、粘土製でありながら、加熱することで、水に溶けない容器として作り出された道具なのである。別の見方をすれば、石器は「引き算型」の造型であるのに対し、土器製作は試行錯誤しながらの加除修正が自由にできる「足し算型」の造型であり、作り手は自らの理想的な形により近づけることができるようになったともいえる。

### 「煮炊き」の始まり
日本列島を含む極東地域における最古級の土器には煤状の炭化物が付着したものが多く、土器は、少なくとも東アジアにあっては、その出現当初から煮炊きの道具として使われることが明らかとなっている。
人類が土器を知らなかった時代にあっては、食物を煮炊きすることは大変な苦労を要したと考えられる。岩のくぼみ、地表面に露出した粘土層のくぼみ、木の洞といった場所にできた水たまりの近くで焚き火し、そのなかに人間の拳大の石を投げ入れて、木の枝などで挟んで水たまりに投げ込むといったような行動をとっていたものと考えられる。
土器の発明は、生で食べるか、焼いて食べるかしかなかった食物の摂取方法に、煮て食べるというレパートリーを加えることに、大きく貢献した。獣肉や魚貝類の多くは、新鮮でありさえすれば、生でも食され、かつ美味なものも多いが、植物性の食料の多くは生食に適さず、火熱を通して初めて食べられるようになるものが多い。生では人間の消化器官が受け付けないようなものであっても、火熱によって化学変化を誘発させ、消化の可能な物質、甘みを増して美味でやわらかく食べやすい食料になることが多いのである。

### 植物性食料の利用拡大と定住化
煮炊きをすることは、さらに渋み抜きやアク抜き、解毒作用、殺菌作用においても絶大な効果を発揮し、キノコや山菜・堅果・根菜など、従来、あまり食材とみなされなかったものの多くが食用可能となった。ことに、温暖化によって落葉樹林が拡大した更新世の終わりにあっては、山林で豊富に採集できるドングリやトチノミなどの堅果類の利用には煮沸によるアク抜きが欠かせないものであったし、ヤマイモなど根茎類に含まれるデンプンの消化を助けるためにも煮沸は必要であった。また、植物を焼いて食べる場合、特に「葉もの」や「茎もの」などは火加減が難しく、焦げたり、灰になったり、食べる前に燃え尽きてしまったりすることも少なくない。煮炊き料理は、こういう失敗や無駄を減じ、さらに栄養豊富なスープ（煮汁）をも摂取することができる。煮沸によって水自体も安全で衛生的なものに変化した。もとより、水や食物の貯蔵にも土器が重宝したことは言うまでもない。
煮炊きの開始によって、人びとの食生活は革命的な変化を遂げた。今日では、人骨に残された窒素や炭素同位体の比率の分析によって、その人の生前の食料事情が詳細に判るようになっており、小林達雄によれば、サケ・マスや海獣（アザラシやトド）に恵まれた北海道地方においては動物性たんぱく質の摂取量が全体の約7割を占めるものの、関東地方にあっては貝塚を伴う遺跡であってさえ、動物・植物の比はほぼ半分ずつであり、中部地方の山岳地帯では植物性の食べものが全体の6割を超えている。植物性食料の利用拡大は、数字のうえでも、ある程度立証されている。
こうした、植物食の拡大充実は、食生活の安定のみならず食糧獲得の活動をより安全で確実なものとした。すなわち、生業（なりわい）の面でも、狩猟や漁撈に加えて植物採集の比重が大きくなっていったわけである。このことは、動物を追って移動する生活から、旬の時期を見計らって採集することのできる定住生活へと向かう契機となったものと考えられる。おそらくは、人びとが一箇所に長逗留することを繰り返すうちに、定住的生活の方がむしろ有利であることを悟ったものと推測されるのである。反面、割れやすく、重くかさばる土器は移動生活には不向きで、その多用は必然的に定住化を促すものでもあった。
狩猟や漁撈が依然として人びとにとって重要な生業であったことは、弓矢の発明や石鏃の改良、釣針や銛の改良・開発などが同時的に進行していったことからもうかがわれる。しかし、一方では、陥穴（おとしあな）を利用する待ち伏せ的な狩猟やエリなど定置漁具を用いた漁撈など、狩猟や漁撈の中身も定住生活と調和する性格のものが増えていった。

### 土器発祥の地
1947年から1952年にかけて行われたチェコ（当時はチェコスロバキア）のモラビア地方南部のドルニー・ヴェストニツェの発掘調査では、後期旧石器時代のオーリニャック文化の遺跡から、動物の姿をかたどった素焼きの土製品や女人像などが発見されており、粘土を素焼きにすると硬質で水に溶けない物質が作られることを、既に紀元前2万8000年（約3万年前）の人類の一部は知っていたことが明らかになった。また、2012年、北京大学（中華人民共和国）や米国などの研究チームが「世界最古の土器」が出土したと発表したとの報道がなされた。報道によれば、場所は江西省の洞窟であり、土器は、焦げ跡とみられる炭化物の付着からみて調理のために使用されたものと推定されている。
土器の発明が、いつ、どこで行われたかについての詳細は依然不明であり、それが継続的に行われるようになった年代と地域についても同様であって、今後の資料の増加とデータの蓄積を待つほかないが、少なくとも土器の発明地が一地方に限られず、何か所かに及ぶことは確実である。かつては、最初の土器は中東地域で発生して各地に伝播したという一元説が有力であったが、今日では多元説の方が有力になっている。
小林達雄は、土器の発明地は大きく分けて地球上に少なくとも3か所あったと述べている。一つは、日本列島を含む東アジアの地であり、もう一つはメソポタミアを中心とする西アジア地域、そして、アメリカ大陸である。それぞれの間に直接的な関係は認めがたく、相互に独立して別個に土器の発明がなされたと考えられる。また、上述したドルニー・ヴェストニツェの調査例を重視する見地からは、ヨーロッパでは後期旧石器時代に既に土器も作られていたのではないかとの疑問も提起されている。土器の発明には、焚き火の際に粘土をそのなかに投げ込んだり、粘土面にできた水たまりに焼石を投げ込んだところ、投げ込み過ぎて水が全て蒸発し、粘土が硬化したなどという偶発的な出来事が関与したものと考えられ、その意味では地球上のどこで土器が発明されてもおかしくはないわけである。

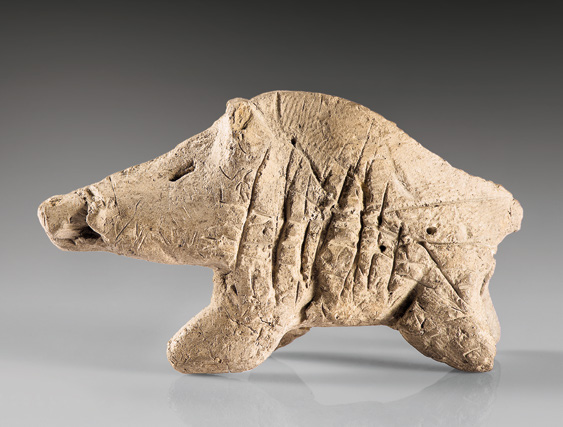
ガンジ・ダレ遺跡出土の新石器時代のイノシシ形土製品

西アジア最古の土器は、イラク国境に近いイランのガンジ・ダレ出土の土器が放射性炭素年代測定で約1万年前と報告されている。この土器についての研究者の見解は、9000年前ないし8000年前とするものが主流である。西アジアの土器においては、土器出現の過程が詳細に把握されており、大多数の研究者もおよそ9000年前の時期を結論づけていて、この発生年代が今後大きく変動することはないとみられている。アメリカ大陸では、アマゾン川流域において古い年代の土器が確認されているが、遡っても7500年前程度と推定されている。こちらは、もっと古い年代を示す土器が今後現れる可能性がないとはいえないが、ただし、1万年前を超えるような古さには至らないだろうと予想される。
ところが、日本列島を含む東アジアでは1万年前（紀元前8000年）を超えるような土器が多数見つかっている。1970年代には、長崎県佐世保市の福井洞窟出土の土器が1万2000年前から1万年前頃のものといわれ、当時は、日本最古というばかりでなく世界最古の土器といわれた。また、同じ佐世保市で麻生優らが調査した泉福寺洞窟出土の豆粒文土器には1万3000年前 - 1万2000年前という年代があてられて世界最古の土器であるとみられた。縄文時代草創期に属する最古級の土器はその後も次々に日本列島各地から見つかっており、神奈川県大和市の上野遺跡では関東ローム層の上部から無文土器が出土して土器の登場がいっそう古くなる可能性が示され、新潟県十日町市の壬遺跡でも無文土器が出土した。

青森県大平山元I遺跡より出土した土器片

近年では、放射性炭素年代測定に改良が加えられ、従来より誤差が少なく、試料が微量でも測定可能なAMS法が開発され、さらに、その測定年代の誤差を補正して相当な精度に絞り込む較正値が算定可能となった。それによれば、青森県外ヶ浜町に所在する大平山元I遺跡出土の土器は 1万6500年前 - 1万5500年前 という暦年年代較正値を示している。大平山元I遺跡では、後期旧石器時代の長者久保・神子柴石器群と無文土器とが共伴しており、同じような状況は茨城県ひたちなか市の後野遺跡でも確認されている。したがって、大平山元Iと後野の2つの遺跡から出土した土器が現在のところ、日本で最も古い土器とみなされている（なお、旧石器時代の特徴を示す大平山元遺跡の同時代頃の石鏃は今のところ世界で最も古い石鏃とみられている。）。日本列島においては、土器の初現は氷河期の最中、農耕の起源とは無関係であることが明らかになっており、従来の農耕・牧畜に基礎づけられる「新石器革命」については、地域ごとによって異なった様相を呈することが示唆されている。なお、北海道地方では、帯広市の大正3遺跡出土の爪形文土器が現状では最も古く、1万4000年前 - 1万3000年前 の年代値が得られている。
近年、ロシア極東地域や中国でも、日本の初期土器群に匹敵する古さを示す土器が続々と発見されている。ロシア極東部の沿海州地方では、アムール川下流域に位置するガーシャ遺跡、ゴンチヤールカ1遺跡、フーミー遺跡などでオシポフカ文化に共伴して出土した土器群が1万年以上前のものと考えられ、アムール中流域ではノヴォペトロフカ遺跡と支流のゼヤ川・セレムジャ川流域に位置するグロマトゥーハ遺跡、ウスチ・ウリマー遺跡で約1万2000年前という年代があたえられており、とりわけ、ガーシャ遺跡やグロマトゥーハ遺跡出土の土器のなかには1万3000年以上前にさかのぼると考えられるものも出土している。極東地域出土の初期の土器群は平底を呈したものが多く、また、石棒など「第二の道具」を伴う遺跡もあって定着性の高い居住形態が考えられる。この地域では、オシポフカ文化の後は、コンドン文化、マルィシェボ文化、ボズネセノフカ文化へと推移する。
一方、シベリア東部では、細石刃石器群を出土するウスチ・カレンガ遺跡、ウスチ・キャフタ遺跡、スツジェンノイエ1遺跡などで初期の土器が出土しており、尖底土器が多く、いずれも沿海州の各遺跡とは型式が異なっている。この中ではウスチ・キャフタ遺跡出土の土器が古く、1万2000年前 - 1万1000年前の年代が想定されている。これらの地での土器もまた煮炊き具であったと考えられるが、しかし、それは当地の植生や気候を考慮すると、必ずしも日本列島のように植物資源の利用拡大ということには結びつかなかったと考えられる。寒冷地に住む人びとにとって長らく、高カロリーで保存のきく魚油や獣脂が何よりも食糧として重要であったことをふまえると、魚介の調理といった用途ばかりではなく、それよりもむしろ、魚油・獣脂の抽出のためにこそ用いられたのではないかという仮説がロシアでも日本でも提唱されている。大貫静夫によれば、シベリアの土器の使用者は漂泊する食料採集民、極東・沿海州の土器の使用者は定着的な食料採集民の性格が濃厚であるという。

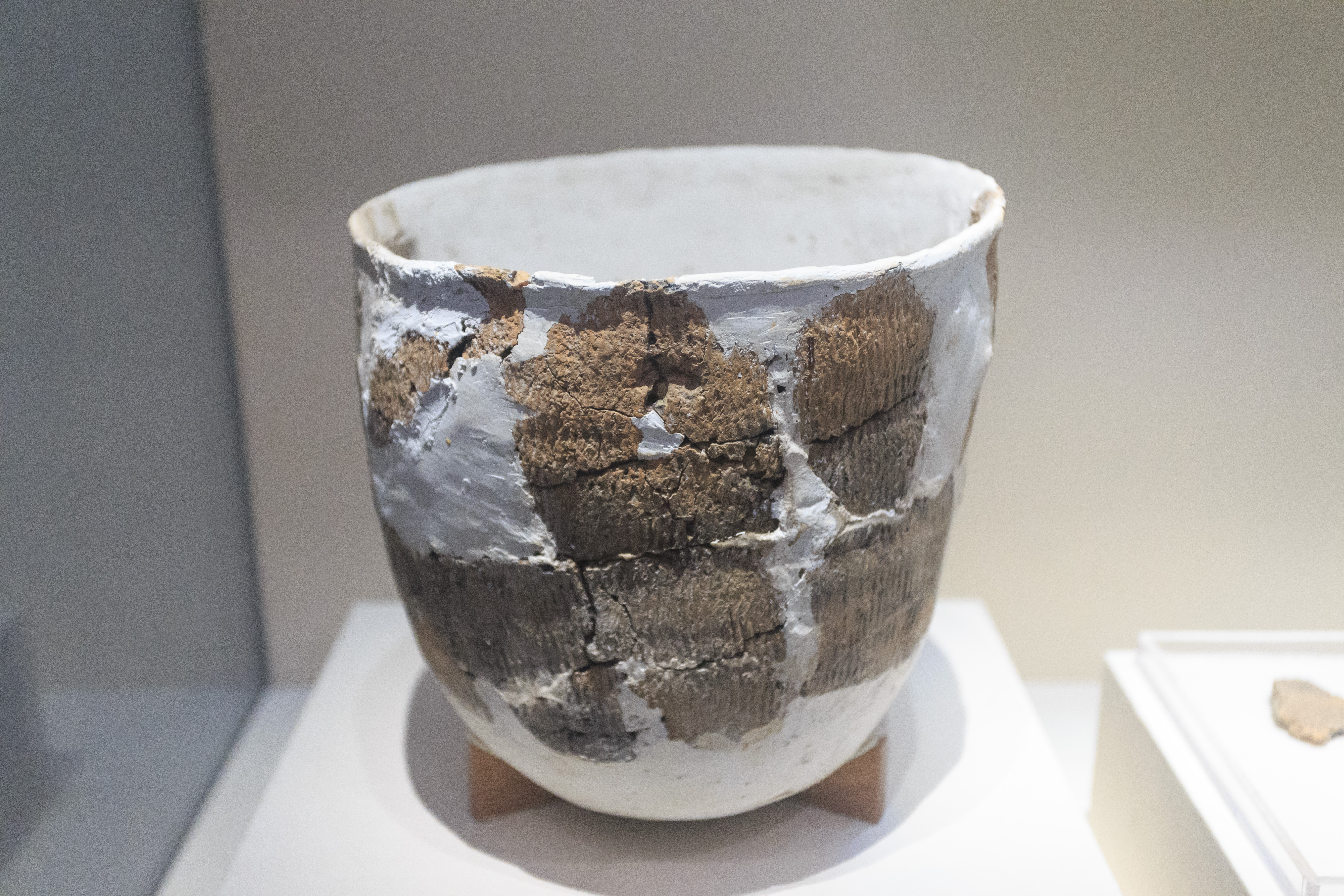
江西省仙人洞遺跡出土の約1万年前の土器

中国にあっては、東北部吉林省の後套木嘎遺跡出土の 約1万2800年前 -1万1200年前の土器が、北部で河北省徐水県の南荘頭遺跡や北京市の転年遺跡から約1万年前の土器が出土しているほか、南部で江西省万年県の仙人洞・仙人洞東・仙人洞西・吊頭環の各遺跡から約1万5000年前、1万6000年前、あるいはそれ以上古い年代を示す土器が出土している。ただし、これらの遺跡出土土器については年代測定法の詳細が不明なものも多くみられる。また、湖南省道県の玉蟾岩遺跡、広西チワン族自治区柳州市の大龍潭鯉魚嘴遺跡、同自治区桂林市の甑皮岩遺跡などでも古い年代を示す土器が出土しており、これらはAMS法やβ線法により年代測定がなされている。とりわけ桂林市の廟岩洞穴遺跡から出土した土器はAMS法で測定された結果、1万5000年以上前の年代が呈示されている。中国南部の出現期土器は、縄文を施した丸底土器が特徴的で、大貫静夫によれば、その担い手は農耕民的な性格を有する（大貫の見解は、土器出現の機能的な理由にも差違があったことが含意されており、東アジアの3地域、すなわち中国、シベリア、沿海州の各地域がそれぞれ別個の理由で土器を出現させたことを示唆している）。また、土器出現期には、前段階から継続する洞穴遺跡以外に貝塚が多数出現するといった変化が生じており、稲作開始の可能性が指摘される遺跡もある。ここでもやはり、日本列島とはやや異なる様相を呈しながらも、生活革命と呼びうるような大変化が生じているのである。
とはいえ、日本以外では出現期土器群の出土資料そのものがまだ少なく、考古資料としては断片的であり、考古学的な編年体系が十分に確立していない点に大きな問題があり、個々の遺物の年代測定の結果も決して鵜呑みにはできないこともまた指摘されている。いずれにしても、人類における土器利用の始まりと最初の定着は東アジアにおいてであり、日本列島以外にも中国南部やロシア沿海州地域にも起源地が想定できるところから、土器発生論そのものもまた、新しい局面を迎えていることは確かである。

#### 世界最古の土器（2024年時点）
その後2022年、世界最古となる約2万年前の土器片を、北京大や米国などの研究チームが中国・江西省の洞窟遺跡で発見したと発表した。洞窟からは280個以上の土器の破片が出土、多くに焦げ跡があり料理に使われたものと推測している。炭素年代測定法で見つかった地層を調べたところ、古い地層は氷河期の1万9千～2万年前と結論付けた。破片は土器の縁部分などとみられ、表面を滑らかに整えたり、筋で模様をつけたりした破片もあった。

### 容器模倣説と製作工程類似説

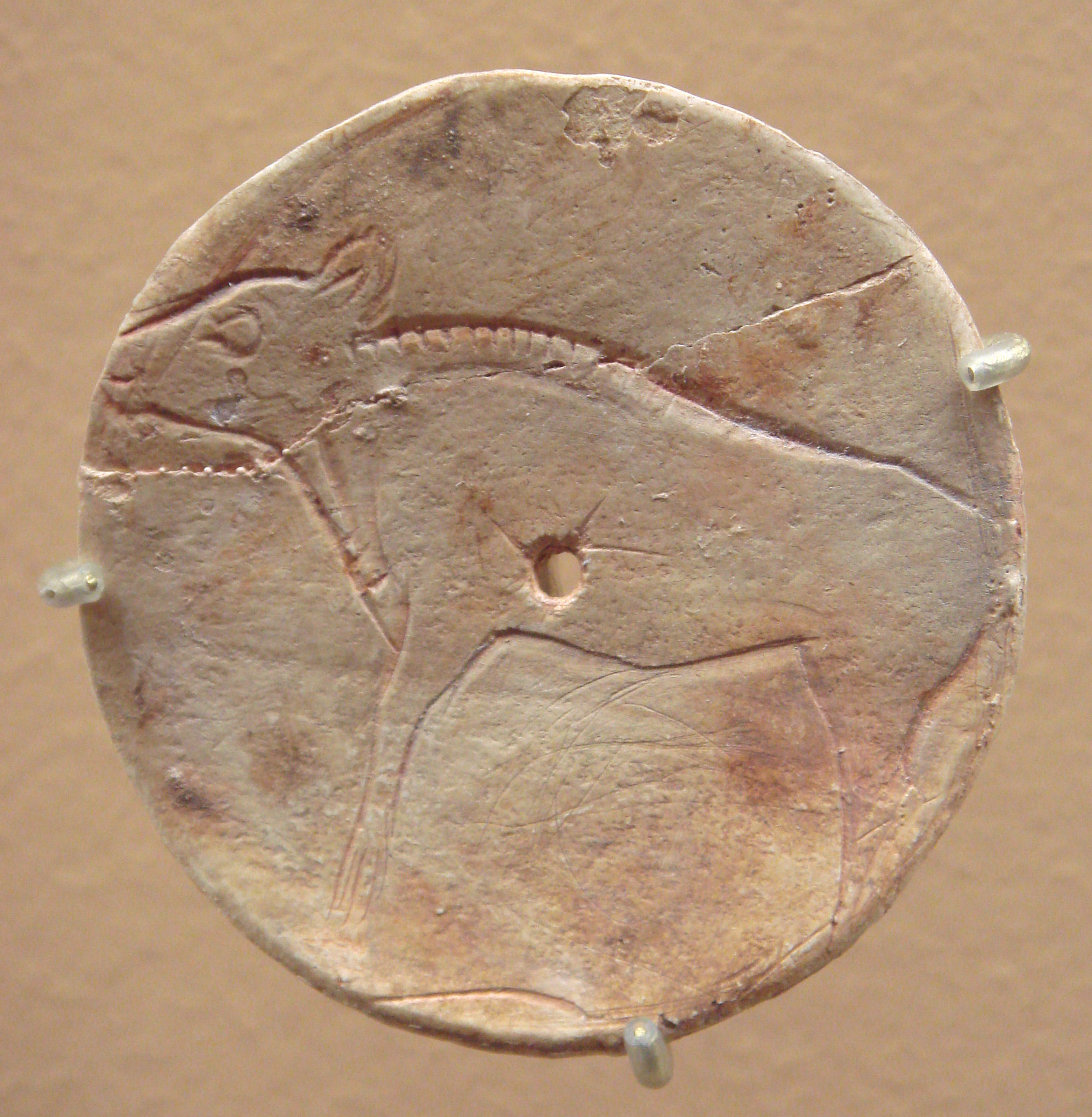
マドレーヌ文化期の獣骨製の円盤
----
オーロックスの反対側には子牛が刻されている。約1万5000年前。フランスのル・マス・ダジル洞窟出土。

籠目土器（埼玉県熊谷市塩西遺跡出土）

人類が、しばしば木の実の殻や貝殻などの自然物をそのまま容器として用いたであろうことは、人類の誕生まで遡るものと推定される。土器は、容器のなかでは樹皮、木、皮革、石、籠などに遅れて登場したため、各地の最初の土器は、これら別種の器の形をモデルとして、それを模倣して作られたと考えられるものが多い。先史時代の土器に、籠形のものや貝殻、木の実のかたちを真似た土器が多いのは、土器出現以前に既にそのような容器があり、あるいは土器出現後もこれらが併用されていたため、その形や意匠が取り入れられたものと考えられる。ただし、皮革や樹皮、木、籠、ヒョウタンなどは土器や石製品にくらべて長い年月のあいだに土中で分解してしまいやすく、今日まで遺存しにくいものであって、その全体像をつかむことは不可能である。現存する容器として古いものとしては、フランスのシャラント県のプラカール遺跡のマドレーヌ文化期（後期旧石器時代末葉）の堆積層から出土した人間の頭蓋骨の頂部を鋭利なフリント製の石器で切断した鉢形の容器（ドクロ碗）や、ムートの洞窟から出土した石製の火皿（ランプ）がある。
籠の内側に粘土を塗り、これを焼いてつくった籠形土器は日本列島でも何点か出土しており、ネイティブ・アメリカンの断崖住居の遺跡からは編物に粘土を塗っただけで焼成していない土器が出土している。また、19世紀以来、ネイティブ・アメリカンの民俗例として、ミシシッピ文化の末裔にあたる種族が、縄や柳の枝で編んだ籠の内側に粘土を塗って乾燥したら粘土を焼いて土器をつくるという事例、プエブロ族における、壺形の編籠をつくる過程と壺形土器の製作過程が完全に一致しているという事例などが人類学分野から報告されており、土器の編籠由来説を支持している。
こうした容器模倣説とは別に、パンづくりと土器づくりとを関連づけ、両者の製作工程の相似性から説く説もある。イスラエルの考古学者ルース・アミランはこの説を提唱し、かつて最初の農耕文明発祥の地である西アジアが一元的な土器発祥の地でもあるとみなされていた時期にはおおいに説得力をもっていた。土器発生の多元説が有力となっている今日では説得力を失いつつあるが、材料に適量の水を加え、こねて、寝かせて成形し、再び寝かせて乾燥させ、最終的に焼き上げて、素材とは質感の全く異なるものをつくるという作業の流れは土器製造とパン製造とは実によく類似しているのである。
| 工程       | 1                  | 2          | 3          | 4      | 5    | 6        | 7      | 8    |
| ---------- | ------------------ | ---------- | ---------- | ------ | ---- | -------- | ------ | ---- |
| 土器づくり | 材料の調達（粘土） | 粘土精製   | 下地づくり | ねかし | 成形 | 文様施文 | 乾燥   | 焼成 |
| パンづくり | 材料の調達（小麦） | 脱穀・製粉 | 生地づくり | ねかし | 成形 | -        | ねかし | 焼成 |

パンに限らず、粉食の定着している文化において、粉を焼いて食べものをつくる際に偶然近くにあった粘土も焼け、それをヒントに土器の製造が発案されたという可能性も、地域によっては充分に検討に値する。

## 土器の性質と製法

### 土器の理化学的性質
土器の原料となる粘土は、「含水はん土ケイ酸塩鉱物」の総称であり、これは主として長石が分解してできたものである。粘土のなかには、いわば機械的に含まれている湿分と、内部で化学的に結合している構造水とがあり、湿分は乾燥させると蒸発して抜けていくが、加水するとまた戻ってくる。これが可塑性のもととなる。それに対し、構造水は450℃の熱を加えると外部に放散してしまい、650℃では完全に失われてしまうので、その後でいくら水分を加えても可塑性は戻らない。粘土分に含まれるケイ酸塩（主にカオリナイト、つまりアルミニウムのケイ酸塩）を加熱すれば、不可逆的に水酸基が還元されて構造水が奪われて立体構造が変化するのである。
一方、石英を573℃まで加熱すると結晶構造が変化することで体積が膨張し、冷却によって収縮する性質を持っている。
土器とは、加熱によって強度を増すことを目的とした、主としてこの2つの物理化学的変化を応用した焼結物であるといえる。乾燥させた粘土を加熱すると、残った水分が蒸発した後、カオリナイトが還元され、573℃で石英の結晶が変形して全体が膨張する。さらに、カオリナイト以外のケイ酸塩の還元が進んだ後、冷却することで石英の収縮によって全体がしまって、強度が高められて、焼結が完了する。
土器は焼成温度が低く、石英のガラス化が始まる前に冷却してしまうので、空気や水分の抜け穴や微細な隙間が数多く残った、比較的多孔質な器物であるといえる。したがって製作にあたっては、その多孔質の性質を低減させて緻密化するための努力がはらわれることが多い。土鍋や湯のみの使いはじめにおかゆを煮たり、入れたりするのは、水漏れ防止のために、これらの穴やすきまをデンプンの粒子で塞ぎ、多孔質の欠点を補う作業に相当する。
しかし、他方では、多孔質であることをむしろ生かすような用途もあり、多孔質という特性を増すよう、敢えて粗く仕上げることもある。

### 土器の素材

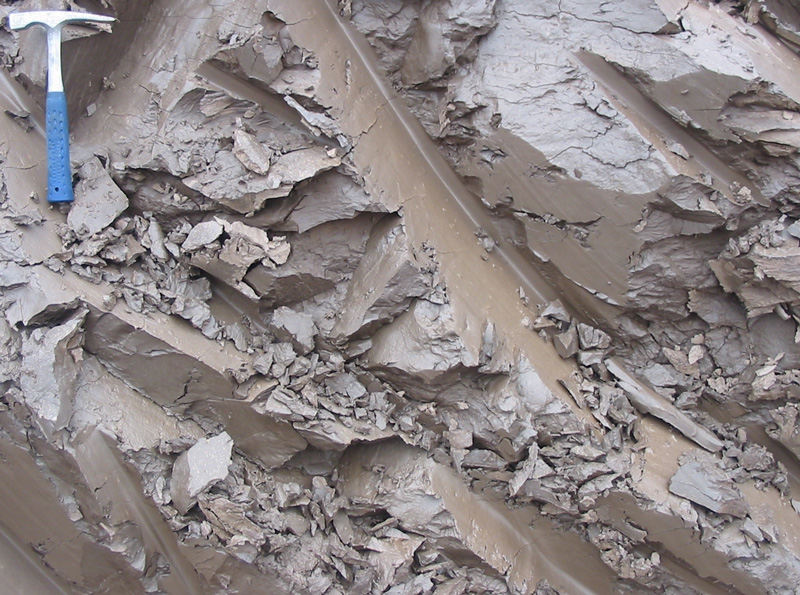
粘土

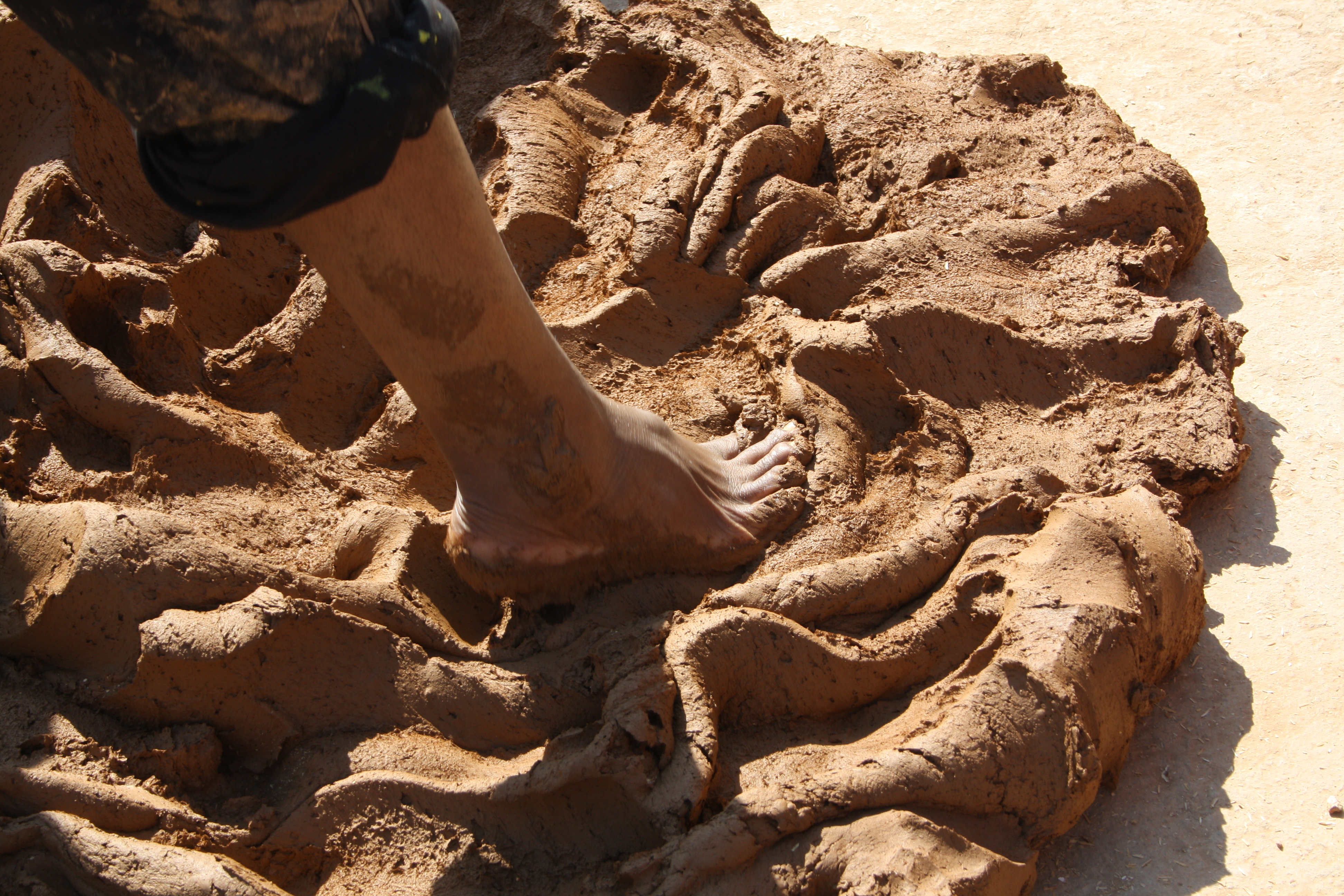
粘土をこねる

土器の材料は、水や風によって運ばれた土の細粒が堆積してできる二次粘土を用いる場合が多く、ケイ石を主体とする母岩が風化してその場で土と化した一次粘土を使用する例は少ない。一般的には、一次粘土よりも二次粘土の方が粘性が強く可塑性に富んでいる。粘土は、砂漠やサンゴ礁が広がる一帯などを除くと世界中のどこででも採取可能であり、その可塑性の高さとともに土器に地方差・地域性を生じる要因の一つとなっている。
素地を作るにあたっては、主として粘性をいく分弱めて作業しやすくするなどのために、各種の混和剤を加えることが多い。砂粒や滑石・雲母などといった岩石の細粒、黒鉛、粉砕した土器片といった無機物のほか、草木の根などといった植物繊維や羽毛など有機質のものが混ぜられることもあり、地域により、また年代により、実に多様な混和剤が用いられる。一方、粘り気の少ない粘土の粘性を向上させるために、動物の糞や樹液、血液などを混和させる場合もある。
こうした混和剤は、以上のような理由のほか土器の軽量化や耐熱化、割れ防止、焼成の際のゆがみ防止、あるいは美観のためにも使用されるが、一般には器の質を粗くすることが多い。たとえば、植物繊維を混和させた土器（繊維土器）は成形作業がしやすく、焼成の際に繊維の一部も焼失してしまうので、器は軽量化して運搬などは容易になるが、多孔性はむしろ高まることが多い。砂もまた、多すぎると割れの原因になってしまう。
したがって他方では精製のための工夫もなされる。たとえば、粘土を乾燥させて粉末にし、水洗いして異物を取り除く作業をおこなうことがある。あるいはまた、粘土に水を大量に加えてかき混ぜ、重い砂粒を沈殿させて上の泥水を別の容器に移し、その水分を蒸発させることによって緻密で良質な粘土を得ることができる。こうした作業を「水簸」と呼んでおり、高級陶器や磁器の素地づくりでは今日でも重要な工程の一つととなっている。
また、タイプの異なる粘土をブレンドして素地として好適なものをめざすこともなされている。こうした工夫から、カオリンの多い粘土、すなわち陶土が求められるようになっていったと考えられる。

### 土器の製法

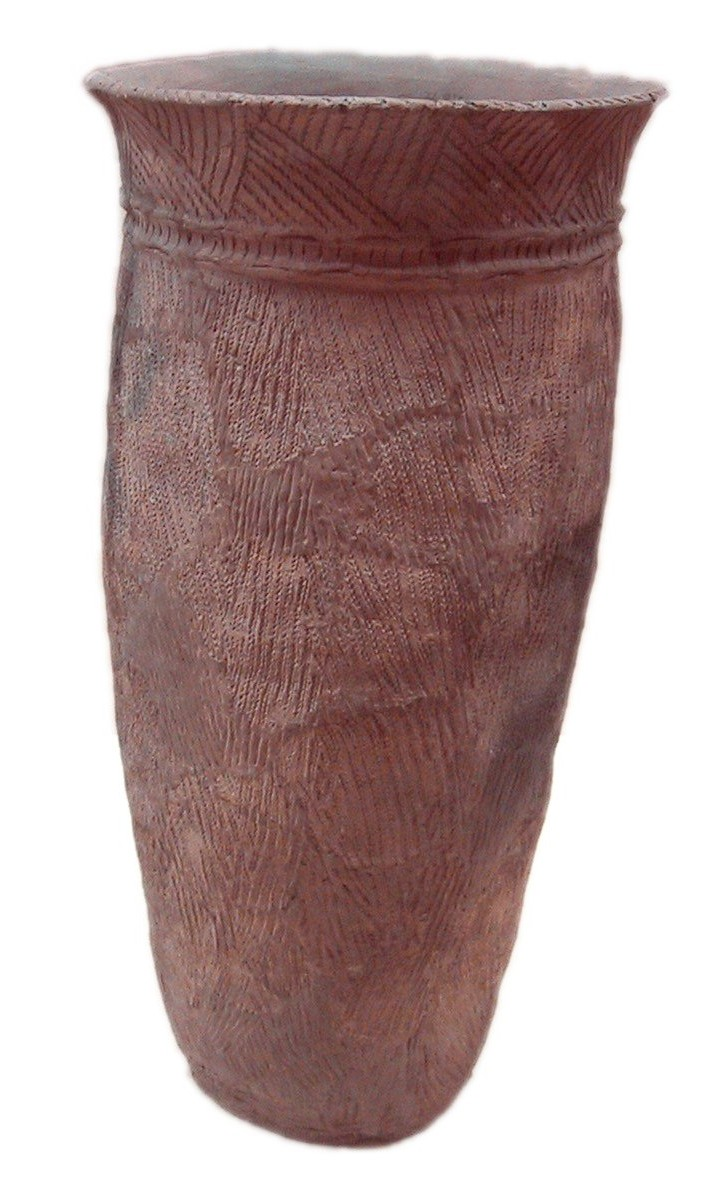
輪積みによって成形され、縄を器面全体に回転させて施文された縄文時代前期の深鉢形土器（円筒下層式土器）

土器の製作工程は、土器に残された痕跡を観察すること、文化人類学的な知見、実験考古学によって想定され、製法の復原も可能となる。土器づくりは、通常、以下のような工程を踏む。
1. 素地土の採取 — 粘土だけでは乾燥時に収縮し、亀裂を生じることから植物繊維や砂などの混和材も採取しておく[5]。
2. 下地（素地土）作り — 押したり、揉んだり、踏みつけたりして粘土中の気泡を抜き、含まれる物質を均一に混ぜ合わせ、粘性を調整する。
3. ねかし — こねた粘土をねかし、混和剤を粘土になじませる。
4. 成形 — 粘土紐を積み上げていく方法やロクロを用いる方法などがある。
5. （整形） — 縄文土器の場合は把手や突起などをつくる。土師器や須恵器の場合は高台をつくる場合などがある。
6. 文様施文 — 縄や撚糸をころがす。ヘラ、刻みをつけた棒、貝殻、種実、縄などを押しつける。ヘラで磨り消したり、ミガキをかけたりする。塗彩する場合もある。
7. 乾燥 — 緻密なものは冷暗所で7日 - 10日程度乾燥させるが、粗放な素地のものは直射日光で短時間で乾燥させる[8]。乾燥によって土器は1割ほど収縮する。
8. 焼成 — 焼成坑や窯を作り、焼成する。窯の使用の有無や焼成方法で、土器面の色調に変化が生ずる[8]。
9. （調整） — 水もれを防ぐため表面を丹念に磨きあげることがある。漆液を塗って仕上げる場合もある。

#### 土器成形の方法
土器成形の方法はロクロの使用と不使用に大別される。
ロクロを使わない成形
土器出現期にはロクロは使われておらず、
1. 手づくね - 粘土の塊の中央に指でくぼみをつくり、徐々に周囲の壁を薄くして器の形に仕上げる方法。
2. 輪積み - 粘土紐、あるいはそれを平らにした粘土帯を環状に積み上げる方法。
3. 巻上げ - 粘土紐、粘土帯を螺旋状（コイル状）に積み上げる方法。
4. 型押し（型起こし、型作り） - 既成の土器の下半部や籠ないし専用の型をあらかじめ用意し、その内側に粘土を押し付けて器のかたちを作る方法

があり、ほかに、小さな粘土板をつなぎ合わせるパッチワーク法がある。縄文土器最古の一群にはパッチワーク法でつくられたものがある。
輪積み法と巻上げ法をあわせて「紐づくり」という場合があり、日本では縄文土器・弥生土器・土師器の多くが紐づくりでつくられた。紐づくり法では、木の葉、網代、布、板などを下敷きにしたり、回転台の上で作業したりして、成形中の土器の向きを変えることもある。紐づくりで土器が成形する場合は、木べらや指先で修正しながら行う。紐づくり法は、土器面に残された輪積みや巻上げの痕跡や粘土紐・帯の合わせ目に沿って割れた破片の断面などによって確認できる場合がある。
型押し法は、外側に型を用意し、内側に粘土をこめていく成形法で、とりわけ帝政ローマ期のアレッティウム式陶器はこの方法を多用されたことで知られている。また、九州地方で見つかる組織痕土器は、型に布状の組織（編布、籠目）を中敷きとして被せ、その網布の上から土を押し付け形成する型取り法（型造り法）で作られている。
なお、中世日本でつくられた「かわらけ」は、瓦器と同様、食器や儀式・祭祀用の酒杯として用いられた土器であり、ロクロを使うもののほか手づくねによるものがある。かわらけは燈明皿としても用いられ、都市部や城館跡からの出土が多い。
ロクロ成形

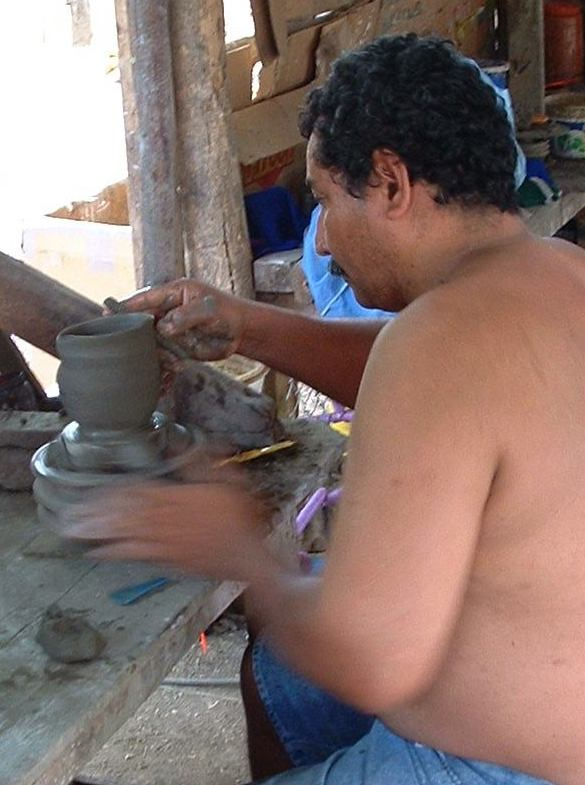
手回しロクロによる成形（コスタリカ）

回転台の発展したものがロクロである。ロクロ成形は、回転運動の遠心力を利用して、粘土塊から器の形を挽き出す成形方法である。作業は一般に水またはヌタ（素地を溶かした泥）で表面をうるおしながらなされる。ロクロによる土器製作が最も古いのは西アジアで、約5000年前にさかのぼる。中国では約4000年前の大汶口文化後期から竜山文化にかけて、南アジアでもほぼ同時期のインダス文明の時期に遡る。日本では、約1600年前の古墳時代の須恵器がロクロ使用の始まりである。
通常、ロクロ土器は成形と整形・調整が同時に進むが、成形後にケズリやタタキの調整が行われる例がある。ロクロの使用は、ロクロ台からの切り離し痕跡（糸を使う場合やヘラを使う場合がある）や土器面の指頭痕などによって確認できることがある。
なお、諸地域の民俗例を総覧すると、ロクロ挽きによる土器製造は男性、ロクロを使用しない土器づくりは女性によって担われることが多く、古墳時代の日本でも須恵器は男性、土師器は女性が作ったとみられている。ロクロを使うのが男性であるのは、女性よりも腕力が強いことが理由といわれている。今日ではロクロの多くは電動式となっているが、それ以前は手回しロクロを片手で回しながら成形し、のちには両手が成形に使えるよう「蹴りロクロ」が各地で考案されて足の力でロクロを回す方法が採用された。ロクロは大量生産と均斉のとれた形のものを作ることに長じているが、大形のものや横断面が円形でない容器を作るのには適していない。
なお、各種の成形法は単独で用いられることもあるが、民俗例からも確認されるように、紐づくりで大まかにつくってロクロで仕上げたり、下半分は型押しでつくり上半を巻上げで作ったりするなど、組み合わせて土器を製作することも少なくない。ロクロを使う場合でも、把手や脚部などは別個に成形され、あとでそれが接合されるという工程を踏むのが一般的である。

#### さまざまな調整（整形）
調整（整形）は、器の壁を薄くして器面の凹凸をなるべく減らして平らにし、器面の緻密さや粗い面を形成させることなどを目的として形を整える工程である。多くは成形の際の仕上げに、あるいは焼成の直前におこなわれることが多いが、まれに、焼成後におこなわれることもある。器表を緻密に仕上げるには、丸い石や竹のヘラなど滑らかなものを使って磨いたり（ミガキ）、指先や水でぬらした布・皮革で撫でたり（ナデ）、また、木目のある板の小口部で撫でつけたり（ハケ）、あるいは「化粧がけ（英語: slip）」といって素地に加水して泥状にしたものを塗って器の表面を覆うなどの方法がある。器表を粗く仕上げるには、割り板や貝殻の縁で引っ掻いたり、削ったりして調整をほどこすという方法（ケズリ）がある。それ以外に、筋や模様を刻んだ羽子板状の道具で外面から素地を敲き締める（タタキ）があり、これは胎土内の気泡を除去する意味もある。
調整に使われる道具には、以上のもののほか、動物の骨や植物の葉など、多種多様なものが用いられる。どのような調整がなされたかは、実物の入念な観察によってその痕跡を確認することができる。

#### 土器の施文と彩色
土器の装飾は、土器がまだ軟らかい段階、生乾きの段階、よく乾燥した段階、焼成後など各段階でおこなわれる。土器装飾の手法は、器表を各種の工具で、線を引いたり、削ったり、くぼめたりする沈文、粘土紐や粘土粒を貼り付ける浮文、色を加えた彩文（彩色）（塗彩、彩文、描画）、その他（象嵌など）に大きく区別される。
文字や記号が刻まれた土器を刻書土器という。また墨による文字や記号が付けられた土器を墨書土器という。
これらの装飾のない土器は無文土器というが、そのなかには、成形の後、生乾きの間に器面全体をヘラで磨いたものがあり、これを磨研土器（まけんどき）といい、通常の無文土器とは区別する。
縄文は、撚りをかけた紐 (縄) を用いてつけた縄目文様であり、縄自体を土器面に回転させる手法（回転縄文）が最も普通であるが、その場合、文様としては斜行縄文となる。その他、縄の側面や先端を押圧する手法や縄を丸棒の軸に巻きつけた絡条体（らくじょうたい）を回転または押圧するという手法がある。縄文（縄目文様）は、中国やヨーロッパなど世界の先史時代の土器や民族事例などにもみられるが、日本における石器時代の土器に特別な発達がみられ「縄文土器」「縄文時代」の名称の由来となった。縄ではなく撚った糸を軸に巻きつけて施した文様は撚糸文（よりいともん）という。施文原体（撚紐、絡条体）の種類と施文法の組合せによって多数のバリエーションが生まれ、それについては、戦前の山内清男による総合的な研究がある。
彩文土器（彩陶）は、メソポタミア文明、エジプト文明、インダス文明、中国文明、古代ギリシア、ヨーロッパなどで広くみられるが、この場合、彩色具は、あくまでも表面を彩色するのみであり、釉薬のように胎土を覆ったり、透水性を変化させたりなどの物理化学的な変化を器本体にもたらさないことを前提としている。釉薬によらないギリシア陶器や漢代の土器なども一般に彩文土器にはふくめない。

### 土器の補修
土器は多くの場合、損壊したら、そのまま廃棄される。ただし、破損したときの接着剤として、漆や天然アスファルトその他が用いられる場合がある。漆は、日本では既に縄文時代前期より技術開発が進められている。アスファルトは、日本の縄文時代中期から晩期にかけて、秋田県から新潟県沿岸部の油田地帯産のものが東北地方を中心に北海道南部から北陸・関東地方にかけて広く交易されていることが確認されている。
陶磁器の時代に入ってからは、日本では「金継ぎ」という、漆芸を応用した補修が生まれたが、これはたぶんに茶道の精神に由来するものである。

## 土器の形態と用途

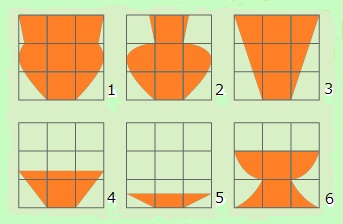
長谷部言人提唱の「器形による土器の器種分類」
----
1.甕形土器、2.壺形土器、3.深鉢形土器、4.浅鉢形土器、5.皿形土器、6.高坏形土器

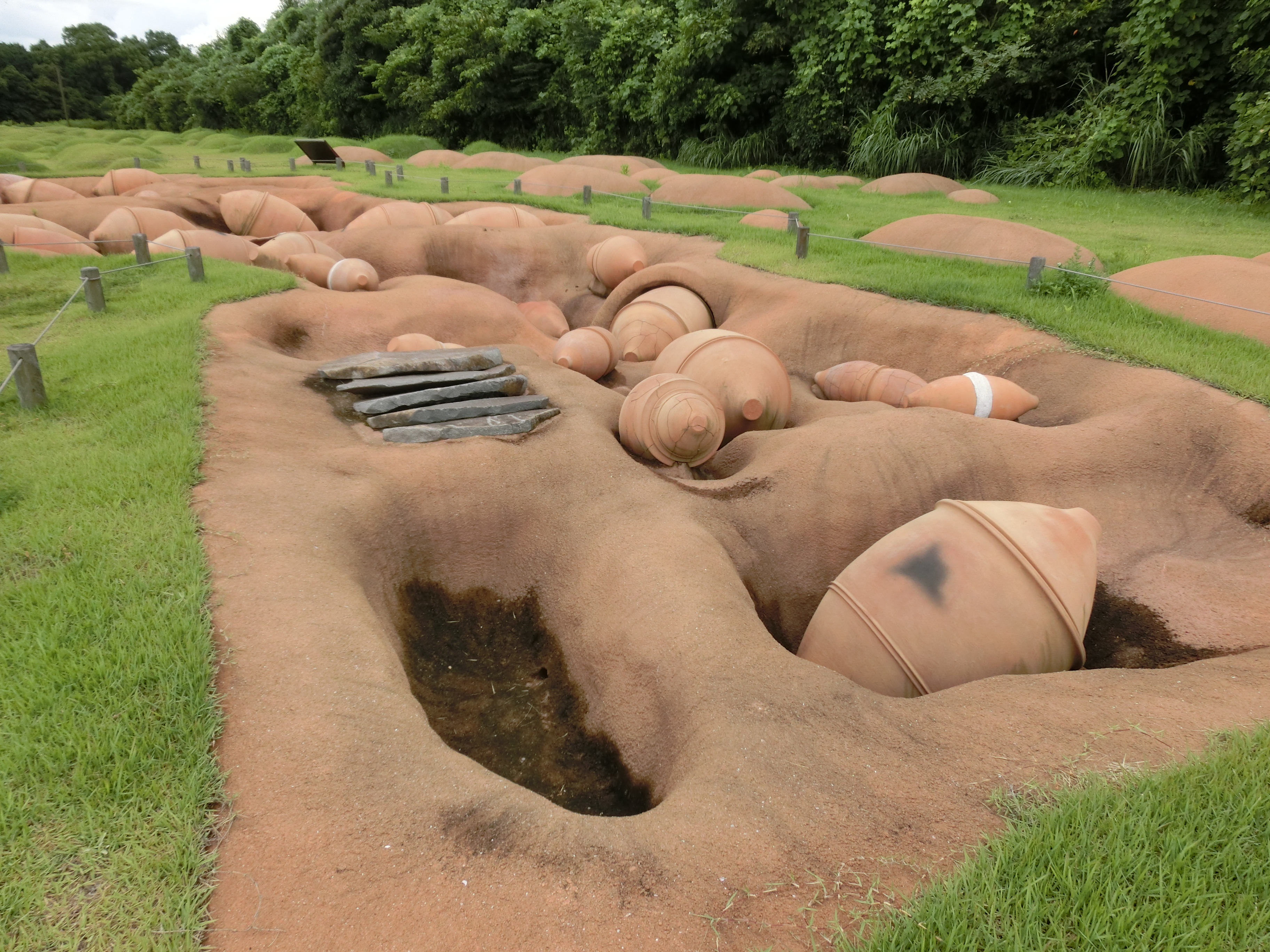
佐賀県吉野ヶ里遺跡の複製甕棺墓のならぶ墓域の復原遺構

土器の本体および各部位の名称は、土器全体のかたちを人間の身体に見立てて、ものを出し入れする部分を「口」、最下端部を「底」、その間を「胴」と呼び、各部の変化によって土器全体のプロポーションに変化が生まれることから、そのプロポーションによって甕（かめ）、壺（つぼ）、深鉢（ふかばち）、浅鉢（あさばち）、皿（さら）、碗（わん）、高坏（たかつき）などと呼び分ける。器種を細分化する際も、「短頸壺」（首）、「双耳壺」（耳）など人体に模した表現がよくなされる。
特定の人間集団が使用する土器群を抽出すると、使われる土器の形態や大きさは多種多様であるとともに、形態や大きさによって作り分けられ、使い分けられていることが判明している。用途に関しては、日用と非日用に大別され、日用品は、煮沸用（煮炊き用）、貯蔵用、供献用（盛付け用）、食事用、運搬用などがある。非日用品としては、祭儀用として祭礼儀式や神霊への供献の場面で、墓用として墓への副葬品として、また埋葬用の棺として用いられる。
ただし、時代によって生業や生活様式が異なることから、先史時代の土器に関しては特に、単純に形態から用途を類推することはできない。たとえば日本列島の場合、縄文土器は、当初煮炊きの道具として生まれたことが土器の表面にこびりついた煤状炭化物や吹きこぼれの痕跡によって確かめることができるが、その多くは深鉢の形状をなしており、これら深鉢形土器は縄文時代を通じて貯蔵、場合によっては子ども用の墓（土器棺）など多用途に用いられた。それに対し、稲作農耕が本格化して、米粒食が普及すると甑（こしき）、鍋、甕などが炊飯や煮炊き具として普及し、供献用ないし食器として椀（碗）が登場し、貯蔵のための甕の重要性が高まる。ただし、甕形の土器は縄文時代よりすでに液体などの貯蔵用として用いられており、弥生時代には棺としても用いられており、ここでもやはり形態と用途との対応は一義的ではない。
煮沸用土器については、耐熱性という点から多孔質を増して仕上げられており、陶磁器には代用不能な役割を担っている。また水などの液体を蓄えるという用途からすれば一般的には陶磁器は土器より優れているが、熱帯地方やイスラーム地域では、土器の多孔性をむしろ利用し、水が滲み出る際に生じる気化熱によって常に冷水を蓄えるということに利用されている。人類史的には、煮沸用土器が生まれたことで、生水ではなく煮沸した水を飲料に供給できたことは、中毒症の罹患や感染症の蔓延を防ぎ、人びとの定住化をおおいに促進させたものと考えられる。日本列島においては、縄文時代後期より海水を煮詰めて塩をつくる土器製塩がおこなわれるが、製塩土器もまた煮沸用土器にあたる。塩は調味料であるばかりでなく食品保存料であり、内陸部へもさかんに運ばれている。
なお、原始・古代の遺跡からは、通常の土器よりもサイズが小さく実用に適さない「ミニチュア土器（袖珍土器）」が出土することがある。祭祀用または玩具との説があり、多くは手づくねでつくられる。なお、子どもが土器作りの練習として作ったとの見方も存在する。

## 土器研究と考古学
日用品として使用される土器は、その可塑性ゆえに形や大きさ、装飾のバリエーションが豊富で、壊れやすいことから消費率も高く、一度壊れると再利用も難しい一方、すぐに補うことができるため、新陳代謝のスピードが速く、時期によって、用途や成形技法、形状がどんどん変化してゆく。このため、他の材質の道具よりもはるかに製作技術に富んでおり、その識別も容易であり、また、遺物としてみても、製作量そのものが多いばかりではなく有機質のもの（木・樹皮・皮革・骨など）と異なり、腐敗・腐朽することがなく半永久的に遺存する。このような特性から、土器出現以降の時代に関しては、土器には時代性や民族性が反映されやすく、考古学上の文化の変遷や地域性、生業や地域間交流などを知るうえで絶好の手がかりとなる。土器が考古資料として重視されるゆえんであり、ヨーロッパでは考古学の一部門として「土器学」という分野を立てている研究者もいるほどである。

### 型式学的研究と層位学的研究
土器は、他の遺物と同様に型式学的研究がなされ、時間を計る物差しとして考古学上の編年の指標や研究の対象とされる。型式学的研究法とは、19世紀後半にスウェーデンの考古学者、オスカル・モンテリウスらによって提唱された研究方法である。土器の場合、形態や装飾にあらわれる時間的、地域的特徴を丹念に調べ、個々の道具がもつ直接的な機能や用途と、装飾の技法など直接的な機能とは関係のない属性の両側面から検討し、こうした変化のあり方を時間的・空間的に配列して、変化の方向性をとらえ、各遺物の用いられた社会や文化の特性を明らかにしようというものである。
層位学的研究は、地質学でいう「地層累重の法則」を考古学に応用したものであるが、考古学ではこれに加えて遺構相互の切り合い関係によっても年代の相対的な新旧関係を検討する。日本においては、土器型式名は層位学的研究法を土台としており、型式命名のもととなった遺跡を標式遺跡と呼んでいる。縄文土器について、層位学的研究によって、ひとつひとつの土層（地層）から出土した土器の編年研究を、ねばり強く進めた先駆者が山内清男であった。山内、八幡一郎、甲野勇らによる縄文土器の型式編年は、世界の先史土器研究のなかでも精緻をきわめる一例であると評価される。

### 胎土分析と産地同定
土器はまた、胎土中の岩石や鉱物の組成と出土周辺地域の地質を比較すること（胎土分析）によって、在地的な土器であるか外部から搬入されたものであるか産地を推定すること（産地同定）が、ある程度可能となっている。これは、土器製作集団の活動や製品の移動を示す大きな指標にもなっている。縄文土器や弥生土器のような低温焼成の土器に関しては、胎土の観察によって産地同定が可能であるが、たとえば須恵器などは、1100℃という高温で焼成するため、鉱物のほとんどは融けてしまい、産地同定が困難である。それを補うのが科学的分析法であり、その代表的なものに蛍光X線分析法がある。これは、分析試料にX線を照射したときに生じる蛍光X線（二次X線）の元素ごとの波高を求めて、その含有量を調べるという分析法である。胎土分析、産地同定ともにデータの増加と科学的分析法の採用にともない、精度は近年、格段に向上している。

### 地域性
1960年代後半から、土器の移動について言及されるようになった。
在来系土器（在地系土器）
その地域で作られた土器。
搬入土器
他の地域から持ち込まれた土器を搬入土器と呼び、各地で独自性があることから地域間交流を知ることができる。
外来系土器
また、搬入土器に影響され、真似され在地制作で作られた可能性もある。その区別は、土を分析することで在地系土器か確認できるが、搬入土器とまとめて外来系土器とされる。

## 世界各地の土器文化

### サハラ以南のアフリカ

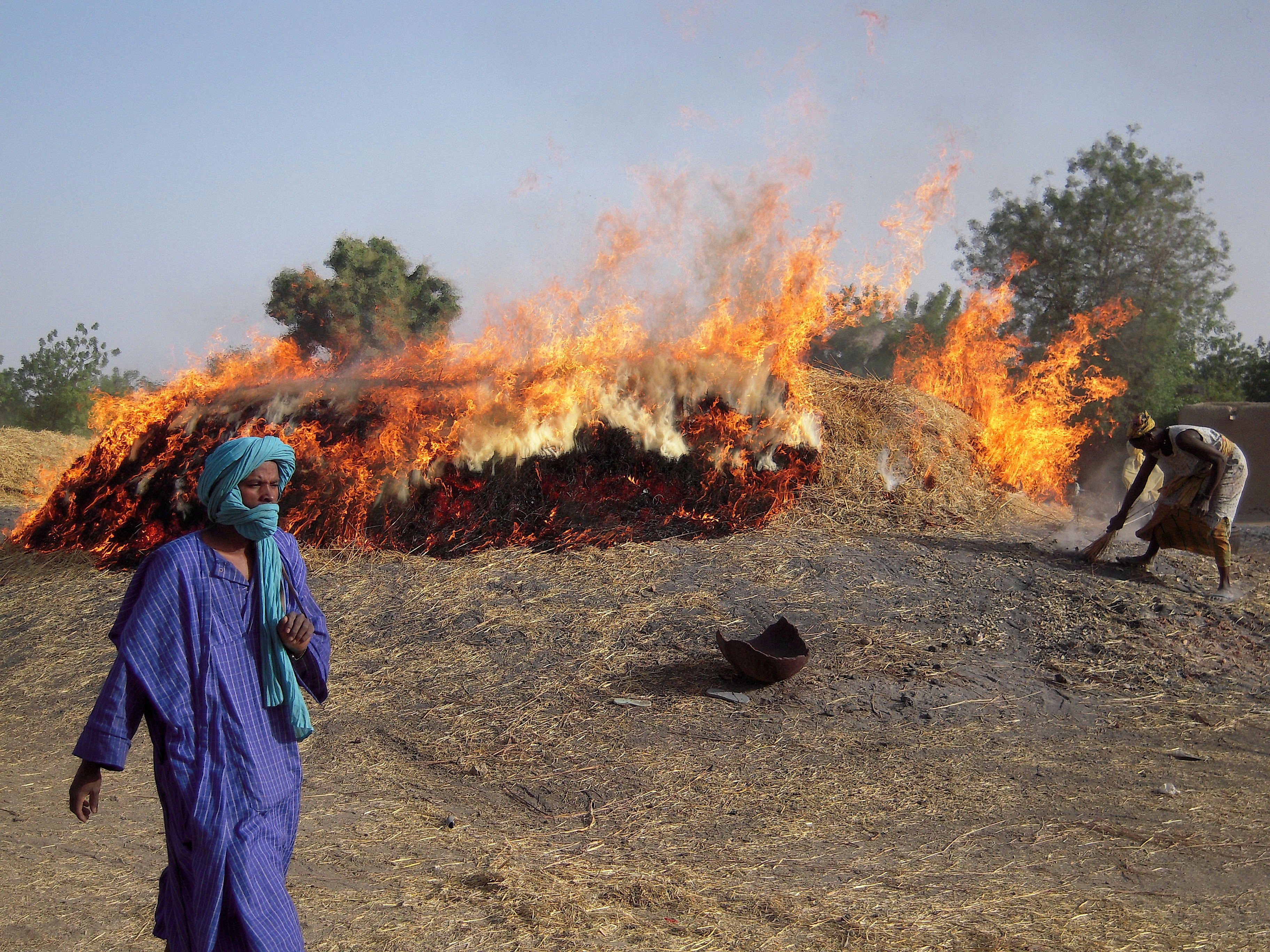
バンバラ族（マリ）の村、カラボウゴウはやきものづくりの村で、現在でも野焼きによって土器が作られている。

東アフリカの大地溝帯に所在するケニアのガンプル洞窟では、エブルル様式（旧「ケニア・カプサB文化」）とされる後期旧石器時代末葉の文化層から土器片が発見されており、およそ1万年前にまで遡り、アフリカ大陸における最古級の土器と考えられたことがある。この上層（旧「ケニア・カプサD文化」およびエレメンテイタ文化の時期）の遺跡からは約8000年前（紀元前6000年頃）の尖底深鉢形土器が出土している。
1997年から2009年にかけて行われた、西アフリカのマリ共和国中部のオウンジョウゴウ遺跡群の調査では、1万1400年前（紀元前9400年）の土器片が見つかり、注目を集めた。この遺跡群はバンディアガラの断崖とその周辺一帯にあり、100以上の考古遺跡から形成されている。調査は「アフリカにおける人口と古環境」の一環として28か国50人の調査団によって比較的広い範囲についてなされ、更新世から完新世に至る古環境の変遷とそれにともなう人類の活動がどのようなものであったか、多角的に分析・検討された。調査を指揮したジュネーヴ大学のエリック・ヒュイセコムは、この土器について、砂漠が緑化される（「緑のサハラ」時代の到来）という環境の大変化に際して発明されたアフリカ・中東地域最古の土器であり、中国・日本・ロシア沿海州といった東アジア地域とは別に独自に発明されたものであり、東アジアとの同時性についてはむしろ、弓矢の発明との関連を掲げたうえで、人類が気候の変化にどう対応するのかを示す点で共通性があるとしている。
ナイジェリアでは紀元前10世紀から6世紀にかけての鉄器時代の文化、ノク文化は、優れた土偶や土面を数多く出土したことで知られている。なお、アフリカ大陸では、今日でも野焼きなどによって日常什器のほか民芸品的な土器も広く作られており、その中には優れた芸術性を持つ作品も少なくない。

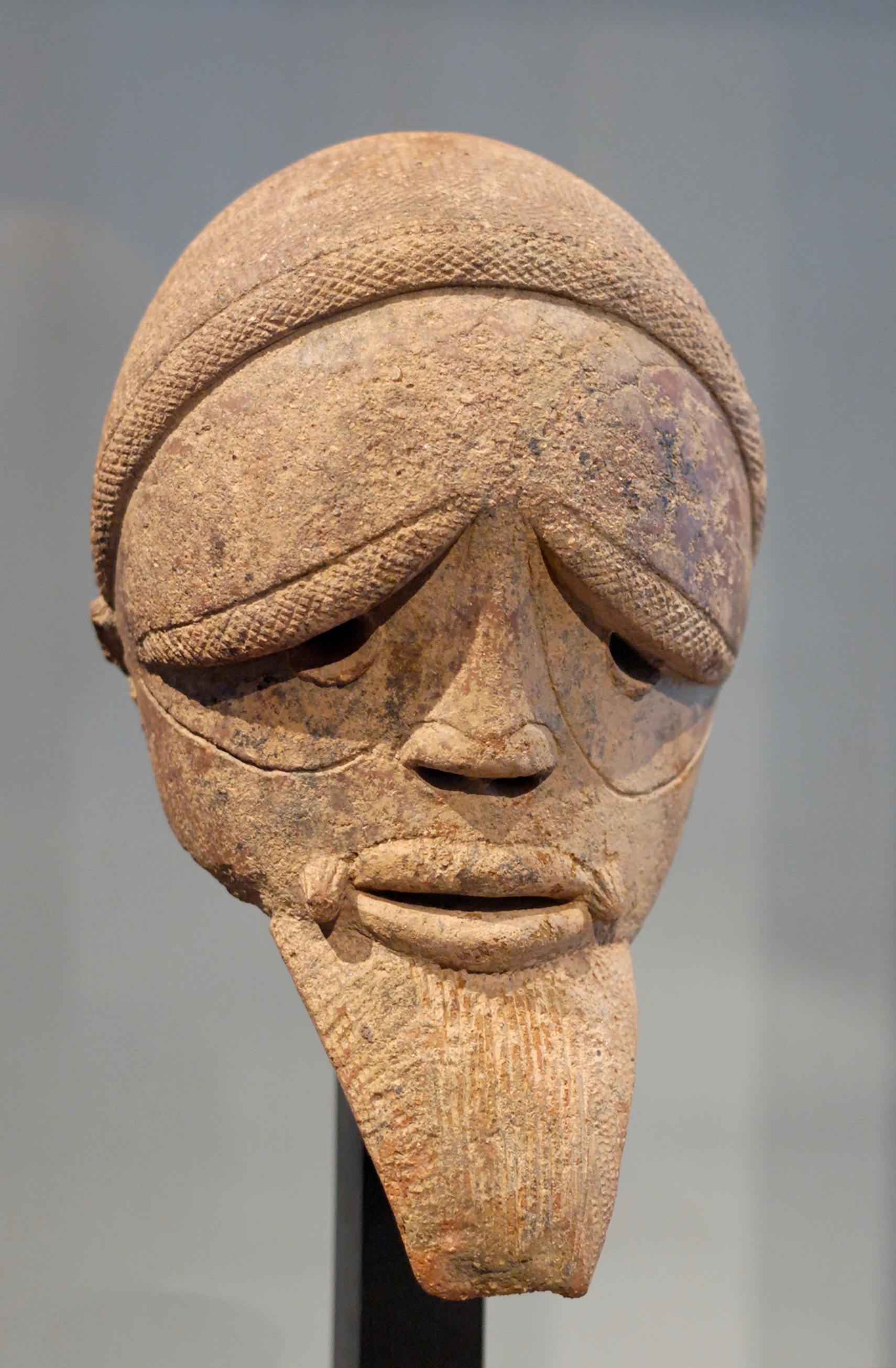
紀元前6世紀のノク文化の土偶（ソコト州）
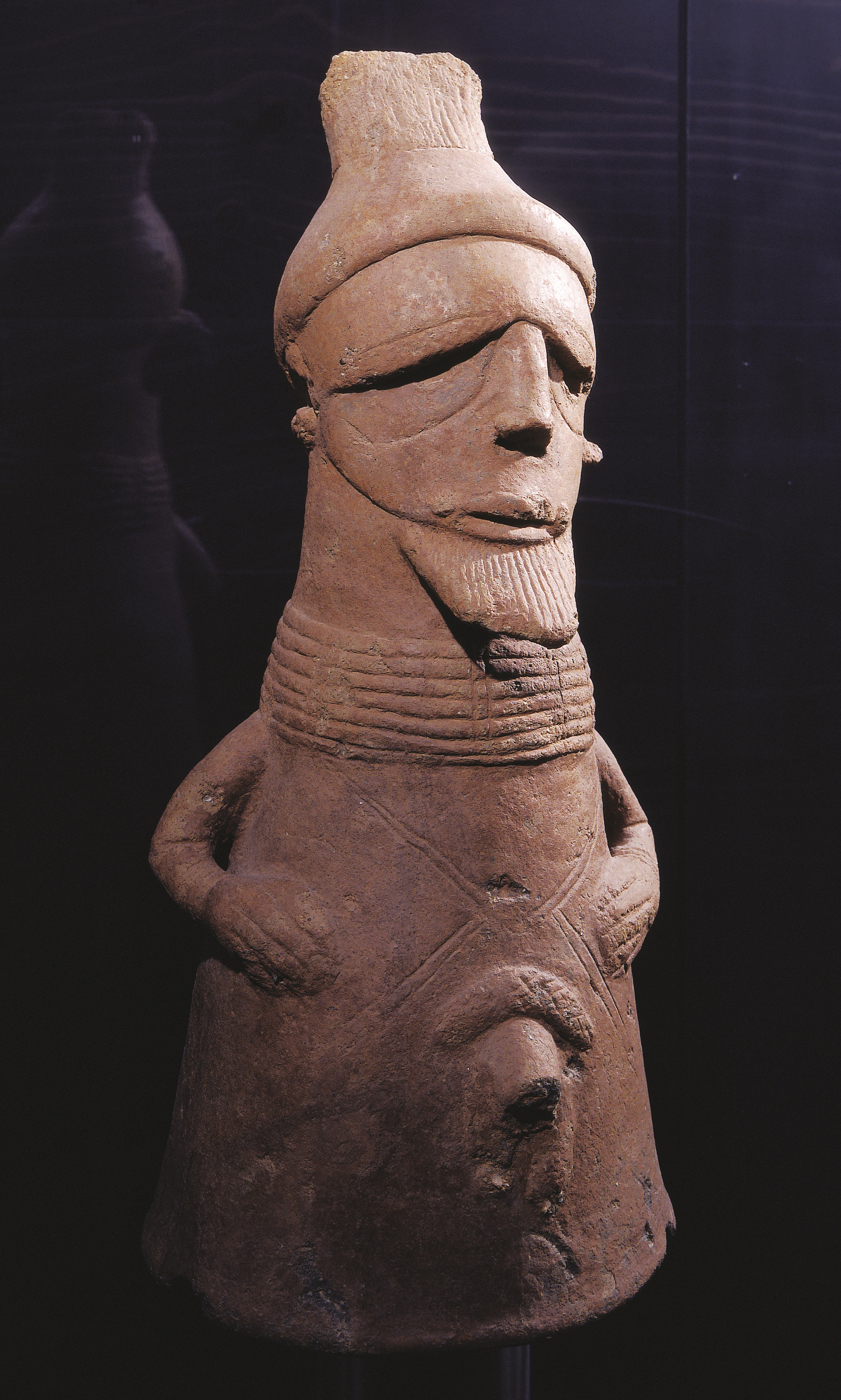
紀元前7 - 1世紀のノク文化の土偶（ソコト州）
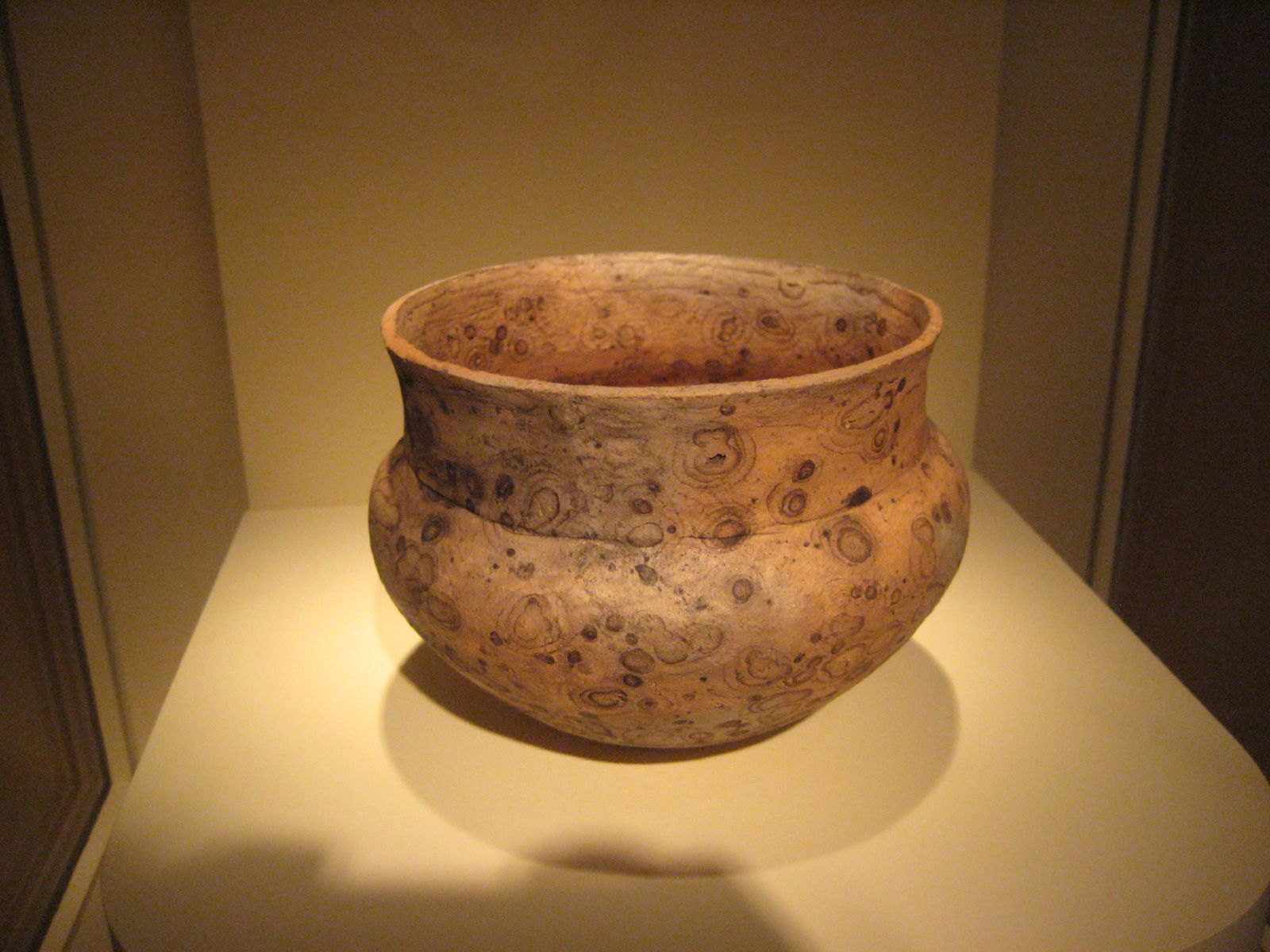
19世紀 - 20世紀のコンゴの甕
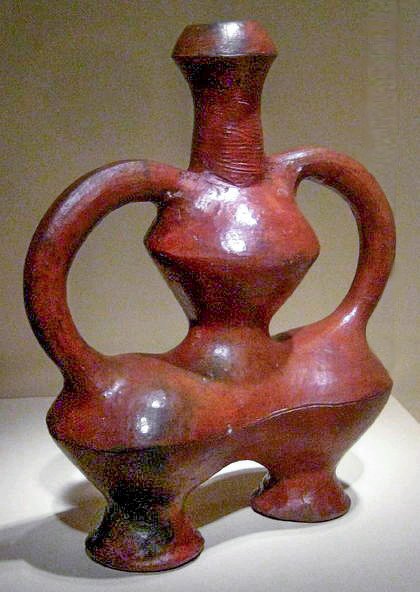
20世紀のコンゴの赤色磨研土器把手付壺
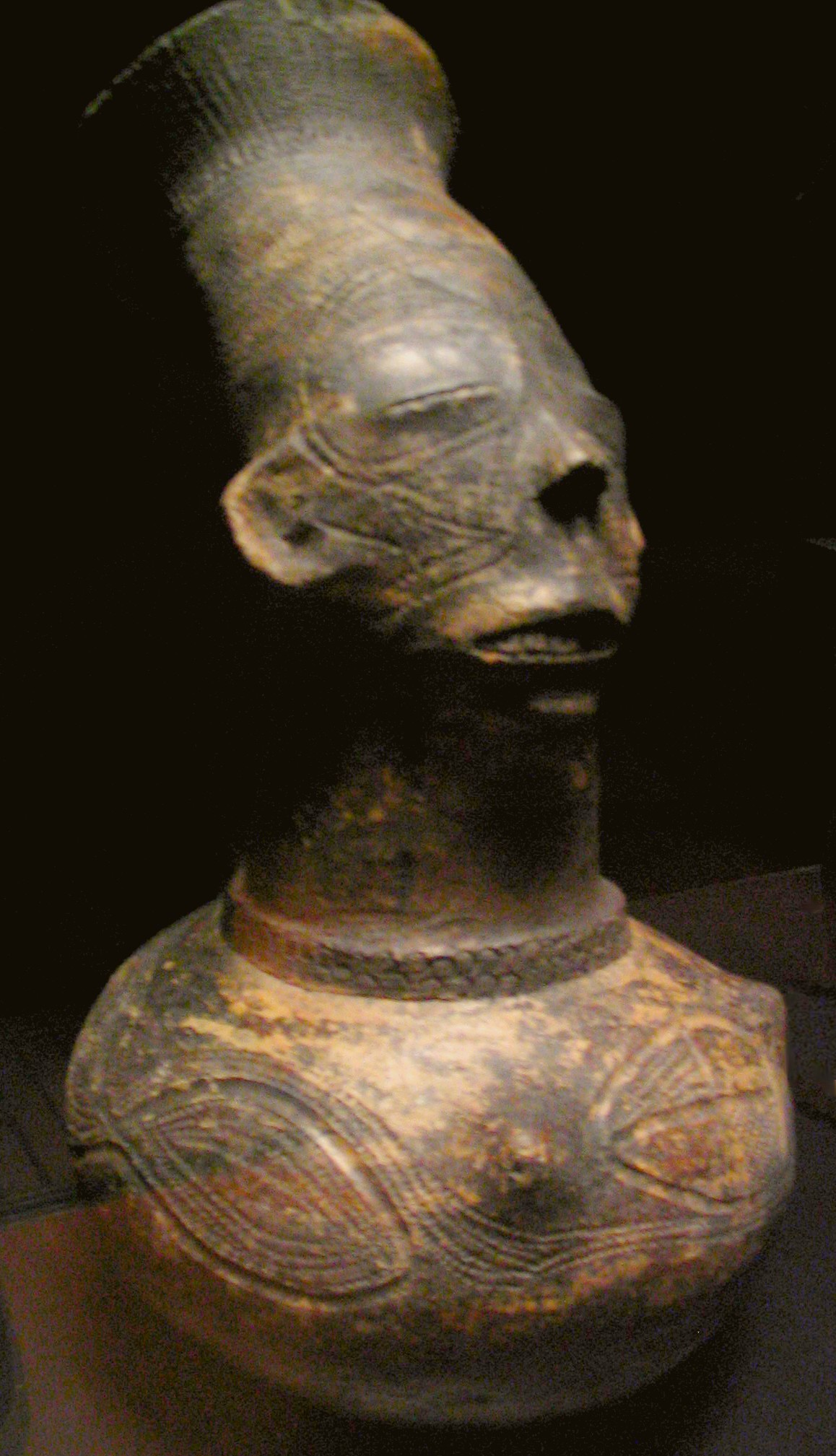
カメルーンの人物像付土器（年代不詳）
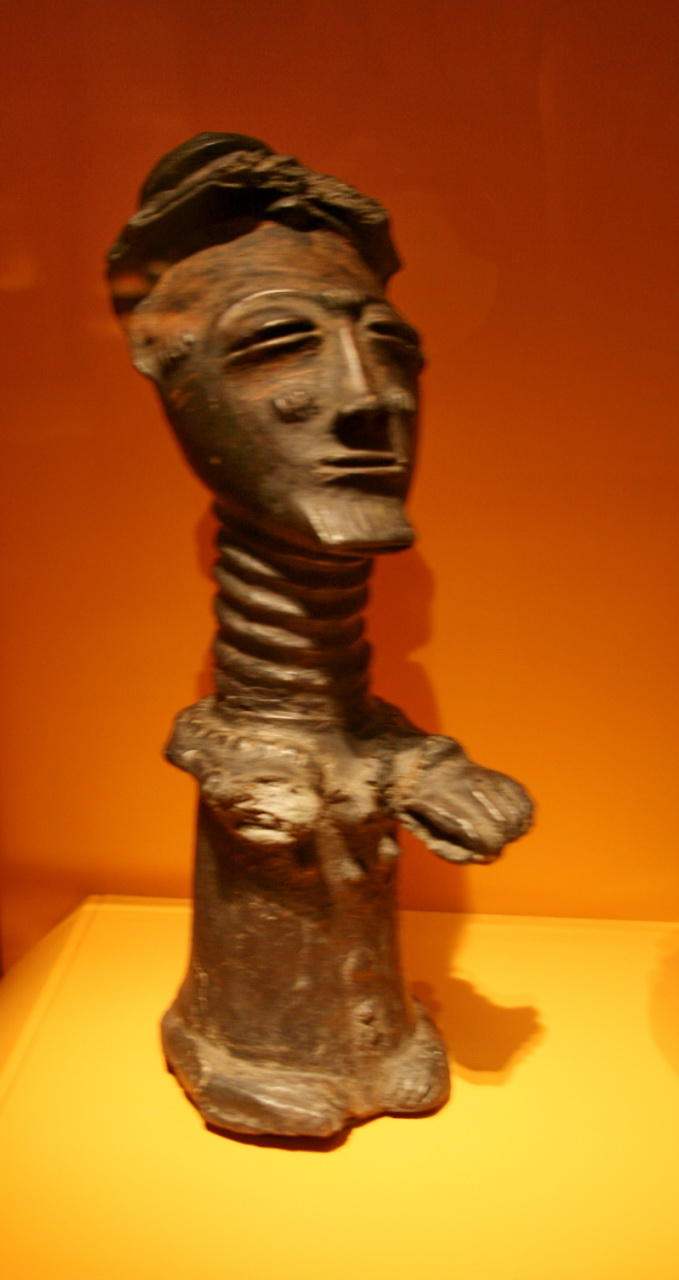
20世紀初頭のアンイイ族（コートジボワール）のテラコッタ人物像
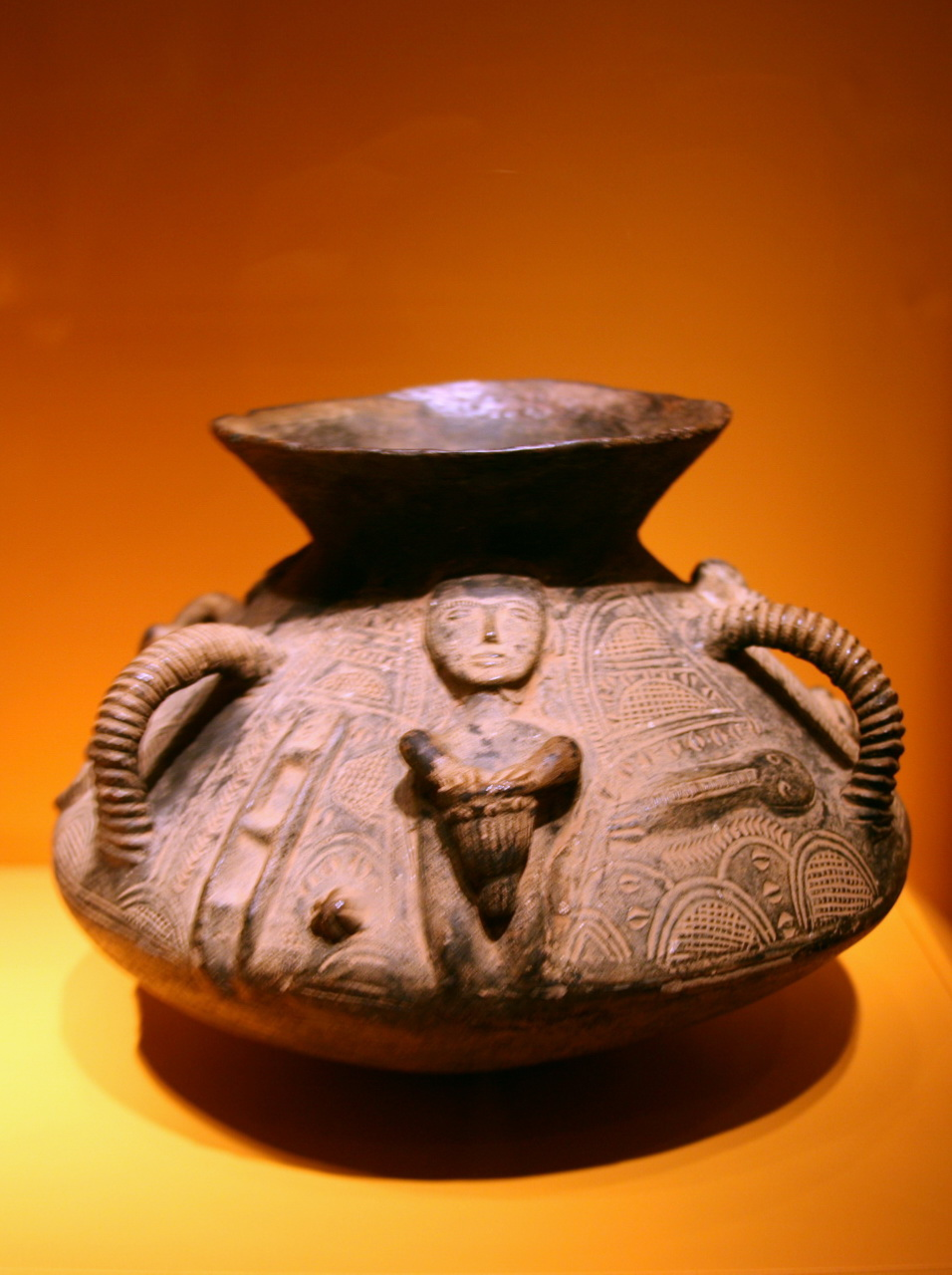
20世紀初頭のエフィク族（英語版）（ナイジェリア）の甕

### エジプト
エジプトでは、旧石器文化と新石器文化の文化層が連続するナブタ・プラヤ遺跡において、紀元前6150年頃に六条大麦の栽培、牛の飼育とともに、波状文や櫛目文をほどこした黄褐色土器が出土し、ナブタ新石器文化と称されている。土器は大形薄手で、新石器文化も当初出土する動物骨はガゼルやノウサギなど狩猟で得たものがほとんどであった。紀元前5500年頃になると、農耕と牧畜が明瞭に生業の中心となり、土器は器形・施文法、いずれも多様化し、しだいに赤みを帯びる傾向を示し、のちの赤色磨研土器につながっていく。
先王朝時代の紀元前5000年頃に上エジプトに始まるパダリ文化期では、薄手の磨研土器が特徴的であり、赤色磨研土器とその変形である口縁部と内側を黒化させた黒頂土器（英語: black top）および黒色土器はパダリ文化を代表している。
紀元前4000年頃から紀元前3600年頃にかけてのナカダI期（アムラー文化）では、黒頂土器や赤色磨研土器、また、赤色磨研土器に白土で幾何学的に装飾した白線文土器（図像内部を交線で埋めるので「交線文土器」ともいう）に特徴がある。つづくナカダII期（ゲルゼー文化、紀元前3600年-紀元前3200年）では、赤色顔料による彩文土器が盛んに作られるようになる。文様の中心となっているのは船であり、マストには呪物を示す標章が描かれているのが特徴的である。
古王国時代（紀元前2686年頃 - 紀元前2185年前後）や中王国時代（紀元前2040年頃-紀元前18世紀）にも磨研土器がみられ、新王国時代（紀元前1570年頃 - 紀元前1070年頃）には、多種多様な彩文土器が盛んに作られた。新王国時代のエジプトでは、白みがかった青色顔料が特に好まれ、多くの土器・土製品で塗彩されている。
土器の材料にはナイル川の泥土や周辺台地からの泥灰土が利用され、エジプト初期王朝時代の紀元前2500年前後までにはロクロを利用した土器が現れた。

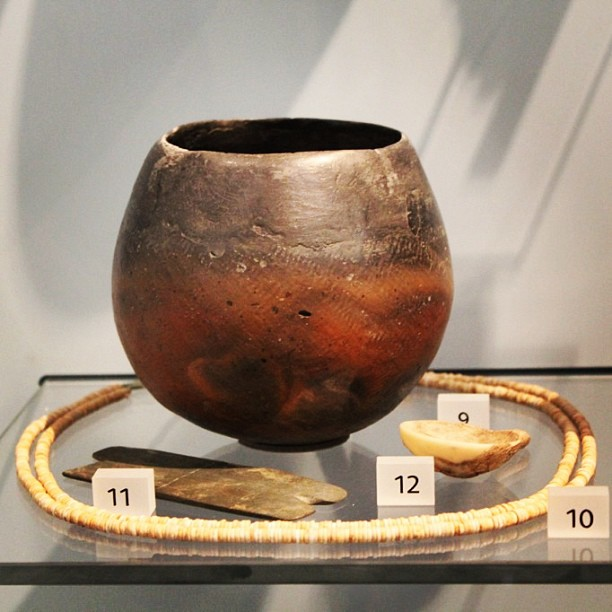
バダリ文化期の遺物（中央に黒頂の赤褐色土器壺）
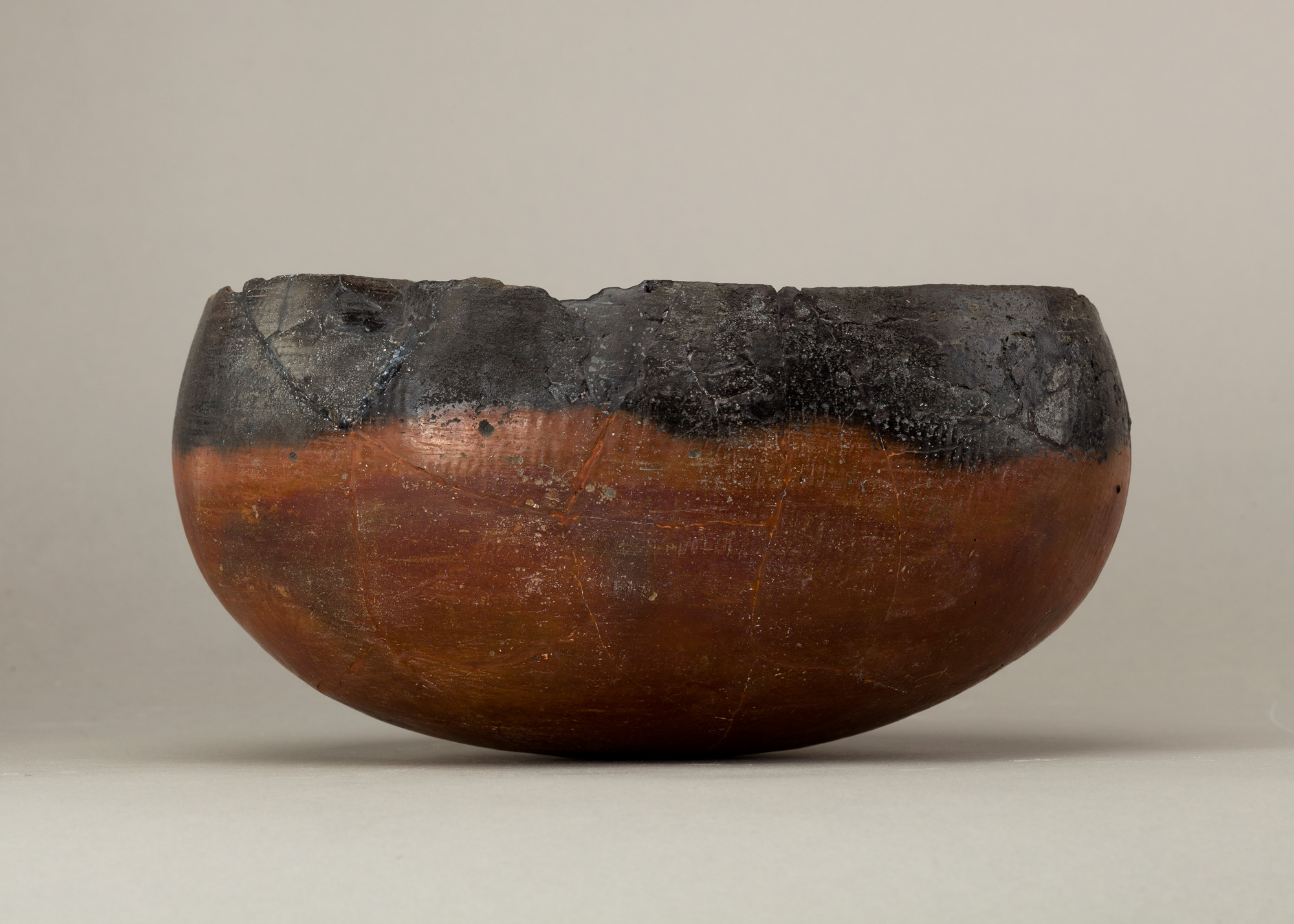
バダリ期の黒頂土器碗
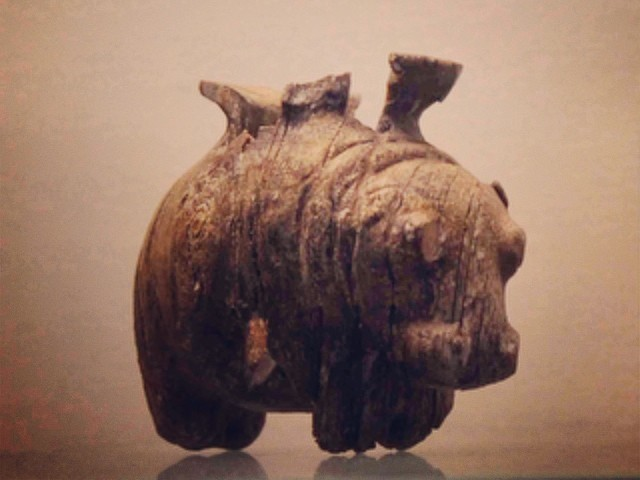
パダリ文化期、カバ形の壺
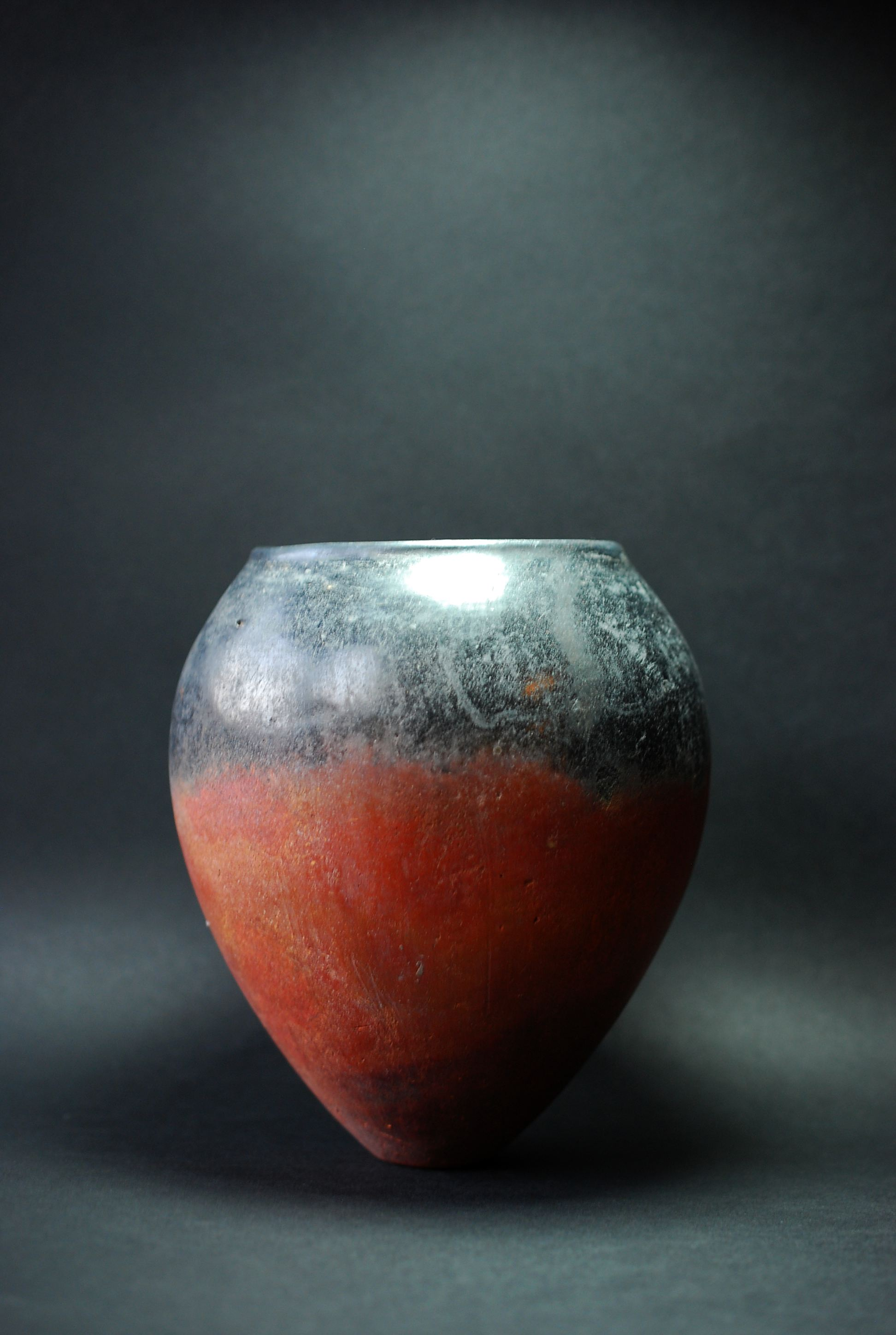
ナカダI期の黒頂赤褐色土器壺
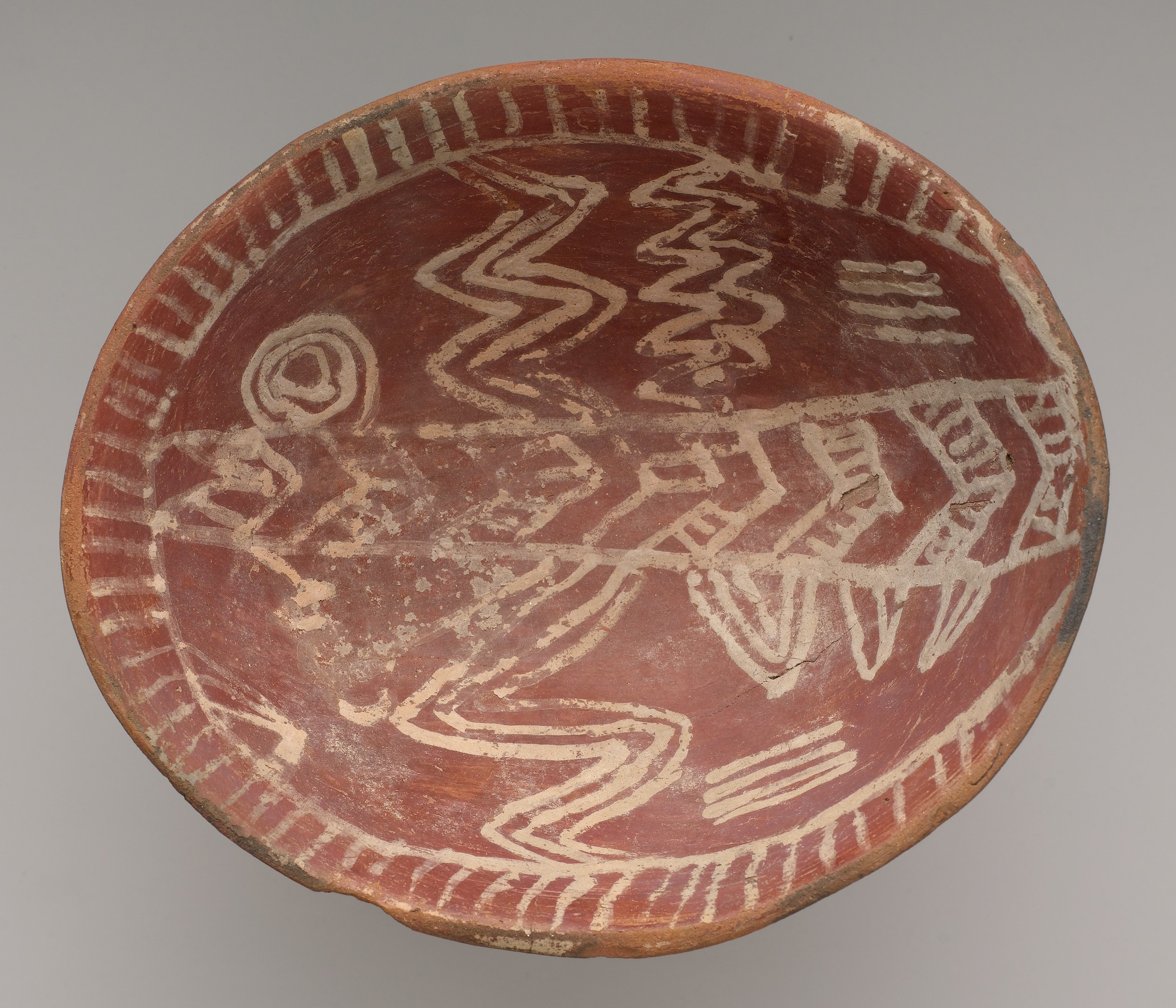
ナカダI期後葉 - ナカダII期初頭の白色交線土器皿
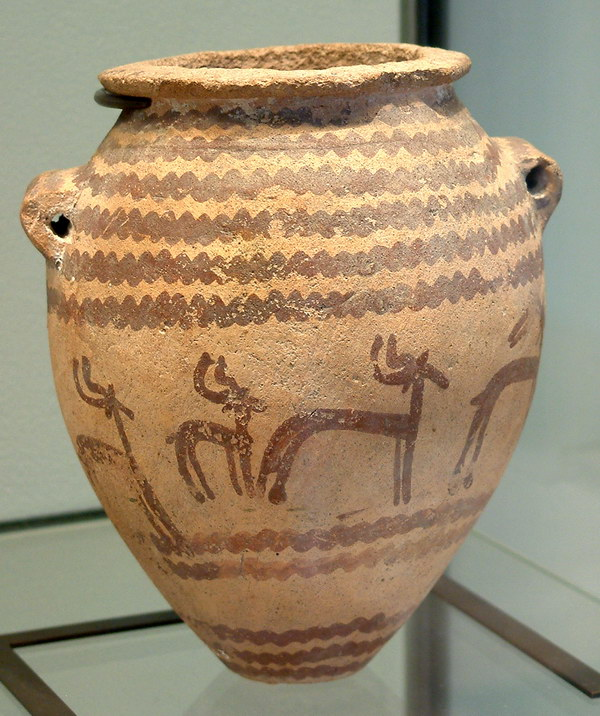
ナカダII期の彩文土器鹿文双耳壺
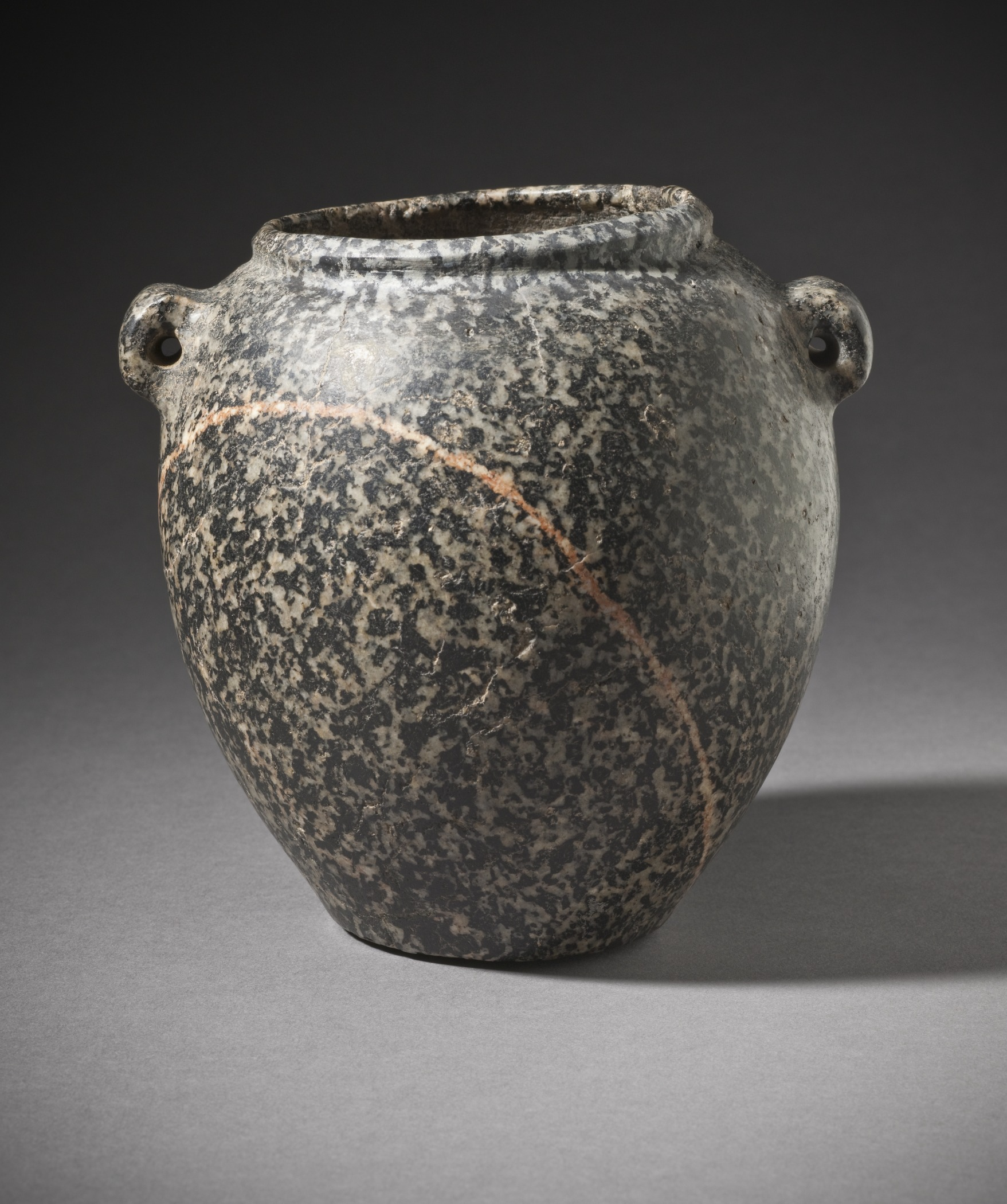
ナカダII期の黒色土器双耳壺
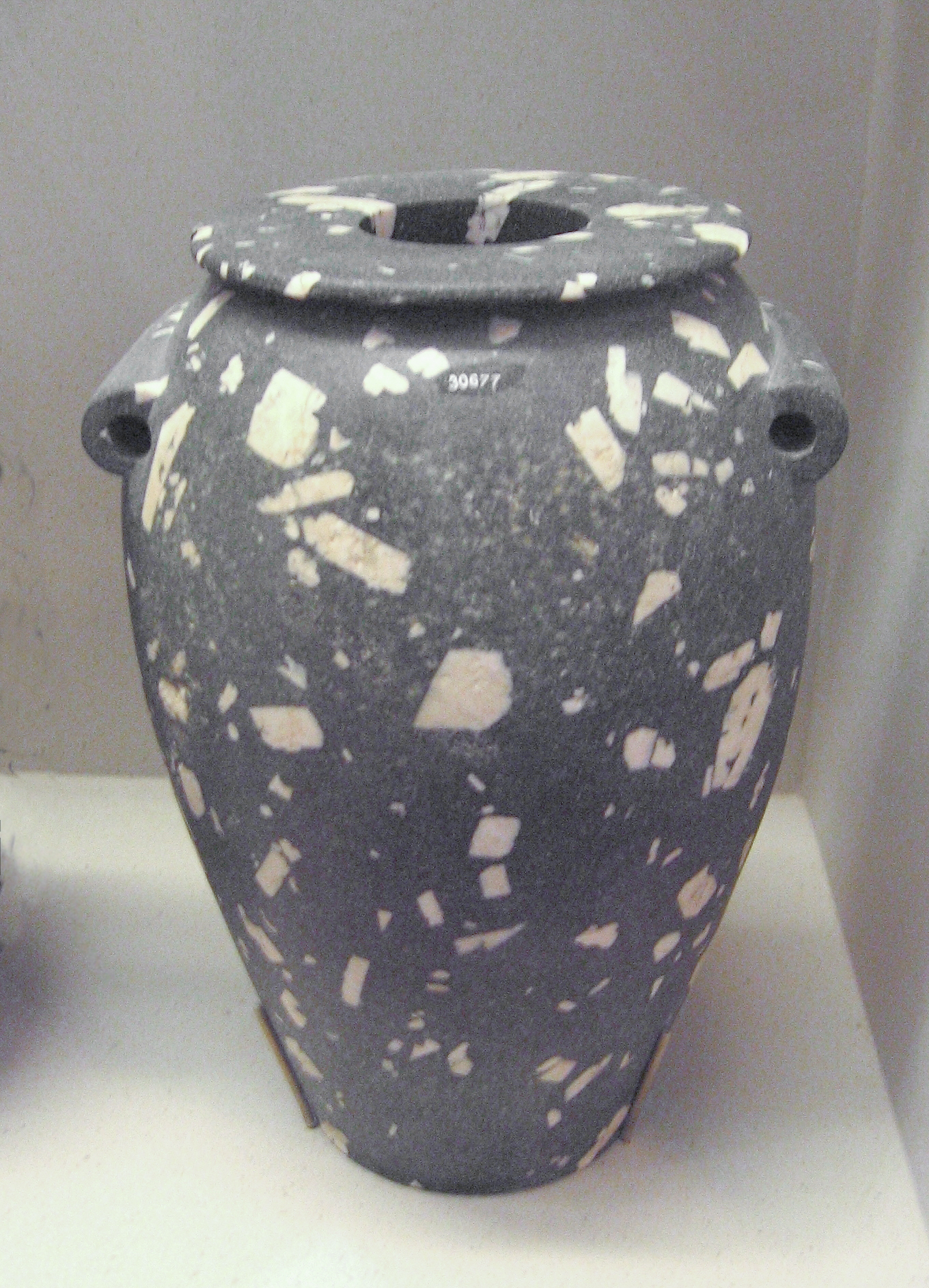
ナカダII期双耳壺
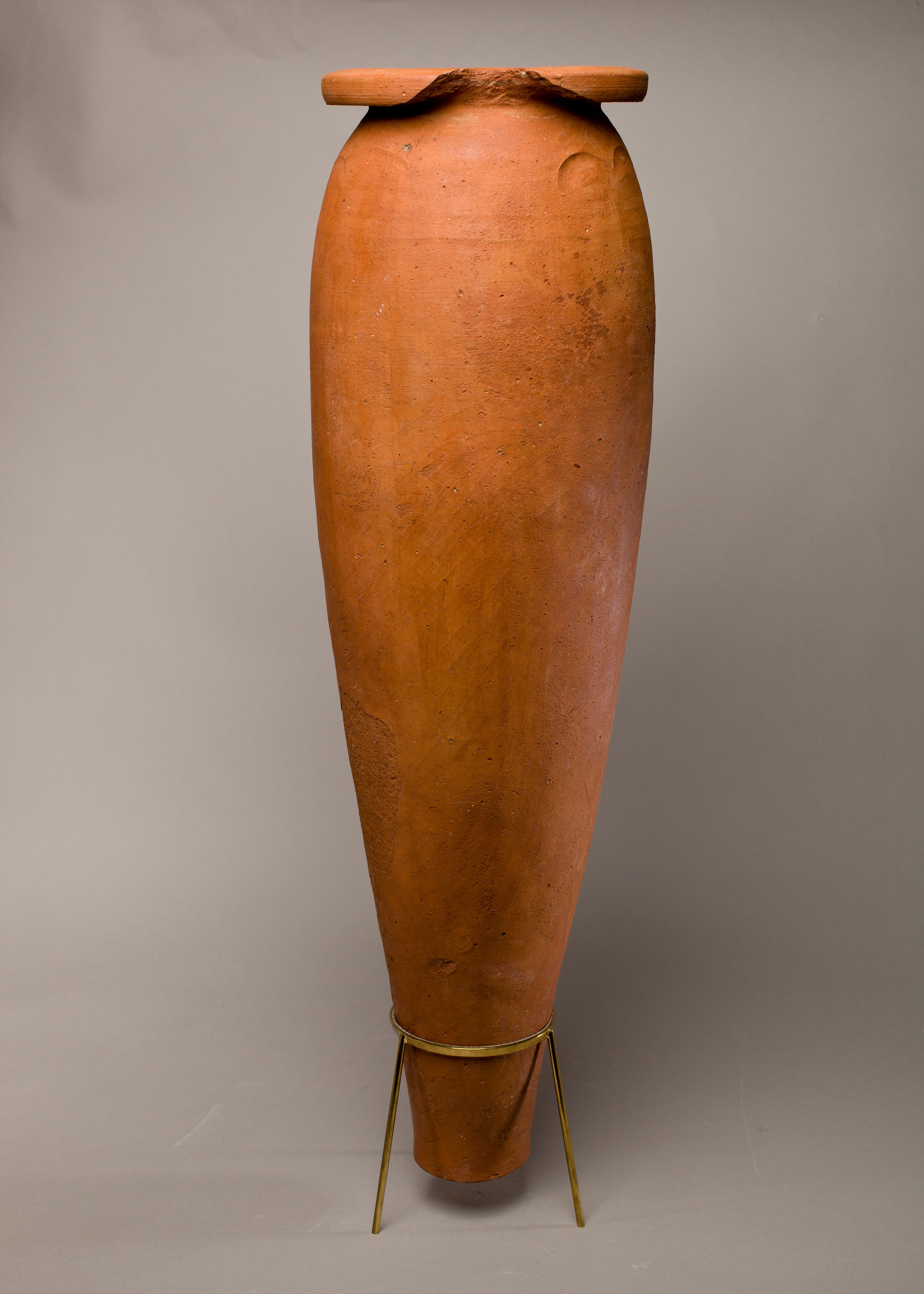
ナカダIII期のワイン用壺
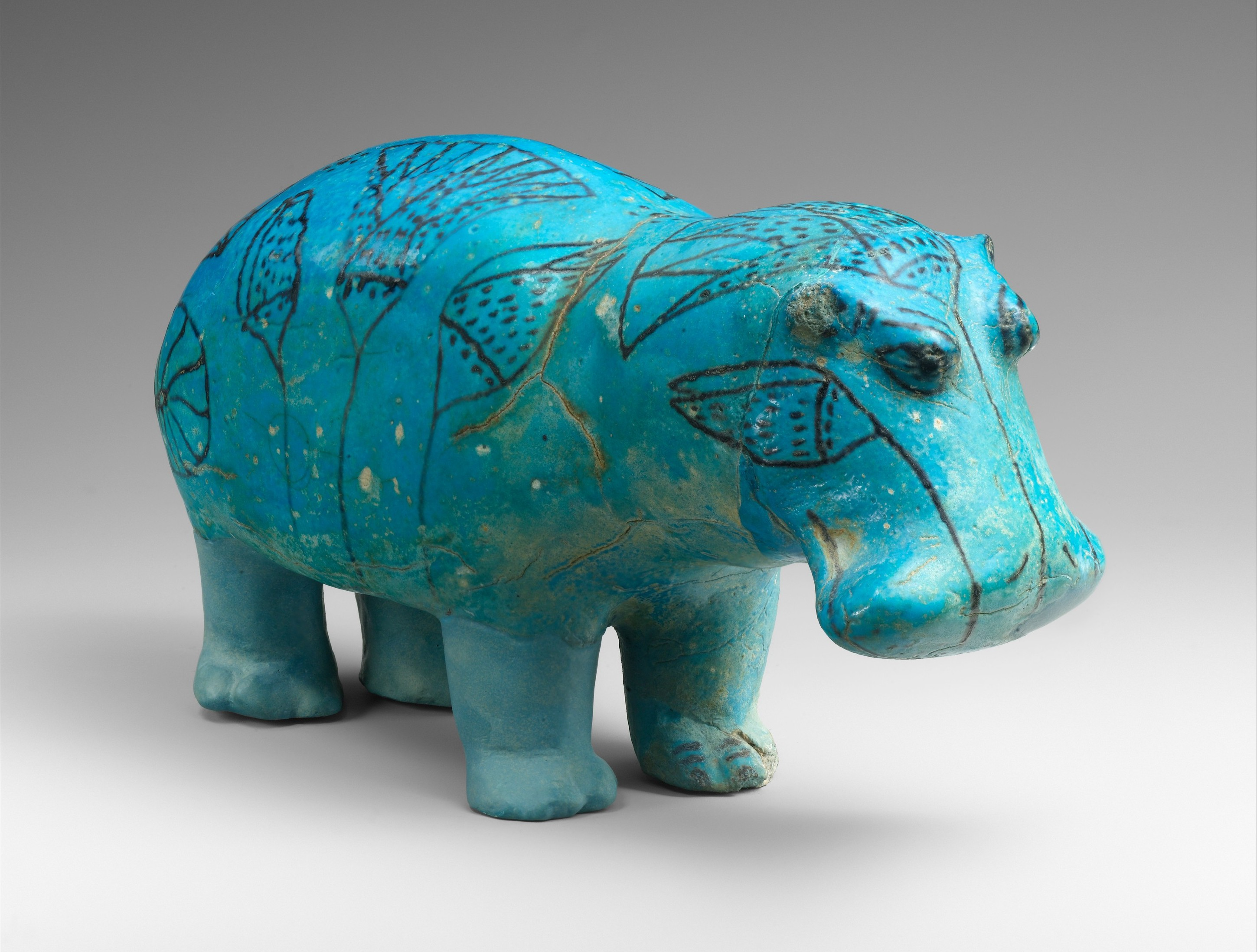
中王国時代のカバの置物
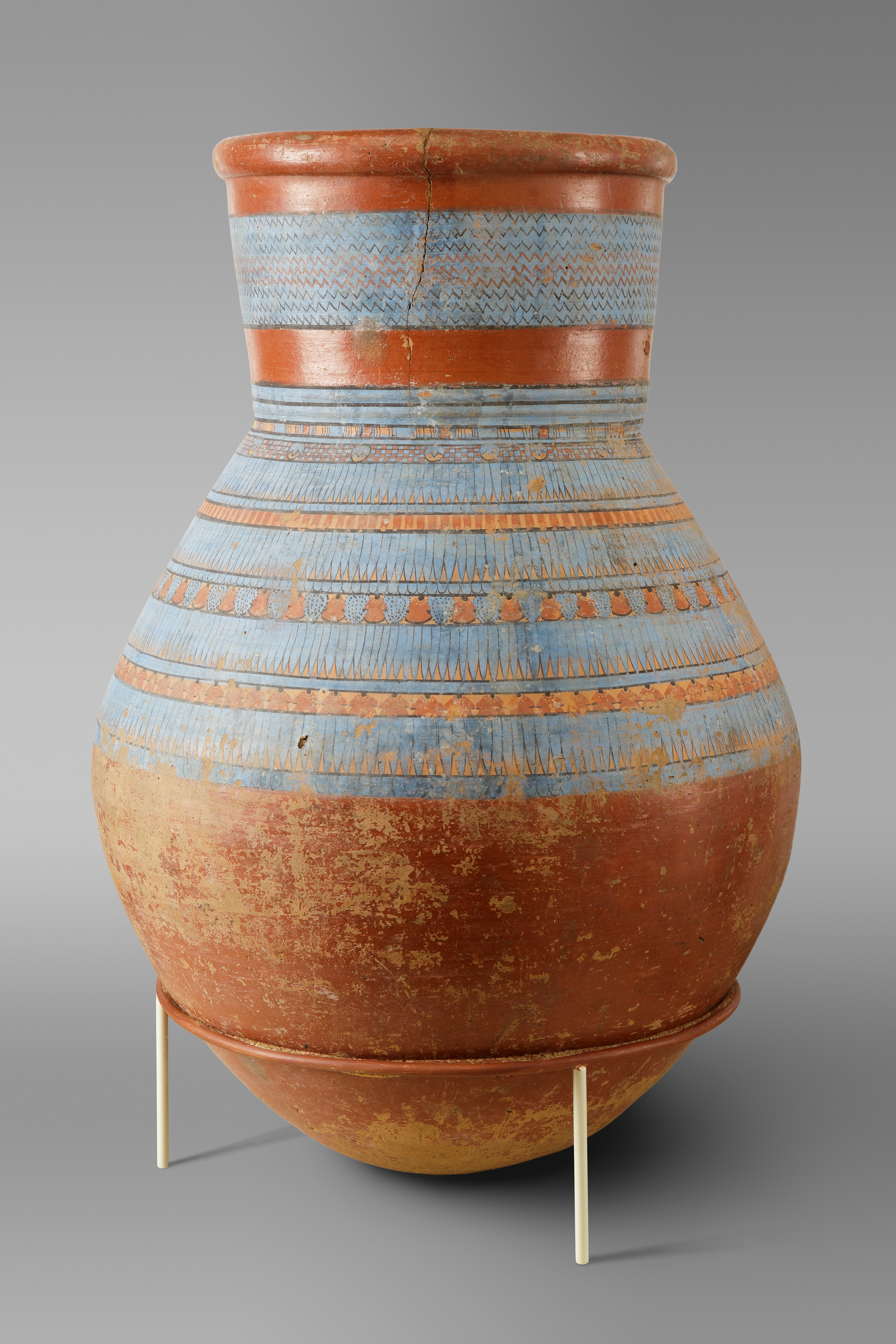
新王国・アマルナ時代の長頸壺
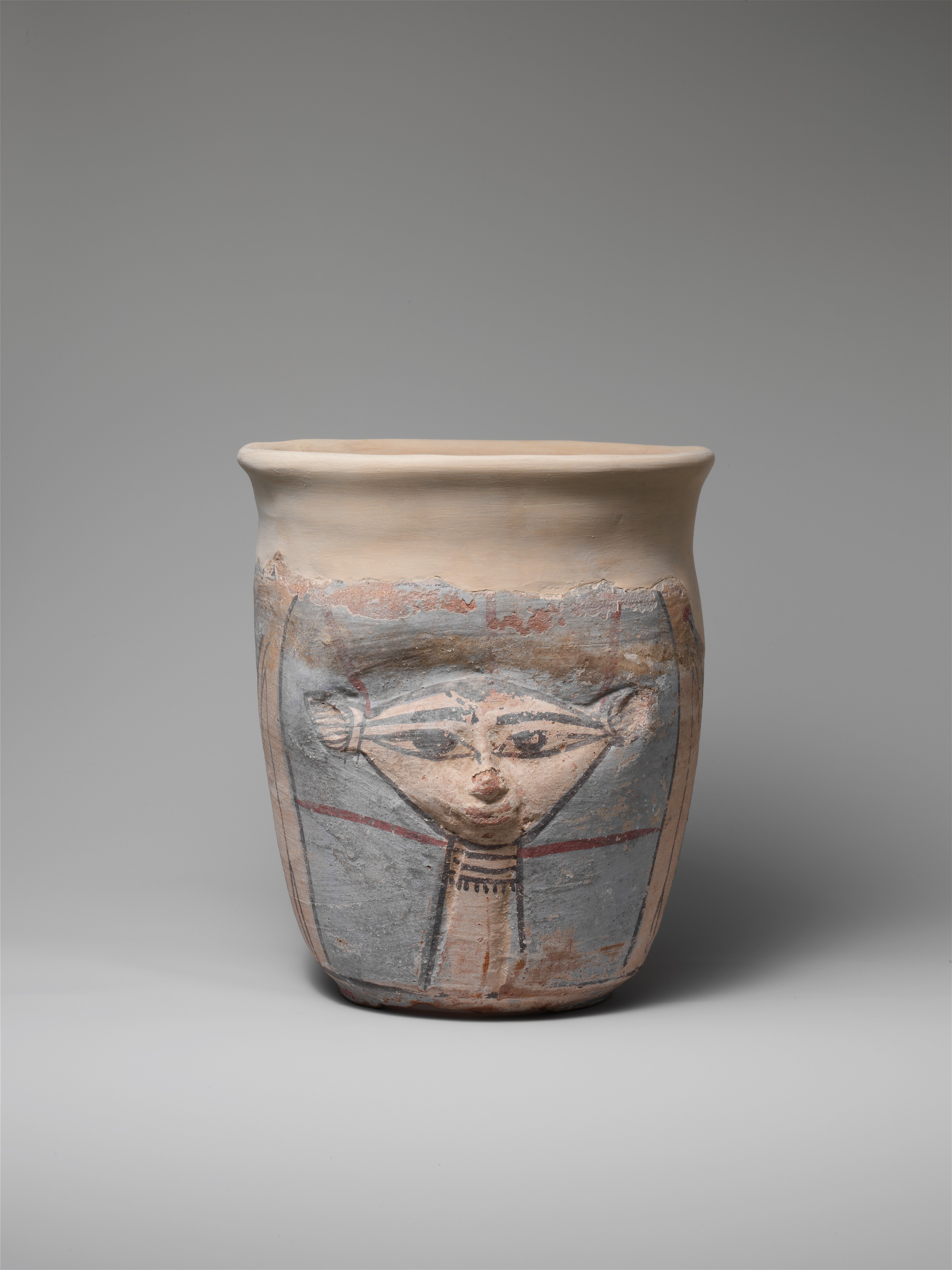
新王国時代・紀元前14世紀のハトホル神の顔が描かれた瓶形土器
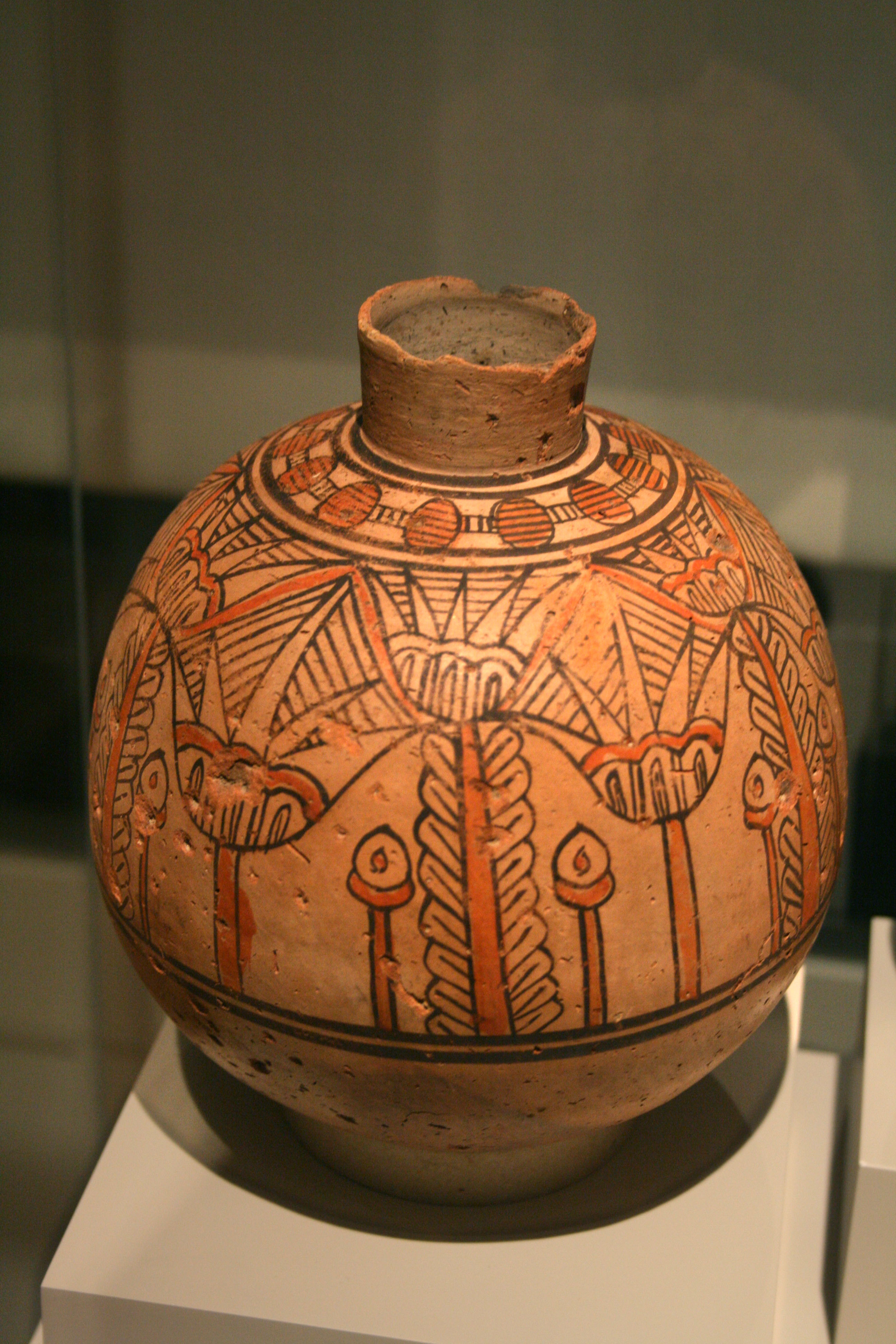
スーダン国境ファラス（英語版）出土の壺（紀元前300年頃 - 後350年頃）

### 西アジア

#### レヴァント・メソポタミア・アナトリア
紀元前10500年頃から紀元前8500年頃にかけて、現在のシリア、イスラエル、ヨルダン、レバノンのそれぞれにまたがるレヴァント地方では、野生のオオムギやコムギを定期的に採集し、ヤギやガゼルなどを狩って生活を営む人びとが次第に増えていった（ナトゥーフ文化）。ナトゥフィアン文化の人びとはやがて定住集落を営むようになり、紀元前8000年から紀元前7500年ころにはこうした生活様式がザグロス山脈南西の山麓域（現在のイラク北部やイラン南部）にも広がって、狩猟対象の動物や採集対象の植物を拡充していき、集落を形成していったと考えられる。
また、トルコ南東部のギョベクリ・テペは、石柱の立ち並ぶ巨石建造物、ヘビ、イノシシ、牡牛、ツル、クモなど野生生物を表現した数々の彫刻、人間をモチーフにした石像群などから成る遺跡で、発見当初は一大センセーションを引き起こした遺跡である。ギョベクリ・テベは、動植物のドメスティケーション（栽培化と家畜化）のごく初期段階にあった狩猟採集民が残した遺跡で、たくさんの労働力を動員して巨大な建造物を築くという行動や豊かなシンボリズムの突然の発露といった現象は、そこに認知能力の変化（精神的な「革命」）があったのではないかという推定を生み落とした。動植物のドメスティケーションは紀元前9500年以降、数千年の長い時間をかけて進行して完成したと考えられ、また、一地点というよりは「肥沃な三日月地帯」という広い一帯のなかで同時多発的に発生したとみる説が有力である。
紀元前7000年頃、こうした中から本格的な農耕牧畜生活が始まった。紀元前6500年前後には、イェリコ、ベイダ、ムンハタといったレヴァント地方に大規模な農耕集落が形成され、同じ頃、アナトリア高原のチュユヌではヤギ・ヒツジを飼育し、コムギのほかエンドウマメやカラスノエンドウ、レンズマメなどのマメ類の栽培がおこなわれるようになって、ここでは粘土をこねて乾燥させただけの土製品が出土した。西アジア最古の土器は、北メソポタミアから北レヴァントにかけてであり、年代としては紀元前7000年頃から紀元前6600年頃があてられる。主な遺跡は、ユーフラテス川中流域のテル・ハルーラ、アカルチャイ・テペ、メズラー・テレイラート、シリア西部のテル・エル＝ケルク、シール、テル・サビ・アビヤド、チグリス川上流域のサラット・ジャーミー・ヤヌ、ハブール川沿いのテル・セクル・アル＝アヘイマルなどである。原初期の土器は、「初期鉱物混和土器」（英語: Early Mineral Ware）と総称され、暗色系のものが多く、方解石や玄武岩の粒子を多く混和させた重い土器で、既に彩色文様を伴うものがあり、数は少ないが全体的に丁寧なつくりである。

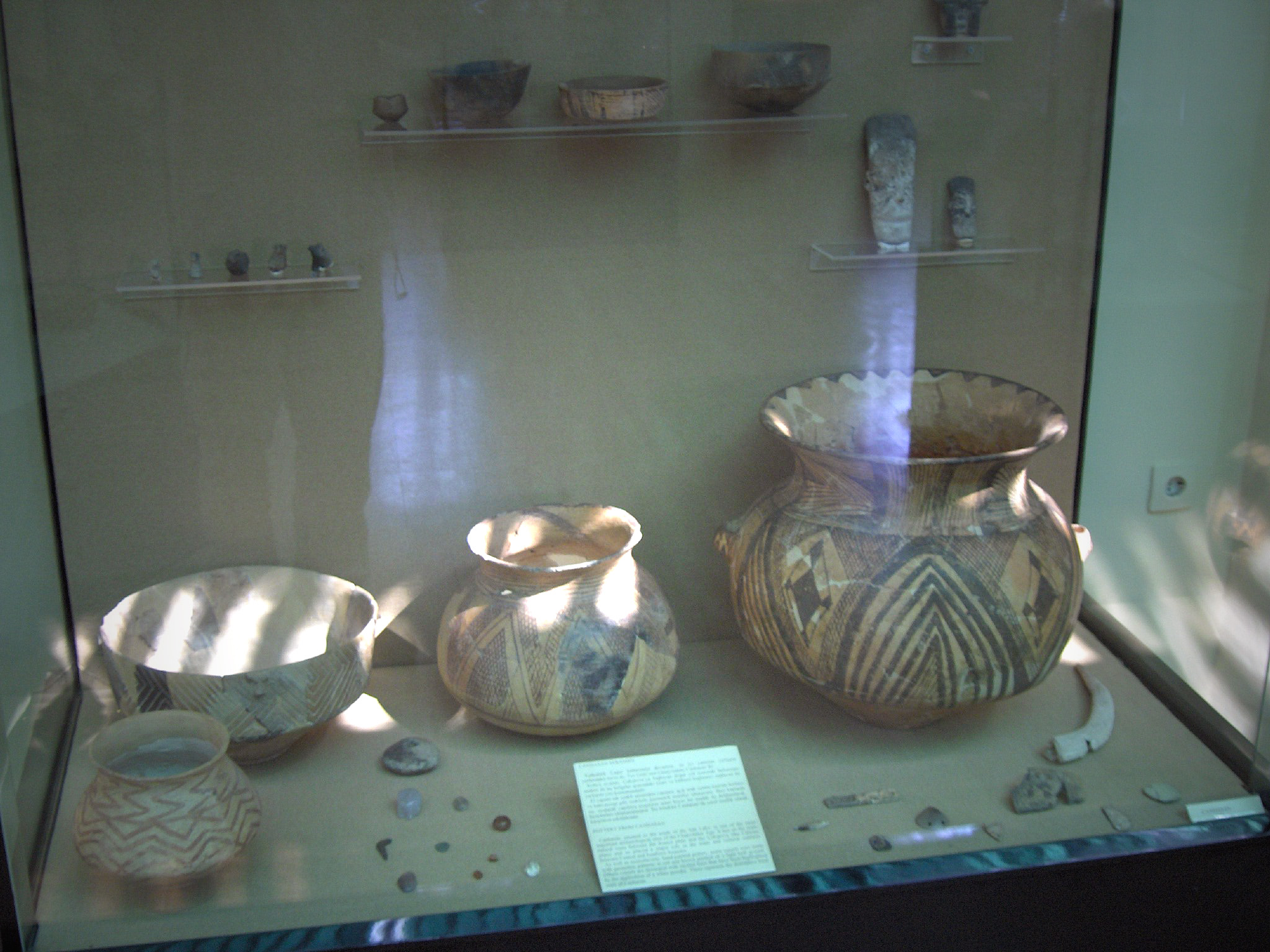
チャタル・ヒュユク遺跡（トルコ）出土の塗彩土器甕・鉢

紀元前6000年前後、アナトリアのチャタル・ヒュユクではさらに穀物と飼育動物の種類を増やしており、神殿の遺構が検出されていることが注目される。発掘調査では、ウシや女性を刻した浮彫彫刻（レリーフ）、火山の爆発や狩猟場面を描いた壁画などで内装が飾られていたことがわかった。チャタル・ヒュユクでは、きわめてふくやかな女性の土偶も出土しており、土器製造を伴う。土器はやがて、北部メソポタミアのジャルモ遺跡や東京大学が発掘調査をおこなったことでも知られるテル・サラサート遺跡において、繊維をたくさん混ぜた粗製土器が大量に作られるようになった。テル・セクル・アル＝アヘイマル遺跡では植物混和のものが8割以上に及び、以前に主流であった鉱物混和の土器は激減する。
紀元前5800年頃から紀元前5200年頃にかけてのハッスーナ期では、短頸壺と鉢を中心に、白い化粧土をかけるなどして色を明るくした器面に赤褐色の幾何学文様を描いた土器が特徴的である。ジャルモでは彩文土器も出土しており、平底の浅鉢形土器は古くからその存在が知られていた。かつての先進地域であったレヴァント地方はむしろイラク北東部やアナトリアと比較して、相対的に衰えがみられるようになった。
紀元前5500年頃から紀元前5200年頃にかけての文化はサマラ文化と称され、この時期には山麓方面へもいっそう農耕民が生活域を広げていった。そして紀元前5200年以降にはハラフ文化と称される農耕文化が栄えて、メソポタミア北部にはハラフ土器が普及していく。ハラフ期は紀元前4400年頃まで続き、幾何学的文様のほか、牛、鹿、豹、オナガー（アジアノロバ）、蛇といった動物、鳥、花、植物、人物などが描かれる。一方で周辺地域との交易も盛んとなって、ハラフ土器はヴァン湖の黒曜石やペルシア湾の貝などと交換されたことが解明されている。
ウバイド文化は、紀元前5300年頃（広義には紀元前6500年頃）から紀元前3500年頃までの長い時期で、農耕民の一部がメソポタミアの平野部に進出していく時期である。ウバイド文化期は4期に区分されるが、最終のウバイド4期になると実用的側面が強まって無文土器が増加する。後続するウルク期（紀元前3500年頃 - 紀元前3100年頃）にはロクロ成形が始まった。また、型入れで大量生産されるようになり、アップリケ、指押し、刻線などで幾何学文様をつけ、把手付のものも増加する。社会文化の面ではウルク期より歴史時代に入り、ウルク期末期には国家組織のための基礎が完成する。古バビロニア王国の時代には、型押し成形による粘土製の神像が数多くみられるようになった。
アナトリアでは、紀元前3千年紀に黒色磨研の嘴形注口土器が盛んに作られ、この頃のトロヤ2層ではロクロ使用の開始が認められる。紀元前1000年以降のアナトリア東部ではウラルトゥ時代に赤色磨研土器が多く製作された。

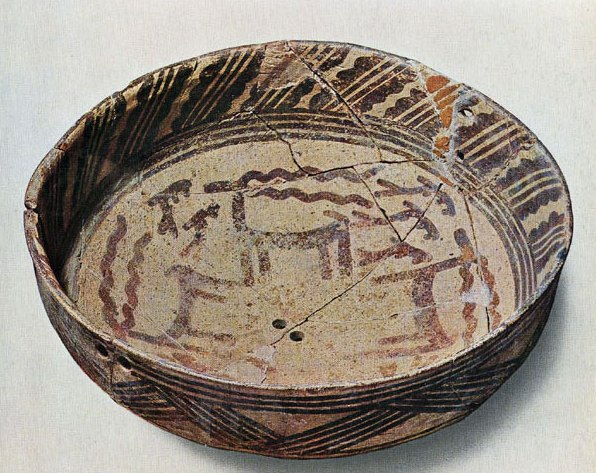
ハッスーナ期の皿
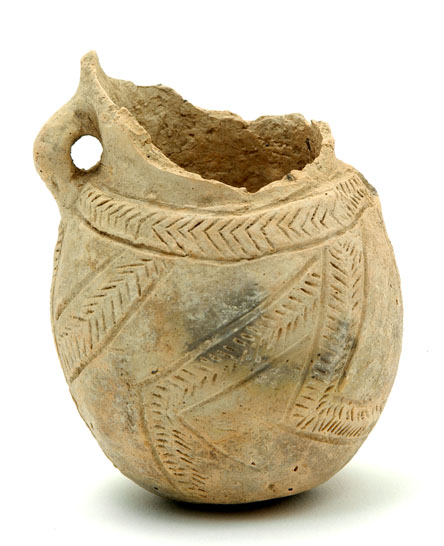
イスラエルのヤルムーク文化（英語版）期の耳付壺
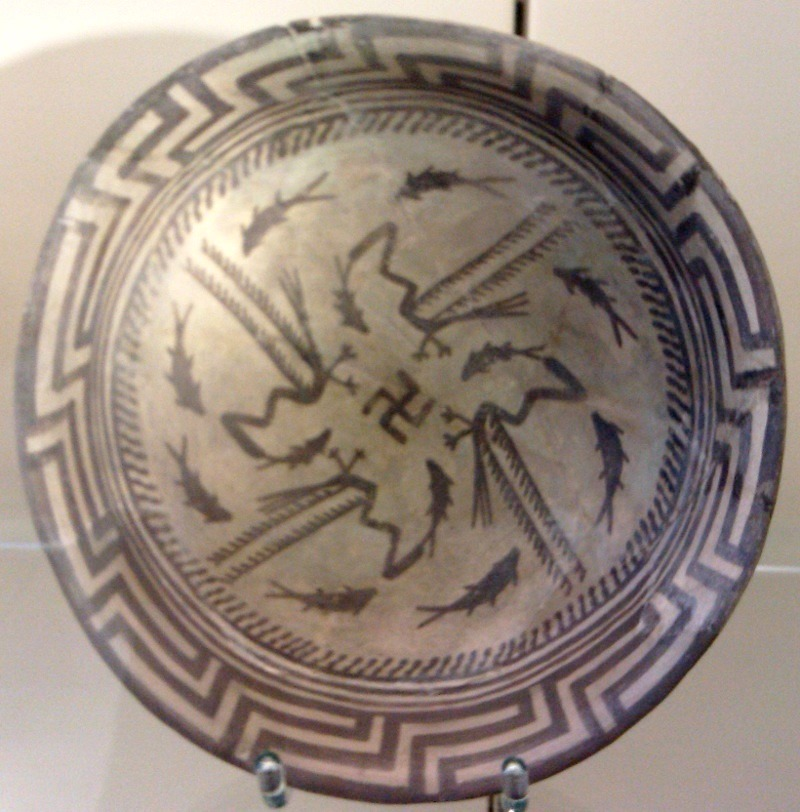
サマラ文化期の碗
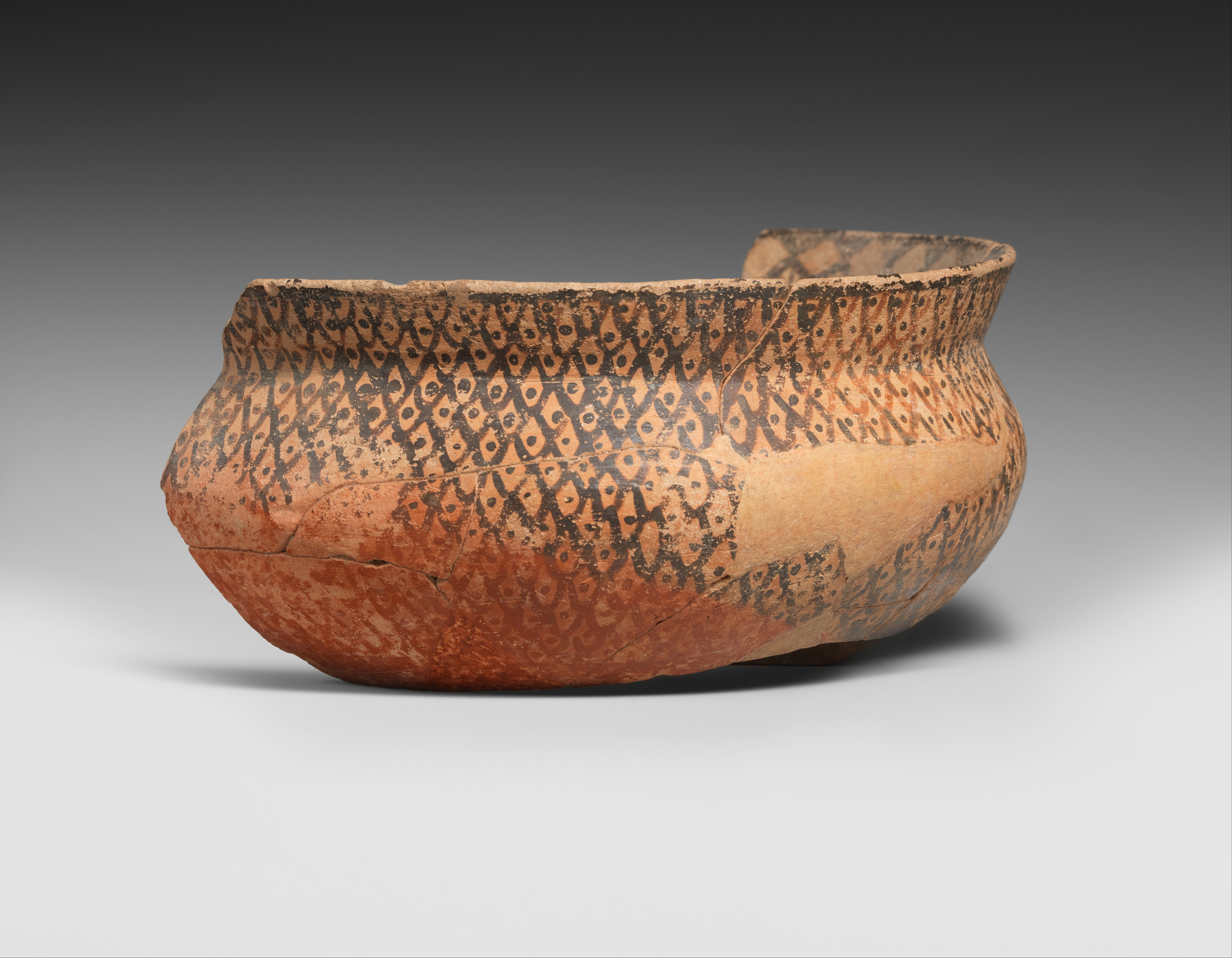
ハラフ文化期の浅鉢
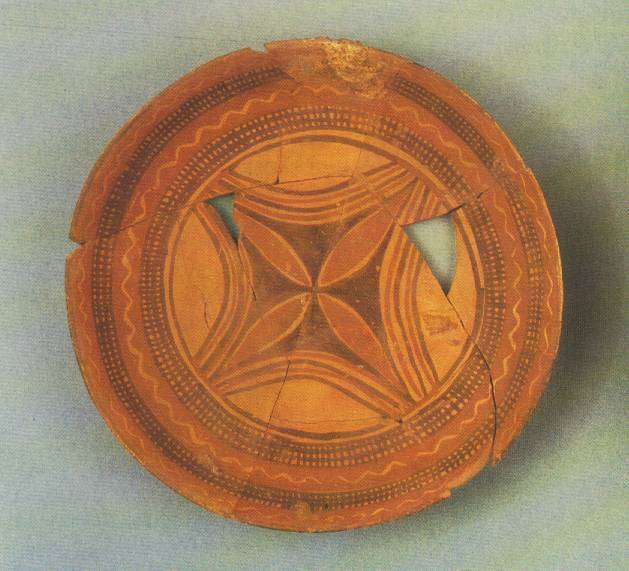
ハラフ文化期の皿
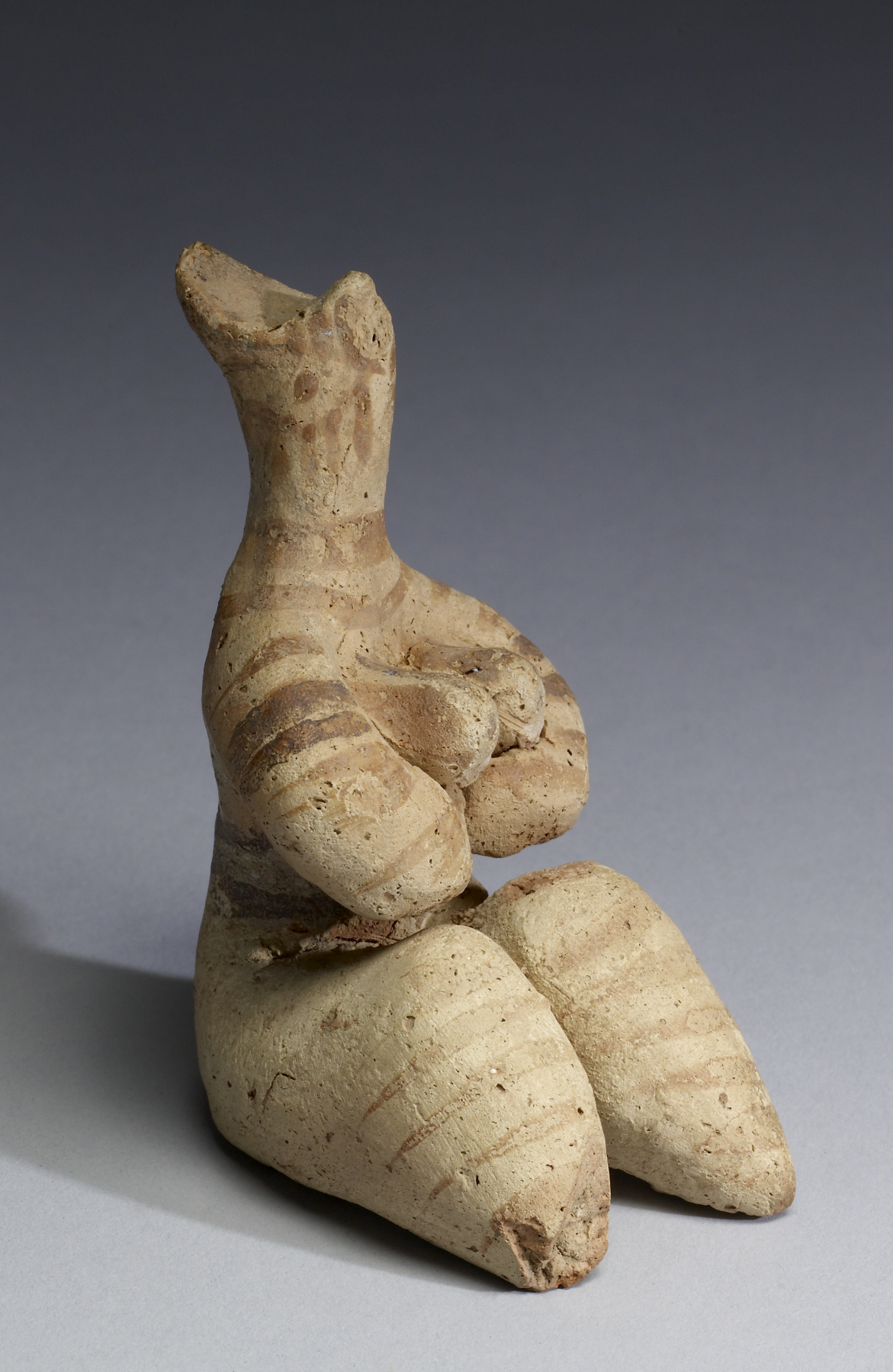
テル・ハラフ（シリア）出土の女性をかたどった土偶
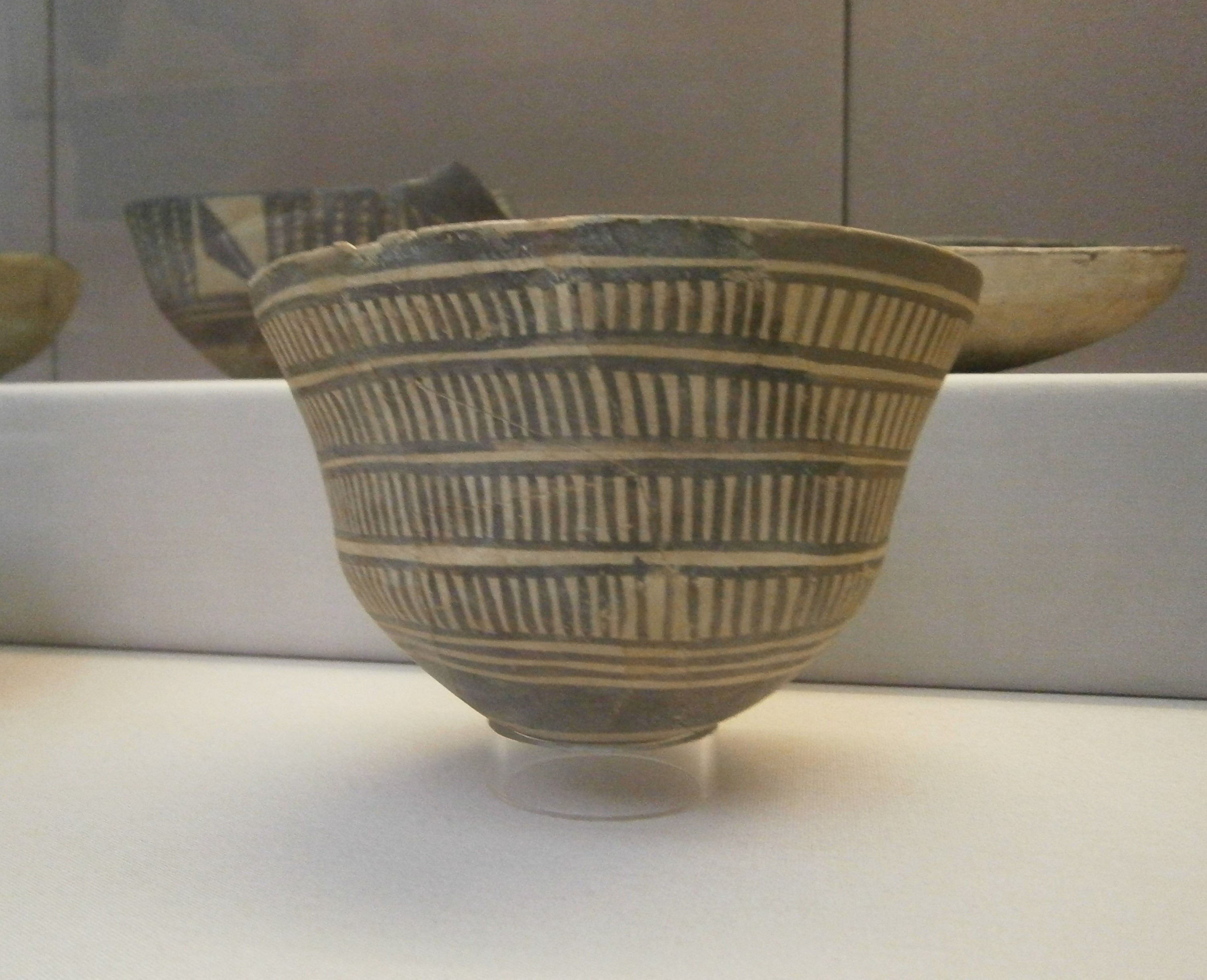
ウバイド期の碗
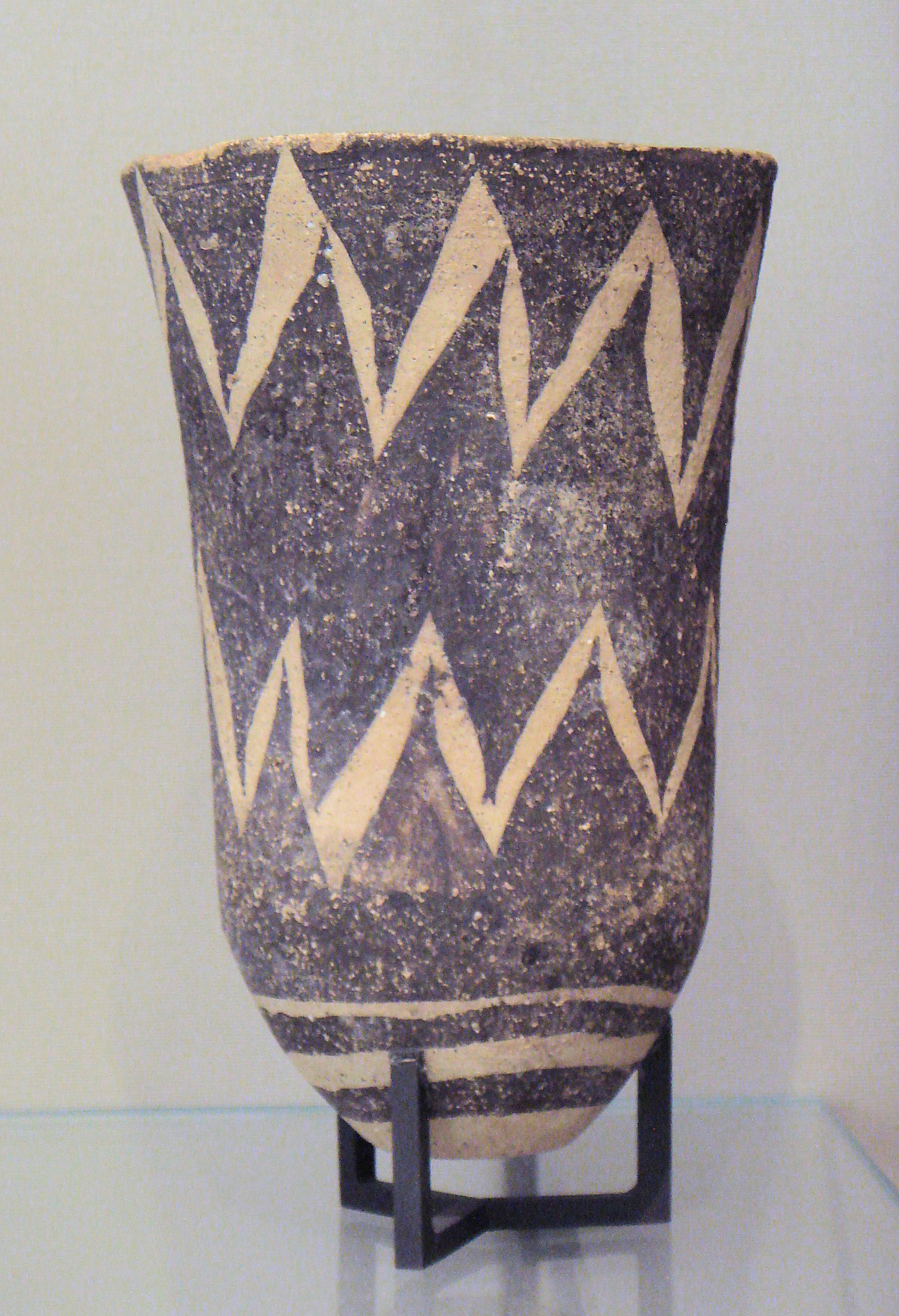
ウバイド期の深鉢
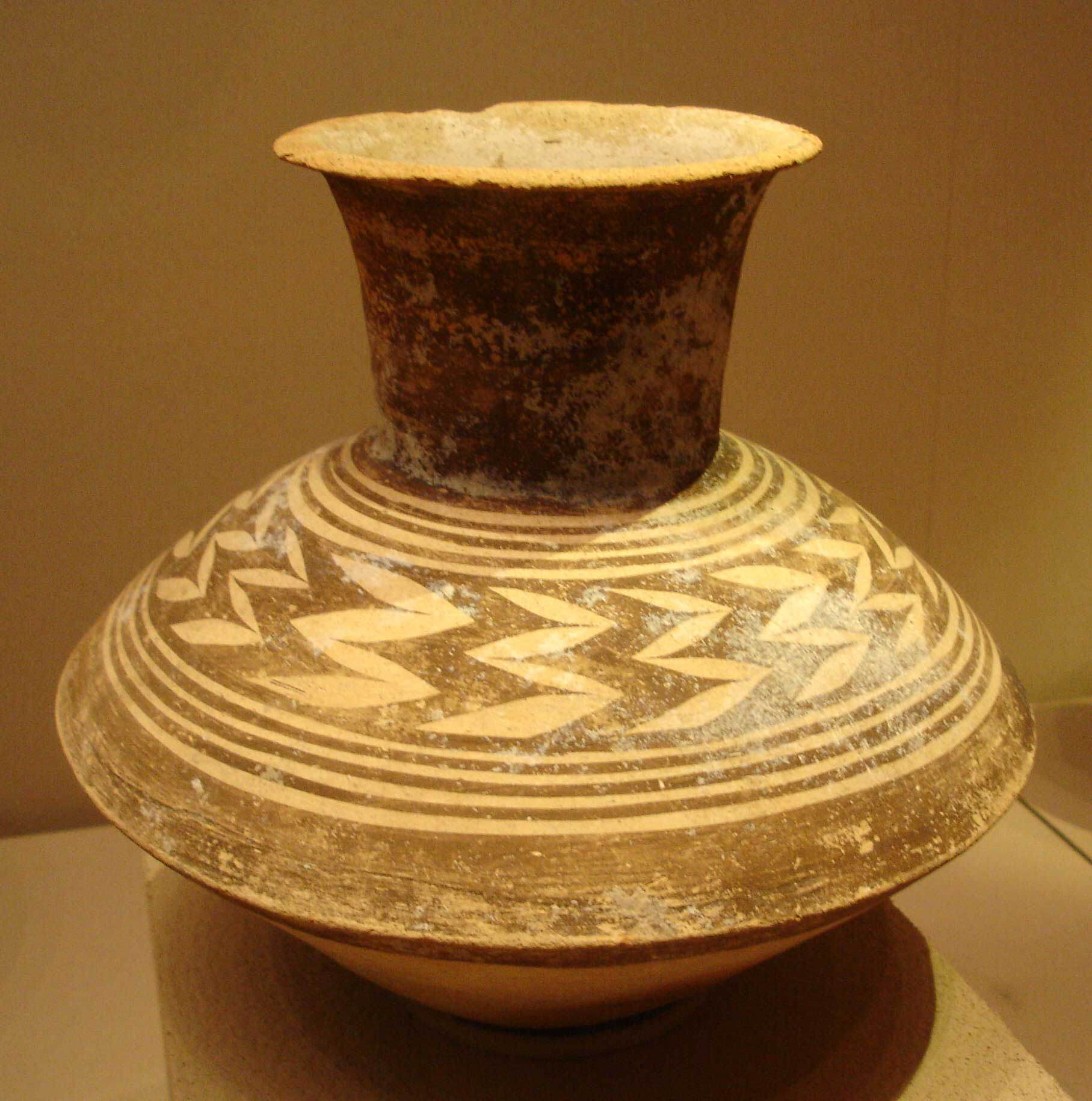
ウバイド期の壺
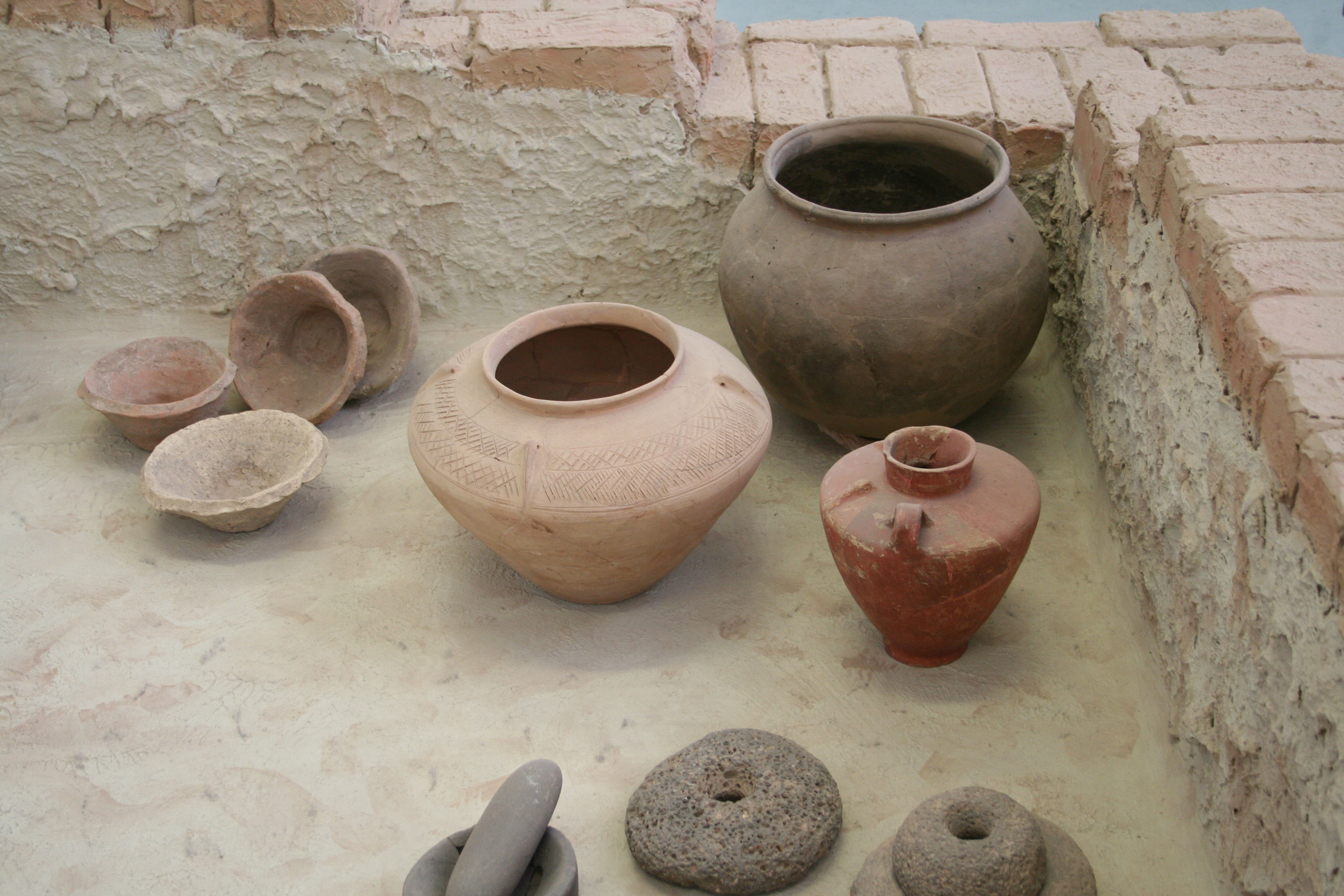
ウルク期の土器類を含む生活用具
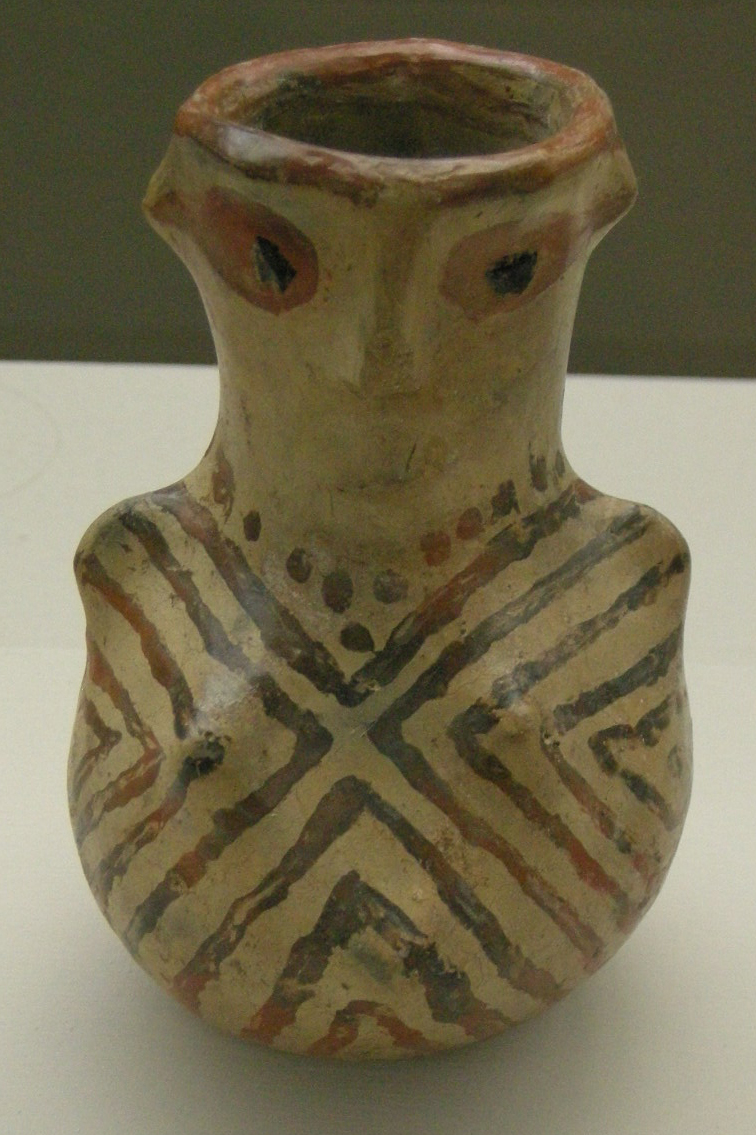
アナトリアの紀元前5250年 - 紀元前5000年頃の壺形土器
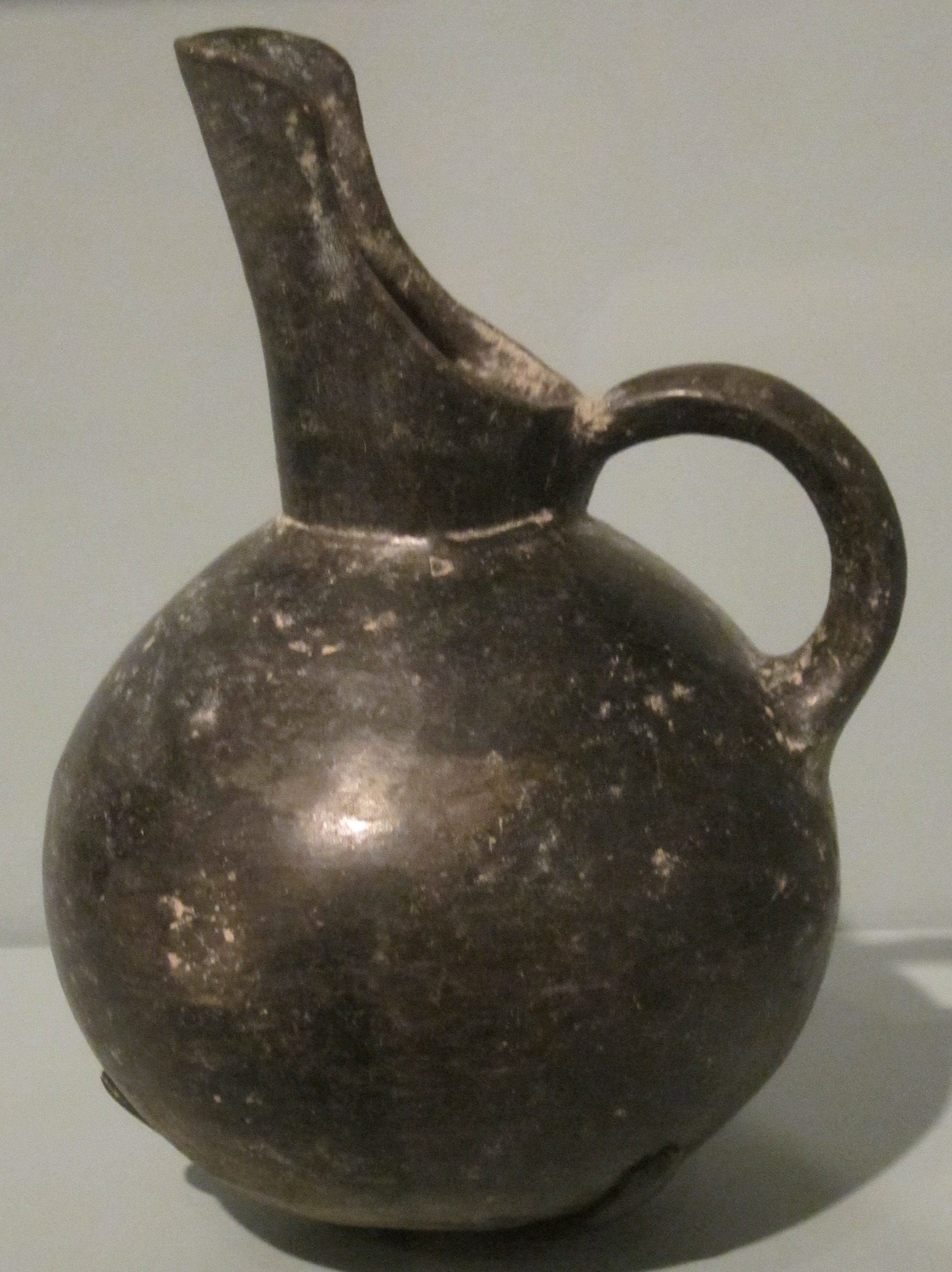
アナトリア出土の黒色磨研の嘴形注口土器（紀元前2000年頃）
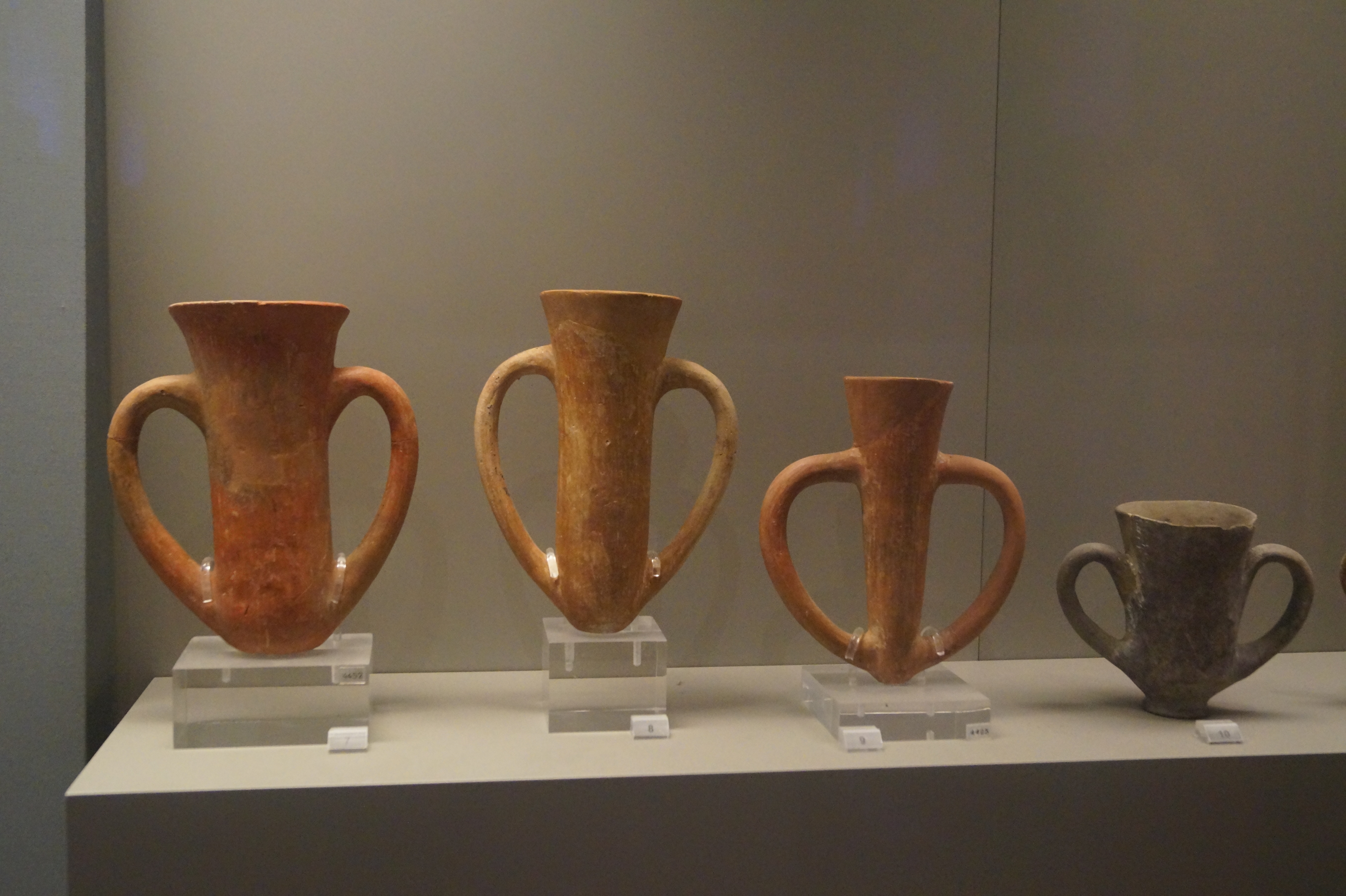
トロイ遺跡（アナトリア）出土の把手付コップ形土器
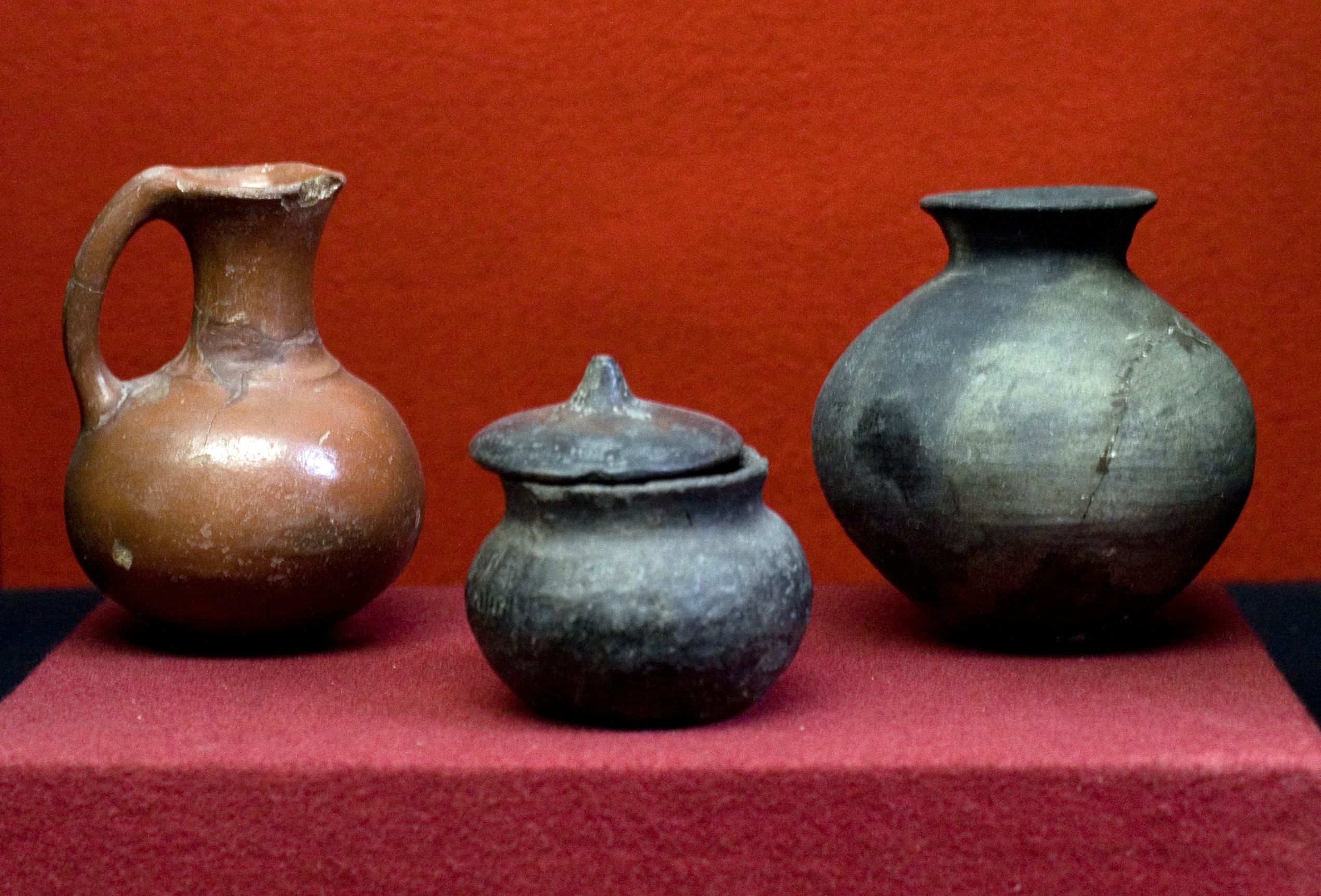
ウラルトゥ出土の壺類

#### ペルシア
イラン高原では紀元前4000年頃から、スーサやテペ・シアルク、テペ・ギヤンなどにおける淡黄色の地に彩色を施した彩文土器とイスマエラバードなどにおける赤褐色の地にミガキ整形をかけて光沢をつけた磨研土器の2系統の土器がつくられた。ペルシアの彩文土器は、具象的な植物・鳥獣意匠が施文されるようになる以前は幾何文を施した土器が多くつくられるが、いずれも器形と装飾のバランスの良さに定評がある。彩文土器の隆盛期は紀元前4000年紀から前3000年紀にかけてであり、その後は黒褐色、灰褐色、赤褐色の磨研土器の製造が増えた。なお、紀元前1000年頃のイラン北部では牛や大鹿をかたどった形象土器が盛んに作られた。

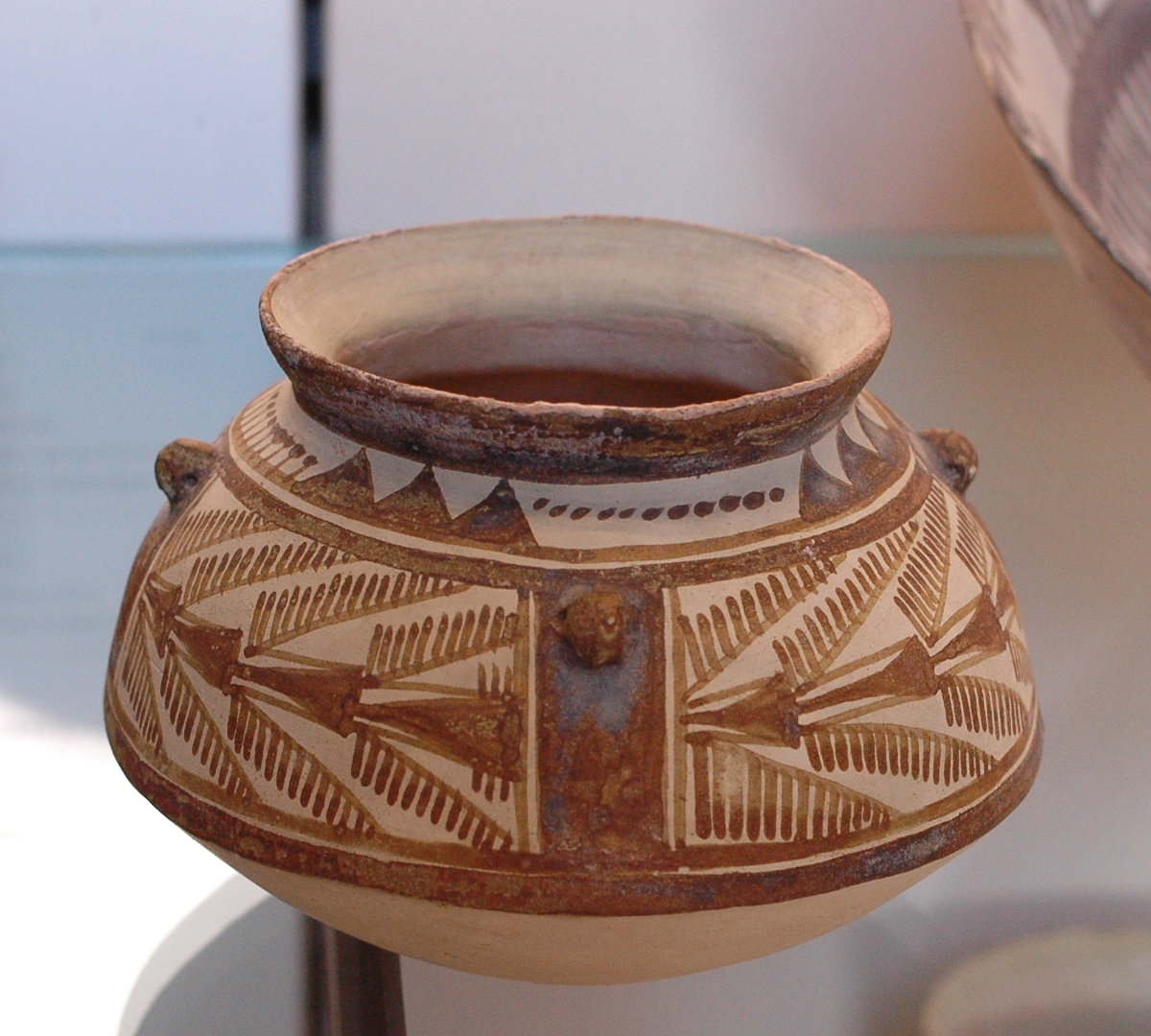
紀元前4200年 - 前3800年頃 スーサ出土の彩文土器 幾何文双耳壺
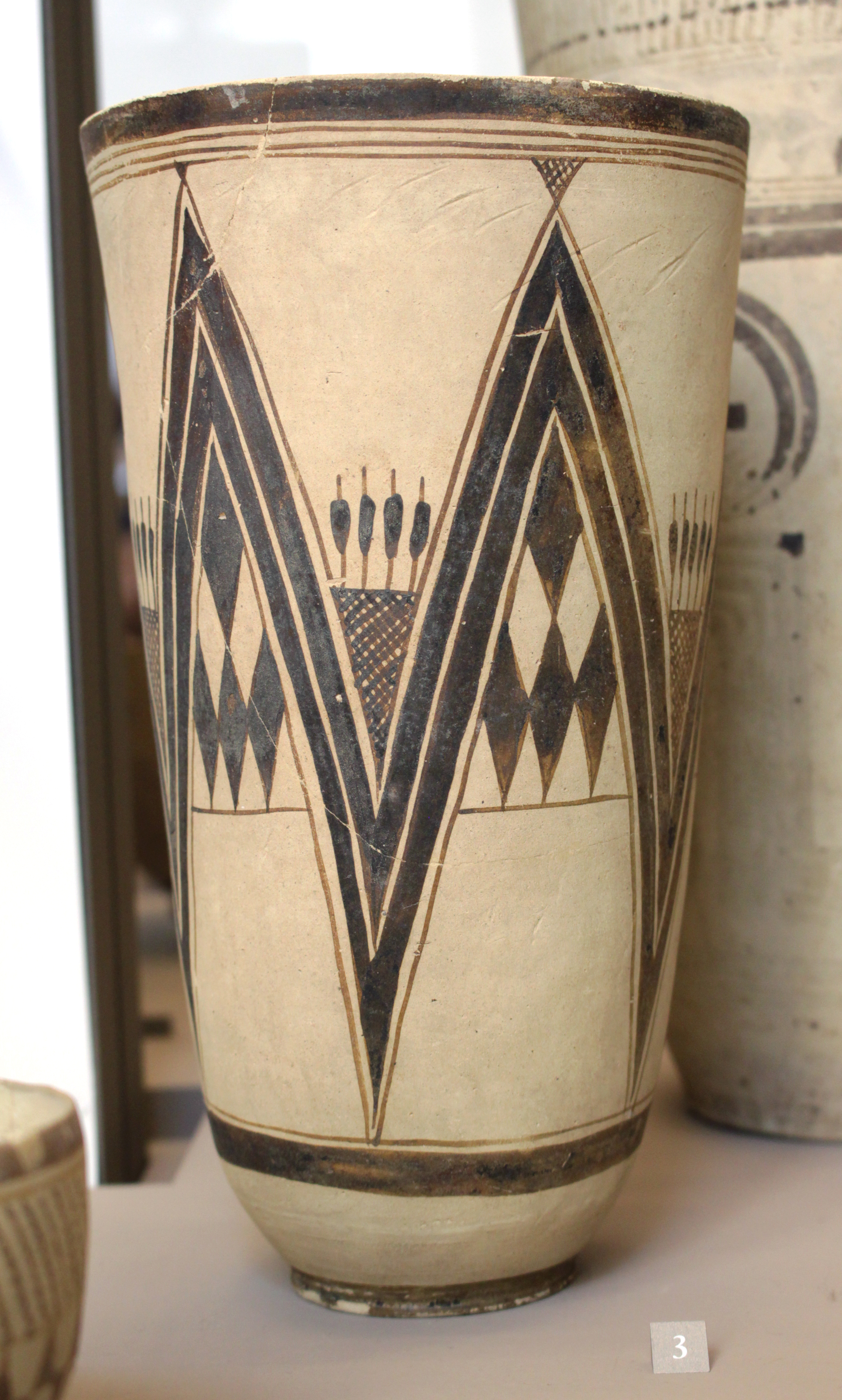
紀元前4200年 - 前3800年頃 スーサ出土の彩文土器 幾何文深鉢
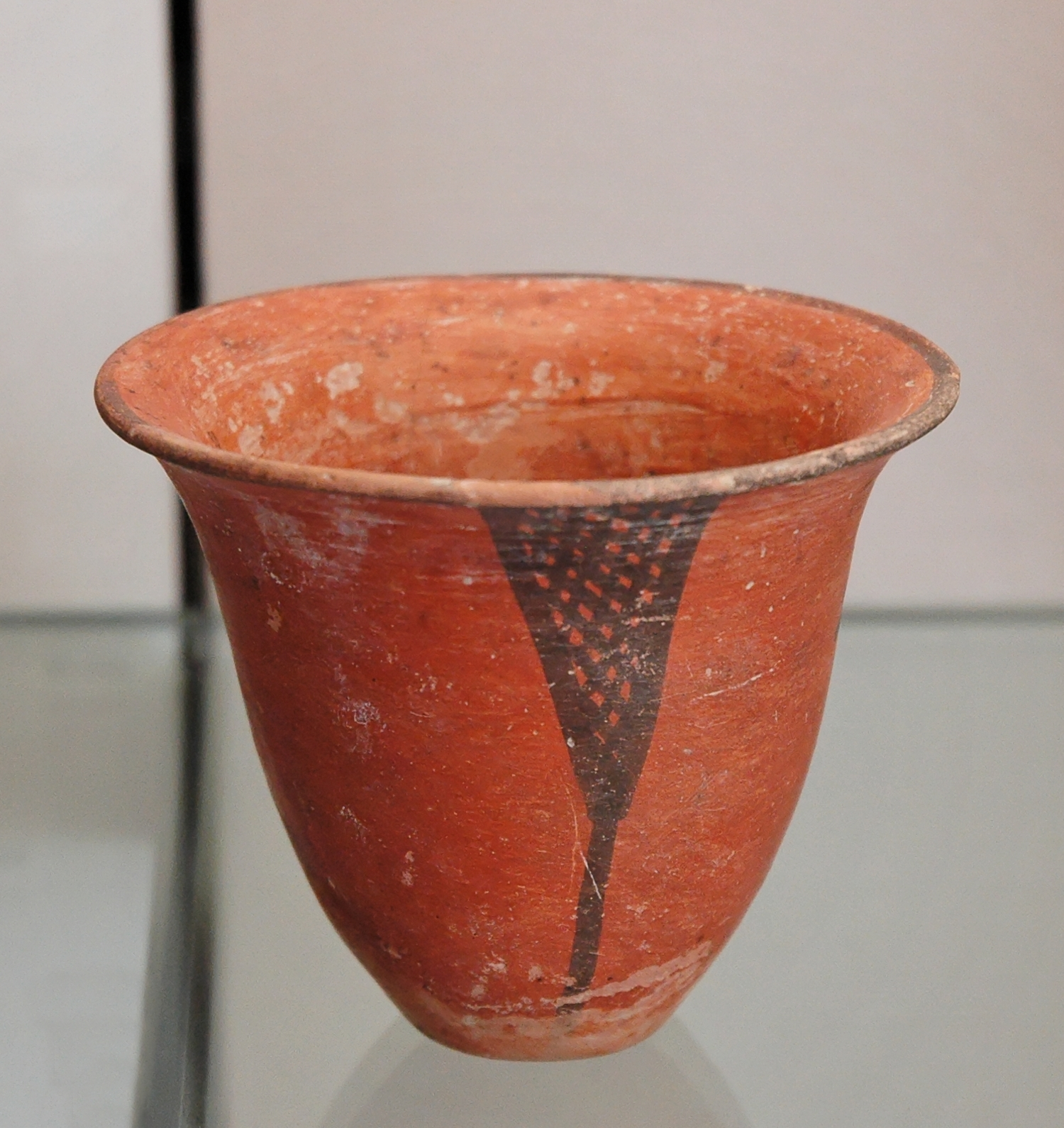
紀元前4200年 - 前3800年頃 テペ・シアルク出土の赤褐色磨土器 坏
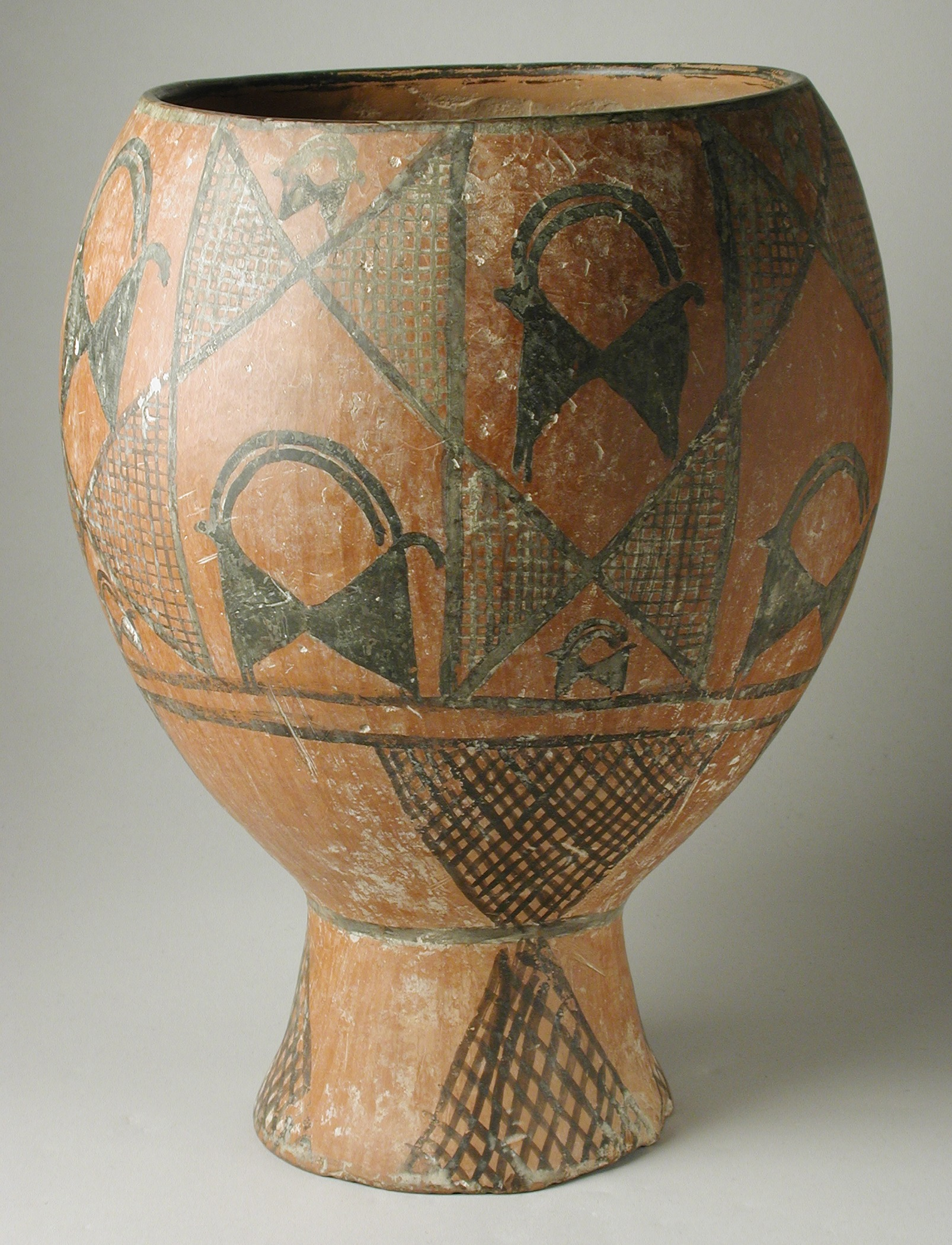
紀元前4000年紀 彩文土器 幾何文高坏
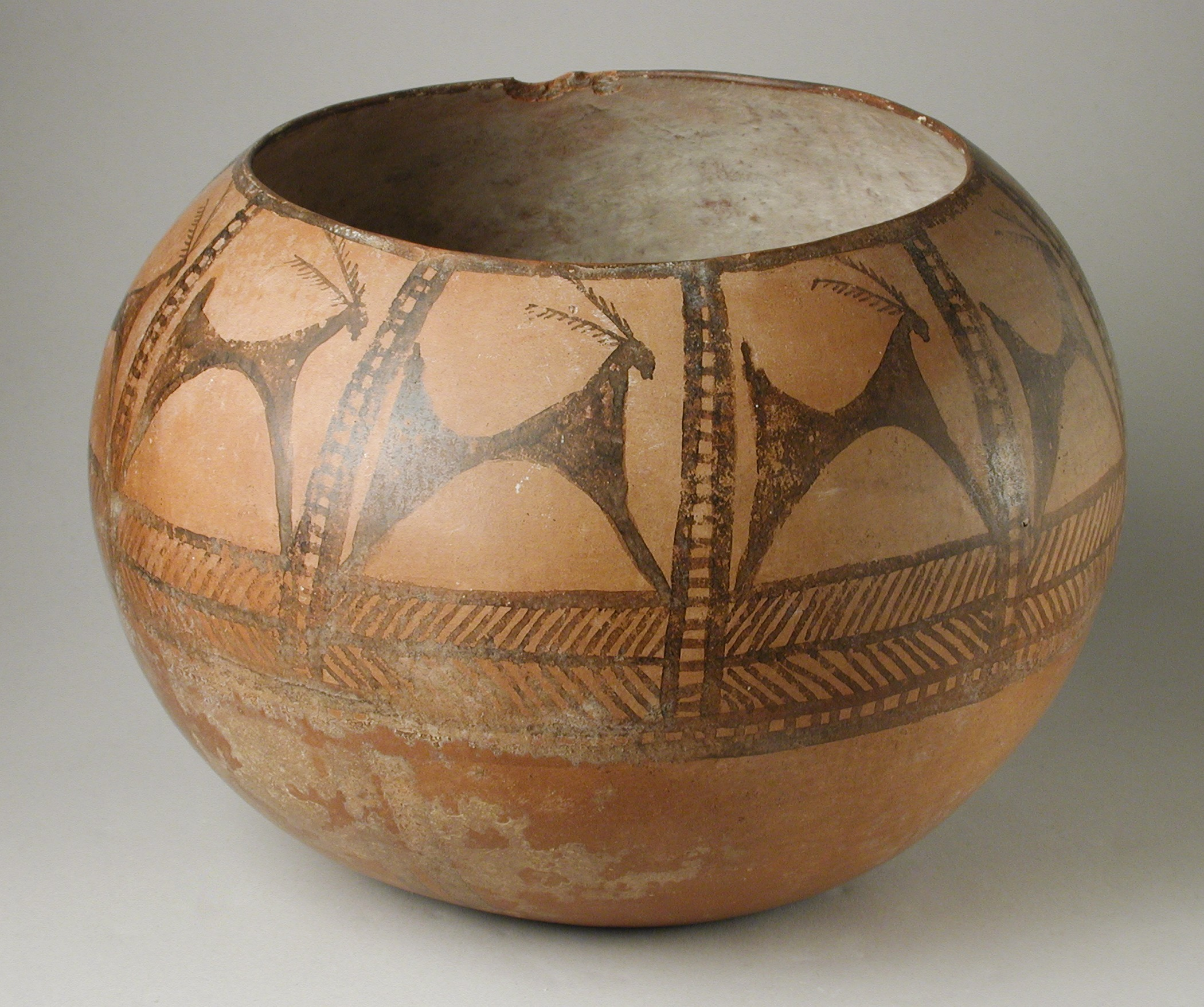
紀元前4000年紀 彩文土器 鹿文碗
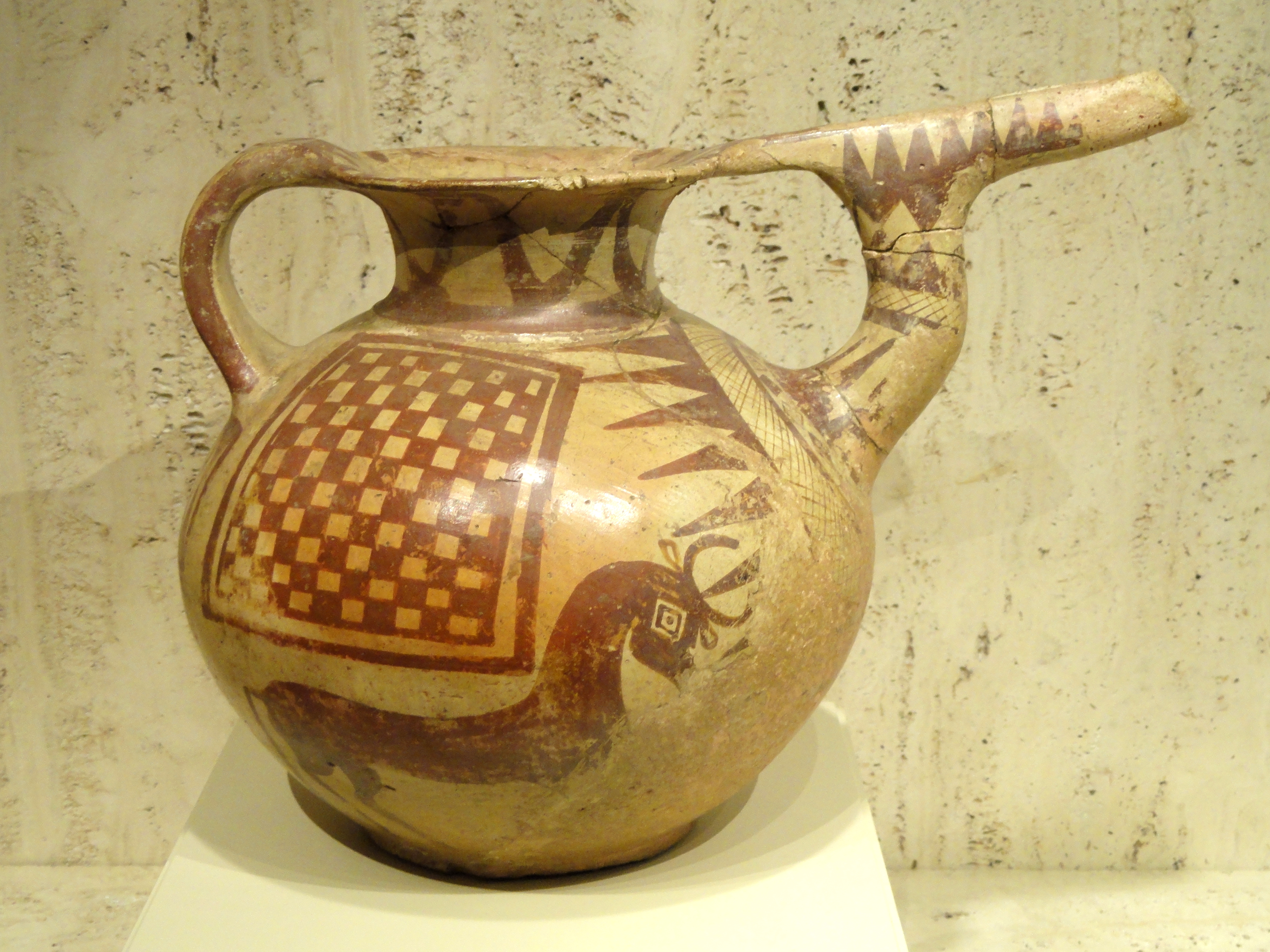
紀元前1000年紀 テペ・シアルク出土の彩文土器 嘴形注口付壺
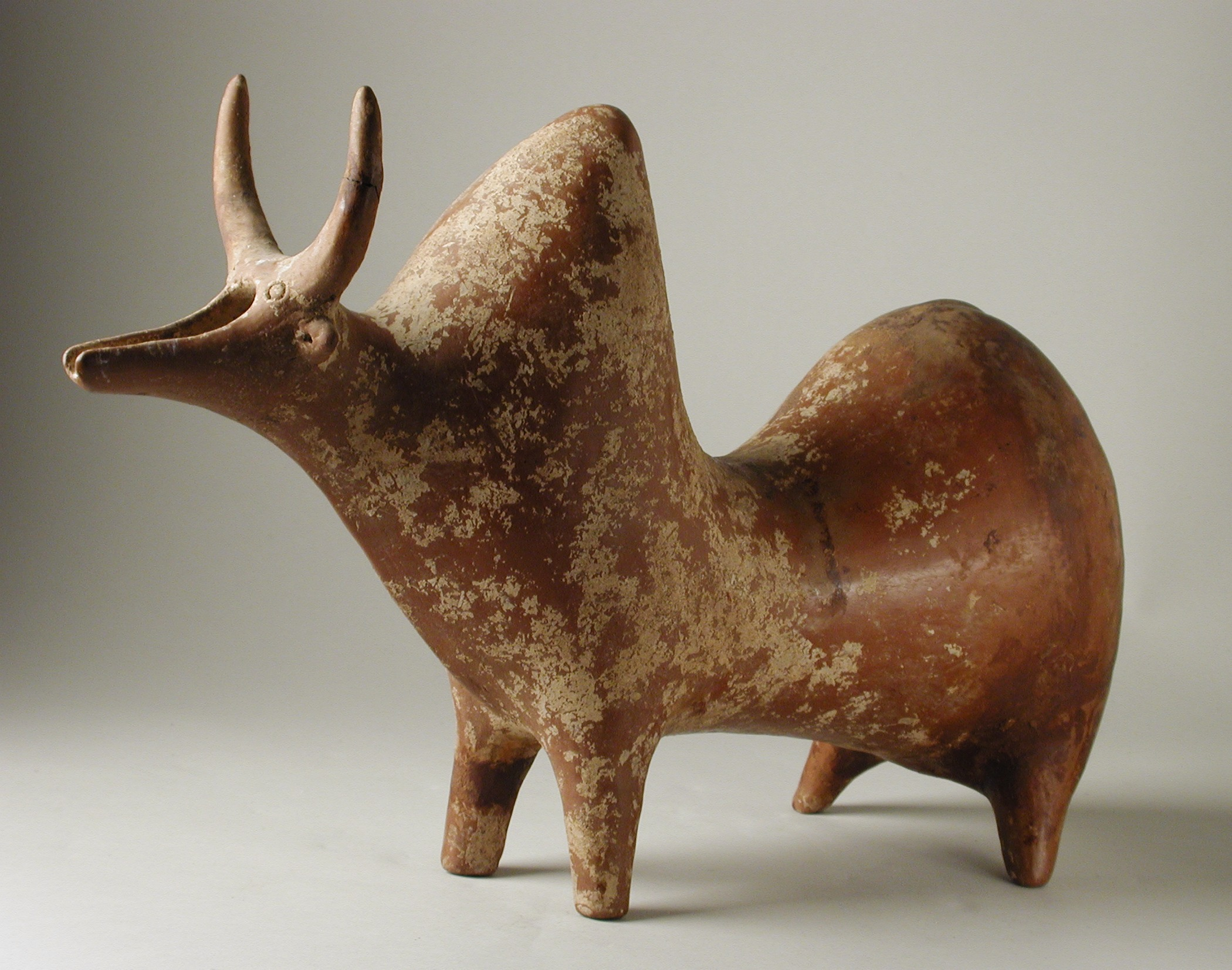
紀元前10世紀 - 8世紀 ギーラーン州出土 赤色磨研土器 瘤牛形水注
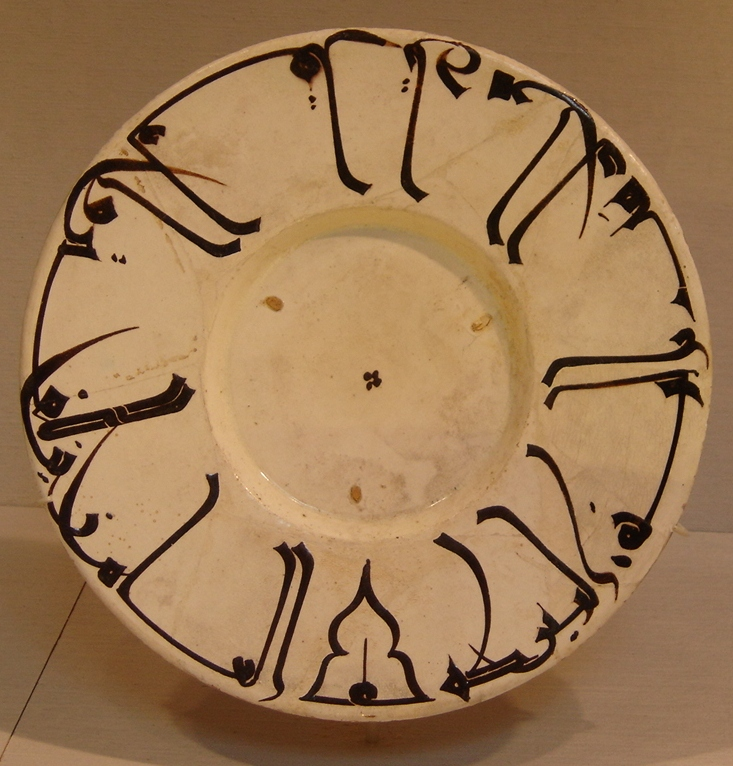
10世紀 陶器 文字入皿

### 地中海沿岸・ギリシア

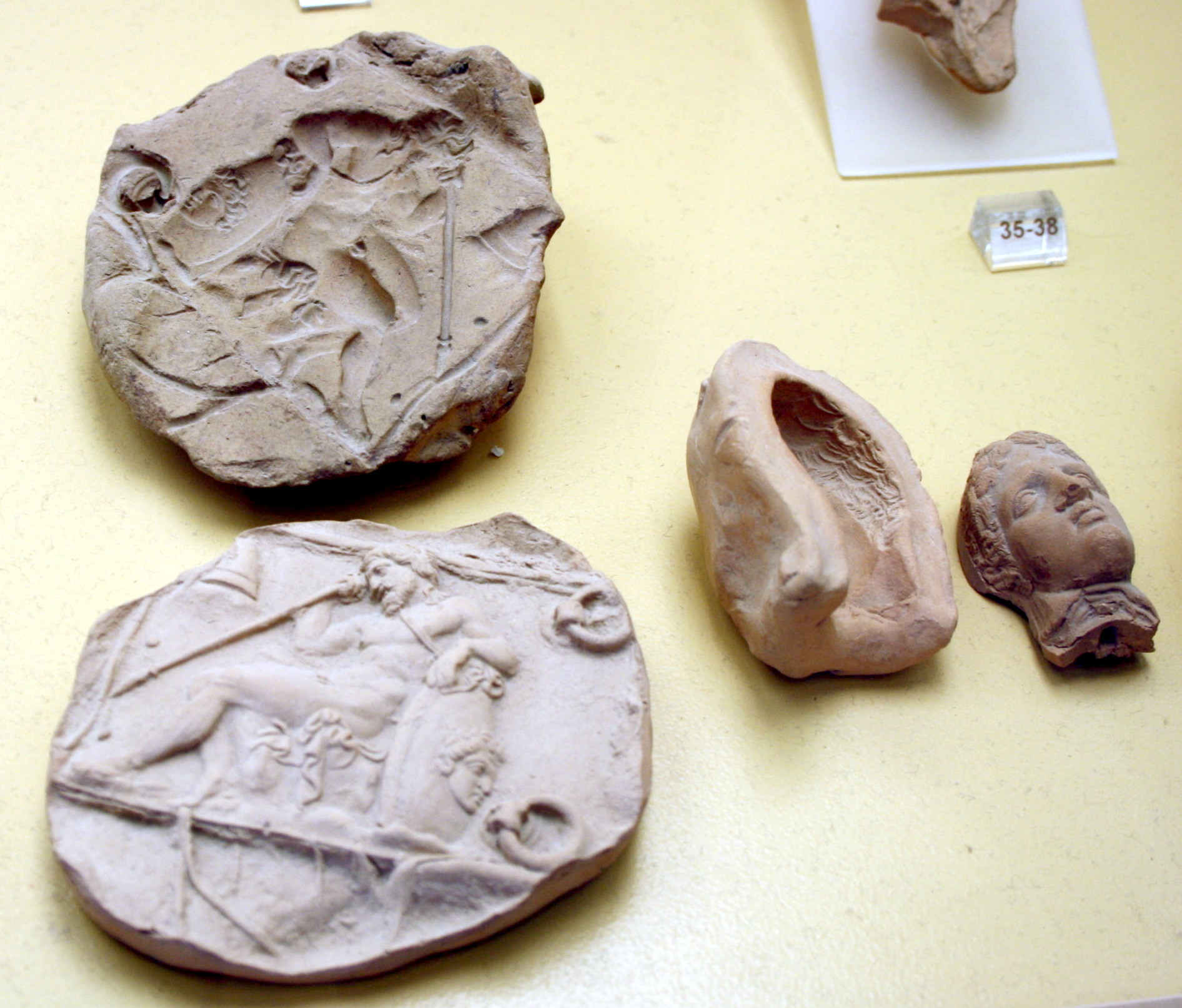
型押し技法で用いる型（紀元前5世紀 - 紀元前4世紀、アテネ

紀元前6000年を過ぎてしばらく、古代ギリシアのエーゲ海沿岸に無文の土器を持つ集団が定着し始めた。この集団の詳細は現状ではよくわかっていないが、アナトリア高原で発達しつつあった穀物・豆類栽培や土器製造文化をヨーロッパにもたらした人びとであろうと推測される。テッサロニキ地方やクレタ島には当初、栽培文化だけが伝わった。紀元前5500年頃から紀元前4500年頃にかけてのギリシアではセスクロ文化という彩文土器をともなう農耕文化が発展した。
ギリシアからバルカン半島へと伝播していった農耕文化に平行して、イタリア半島から南フランス、イベリア半島へと広がる別の農耕伝播の流れがある。それが、紀元前5500年頃から紀元前5000年頃にかけてイタリア半島のアドリア海・地中海沿岸地域を中心として成立したカルディアル土器文化である。この文化は、二枚貝のカルディウム属（現、Cerastoderma属）の貝殻を胎土に押し付けて表面に櫛目のような文様をほどこした土器（カルディウム土器）に特徴をもっている。紀元前5000年を過ぎると、赤色塗彩した上に貝殻圧痕をほどこす土器が一般化していき、この土器伝統はおよそ1000年の長きにわたって継続する。その後、南フランスでは、紀元前4000年頃にシャッセ―文化が成立する。
一方、紀元前4000年頃のギリシアではディミニ土器文化が発展し、紀元前3000年頃にはクレタ島にミノア文明（クレタ文明）が開花する。ミノア文明は独特の土器文化を育んだ。ミノアの土器は3期に分けられ、前期は黒色の斑文をともなうヴァシリキ様式、中期は鮮やかな彩文が特徴的なカマレス様式の土器がつくられ、後期にはタコをはじめとする海生生物を描いて「海の様式（英語: Marine Style）」と称される特徴的な彩文土器がさかんにつくられた。ミノア文明は、紀元前1400年頃、ギリシア本土のミケーネによって滅ぼされた。
セスクロ・ディミニの土器文化を持っていた原ギリシア人は、青銅器時代に入ると釉薬に似た光沢のある上塗りを施す「ウルフィルニス土器」を産み出した（ヘラドス文化）。ヘラドス文化は、赤や黄褐色で施文した艶なしの土器、黒・灰色で無文の「ミニュアス土器」と推移し、後期青銅器時代にはミケーネ文明を開花させた。ギリシア本土ではこの後、紀元前10世紀以降、器表に幾何学文を施す幾何学様式、赤に黒色で描く黒絵式（黒像式）、それを反転させた赤絵式（赤像式）、白地に色彩豊かに絵を描いた白地多色式など多様な土器・陶器が作られた。

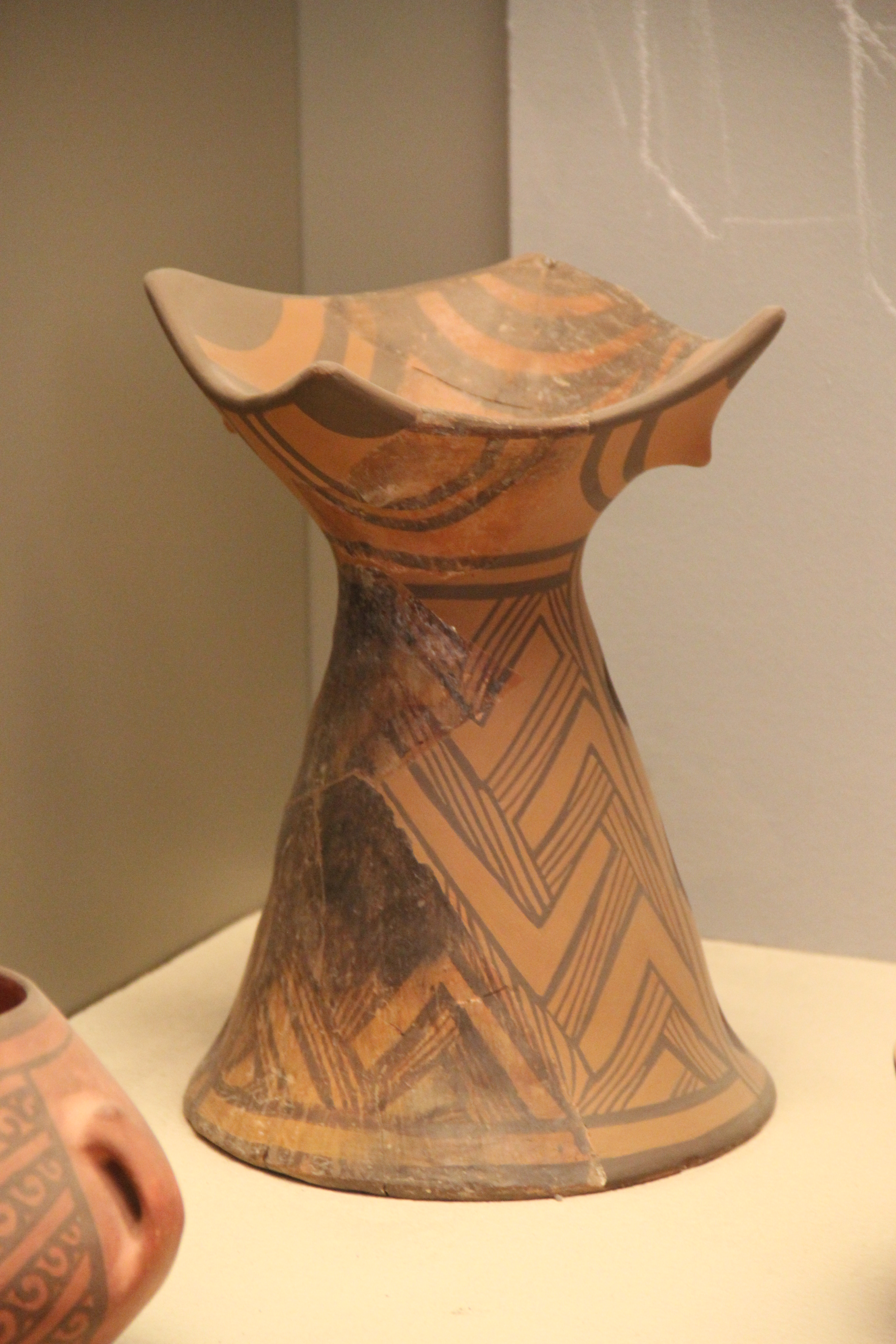
セスクロ文化の高坏
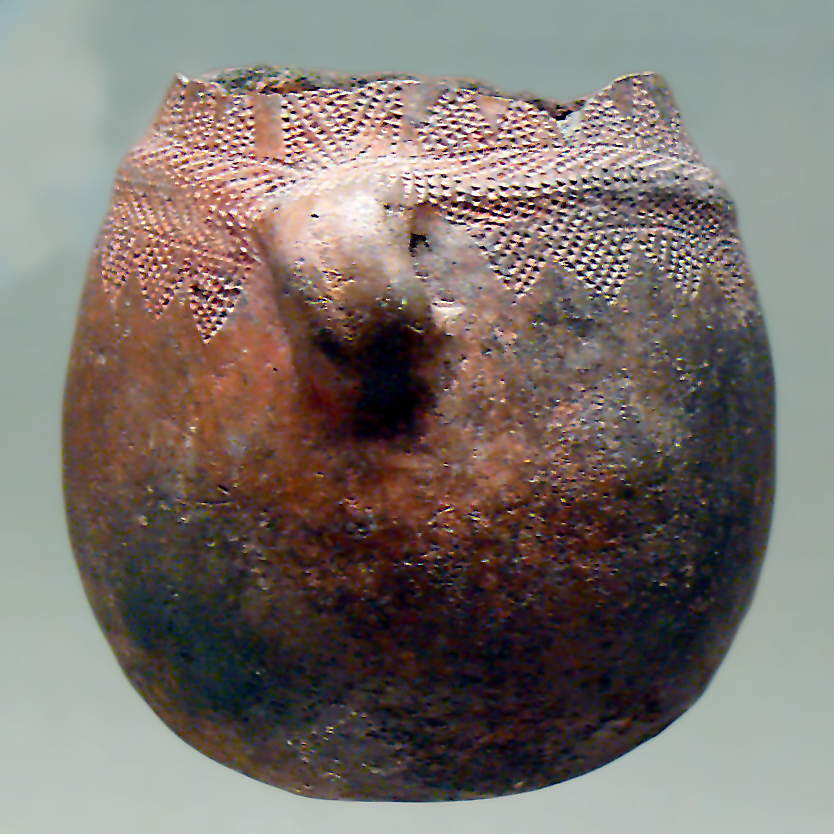
カルデイアル土器文化の把手付コップ状容器（スペイン出土）
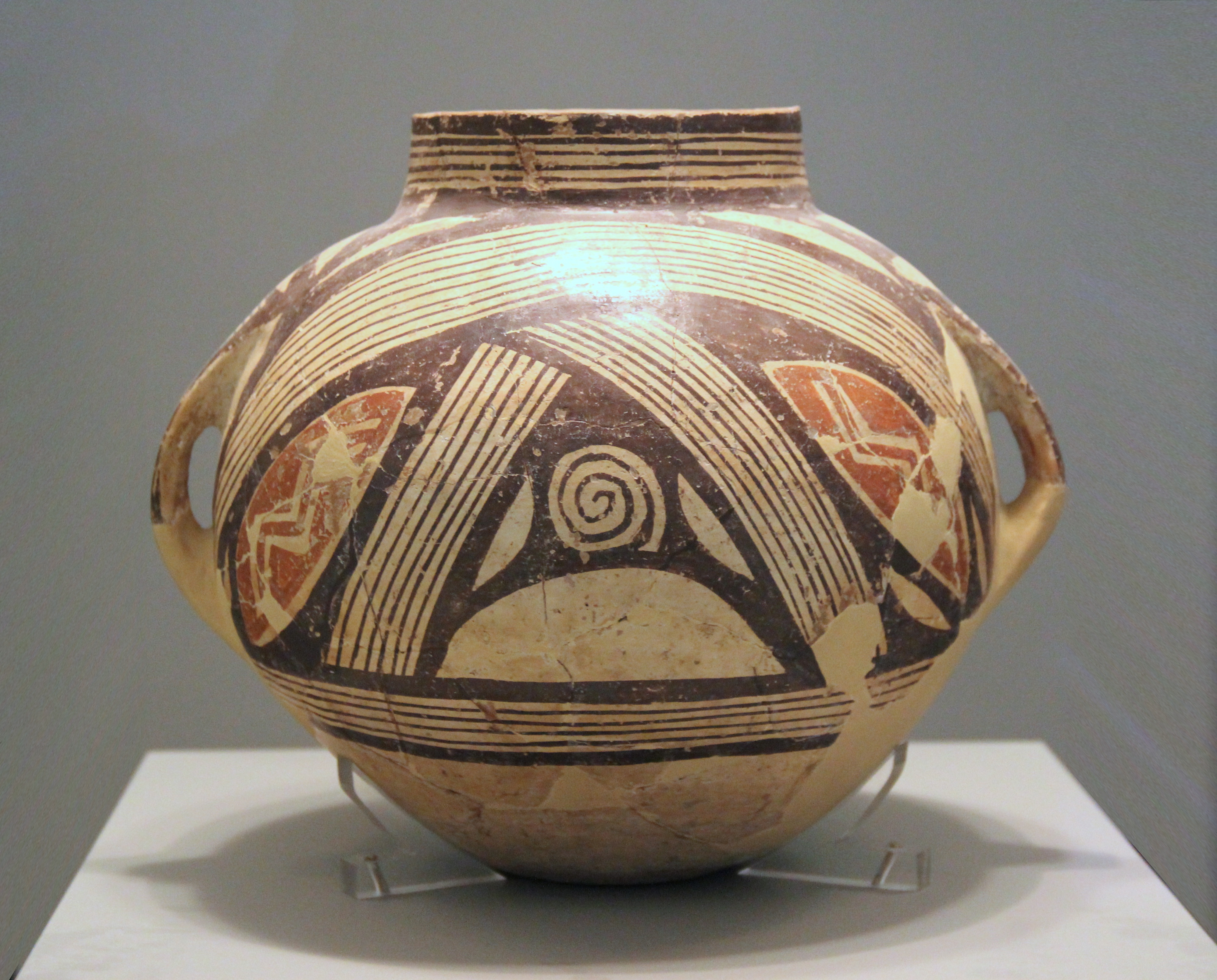
新石器時代 ディミニ文化期の彩色土器 壺
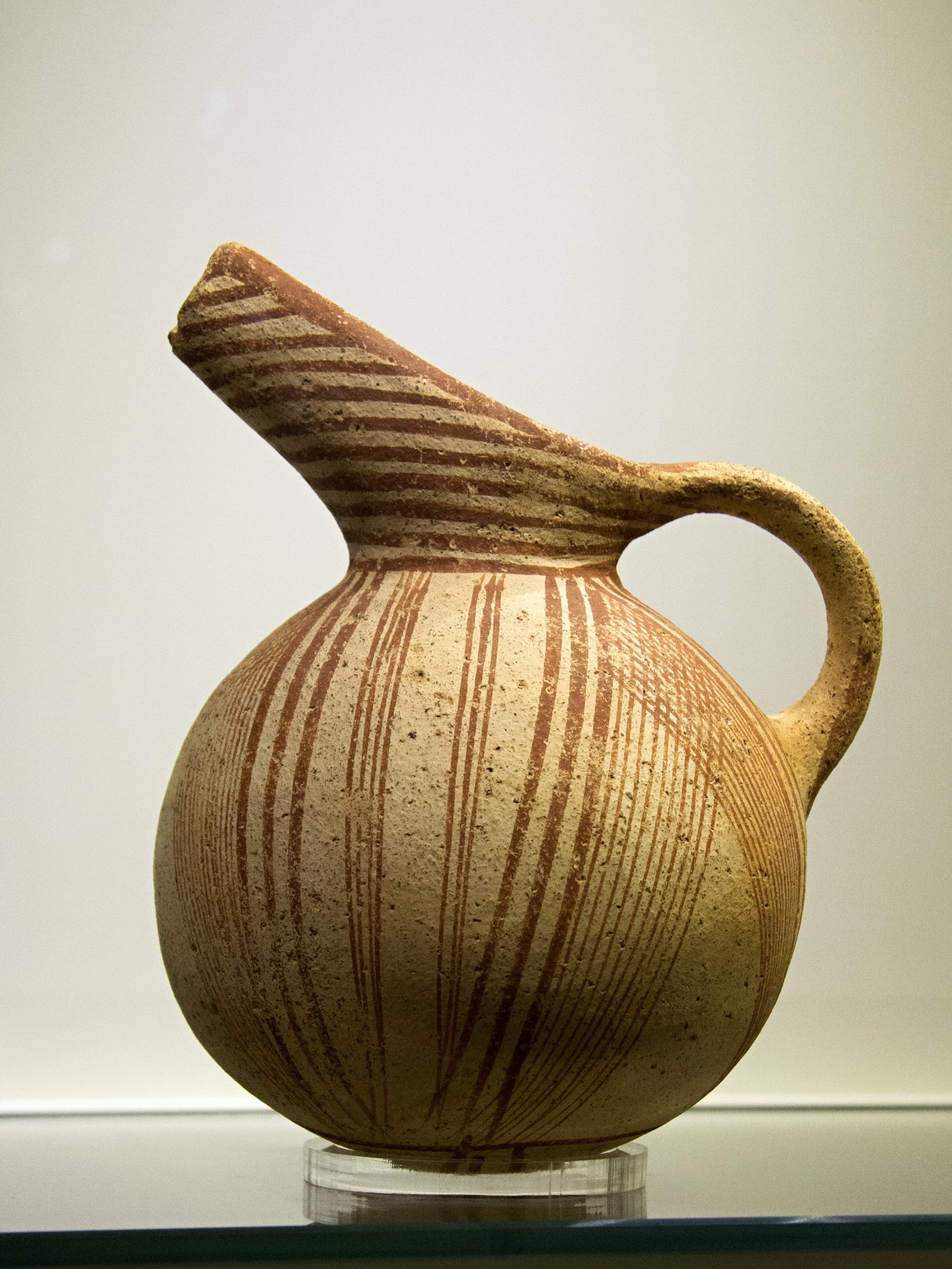
紀元前2600 - 1900年のミノア土器 嘴形注口付壺
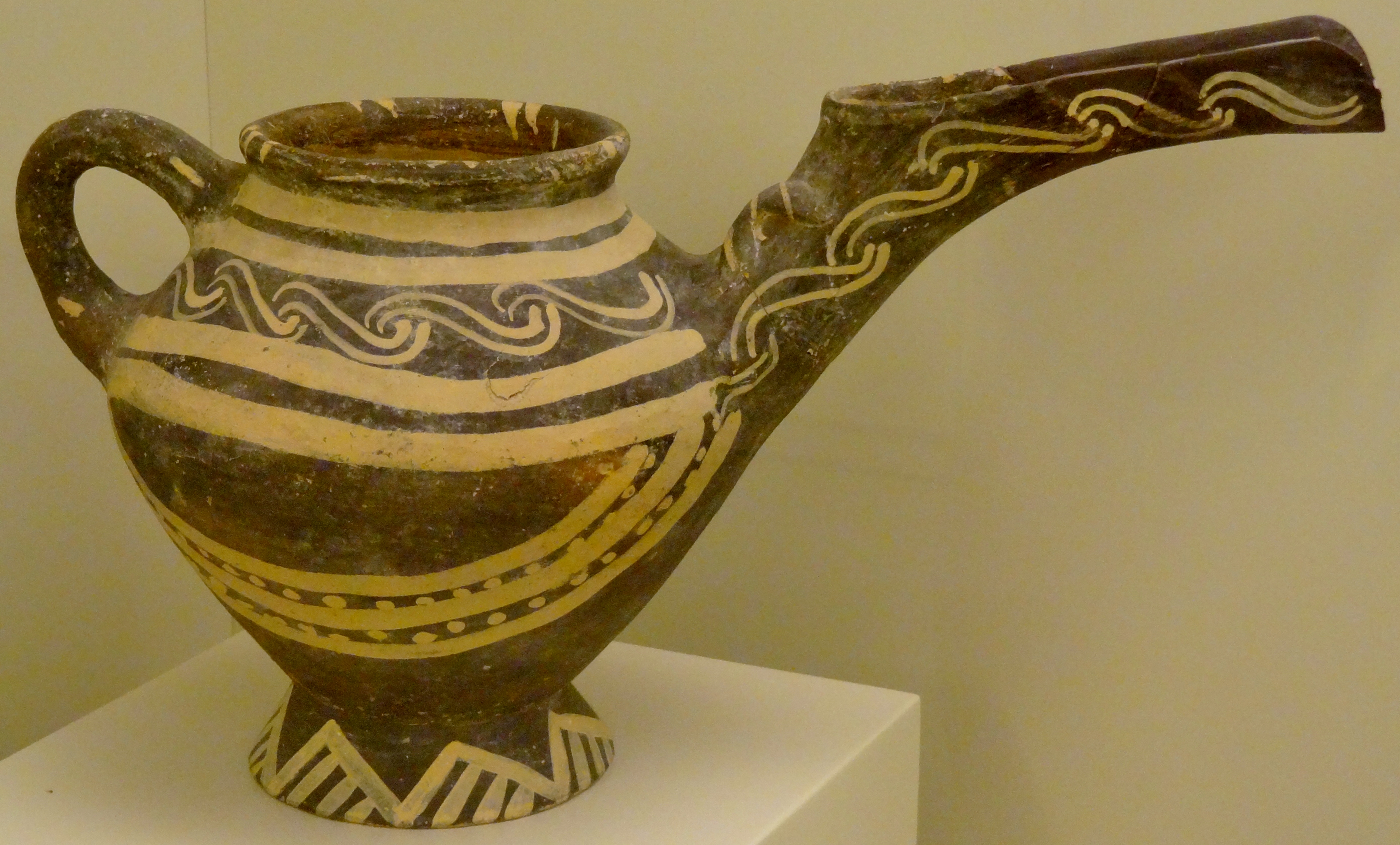
ミノア文明・ヴァシリキ様式の嘴形注口付水差
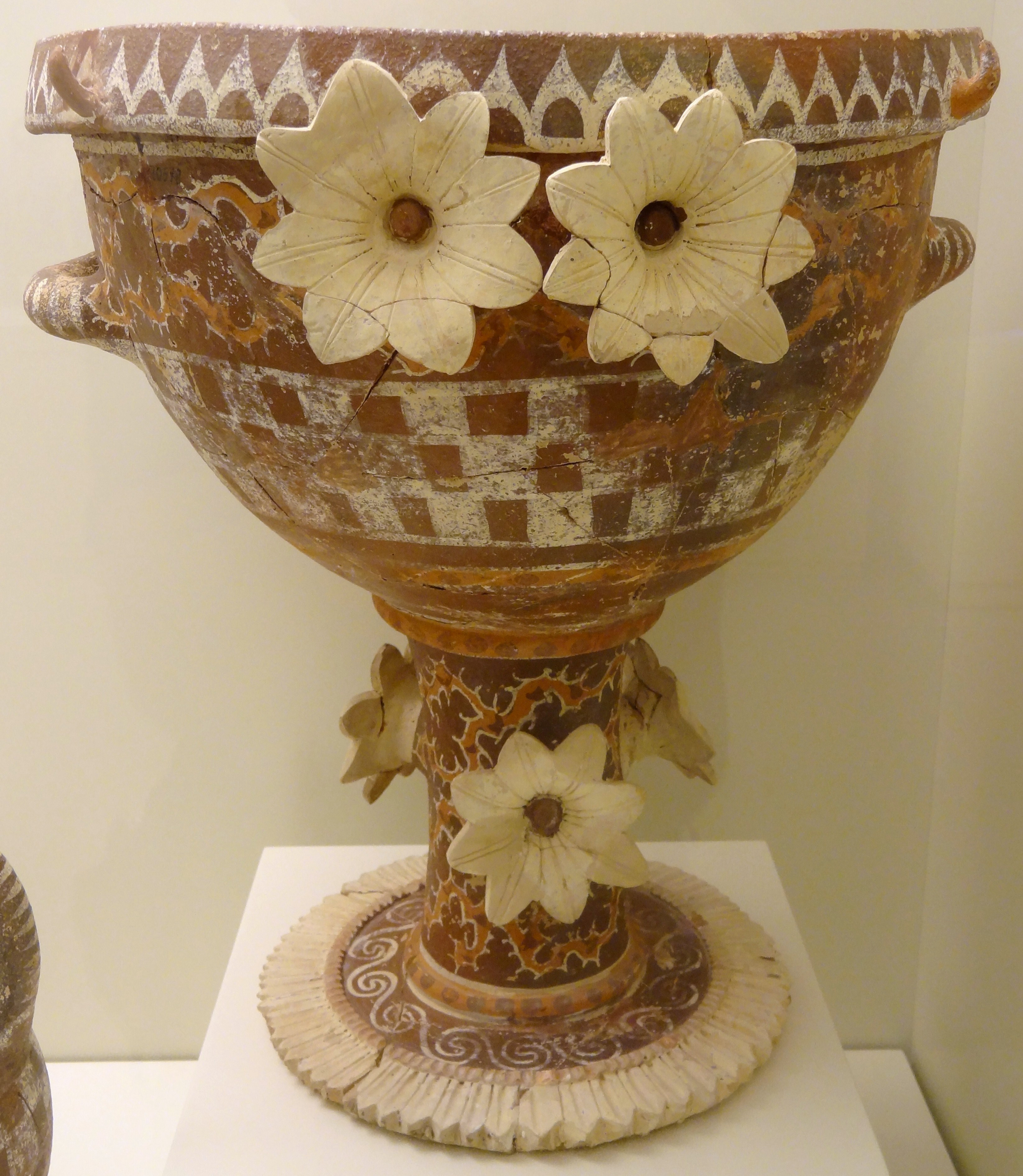
ミノア文明・カマレス様式。花のアップリケで装飾された台坏鉢形土器
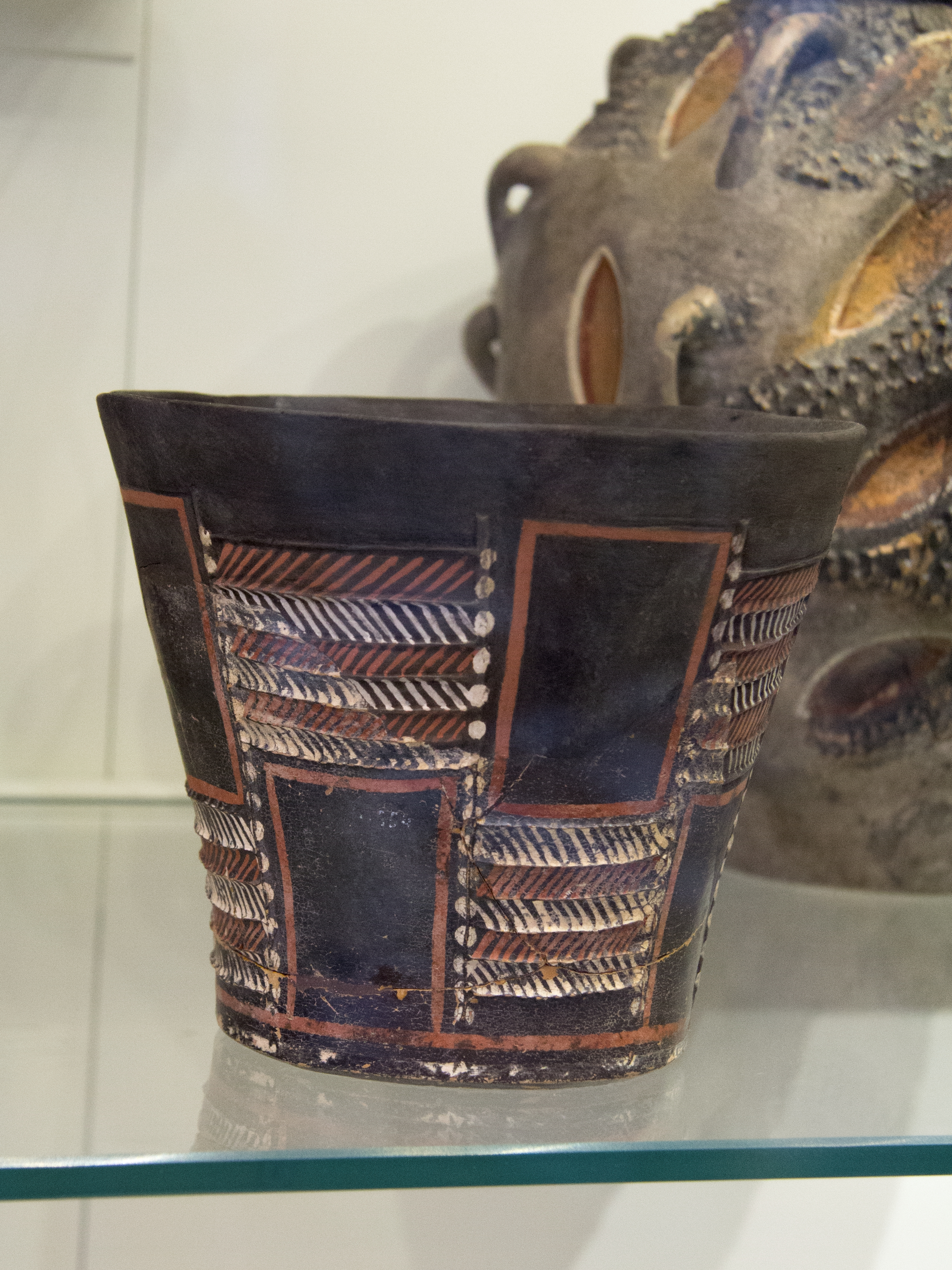
カマレス様式の鉢形土器
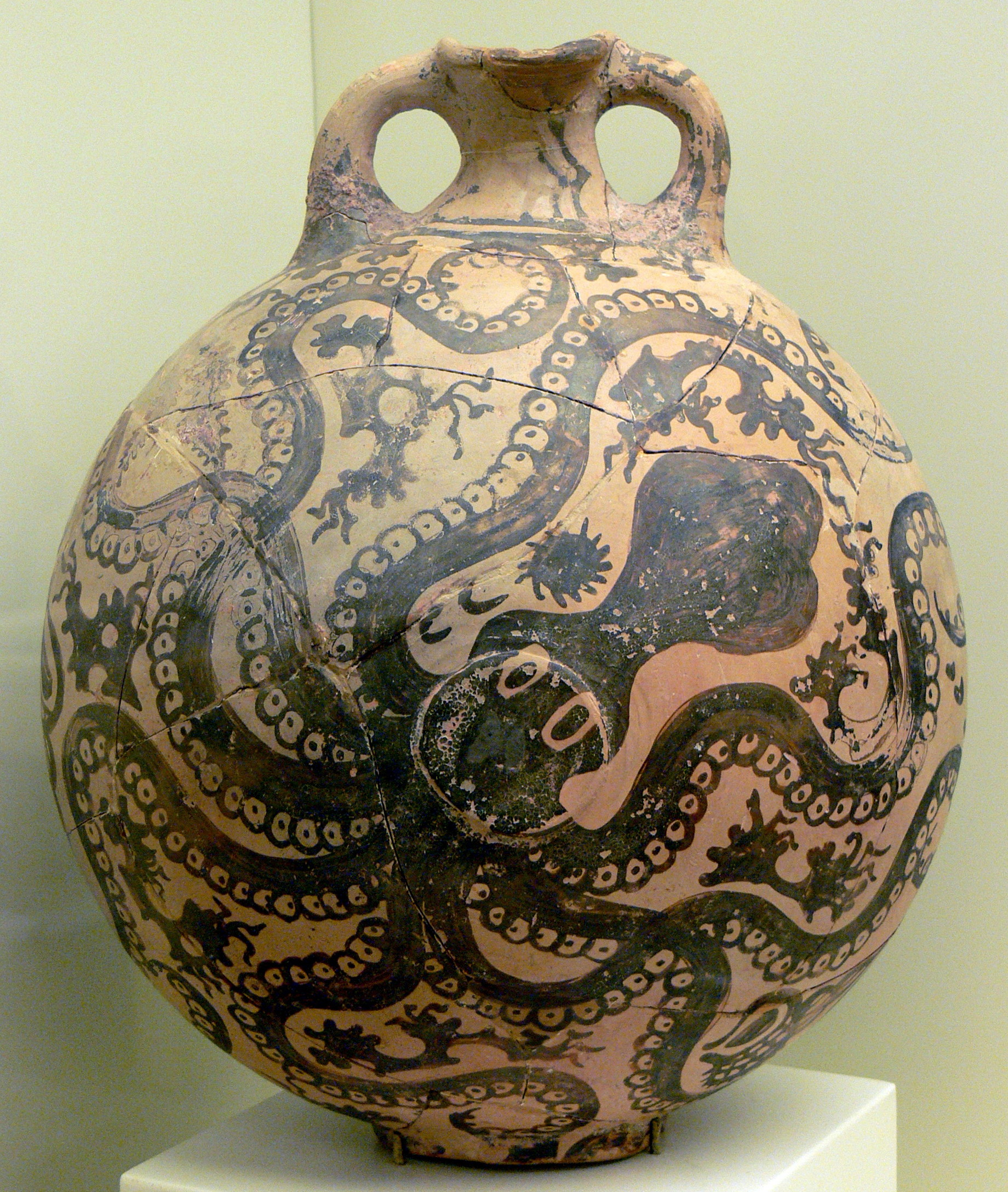
ミノア文明「海の様式」の把手付壺
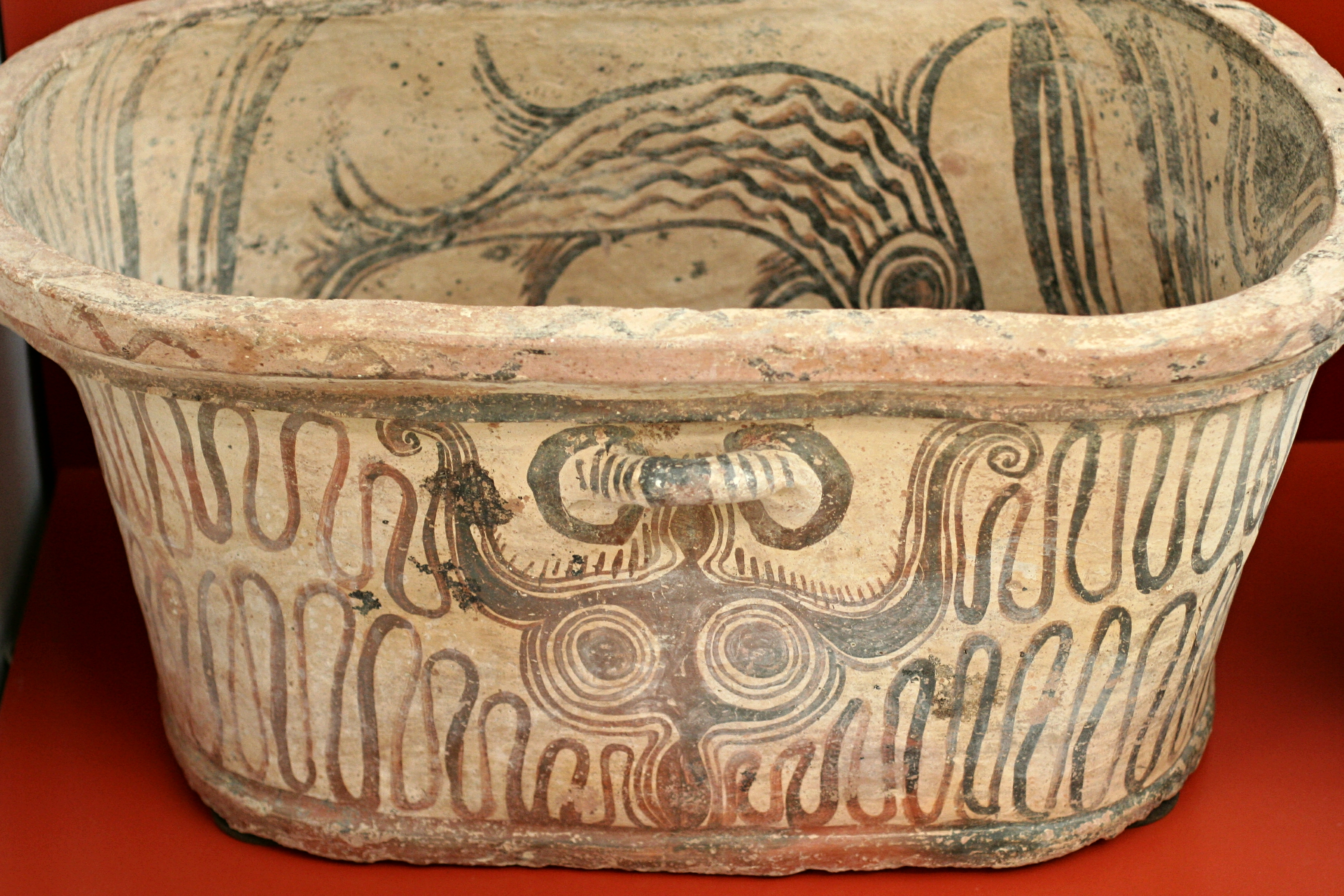
紀元前1440 - 1050年のミノア「海の様式」魚・タコ柄皿
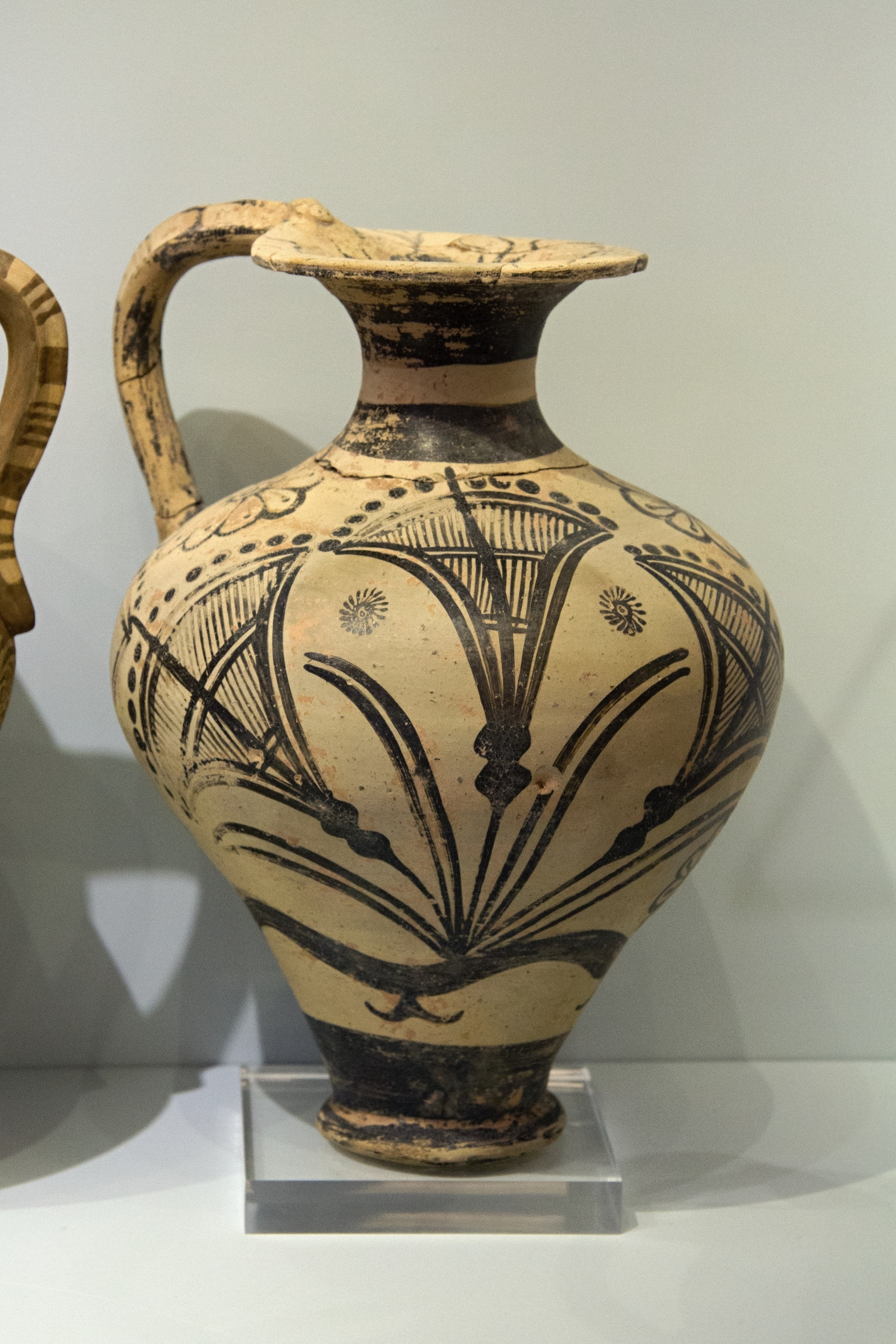
紀元前1500年 - 1450年のパピルスが描かれたミノア土器把手付壺
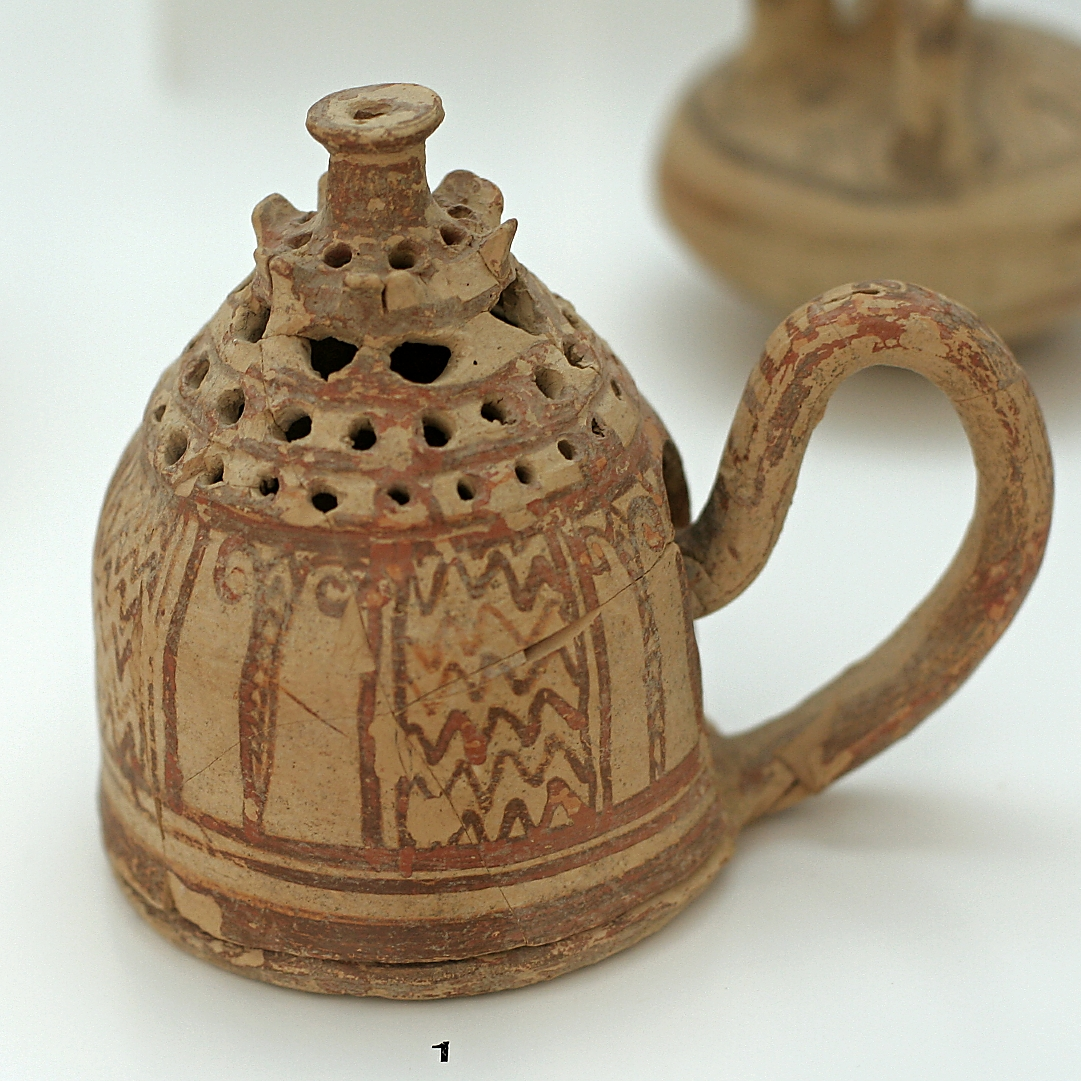
紀元前1400 - 1200年のミノアの香炉形土器
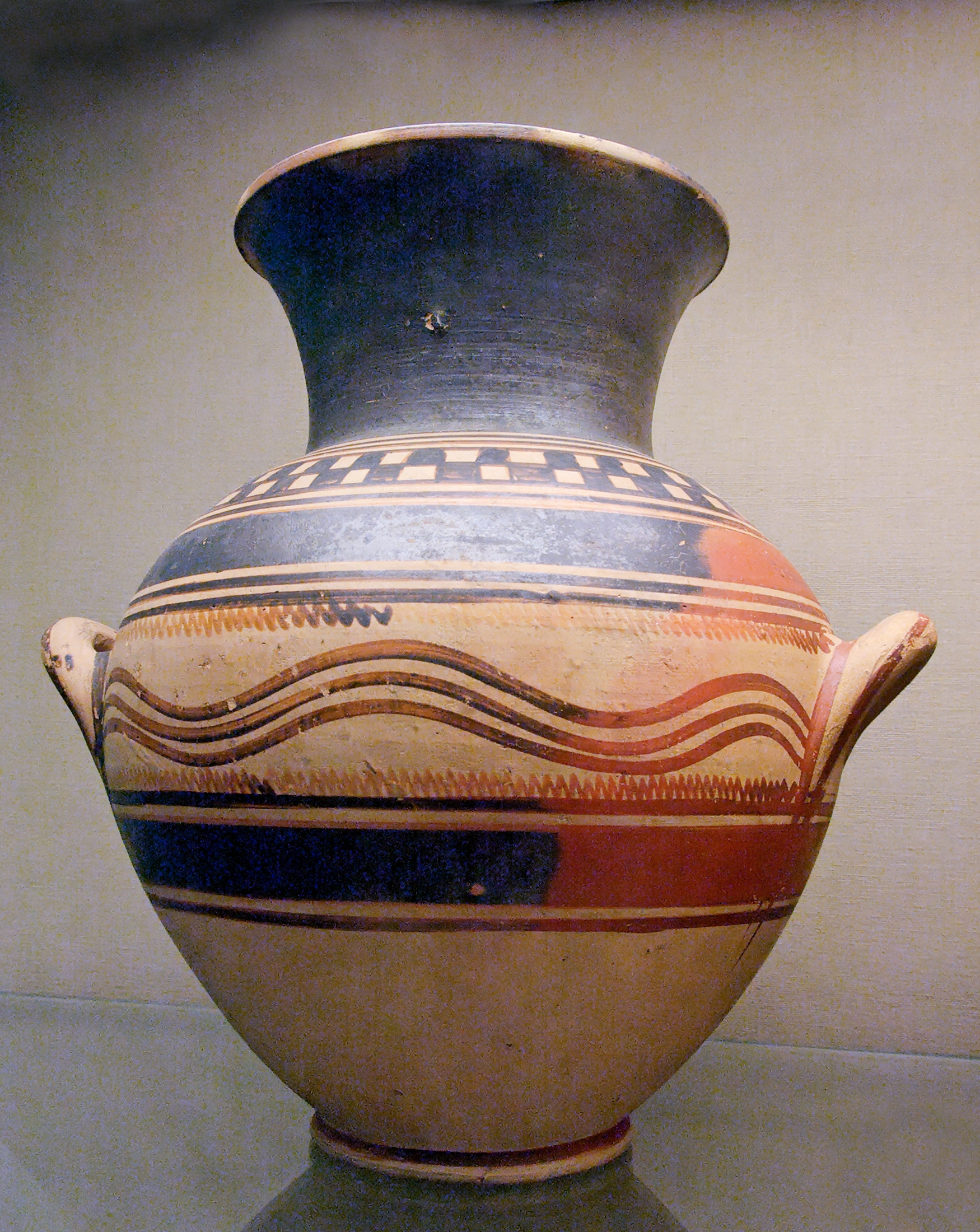
アテネの幾何学様式土器壺（紀元前950 - 900年）
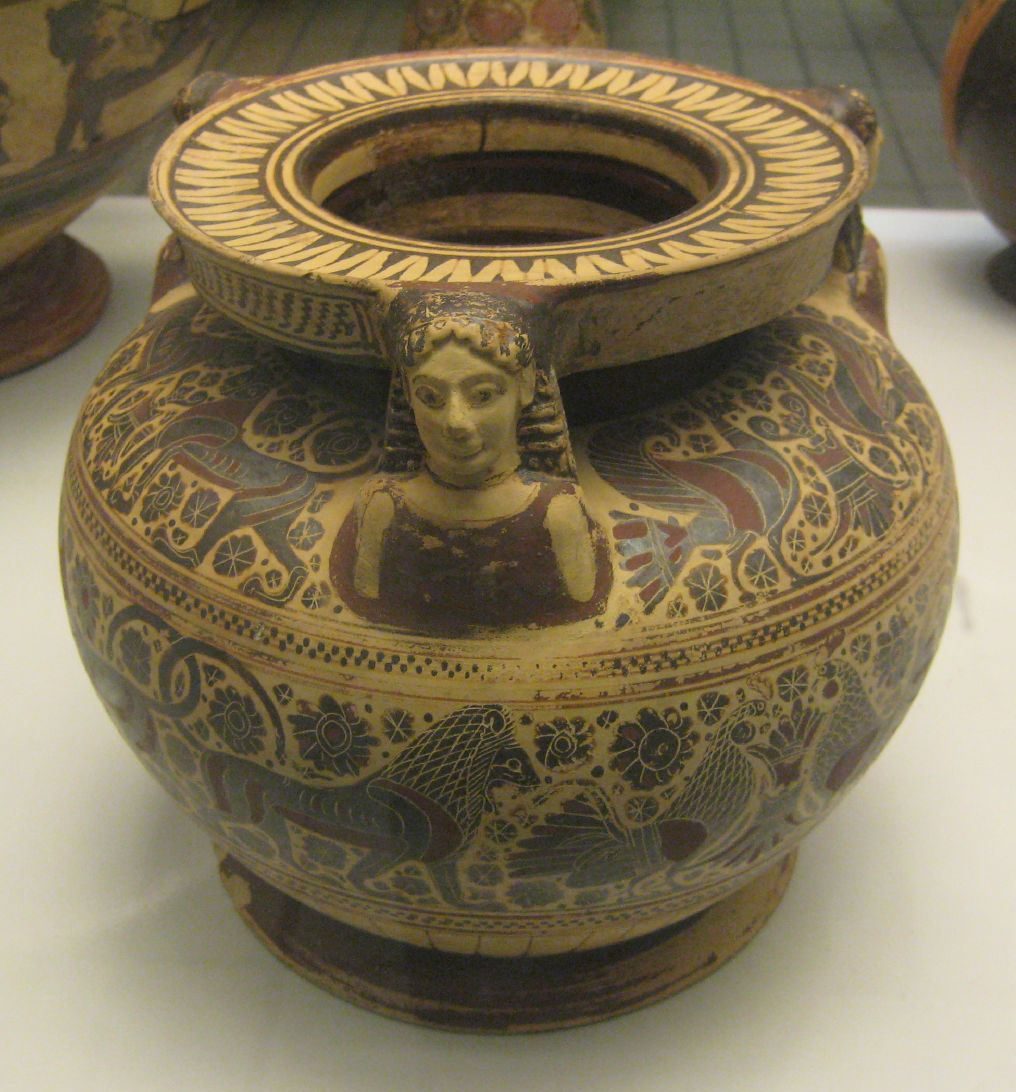
動物文ピュクシス コリント文化（紀元前600 - 575年）
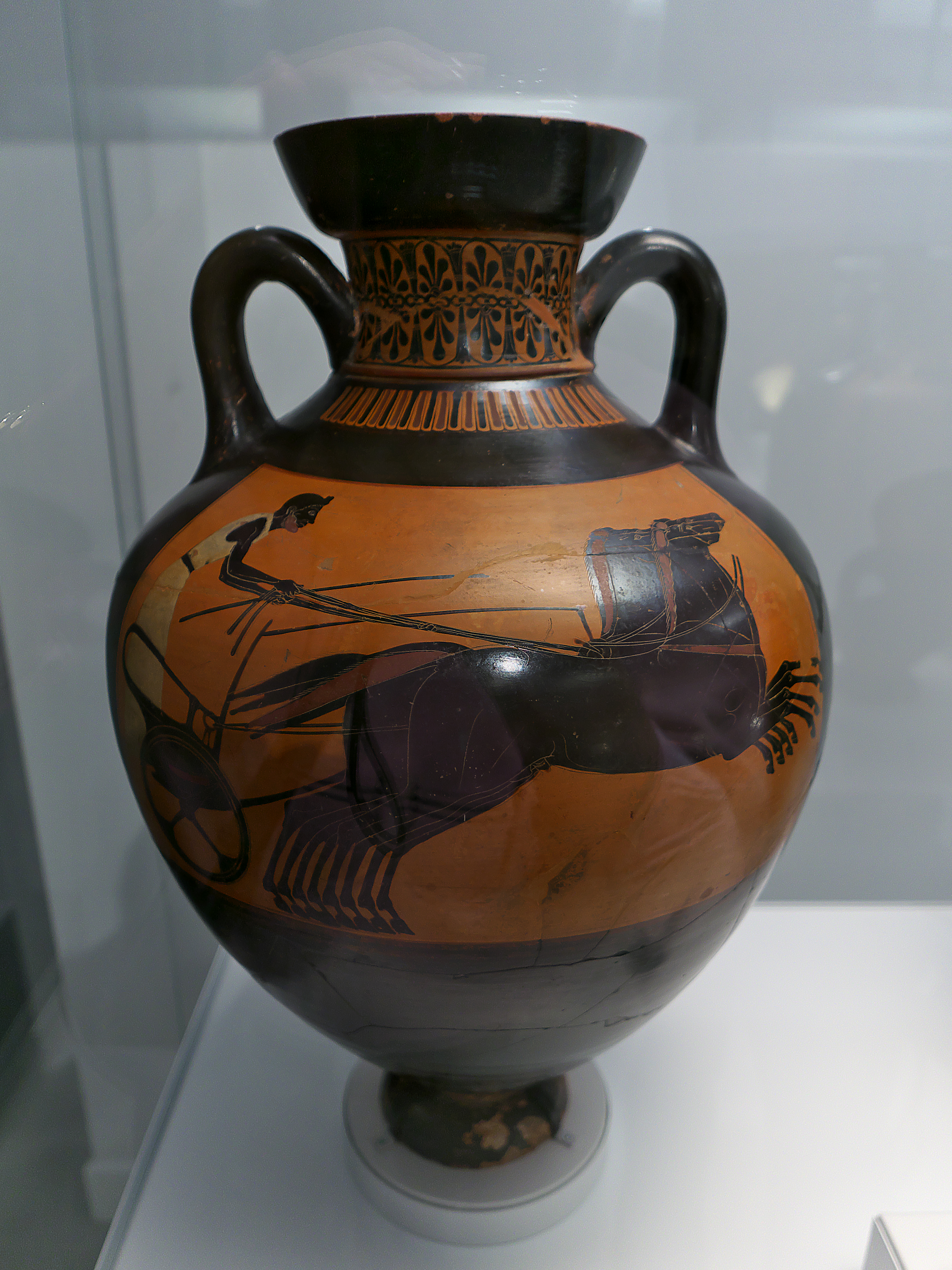
馬車を描いた黒絵式の陶器 壺（紀元前520年頃）
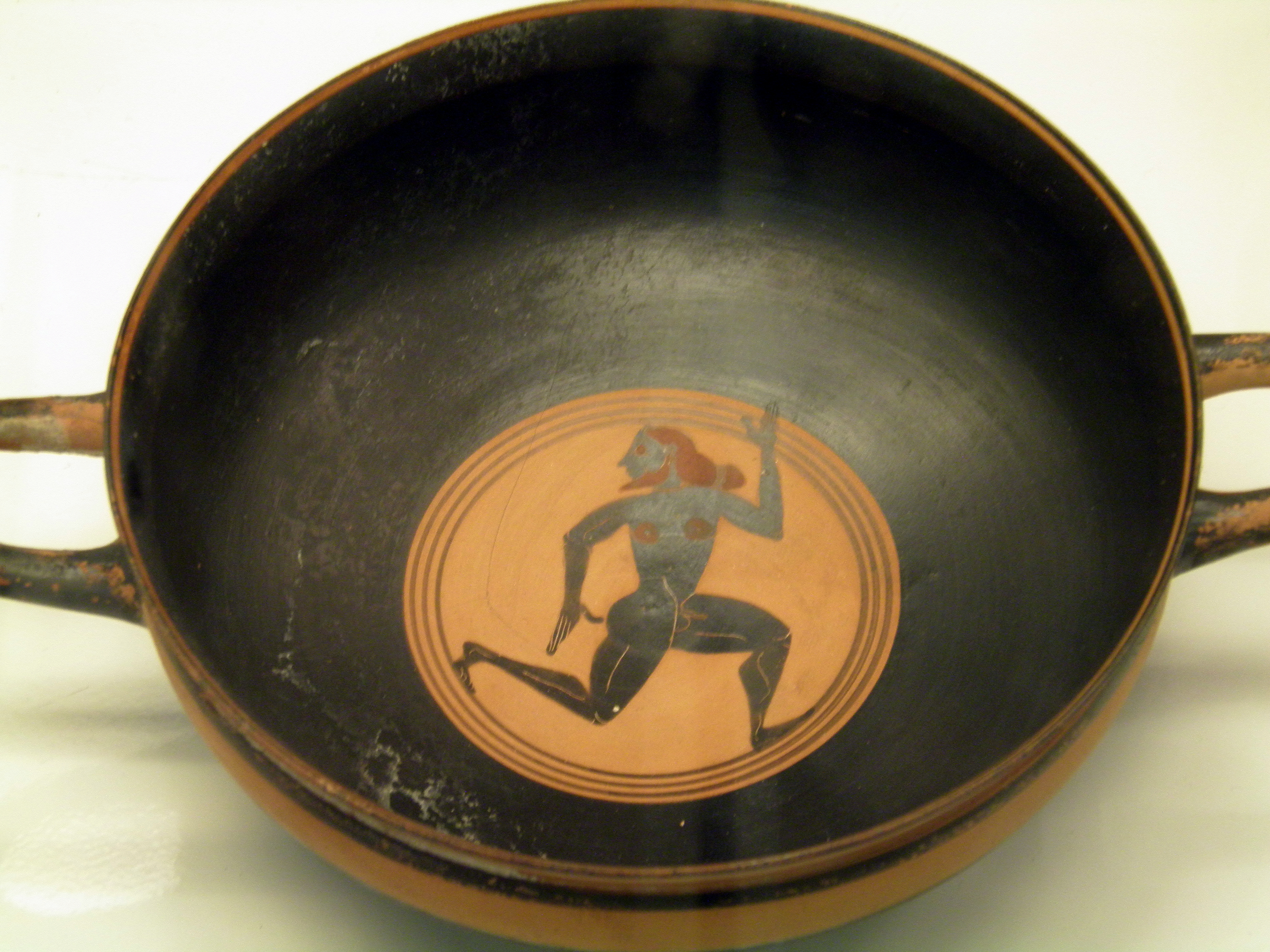
内側に走る人物を描いた黒絵式の把手付碗形陶器（紀元前570 - 550年）
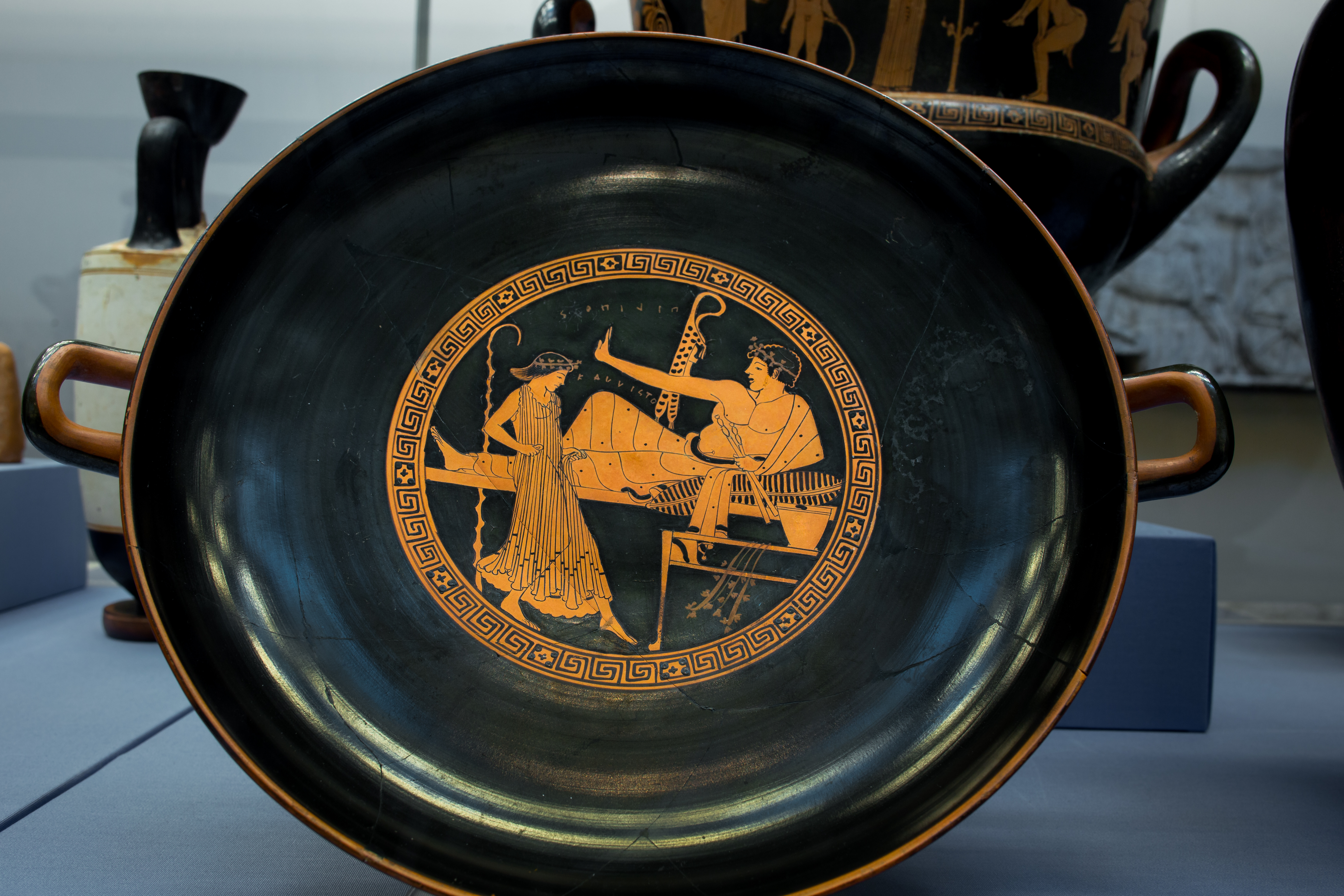
若い男女（ピリポスとカリスト）を描いた赤絵式把手付碗形陶器（アテネ、紀元前490年）
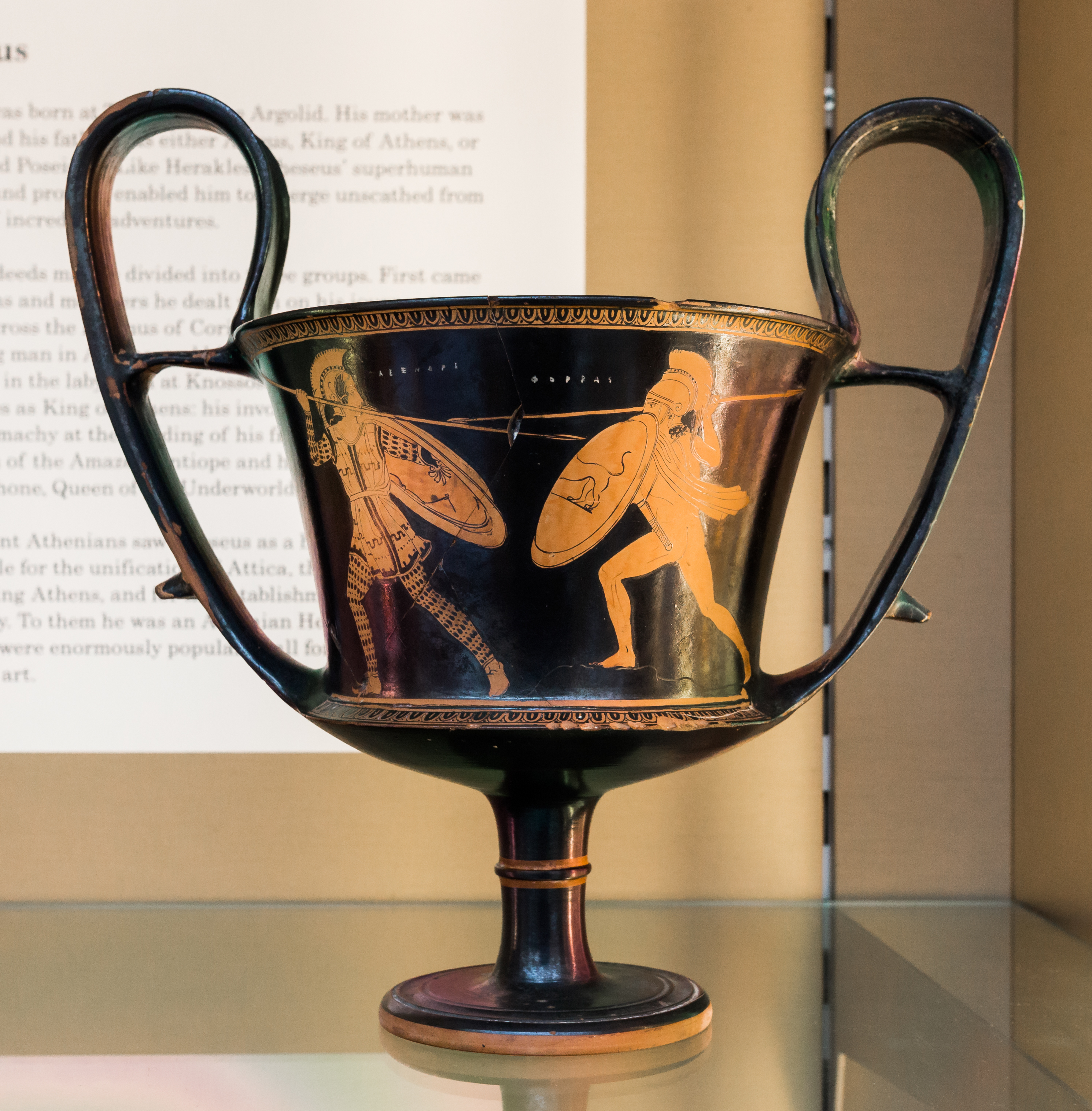
戦闘場面を描いた赤絵式台付把手付鉢型陶器（アテネ、紀元前430 - 410年）
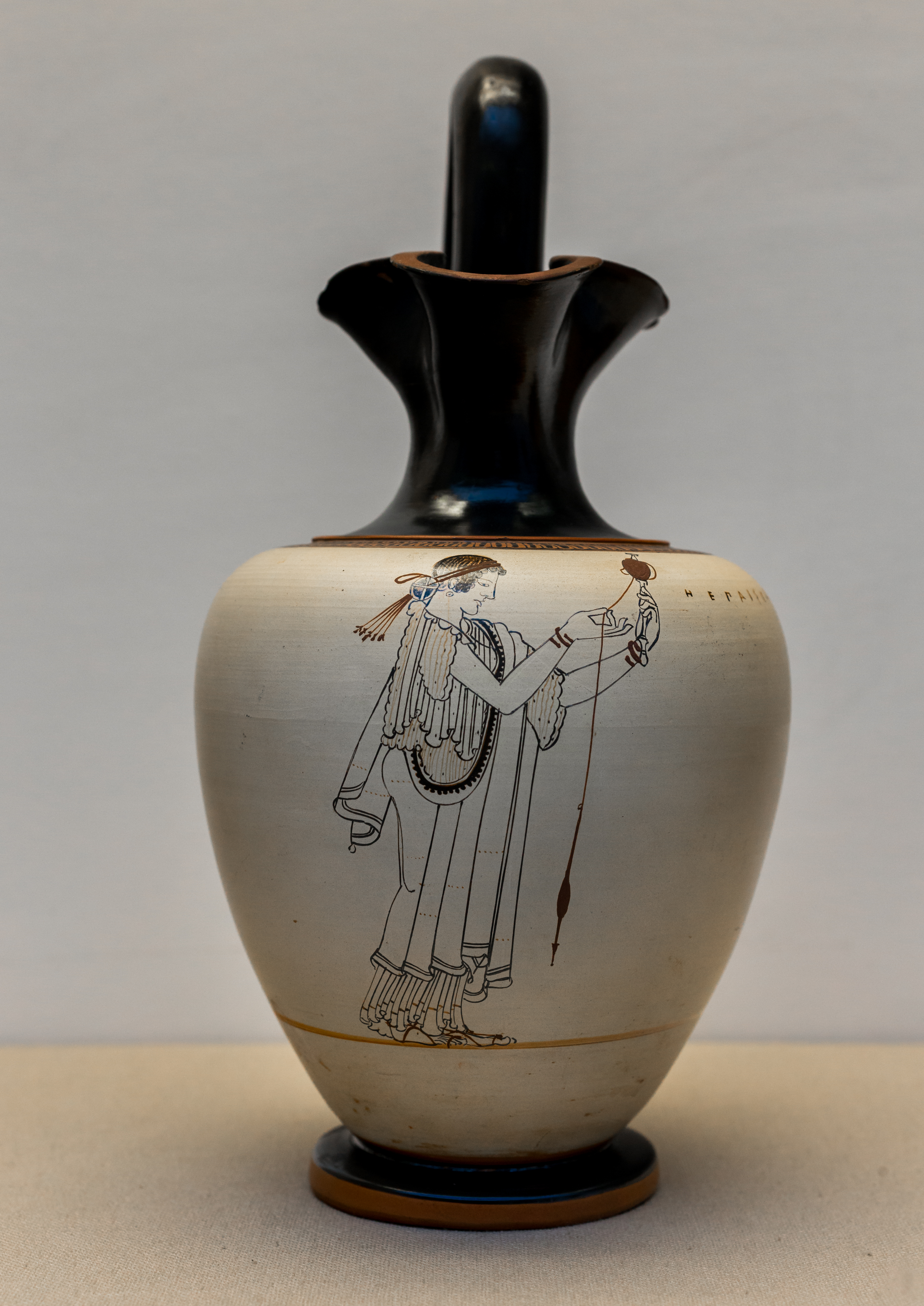
紀元前490年の白地多色式陶器 婦人文壺
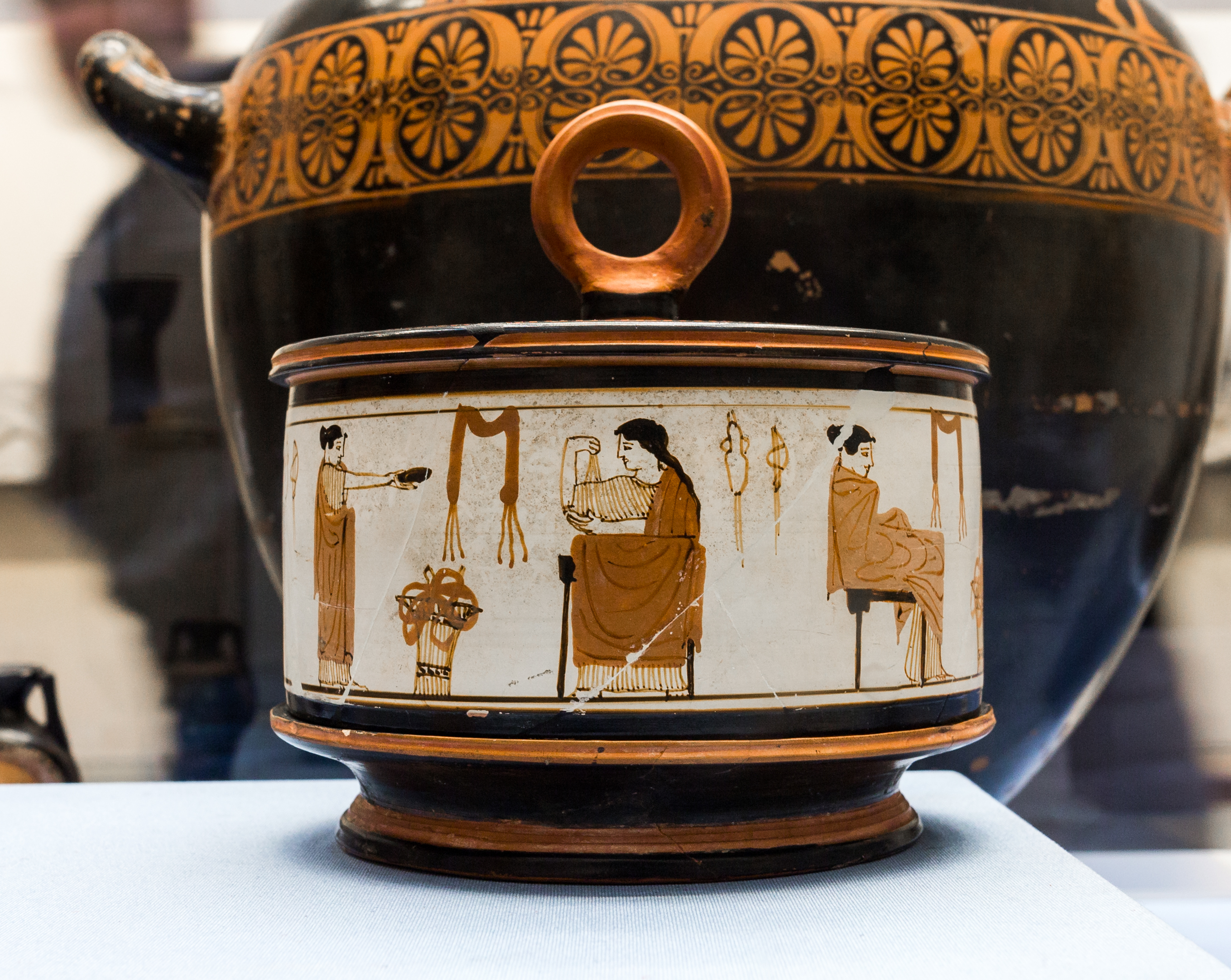
白地多色式の婦人文ピュクシス（蓋付）（アテネ、紀元前460 - 450年）
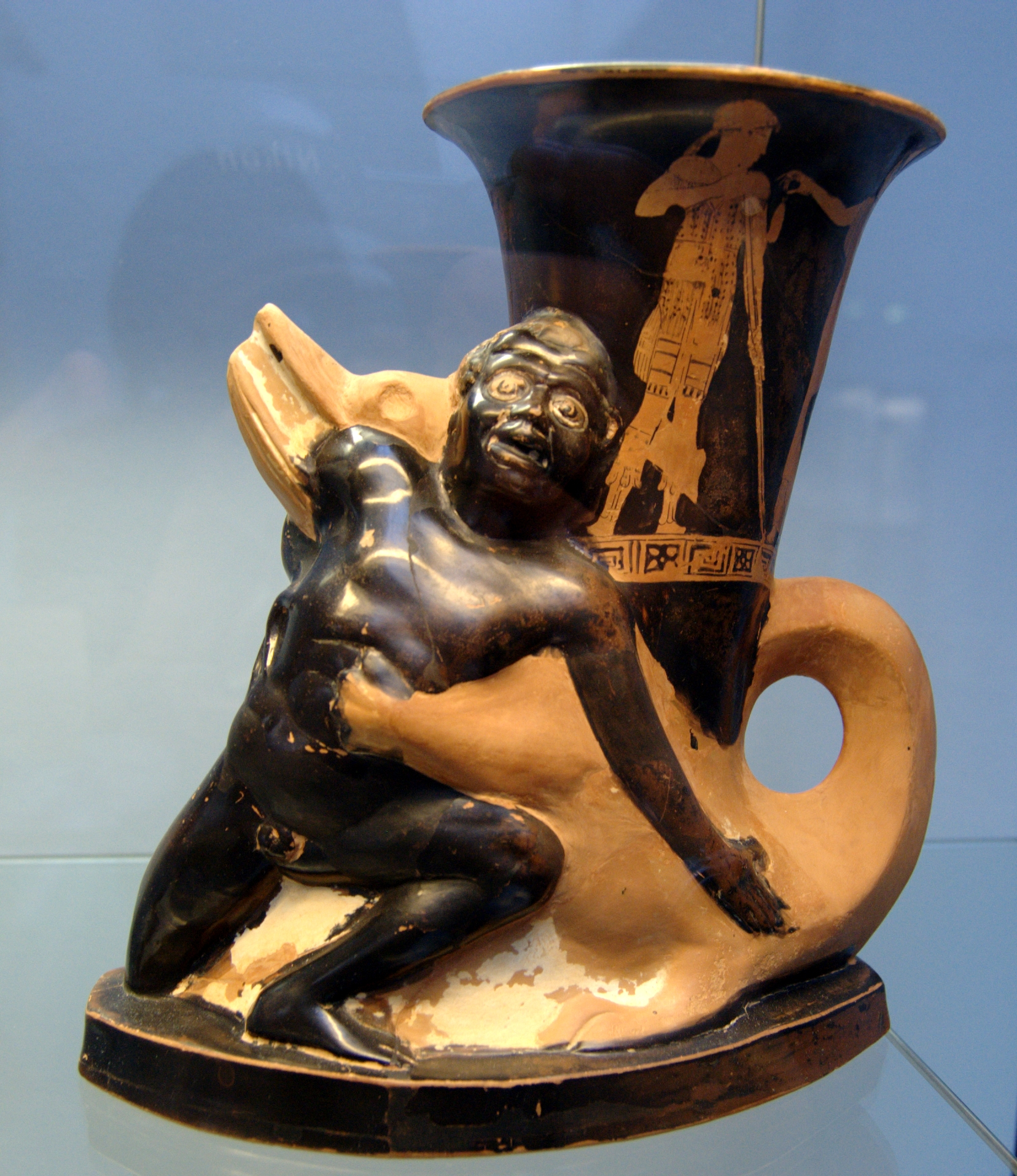
アフリカの子どもとワニを描いたリュトン（坏）
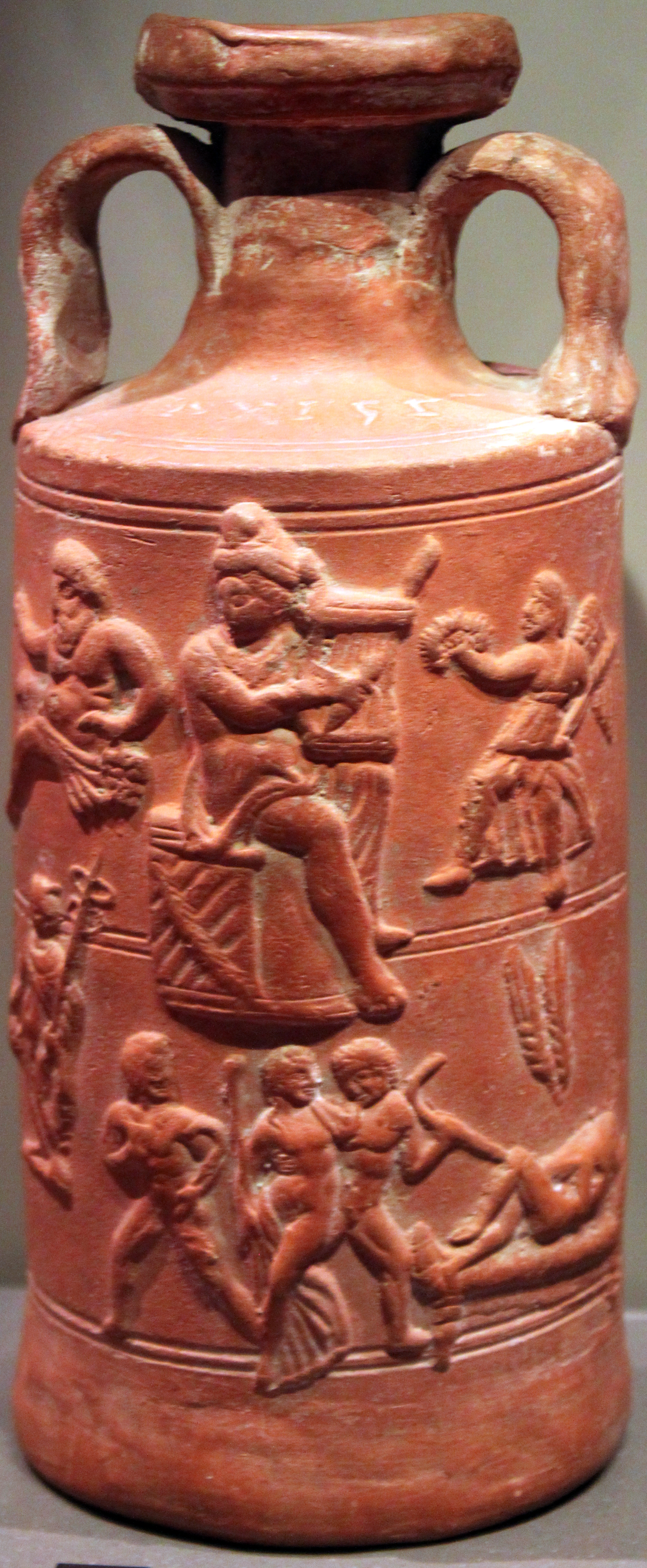
型押し製法でオルフェウスを表した3世紀の把手付瓶形陶器（リビア、キレナイカ）

### ヨーロッパ
アナトリアからギリシアへ農耕文化を伝えた人びとは、さらにバルカン半島へと広がっていき、紀元前5500年以降のギリシアのセスクロ文化に並行して、ブルガリアではカラノヴォ文化、ルーマニアではクリシュ文化、ハンガリーではケレス文化、旧ユーゴスラヴィアのスタルチェボ文化がそれぞれ独自性を強めて発展していった。

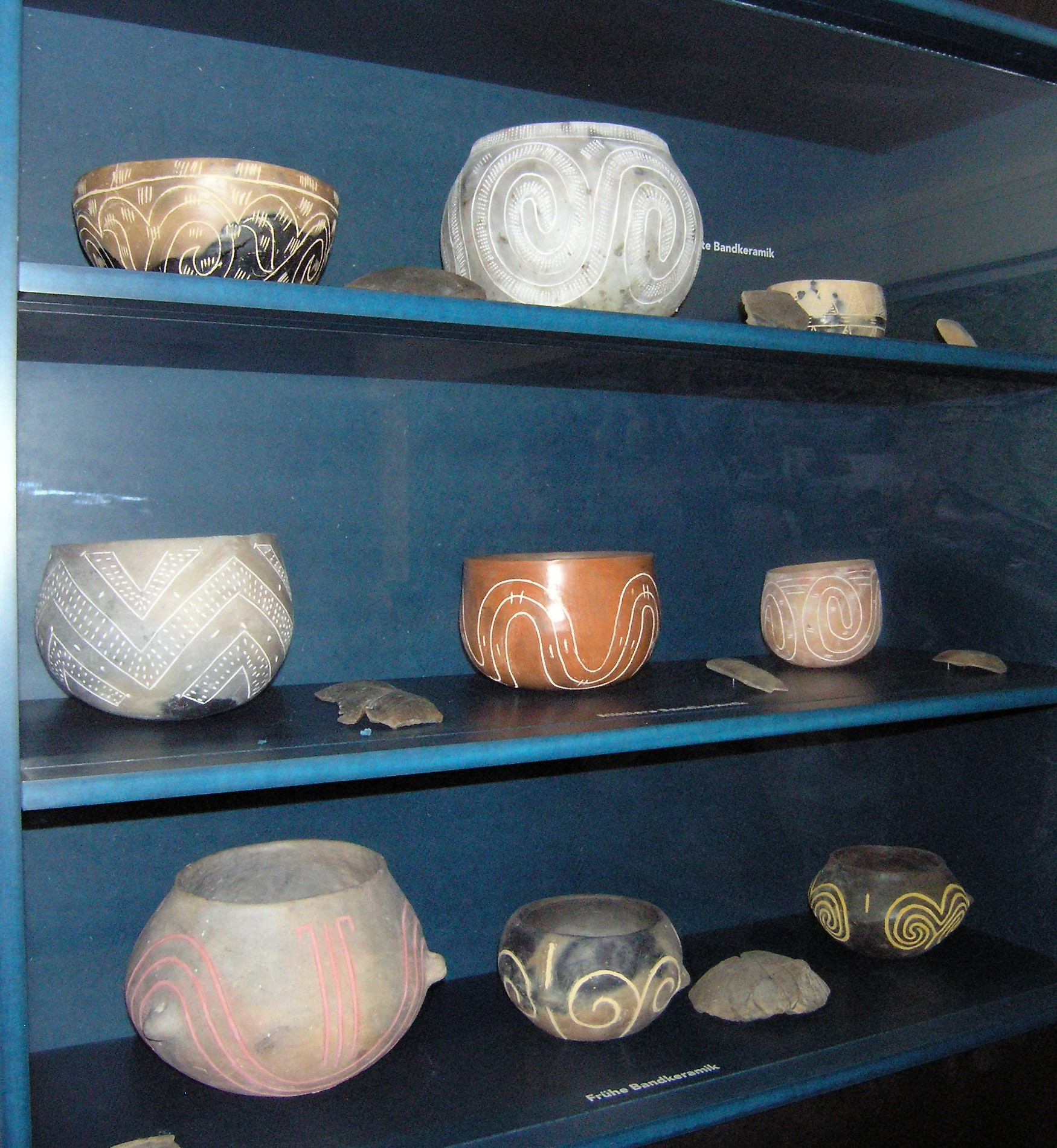
帯文土器文化に伴う土器群（ドイツ、バイエルン州）

紀元前4500年頃から紀元前4000年頃にかけては、農耕がさらにヨーロッパの内陸部まで広がり、ポーランドからドイツ、オランダにまで拡大していった。その時期にはセルビアのベオグラードに近いヴィンチャを中心にヴィンチャ文化が発展した。集落の内部で土偶が集中する箇所があったり、文字のような記号が刻される粘土板が出土したりすることで注目される文化である。一方、ライン川流域を中心とする中欧から西欧にかけての一帯では帯文土器文化と呼ばれる独特の土器文化が成立した。帯文土器とは、壺や鉢の表面に2列の平行刻線を単位とする曲線模様を描き、その線の中に刺突文を何か所か施すという特徴を持つ土器である。この文化にかかわることとして、集落を構成する家屋が細長い長方形平面を呈するロングハウスを伴うことが特筆される。
金石併用時代（銅器時代）に入り、ギリシアでディミニ文化、南仏でシャッセー文化が興った頃のバルカン半島では、旧ユーゴスラヴィアで後期ヴィンチャ文化、ブルガリア北部からルーマニアにかけてはグメルニツァ文化、北部ルーマニアではククテニ文化などローカル性豊かな文化が発展した。帯文土器が広がった中欧・西欧では、縄目文土器文化を経てレンギェル文化やレッセン文化、ハンガリーではティッサ文化が興った。
紀元前3000年前後、スペイン、フランス、ブリテン島、アイルランド島、デンマークなどの大西洋・北海側に巨石文化が広まった。紀元前2500年頃以降はヨーロッパ全域に農耕および馬・牛・羊の飼育、青銅器が普及し、紀元前2000年頃には、全ヨーロッパはそうした生業をもとに村落を構えて生活する諸民族の分布する世界となった。紀元前2000年頃、中部ヨーロッパから西ヨーロッパにかけて、広い範囲で鐘形坏土器（ベル・ビーカー）が流行した（鐘状ビーカー文化）。ただし、この土器はバルカン半島などには浸透しなかった。
歴史時代に入り、ヨーロッパは地中海沿岸の古典古代（ギリシア・ローマ文明）の陶磁器の影響を受けた。中世から17世紀にかけて、ライン川流域のケルン周辺および上流のヴェスターヴァルト地方、ニュルンベルクに近いクロイセンの周辺では無釉ないし塩釉の炻器が盛んに作られた。これをライン炻器（ドイツ炻器）と称している。

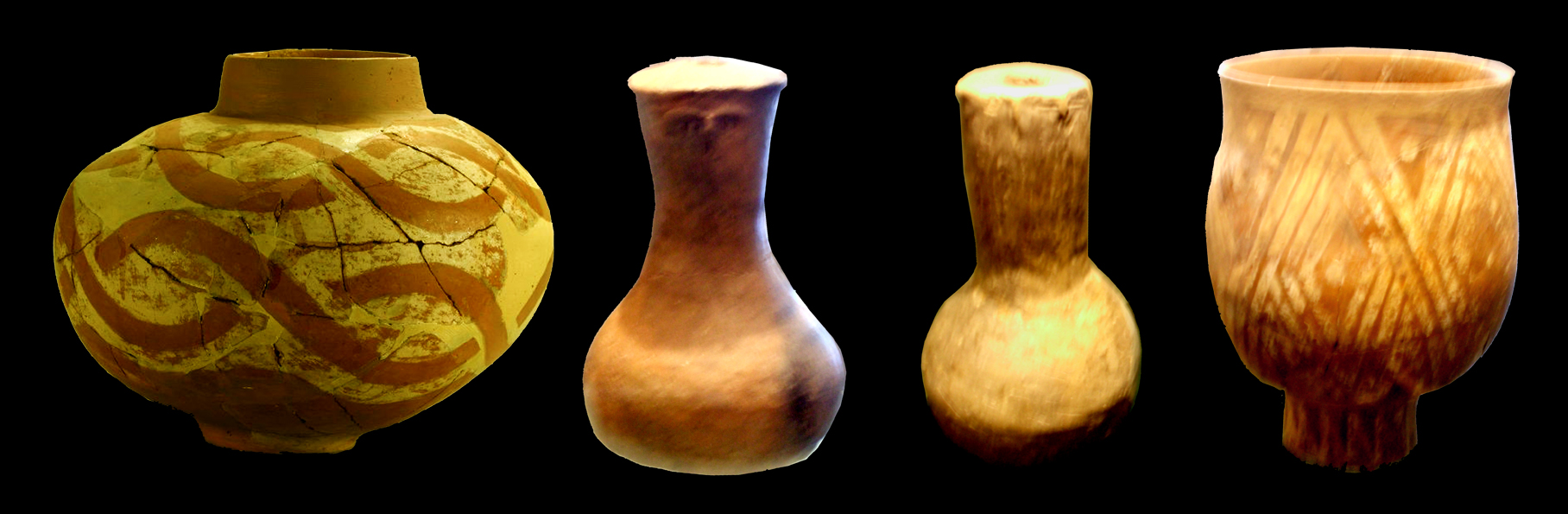
カラノヴォ文化にともなう土器群（ブルガリア）
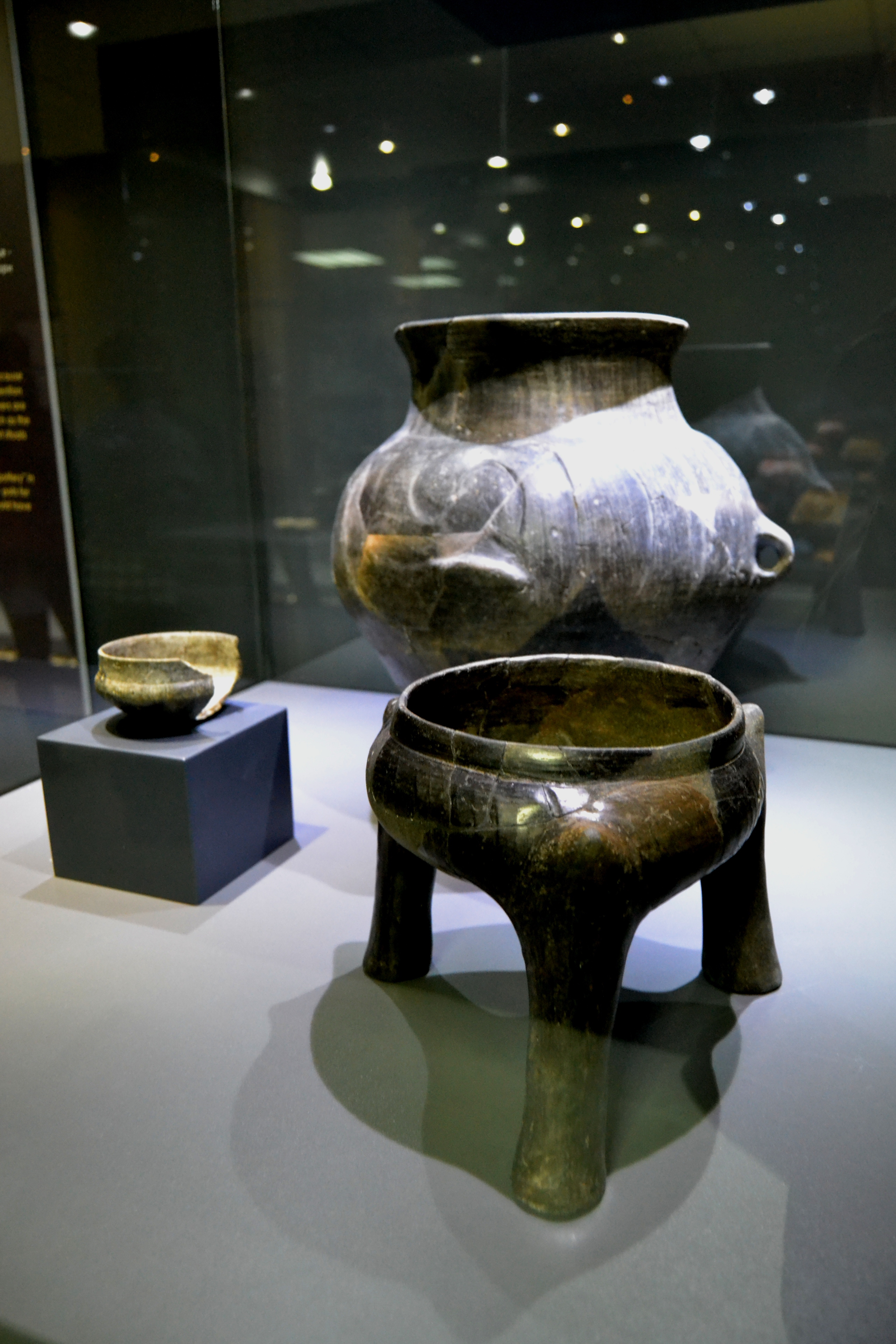
ヴィンチャ文化にともなう土器群（セルビア）
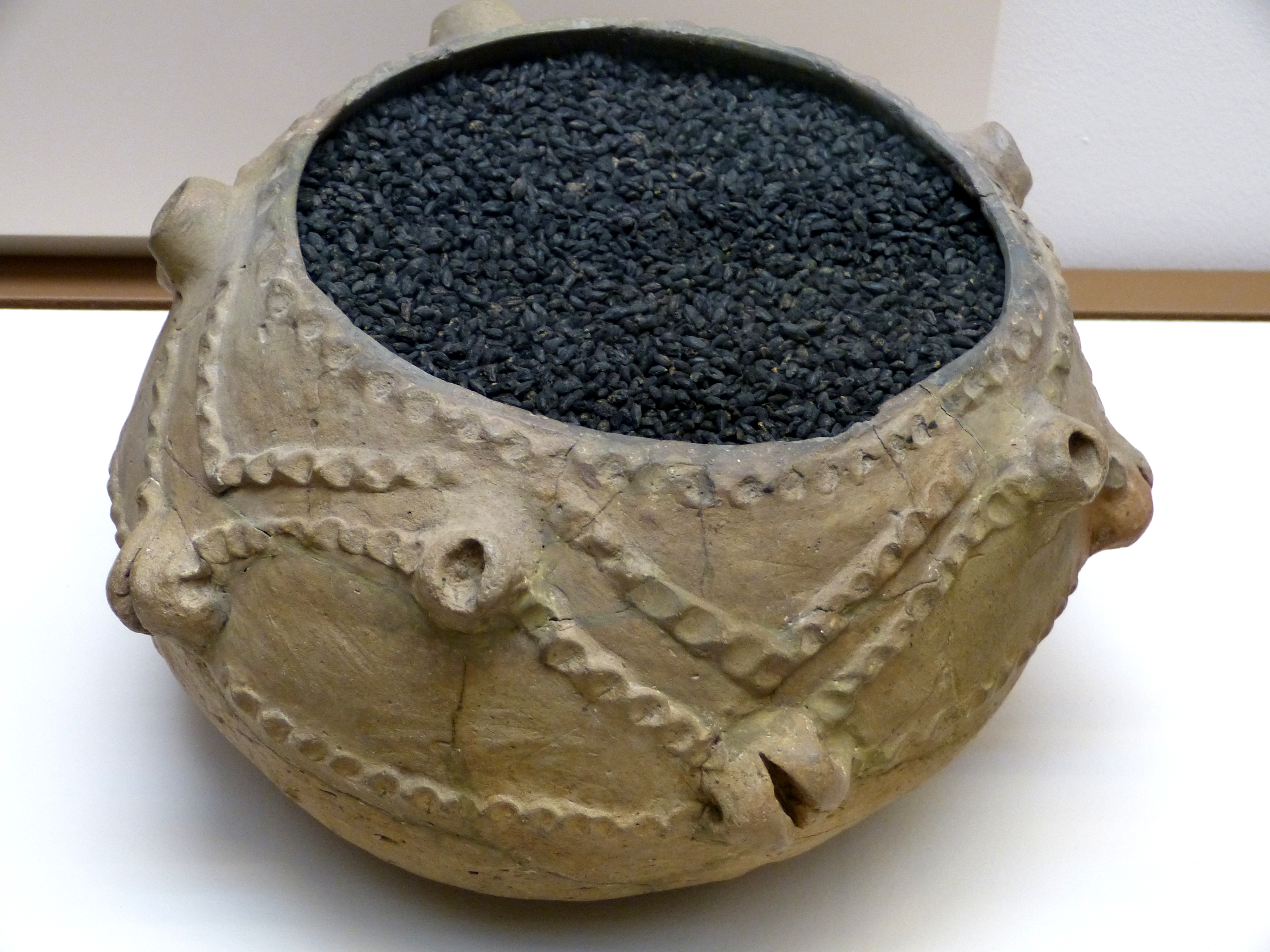
新石器時代 帯文土器文化 壺形土器（ドイツ、バイエルン州）
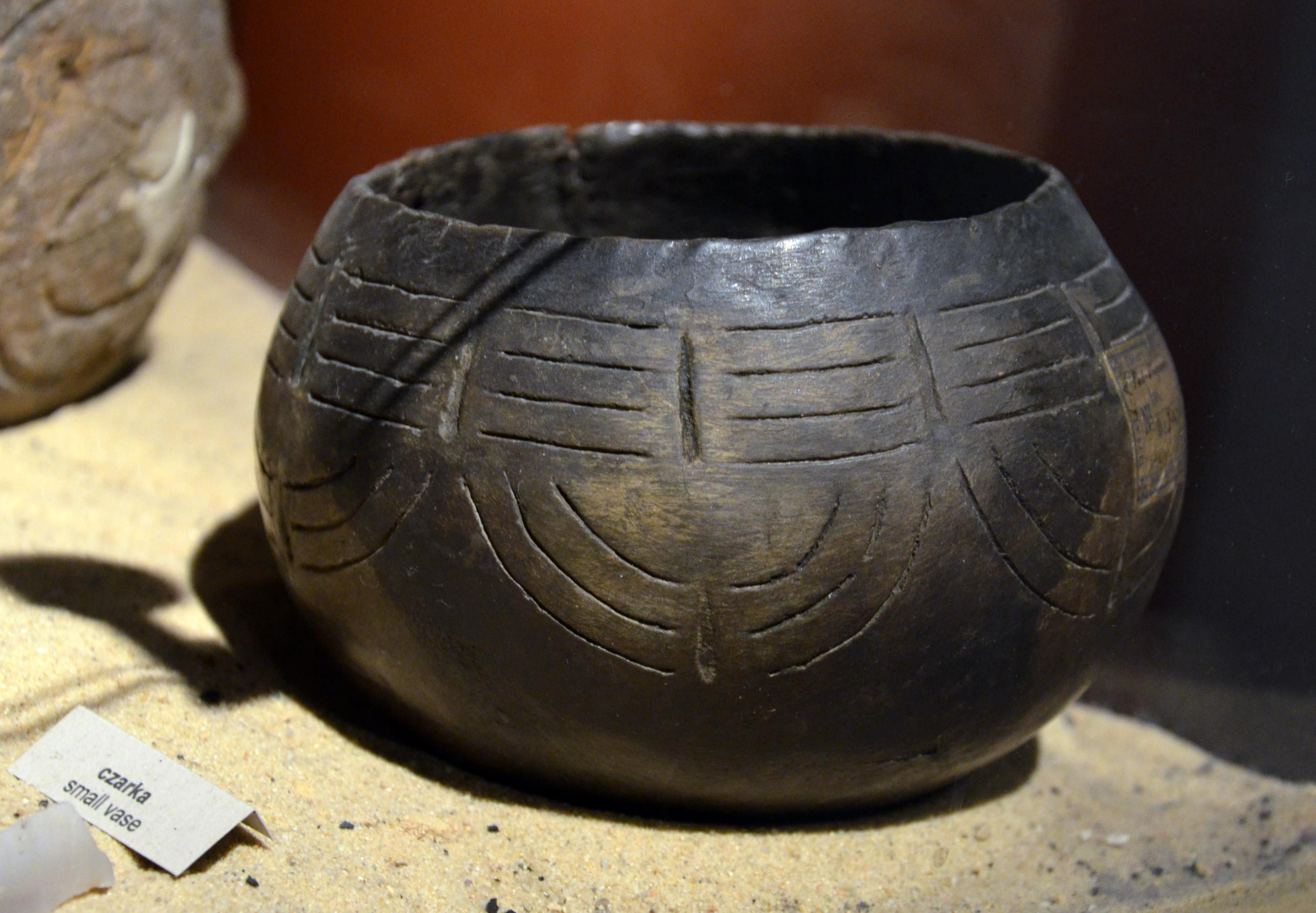
帯文土器（ポーランド、クラクフ）
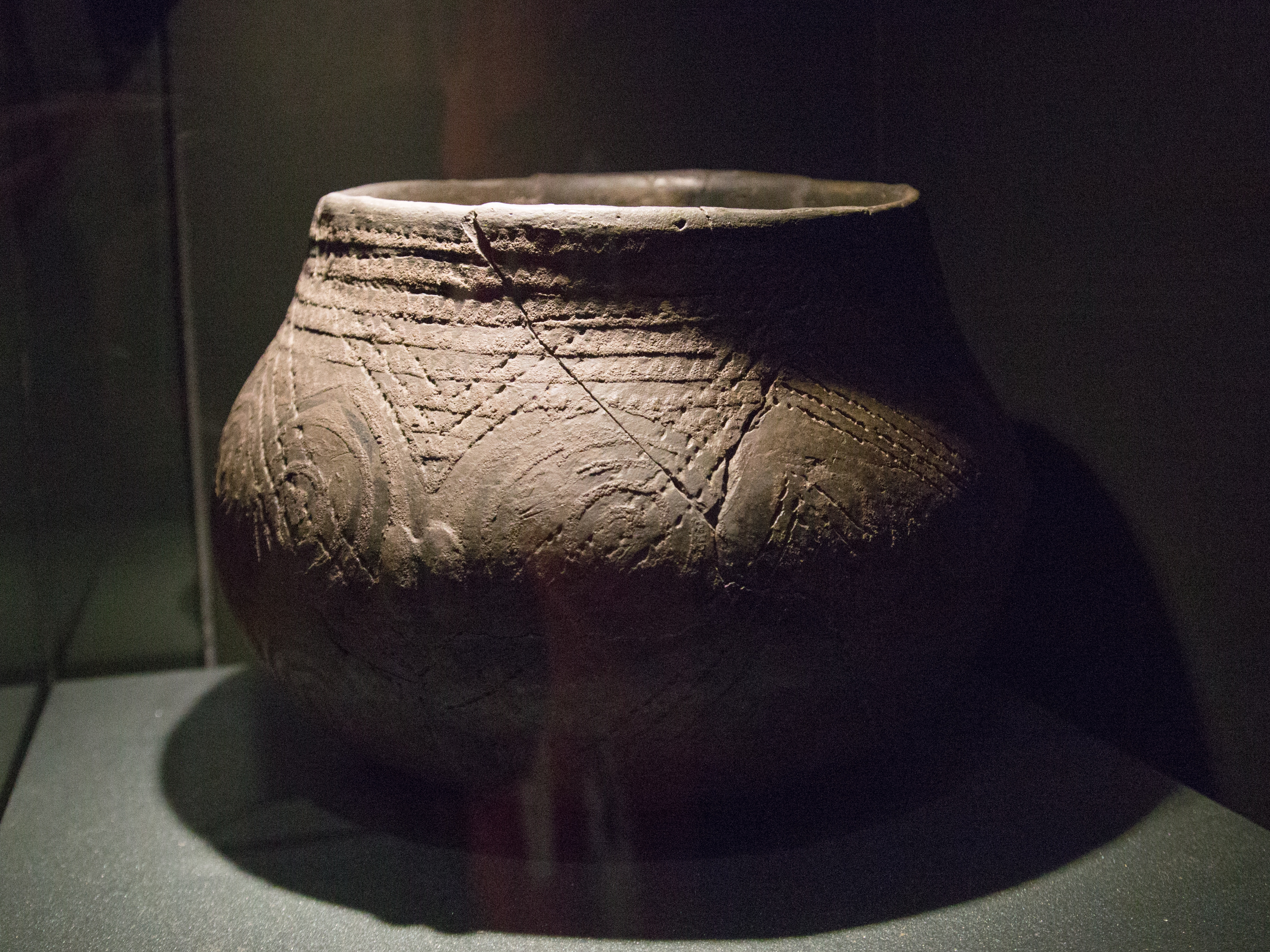
帯文土器（チェコ、ボヘミア地方）
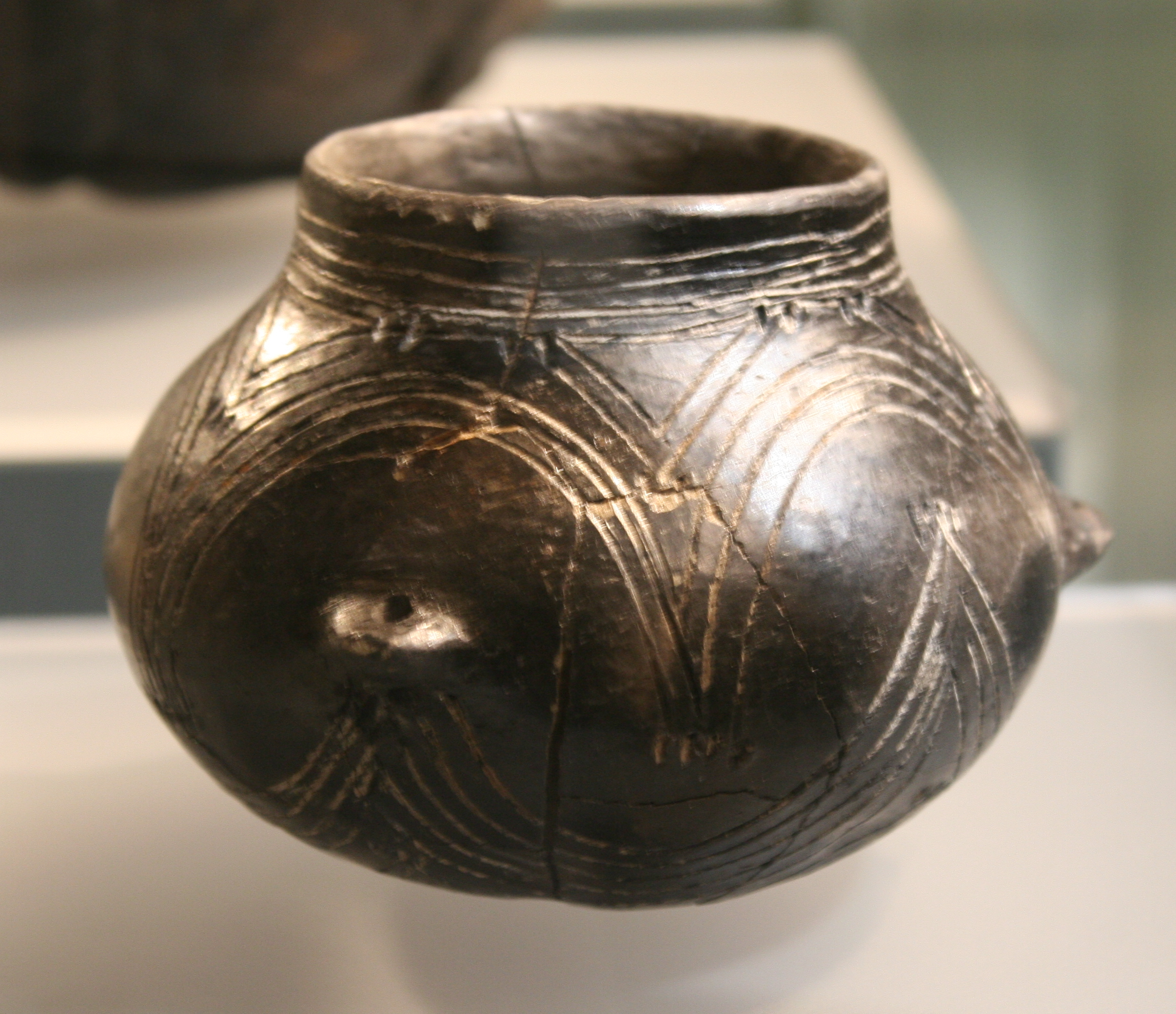
帯文土器 壺形土器（ドイツ、ザクセン地方）
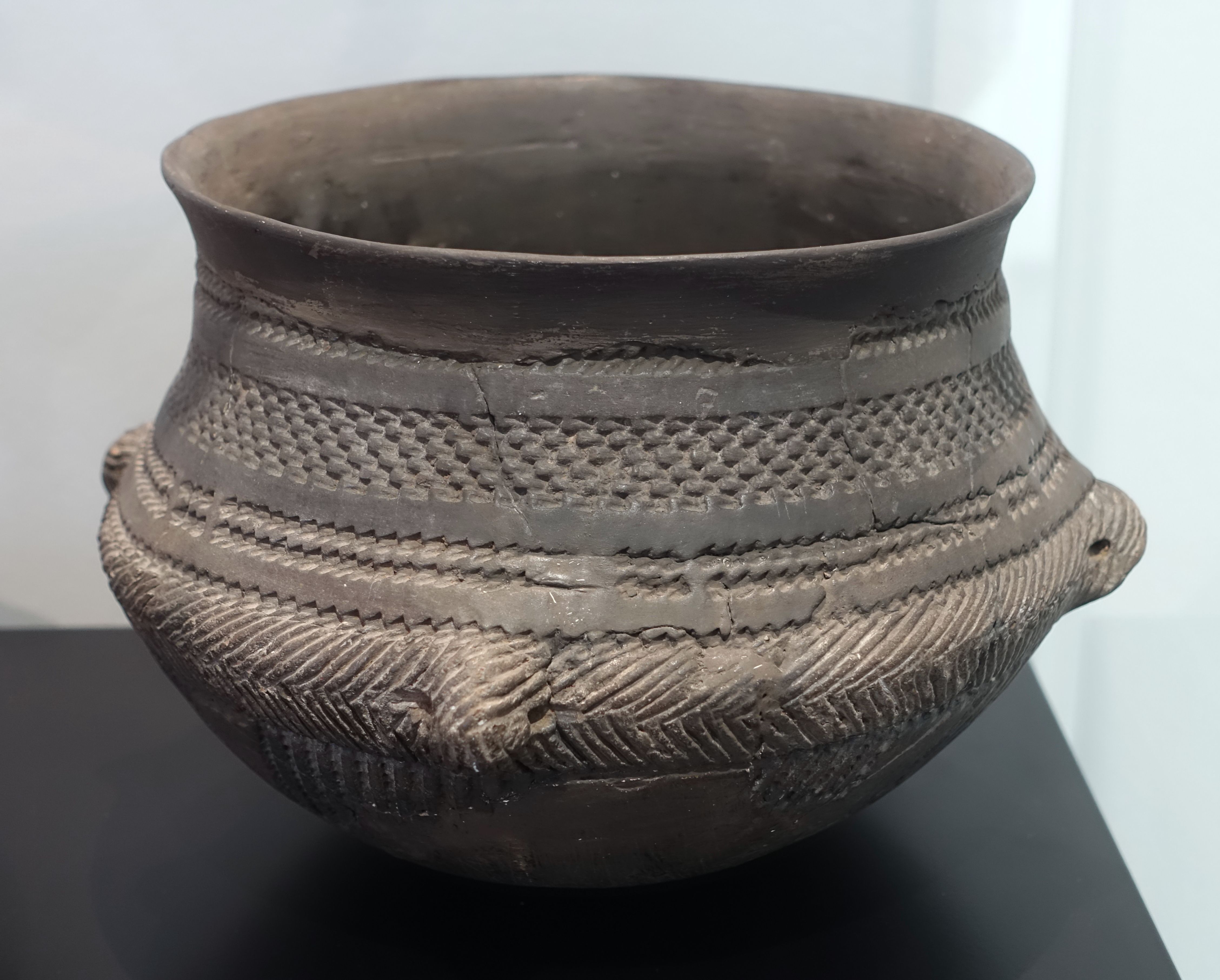
帯文土器文化 甕形土器（ドイツ、バーデン＝ヴュルテンベルク州）
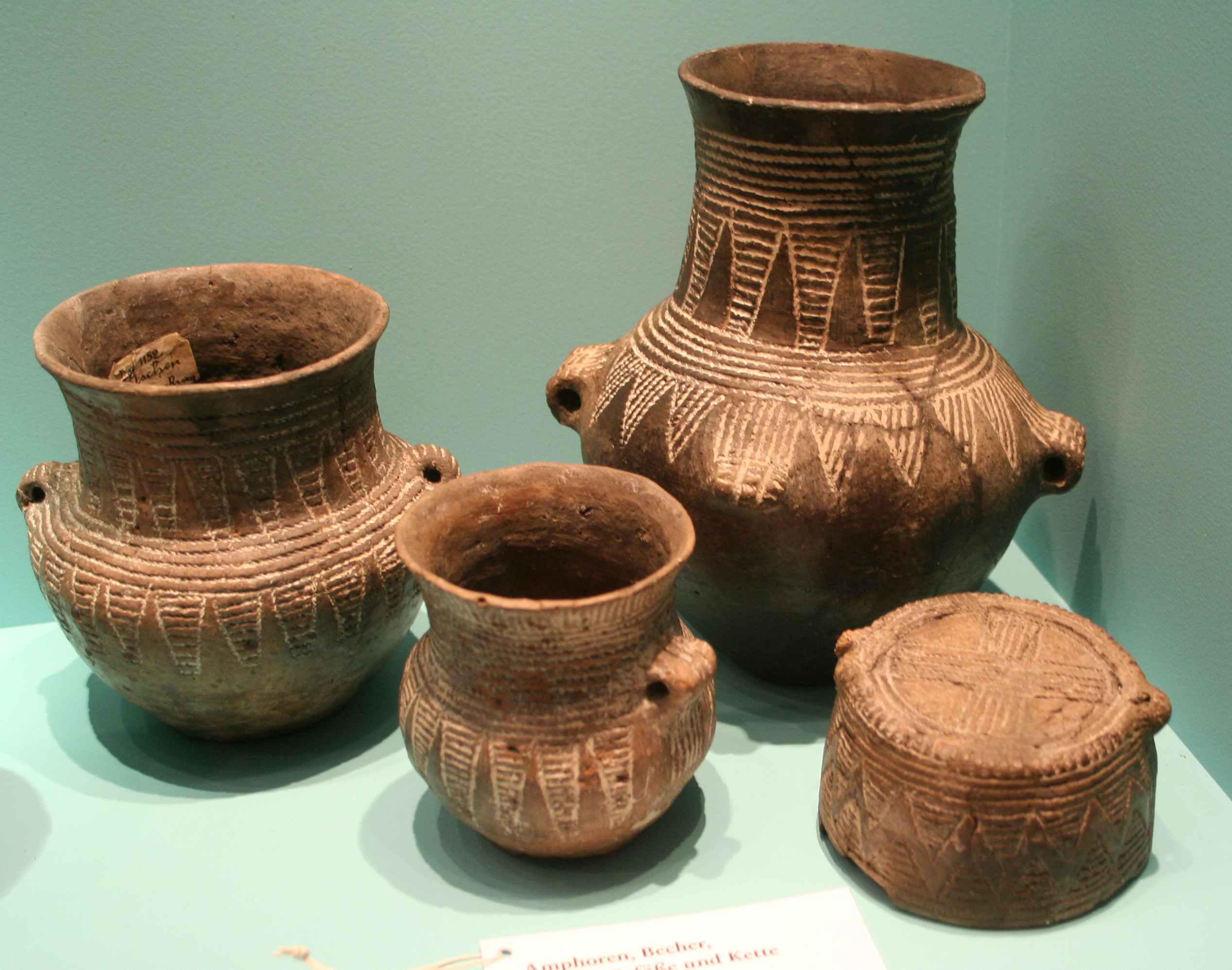
金石併用時代 縄目文土器文化の土器群（ドイツ、ブランデンブルク州）
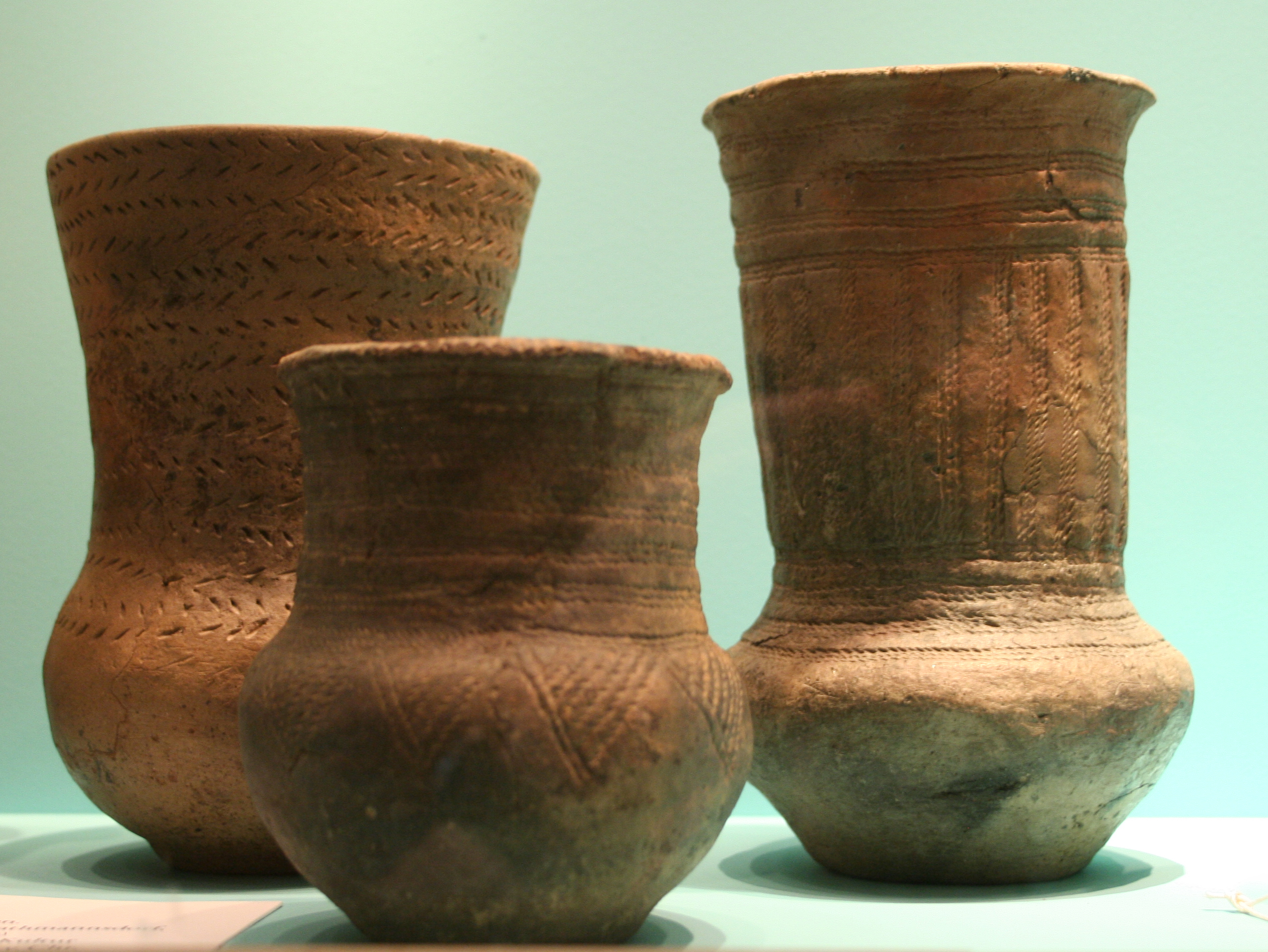
縄目文土器文化 坏類（ドイツ、ザクセン＝アンハルト州）
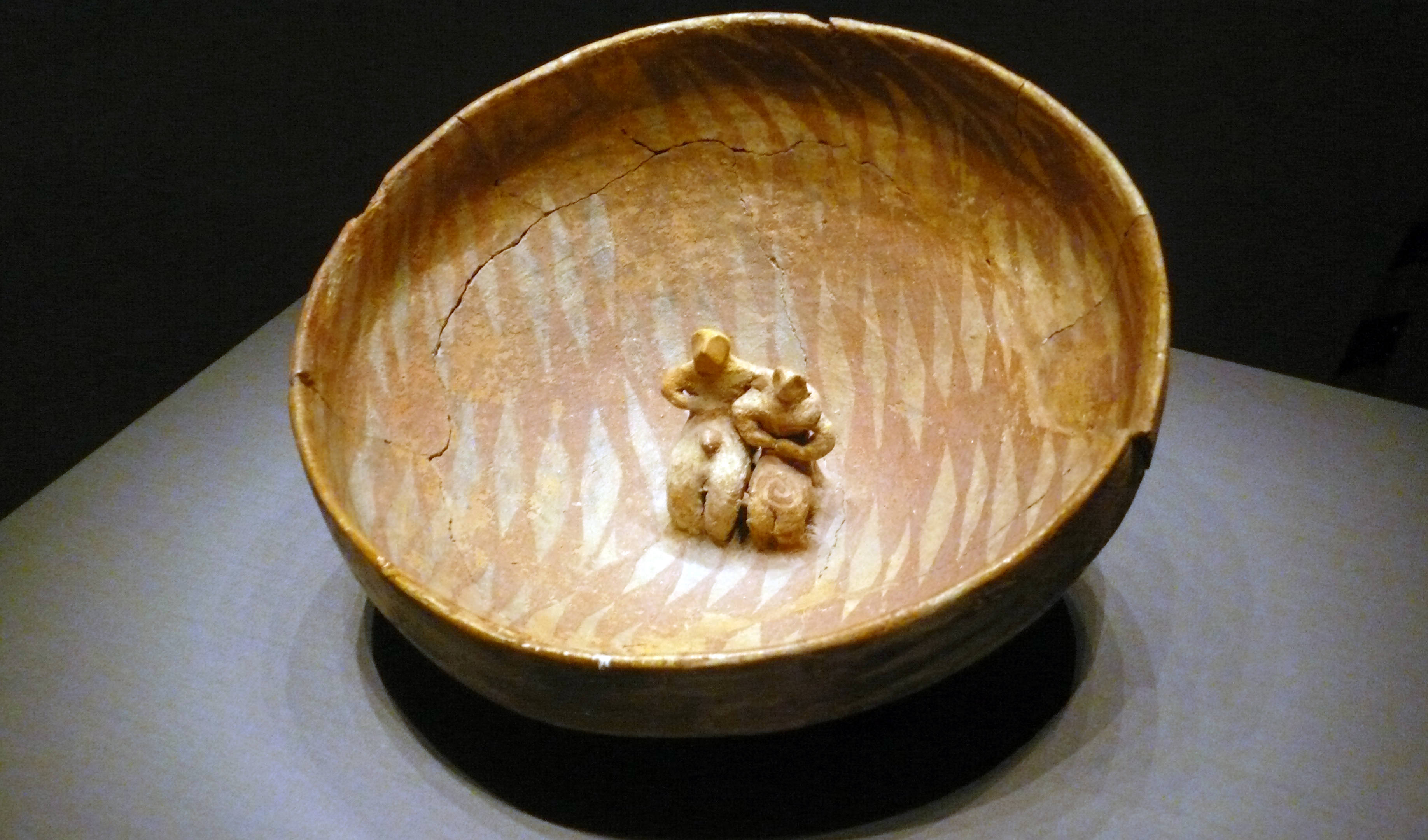
金石併用時代 グメルニツァ文化の恋人像入り皿（ルーマニア、カララシ県、紀元前4500年 - 4100年 ）
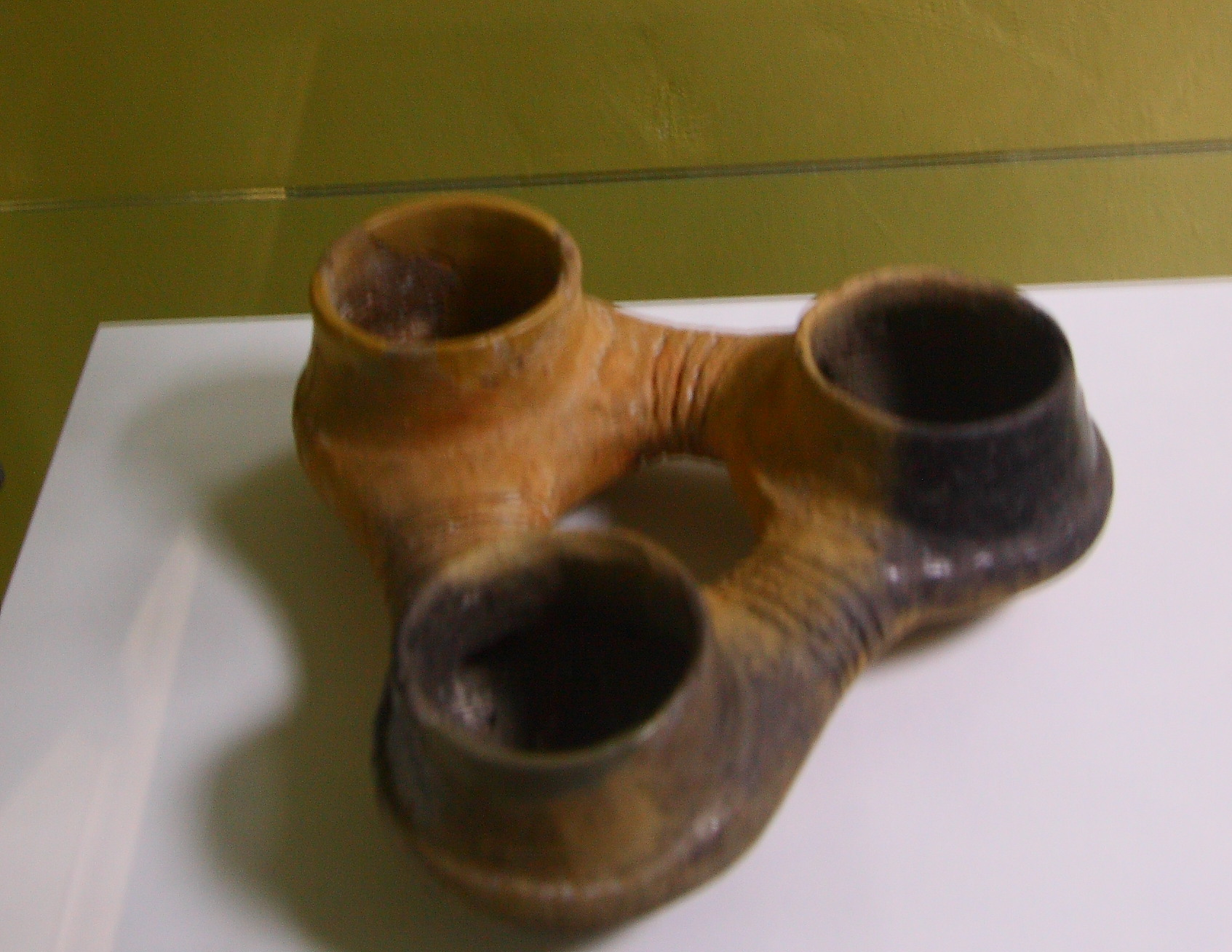
グメルニツァ文化の三連容器（ルーマニア）
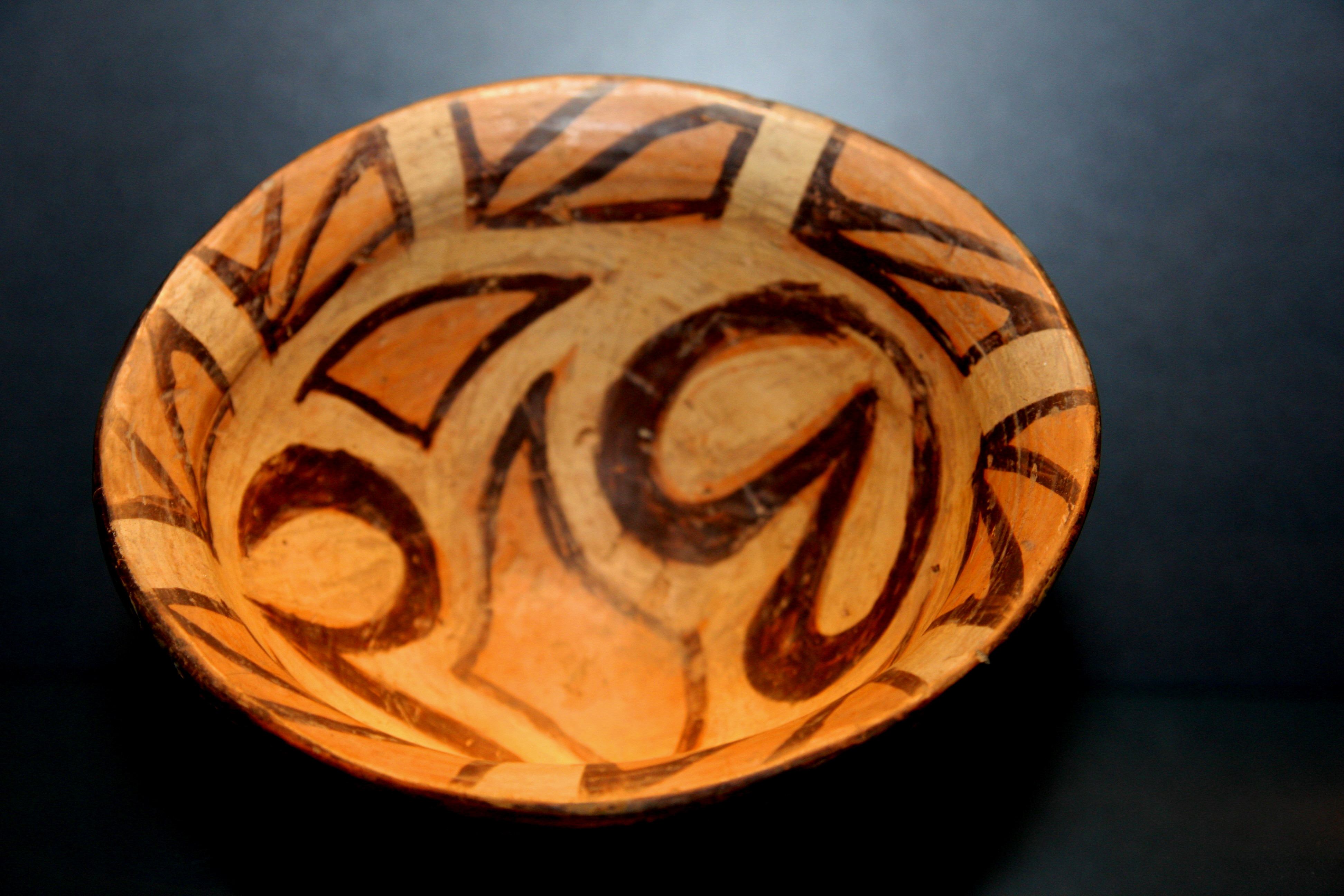
金石併用時代 ククテニ文化 彩文土器 皿（ルーマニア北部）
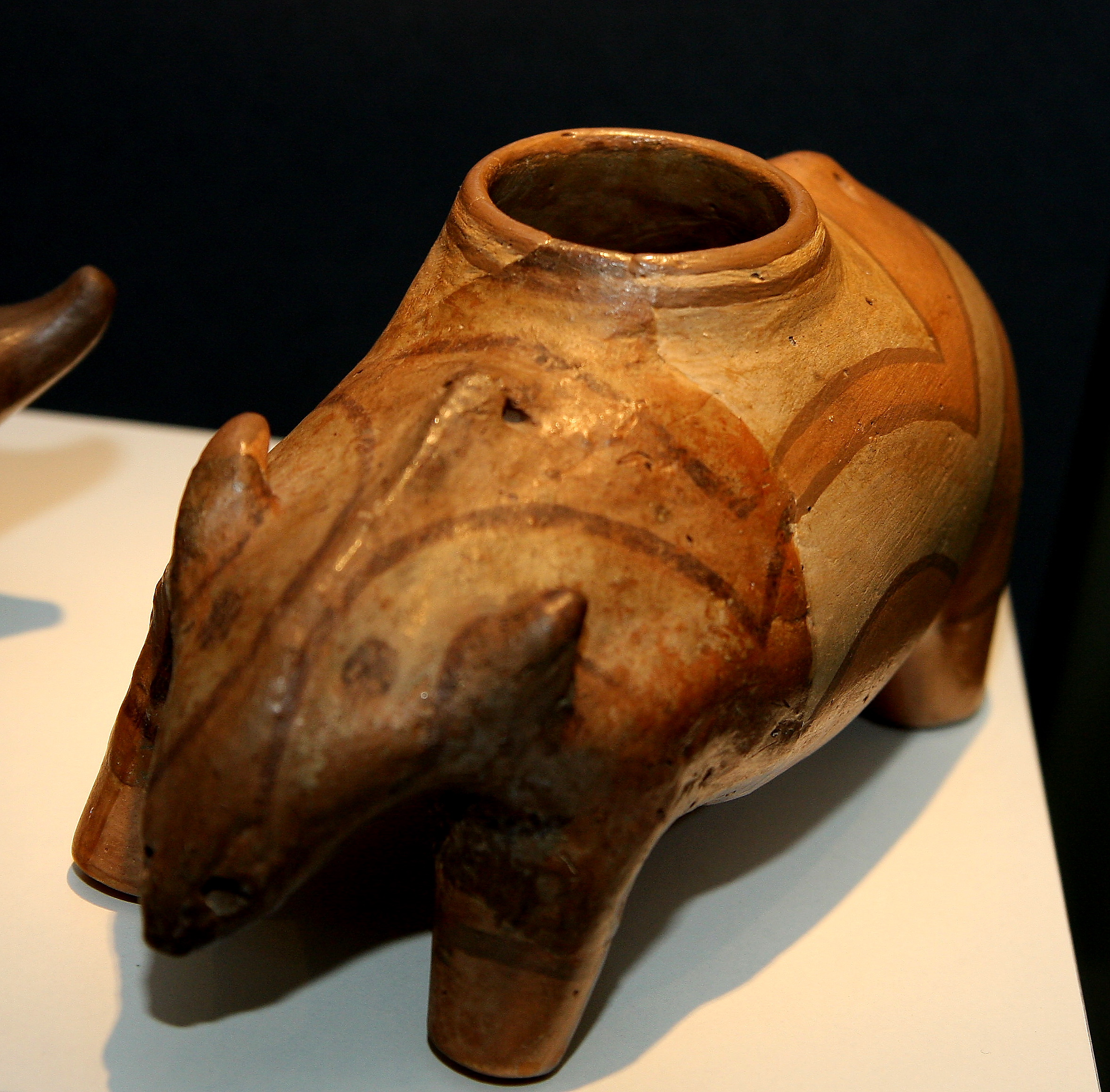
ククテニ文化 動物形容器（ルーマニア北部）
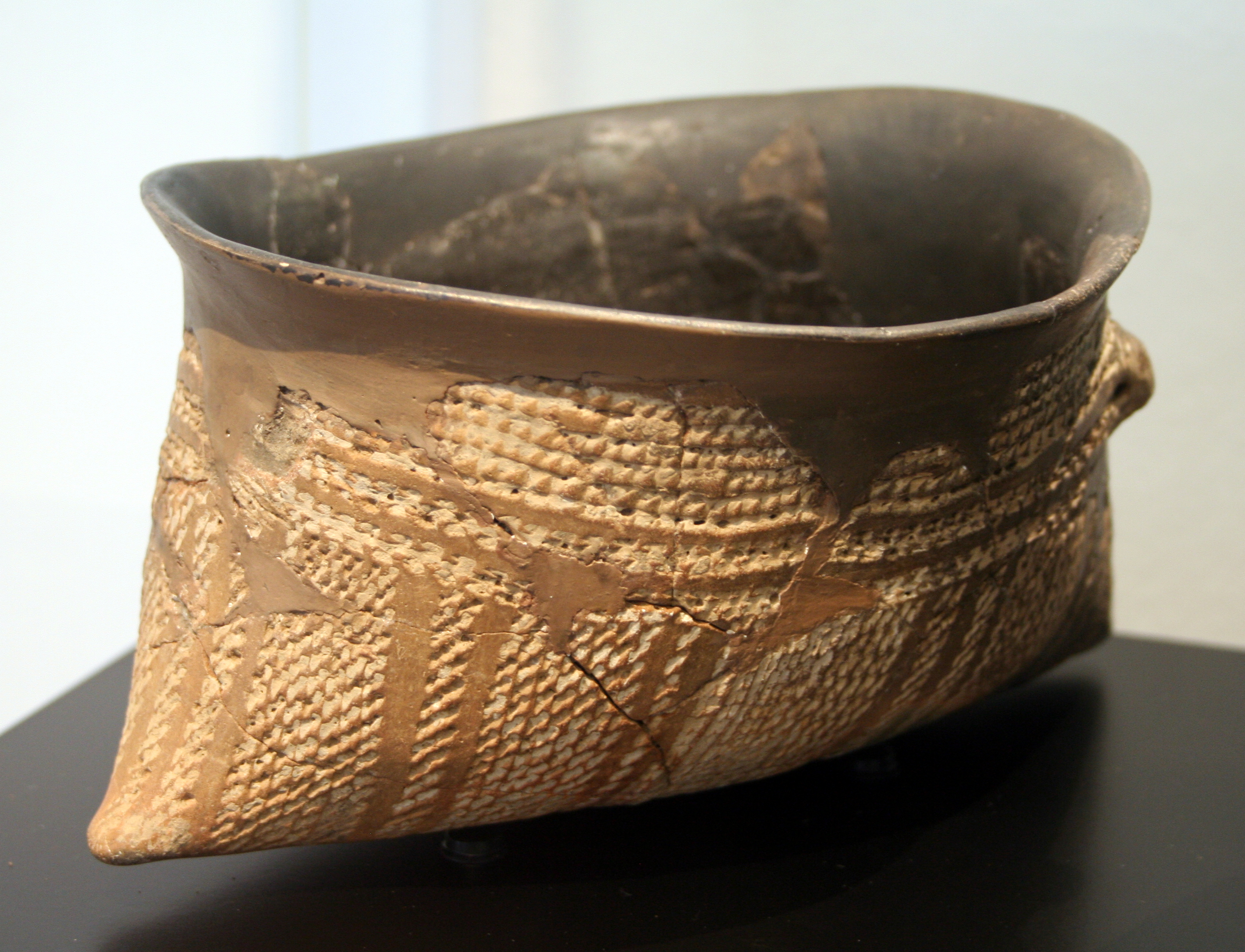
金石併用時代 レッセン文化 坏（ドイツ、バーデン＝ヴュルテンベルク州）
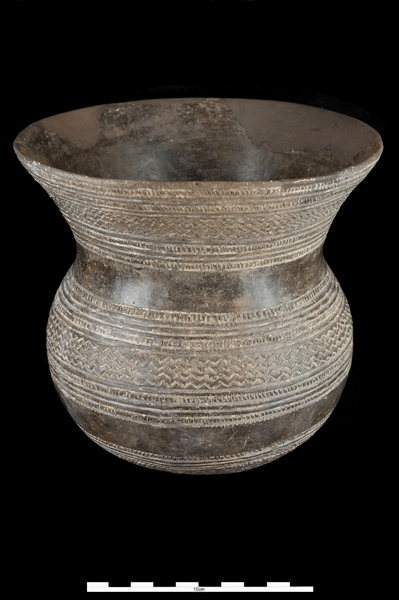
青銅器時代 鐘状ビーカー文化 鐘状坏 （スペイン、マドリード郊外シエンポスエロス（英語版））
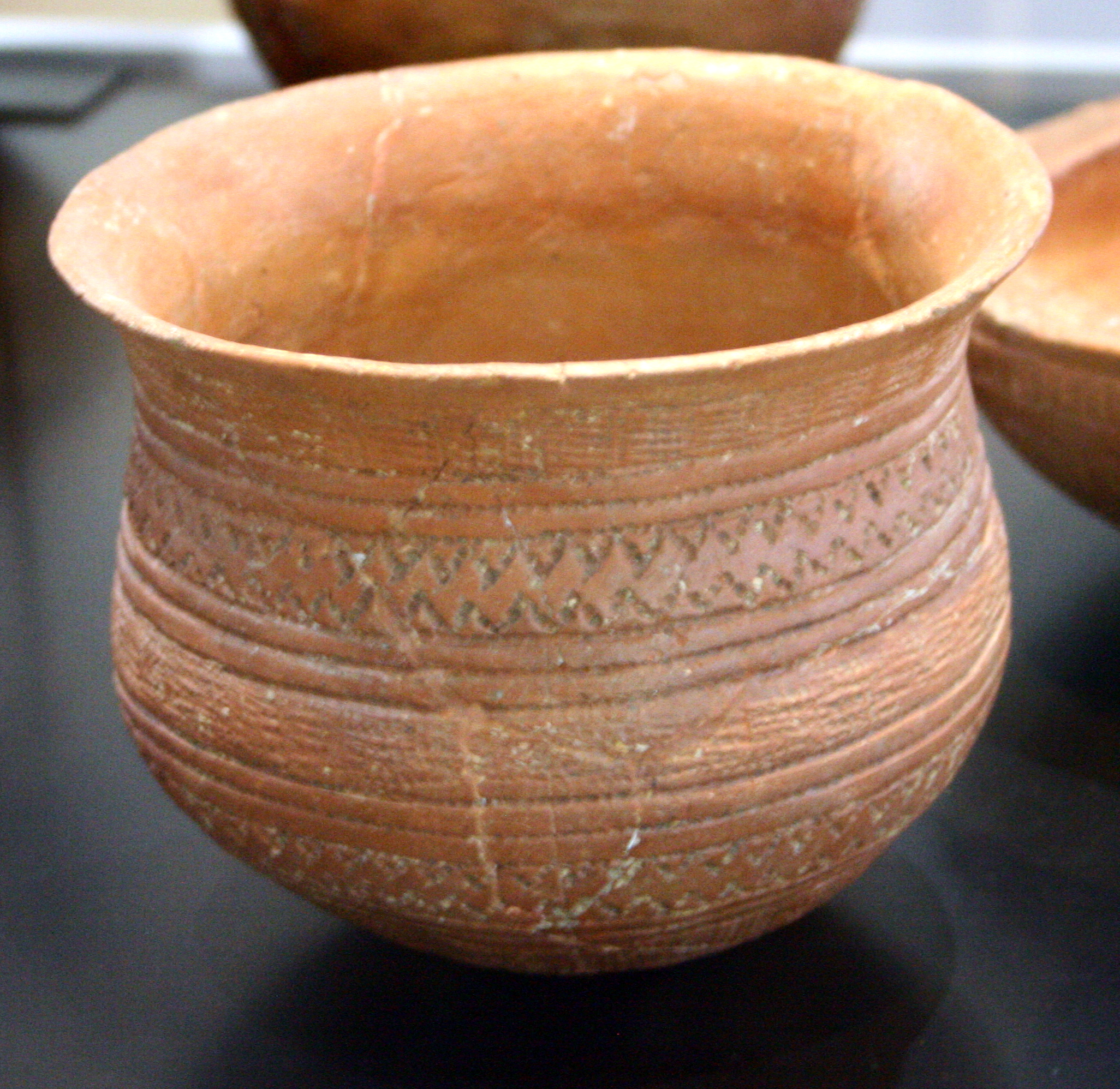
青銅器時代 鐘状坏（ドイツ、バーデン＝ヴュルテンベルク州）
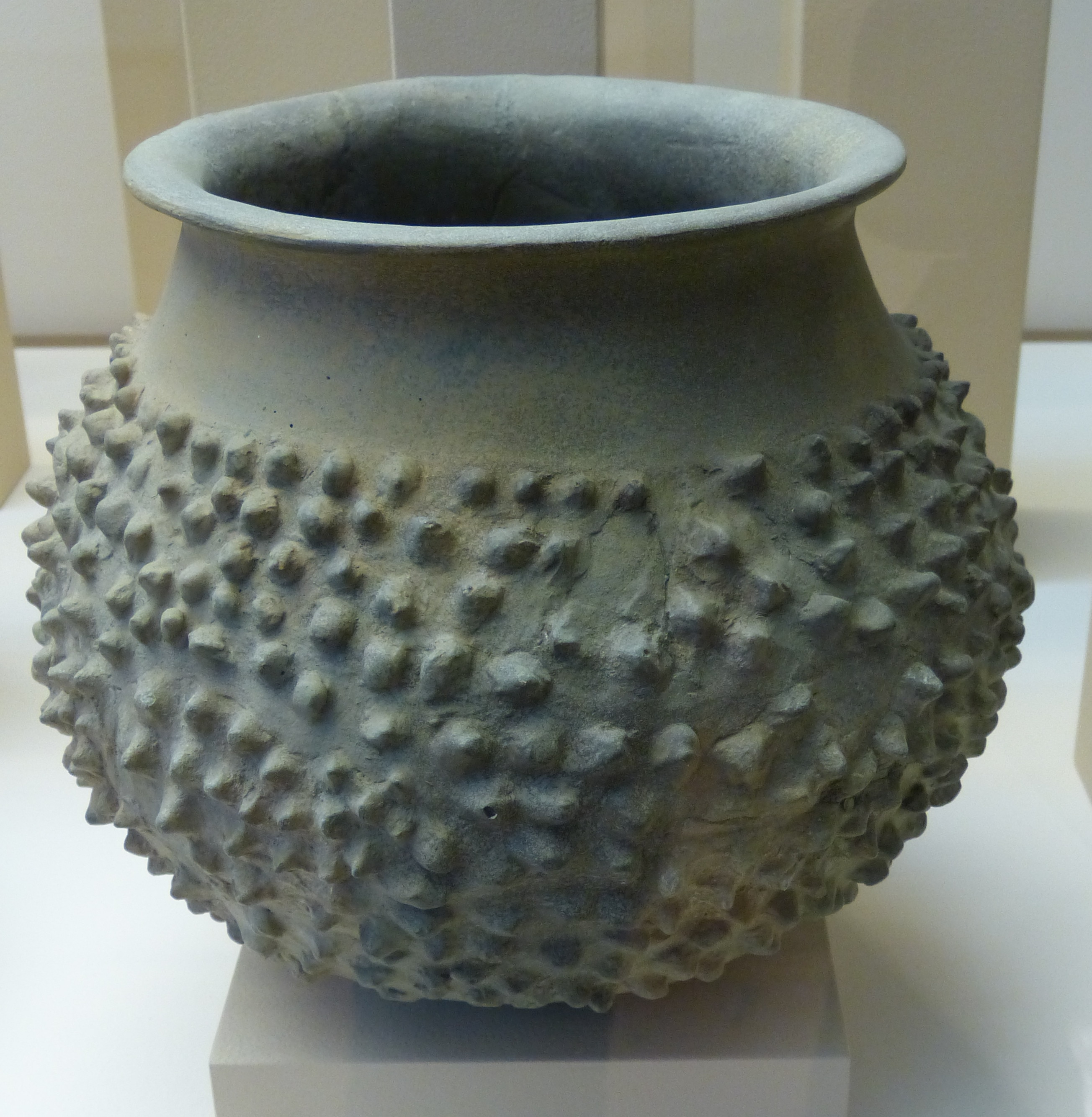
青銅器時代 坏（ドイツ、バイエルン州）
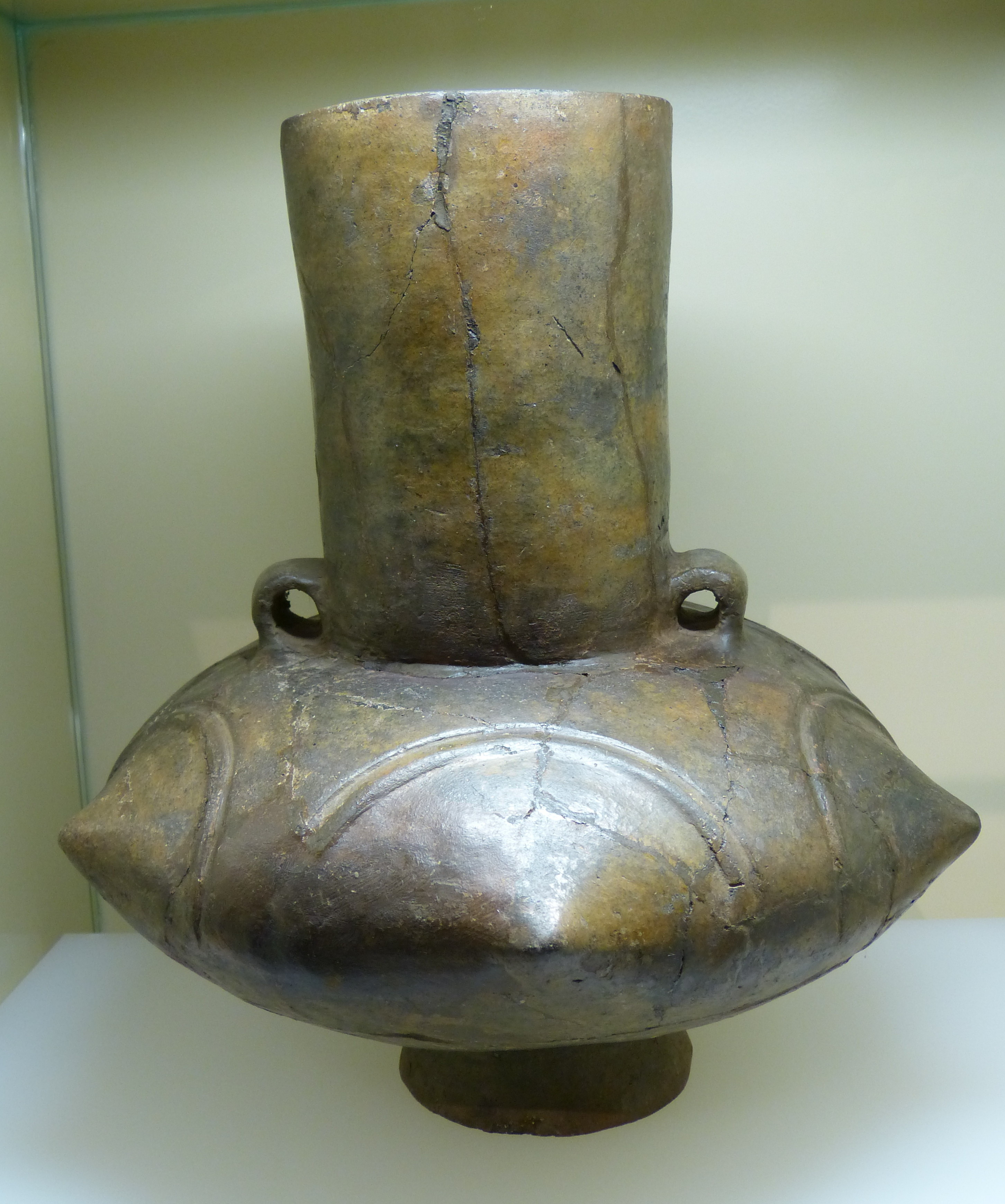
青銅器時代 壺（ドイツ、ベルリン郊外ヴィルマースドルフ（英語版））
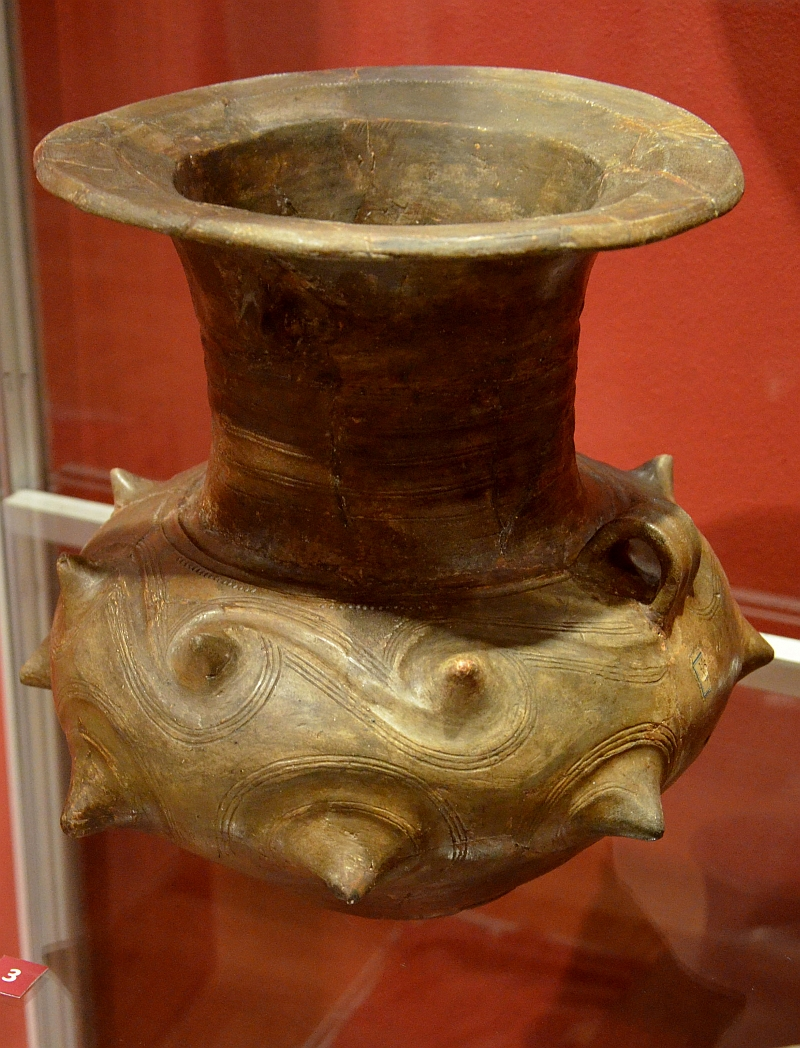
青銅器時代 壺（ルーマニア）
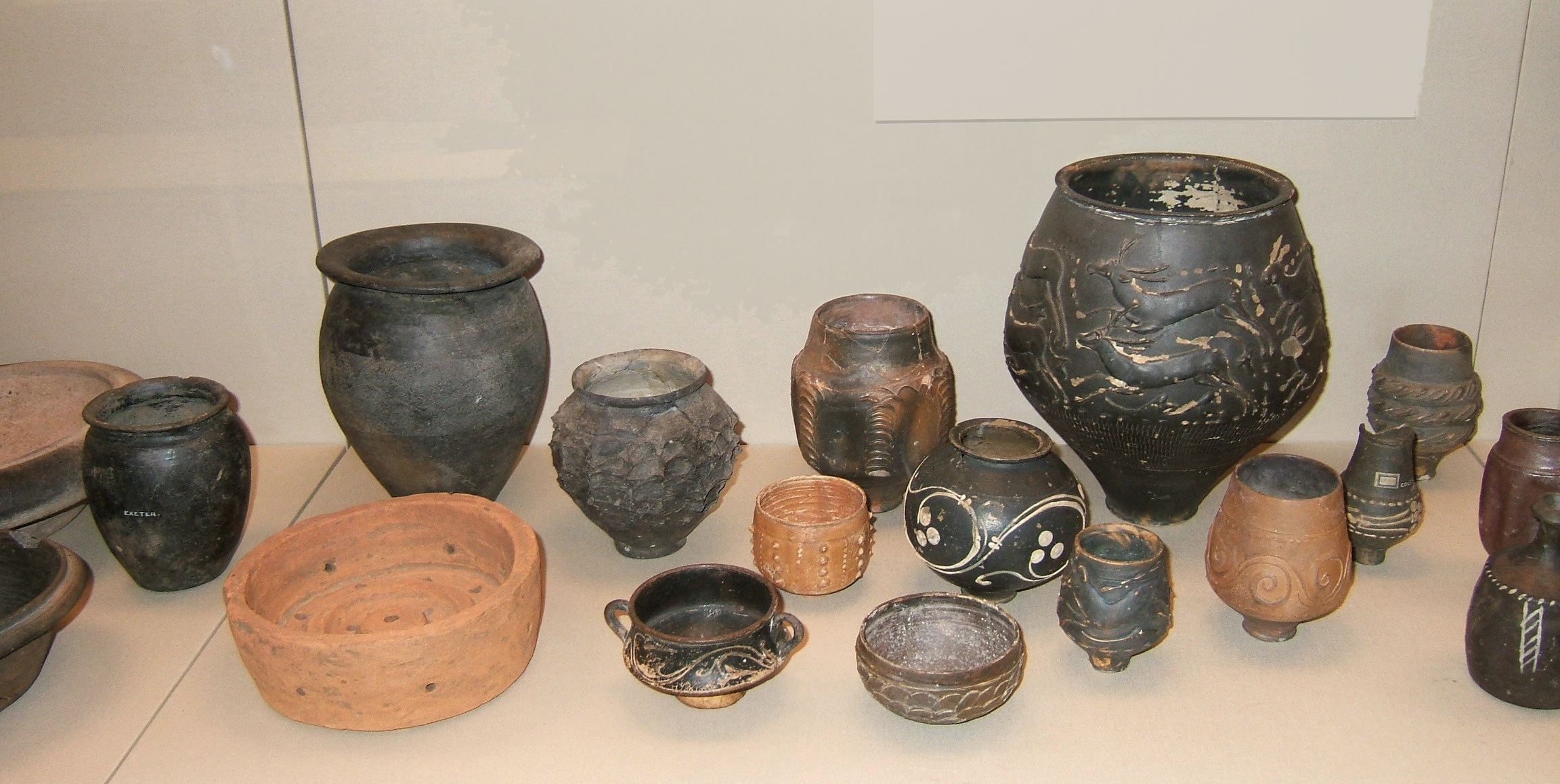
ブリテン島出土の帝政ローマ時代の土器・陶器（イギリス）

### 南アジア
インド亜大陸における農耕の始まりは、パキスタン・バローチスターン州のメヘルガル遺跡において確認され、紀元前7000年にまで遡ることが判明した。コムギやオオムギを栽培するかたわら羊や山羊、牛を飼う半農半牧の生活を送っていたが、紀元前5500年までの文化層（メヘルガルI期）では、まだ土器が用いられていない反面、トルコ石、石灰岩、砂岩、磨いた銅のほか海水性の貝の貝殻やラピスラズリなど現地では入手困難なものも含め、多様な装飾品をともなう文化を送っており、また、虫歯治療がなされていた形跡がみられることでも注目された。

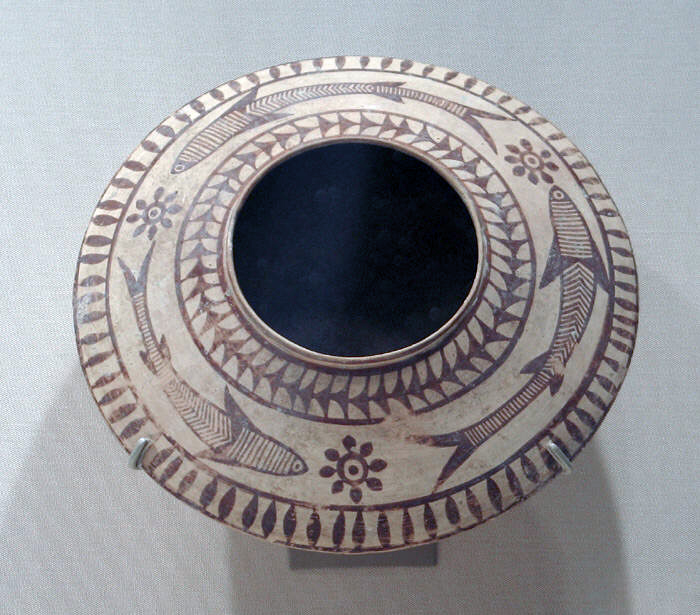
メヘルガル出土の彩文土器 魚文壺（紀元前3000年 - 前2500年頃、メヘルガルV - VII期）

土器が使われるようになるのは、紀元前5500年から前4800年までのメヘルガルII期である。メヘルガルIII期（紀元前4800年 - 前3500年）は、インダス文明に先立つ地域文化が各地で形成される時期である。メヘルガルIV期・V期（紀元前3500年 - 前3000年）を過ぎるとインダス地域では地域文化間関係の再編がなされるようになった。
紀元前2700年頃には他地域との交流の活性化と地域文化の統合がともに進行する変容期をむかえ、紀元前2600年頃、インダス川流域を中心とする高度な都市文明、インダス文明が成立した。インダス文明は、メソポタミア・エジプトの両文明に比べ、極めて広範囲な空間的広がりを持っており、検出遺構・出土遺物からモヘンジョダロとハラッパーの二大都市が政治的中心であり、他に卓絶していたことが判明している。土器づくりは、当初は女性の手によってなされたと考えられ、魚や怪獣を描いて流水文・網目文・雲気文などとともに意匠化された壺や鉢などの彩文土器は、時として容器としての役割以上の呪術性を持ちえたものと考えられる。
ロクロ成形がなされるようになると土器づくりは専門陶工の手にうつり、窯も改良されて焼きが緻密になった。特にハラッパー文化の土器はバリエーション豊かである。彩文土器は、赤地黒彩文とクリーム色の地に朱と黒で彩色を施したものに分けられる。流水文、連続円花文、魚鱗文、格子文、波状文、帯状文など多様な幾何学文様があり、ペルシアのスーサやテベ・ムシアンなどから出土する彩文土器との相互交流も示唆される。クジャク、アイベックス（鹿）、魚などの動物文やインドボダイジュ、ロゼットなどの植物文もみられ、実用品ほど無文の傾向がある。器種は、広幅口縁をもつ大形甕、高坏、ビーカー、底部の細い壺、尖底ゴブレット（坏）など多岐にわたり、特徴的なものとしては、火桶(ひおけ)とも漉器(こしき)とも目される、側面に穿孔のある円筒形の多孔土器がある。地母神像とはじめとする人偶、動物をかたどった土偶、牛車のミニチュアや鳩笛といった玩具、用途不明の小形陶板（テラコッタ・ケーキ）など、容器以外の土製品の種類や量が多いこともインダス文明土器の特徴である。
デカン高原を中心にインド亜大陸に興ったマルワー文化（紀元前1600年 - 前1300年）でも、赤色またはオレンジ色の器面に黒色顔料で彩色した土器がみられる。

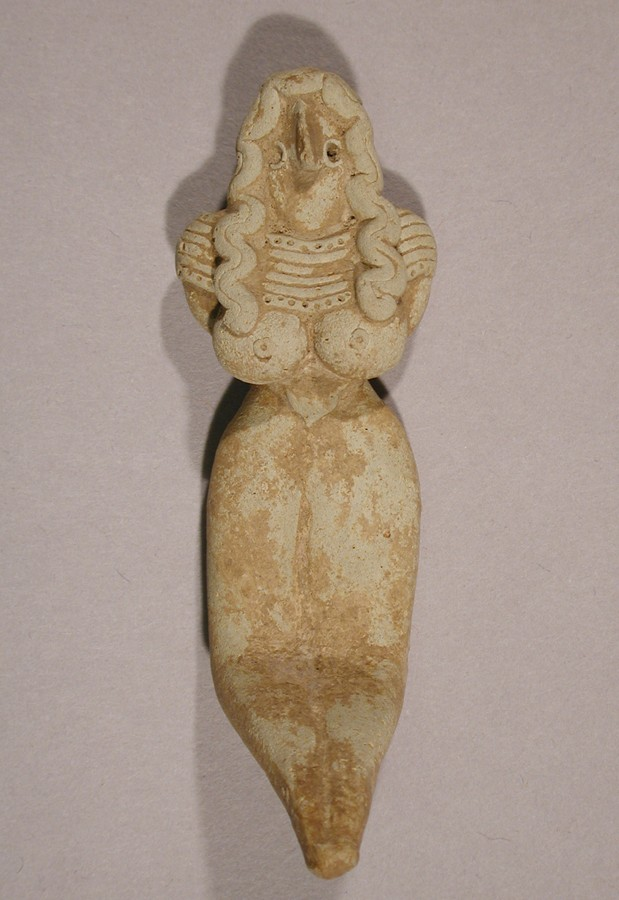
紀元前3000年 - 前2500年 土偶地母神像 メヘルガル
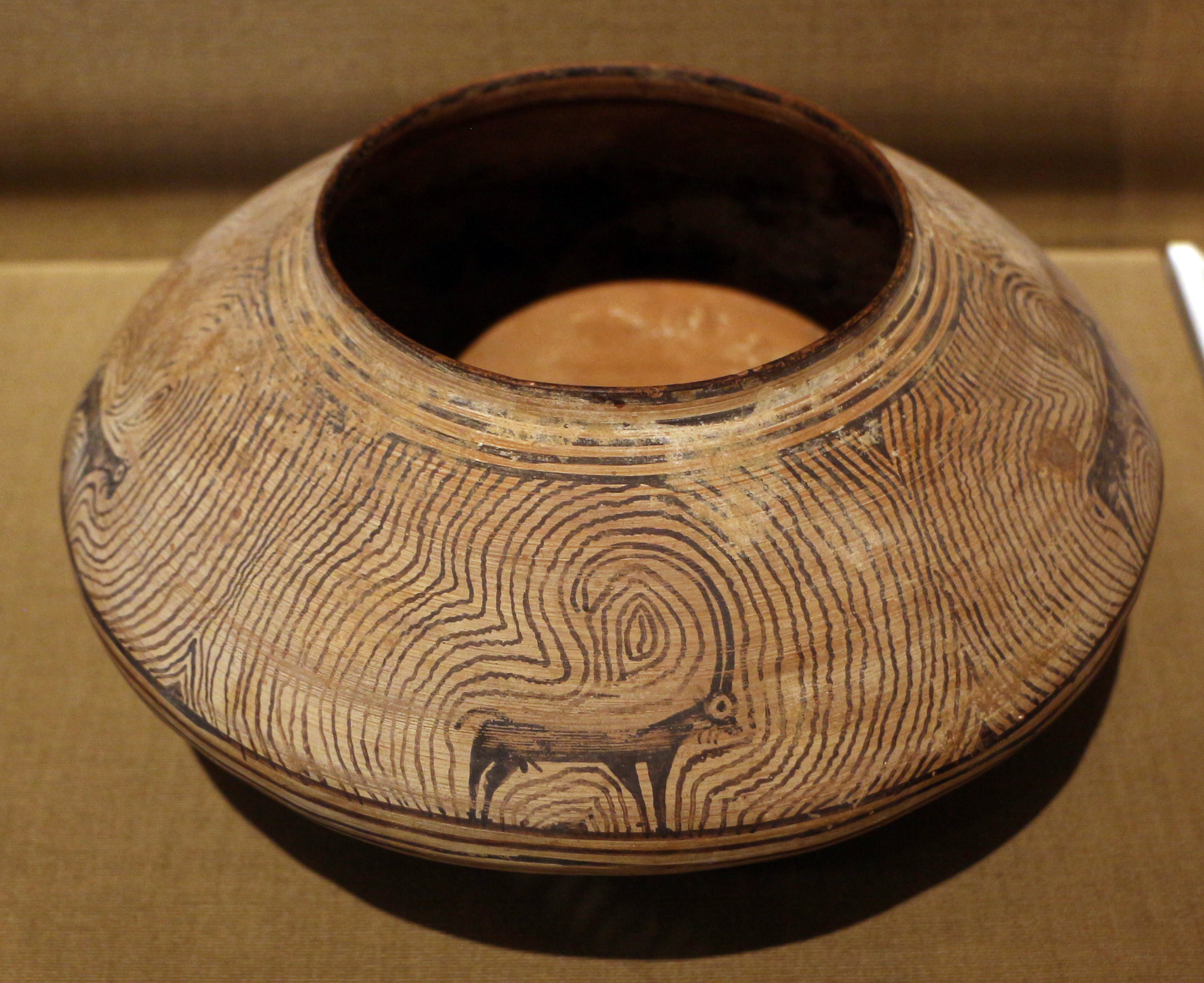
紀元前2800 - 2500年 動物文（アイベックス）彩文土器壺 バローチスターン州クエッタ
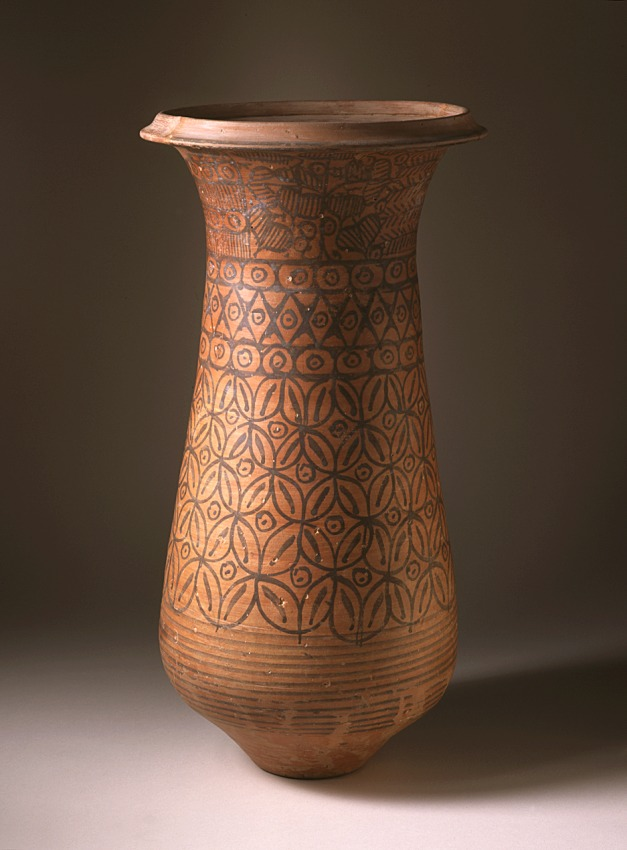
紀元前2600年 - 前2450年 祭祀用彩文土器壺 ハラッパー
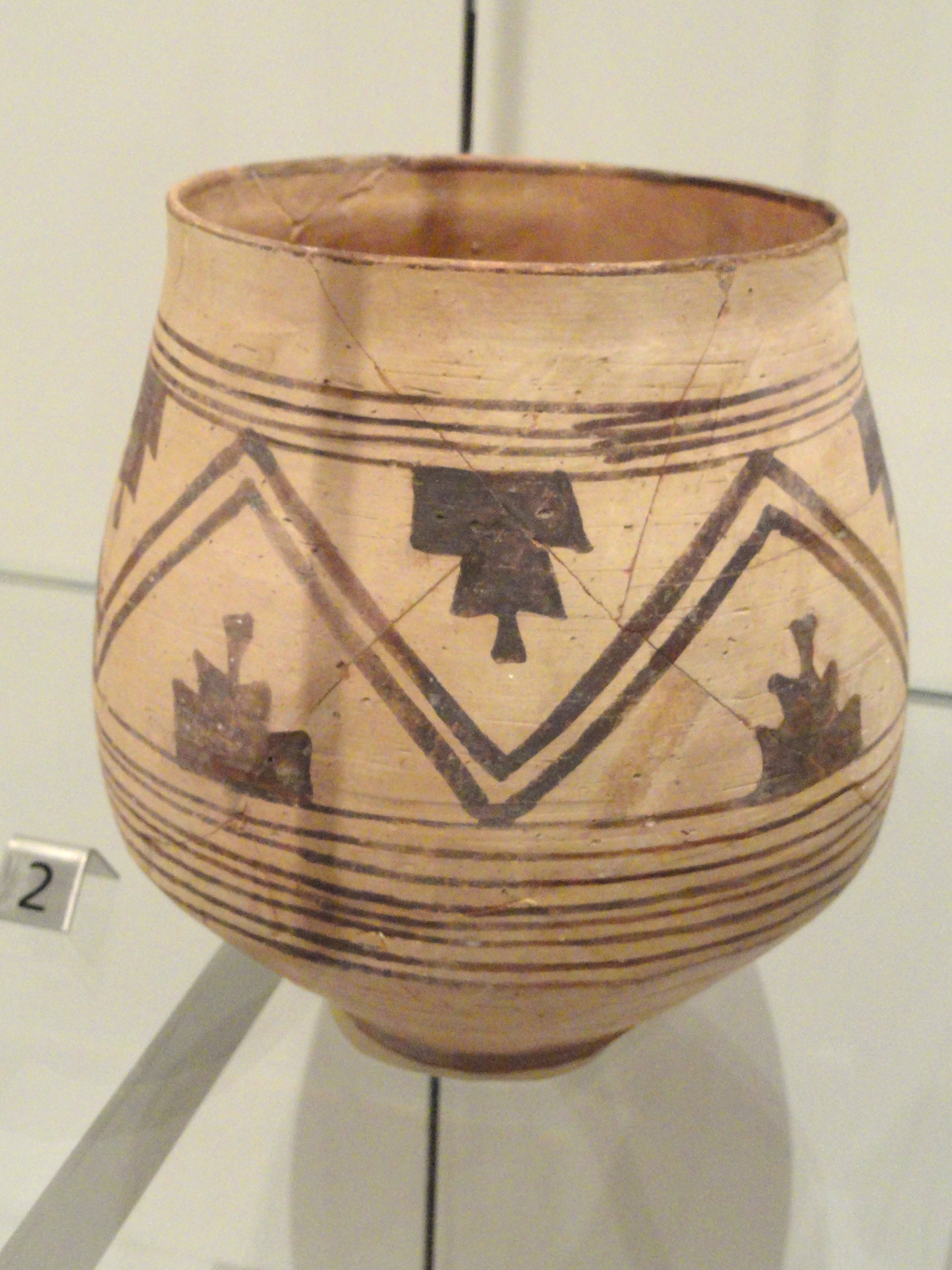
紀元前2500年 - 前1900年 彩文土器甕 ハラッパー
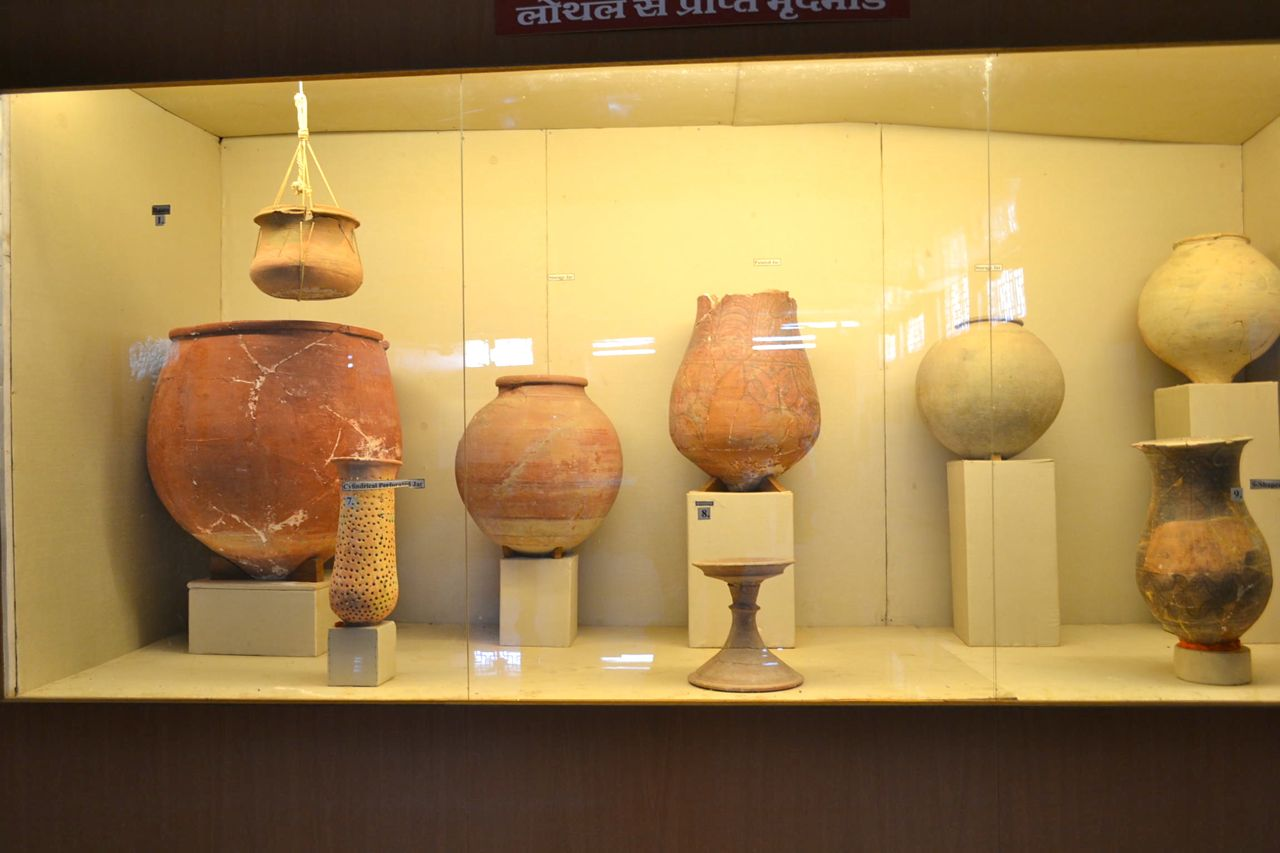
インダス文明中・後期（紀元前2600年～前1800年）グジャラート州ロータル出土の土器群
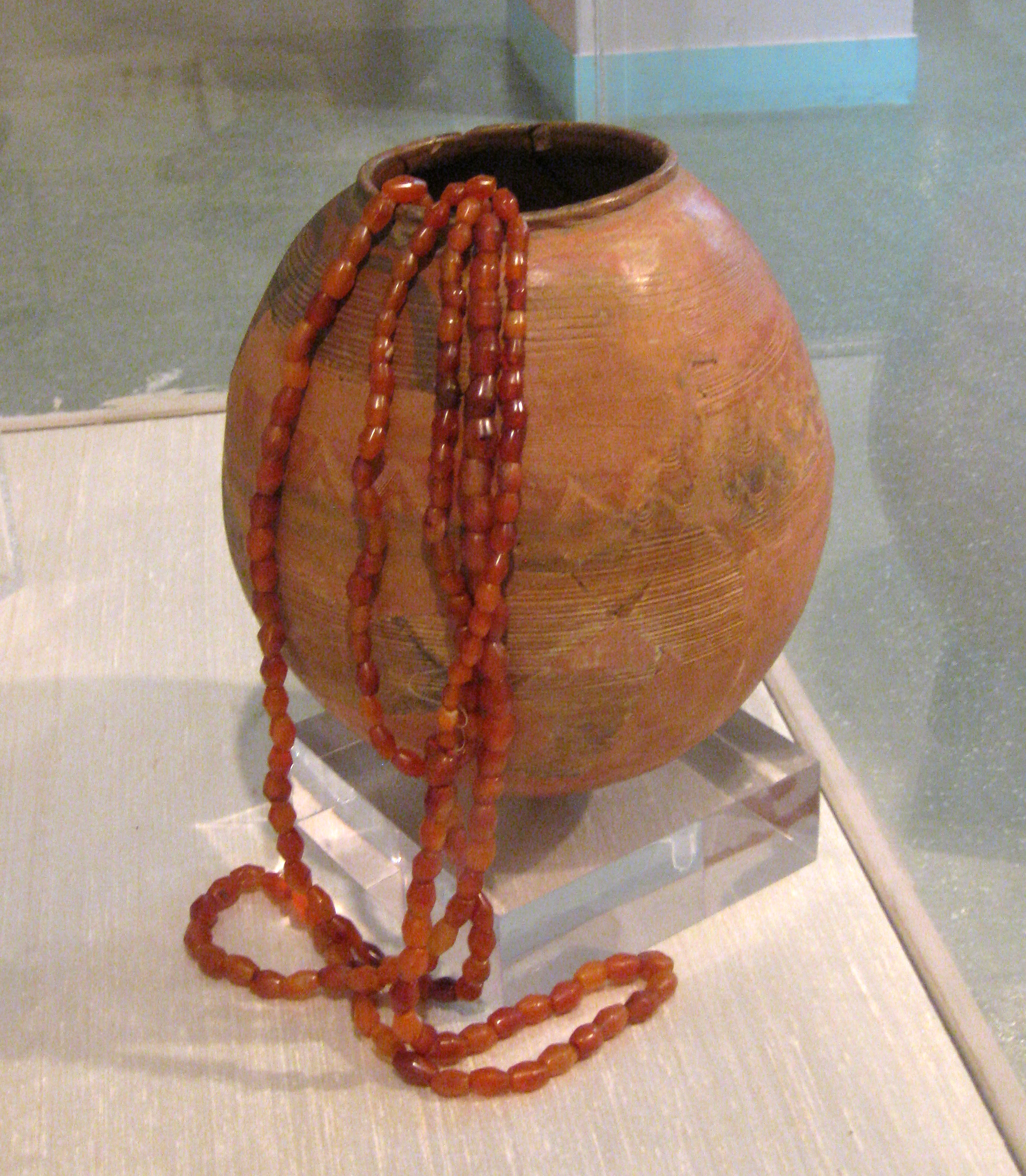
紀元2000年 - 前1000年 甕と装飾品 ハラッパー
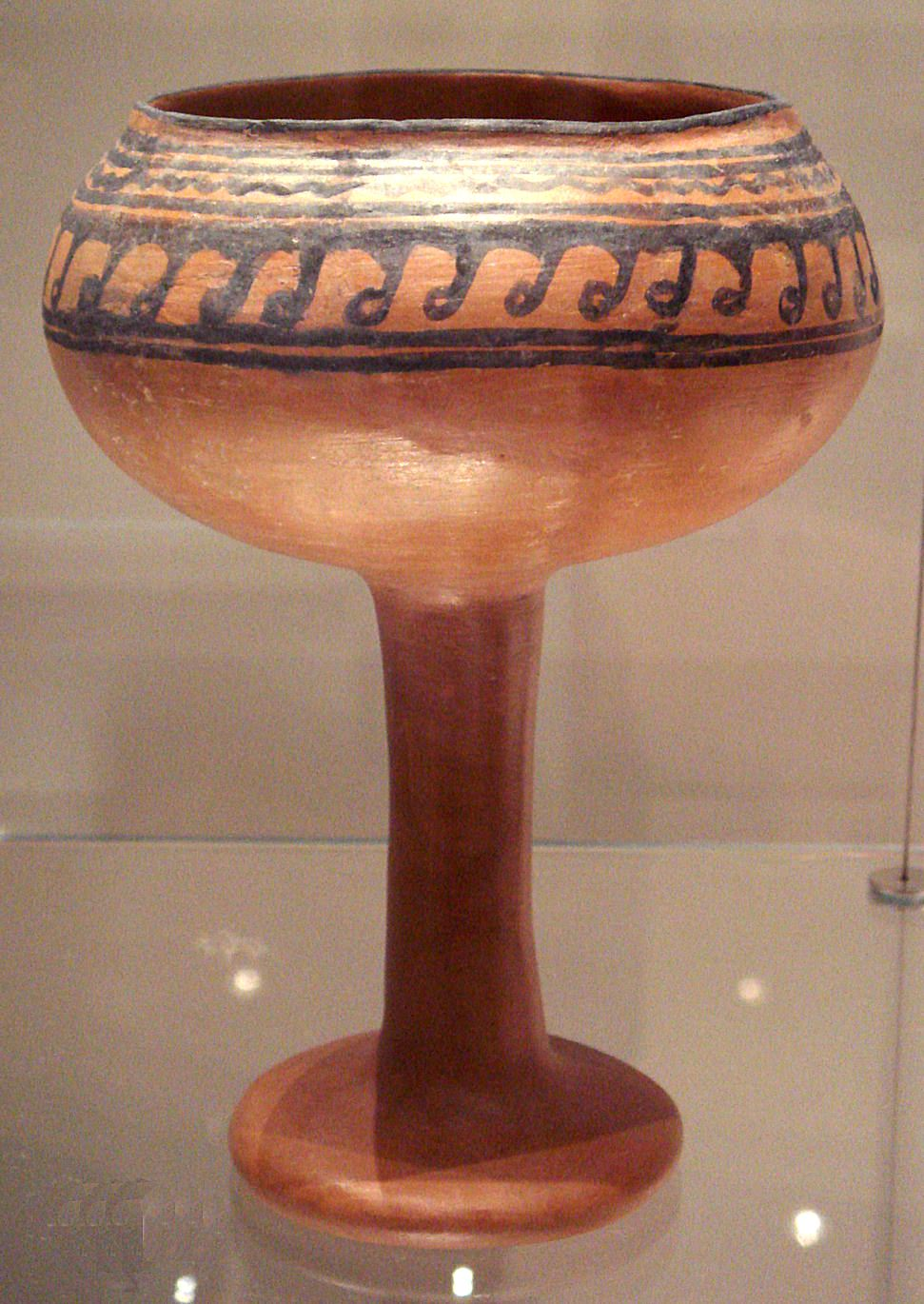
マルワー文化 紀元前1300年頃 彩文土器高坏 マディヤ・プラデーシュ州ナブダドリ遺跡（英語版）
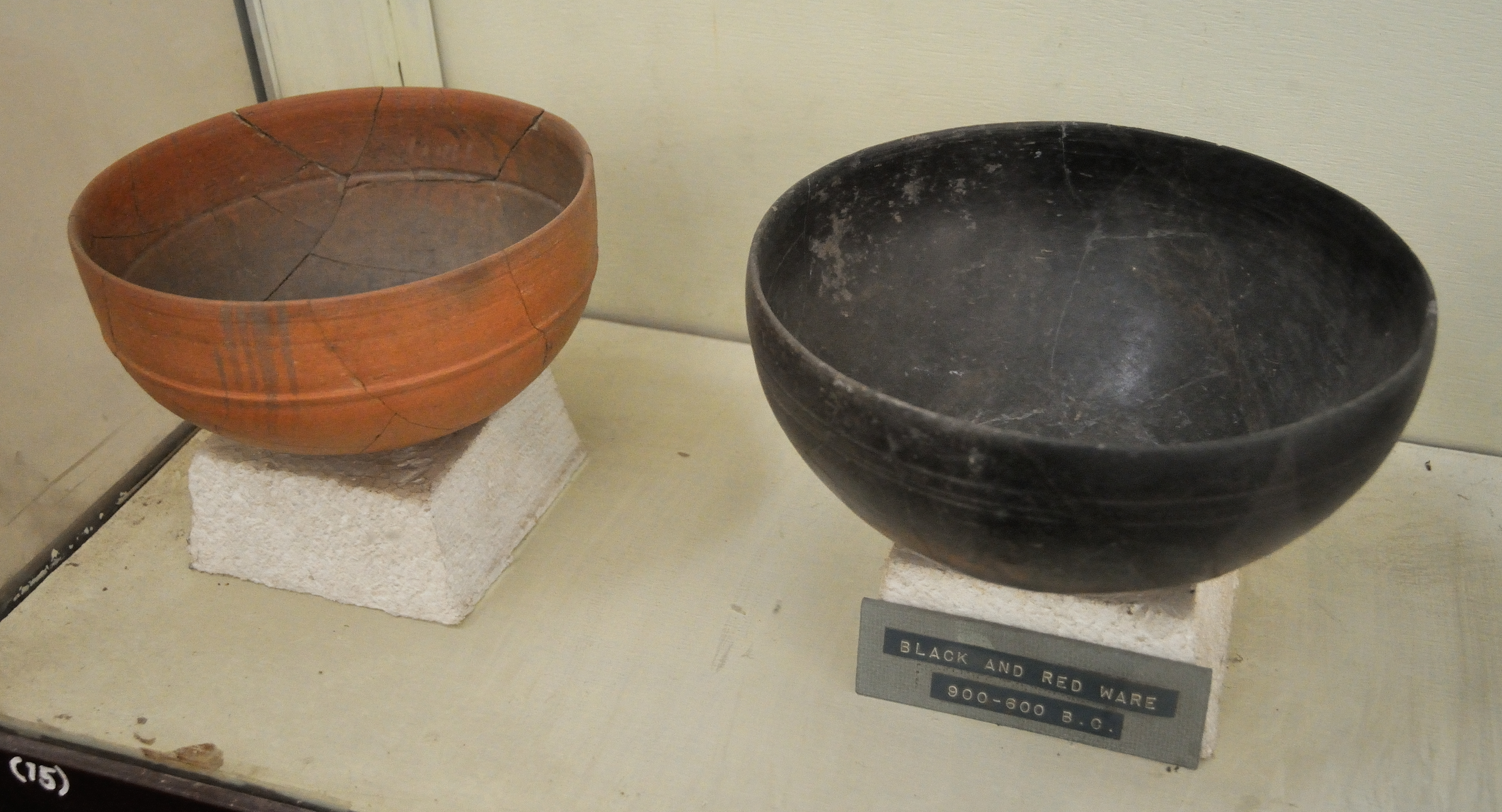
紀元前900年 - 前600年 赤色土器と黒色土器 ウッタル・プラデーシュ州
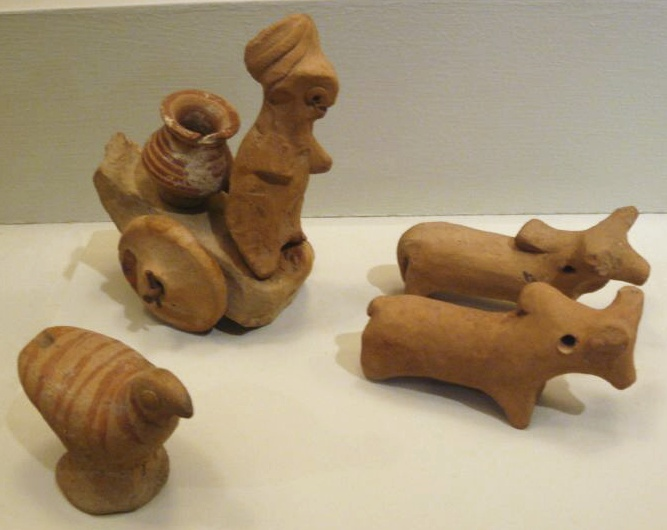
ハラッパー出土のミニチュア土器・土製品
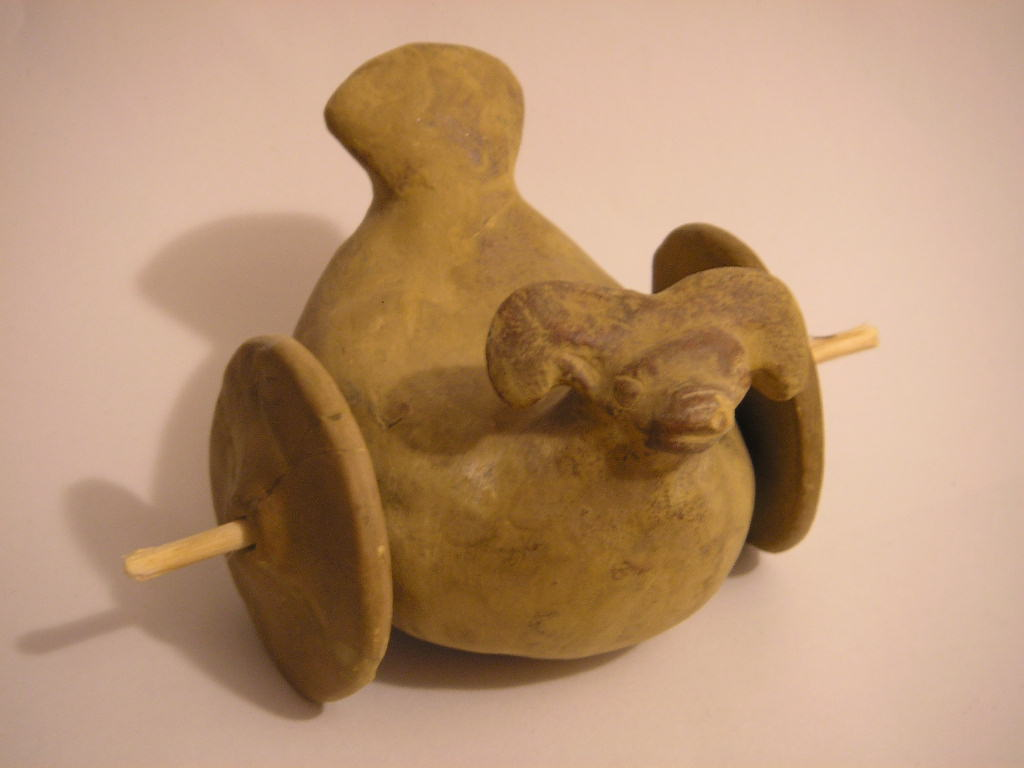
モヘンジョ・ダロ出土の土製品

### 東南アジア

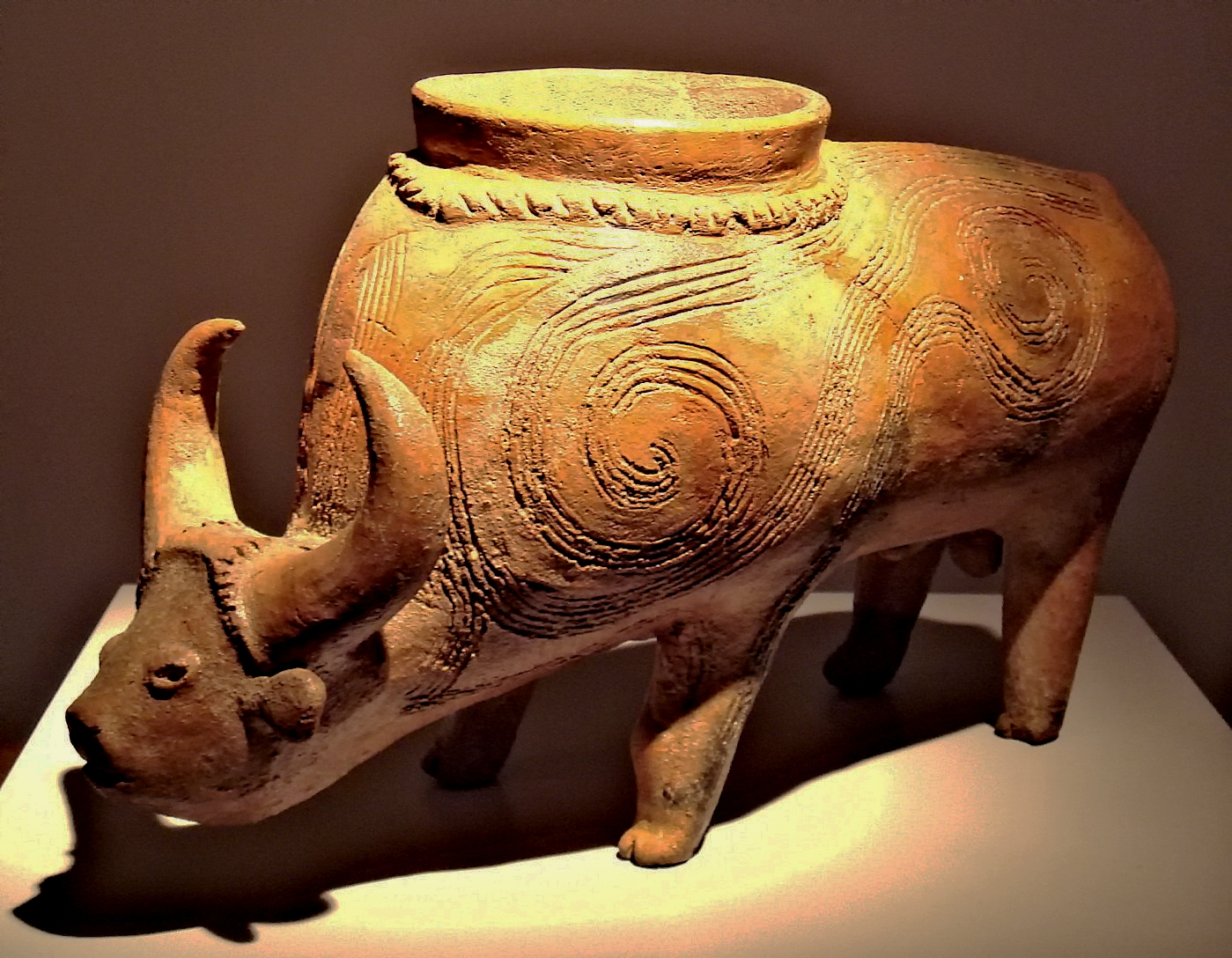
紀元前1225年 - 紀元前700年のロッブリー県（タイ）出土の水牛形容器

メコン川流域のタイ王国北部のコーンケン県に所在するノン・ノク・タのマウンド遺跡では紀元前4000年紀の彩文土器や磨製石器の手斧、貝製ビーズなどが見つかっており、牛、犬、豚を家畜として飼っていたことが判明し、土器にはコメの籾殻圧痕もあったので稲作農耕が既に始まっていたものと考えられる。青銅器時代の遺跡、バーンチエン遺跡からは独特の渦巻文で装飾した彩文土器が多数出土しており、近年、中国文明やインダス文明とも異なる東南アジア独自の農耕文明にかかわる遺跡として注目を集めている。鉄器時代に入り、中部タイのロッブリー県から出土した水牛をかたどった土器には、胴部に多重線刻による渦巻文が施されている。
ベトナムでは、土器の出現が新石器時代前葉のバクソン文化にまで遡るという意見もかつてあったが、詳細は不明である。
多くの民族が共存する東南アジアにあっては、各地で地方色豊かな土器がつくられた。

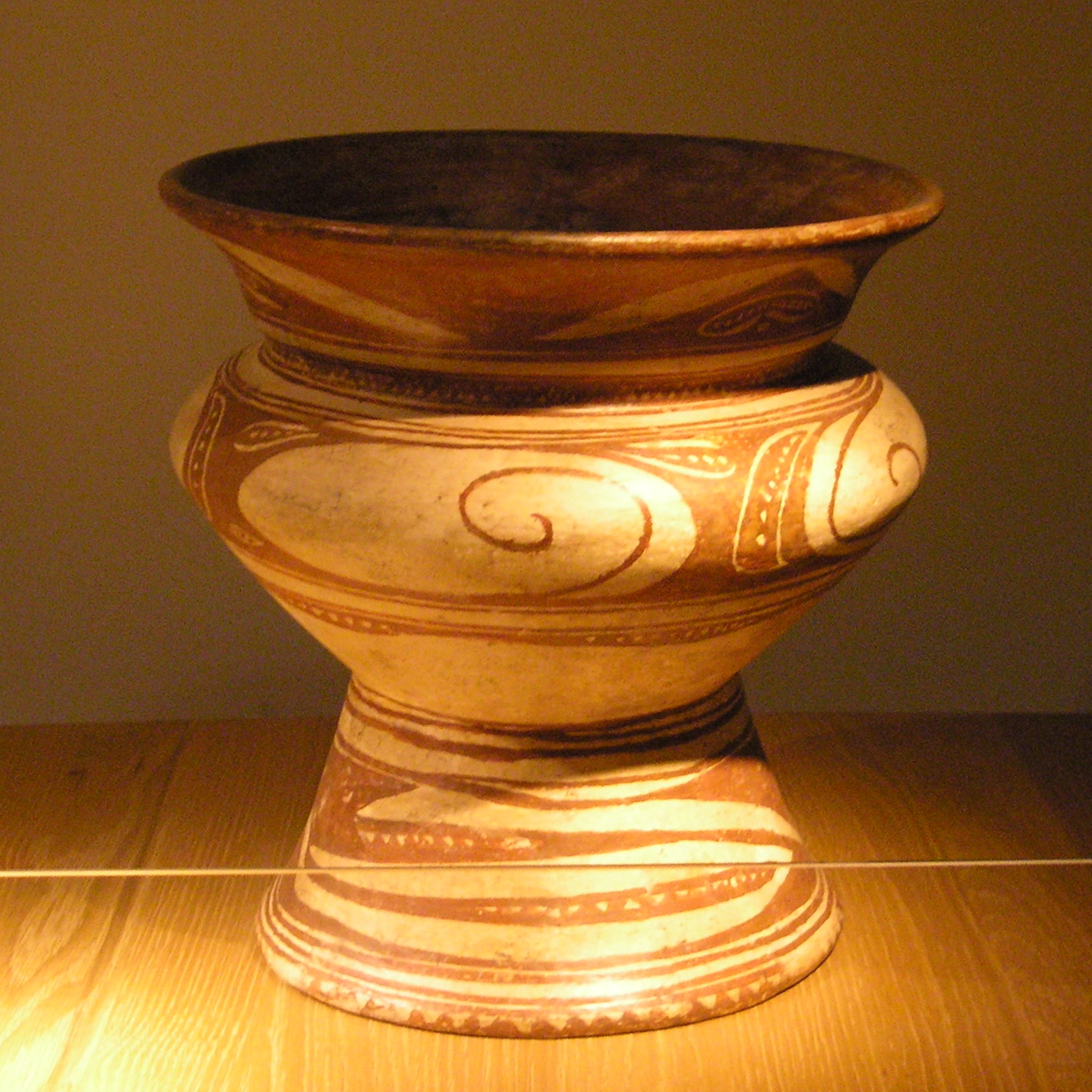
バーンチエン（タイ）出土の彩色土器高台付鉢
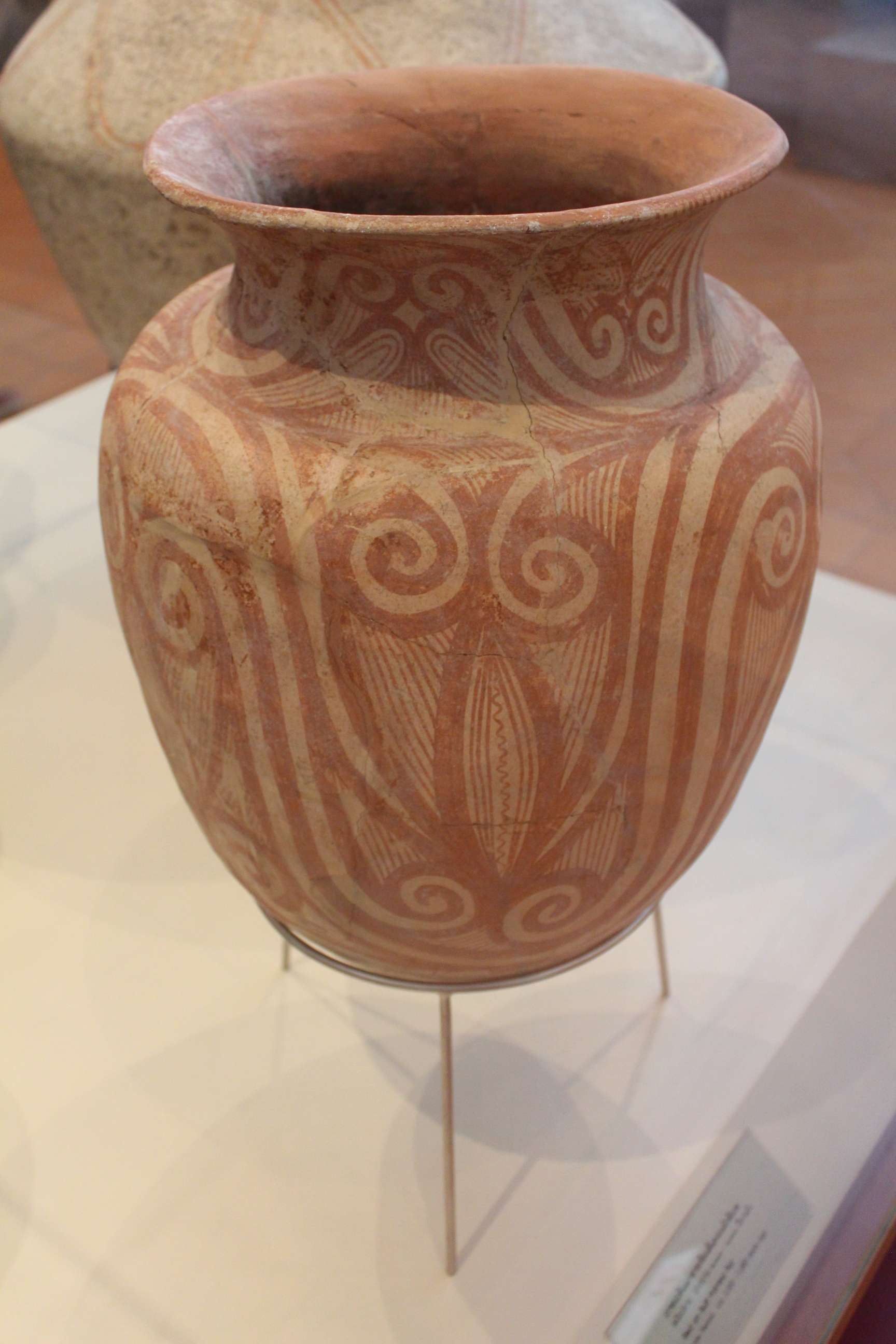
バーンチエン出土の彩色土器壺
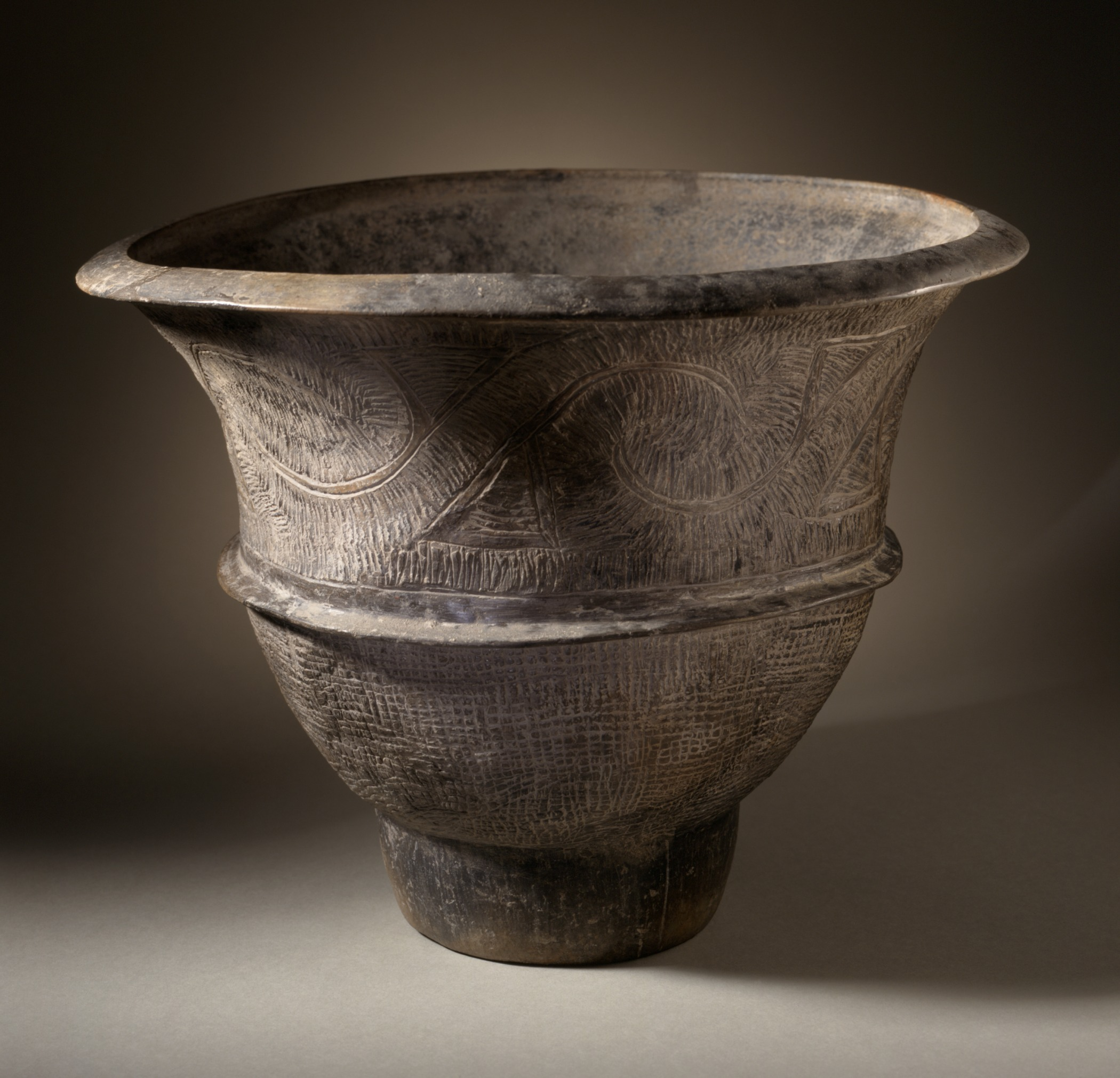
バーンチエン出土黒色土器鉢
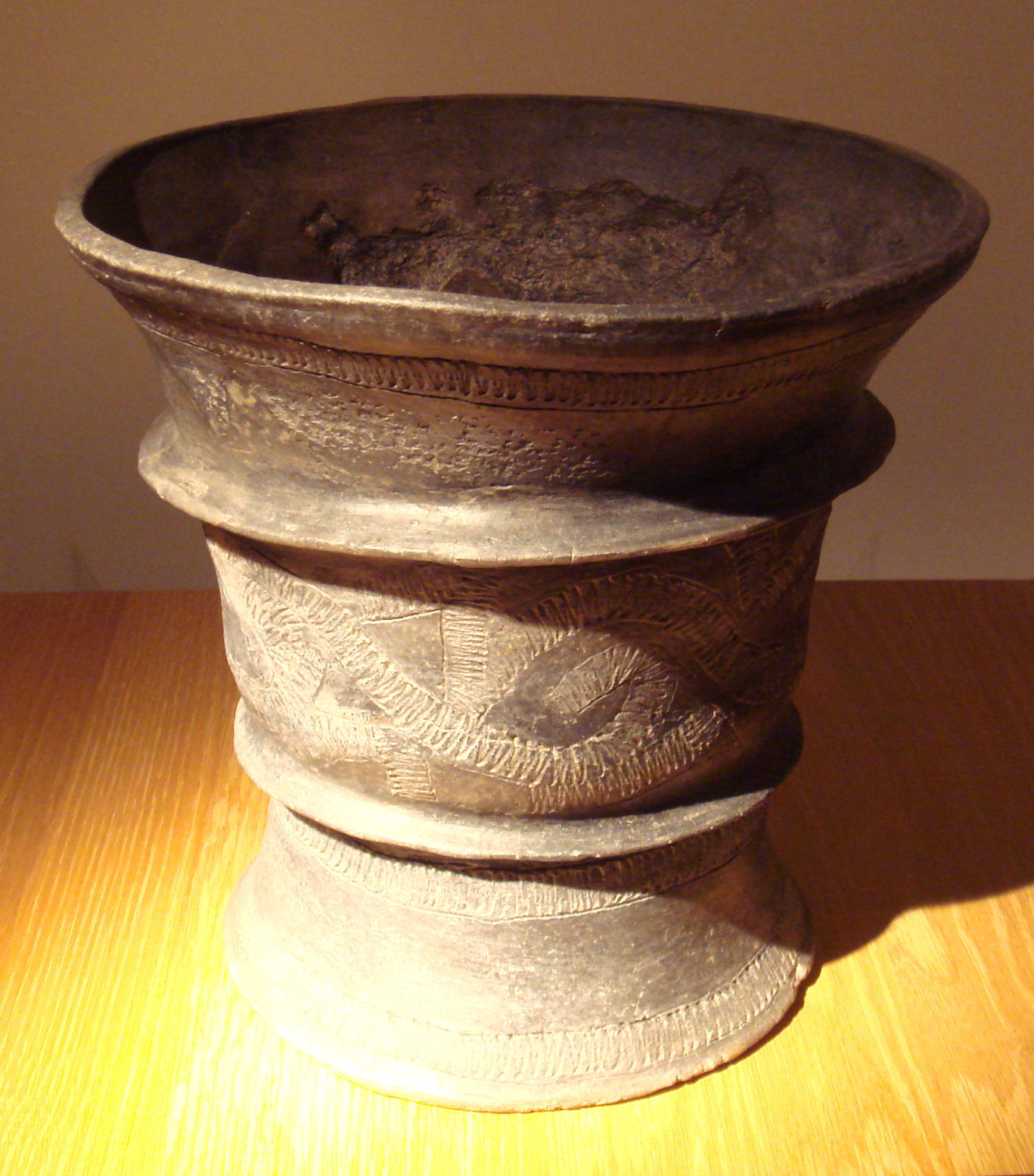
バーンチエン出土黒色土器鉢
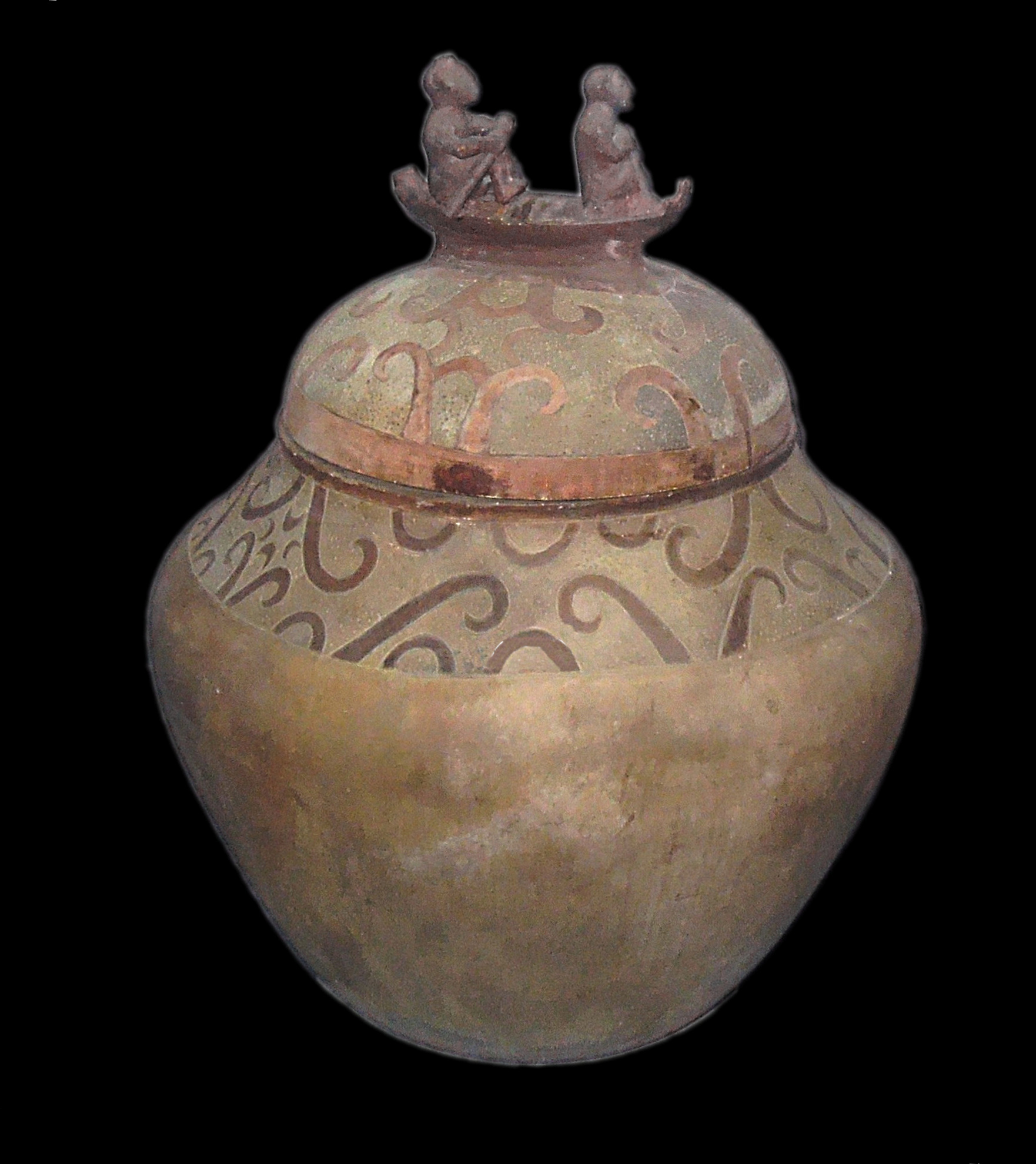
フィリピン新石器時代（紀元前890年頃）の蓋付壺
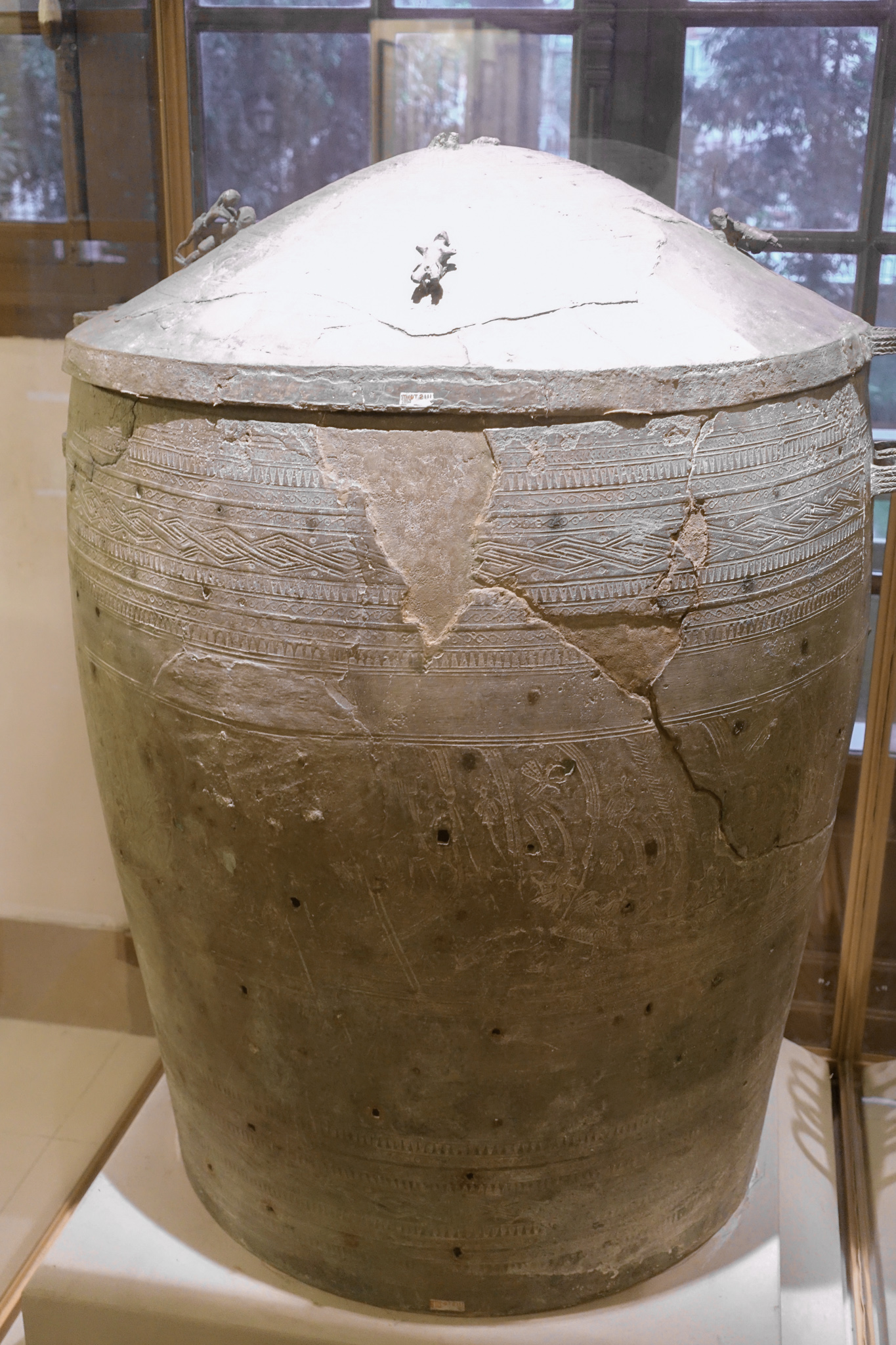
紀元前5世紀頃から紀元後1世紀にかけてのドンソン文化（ベトナム）の蓋付甕
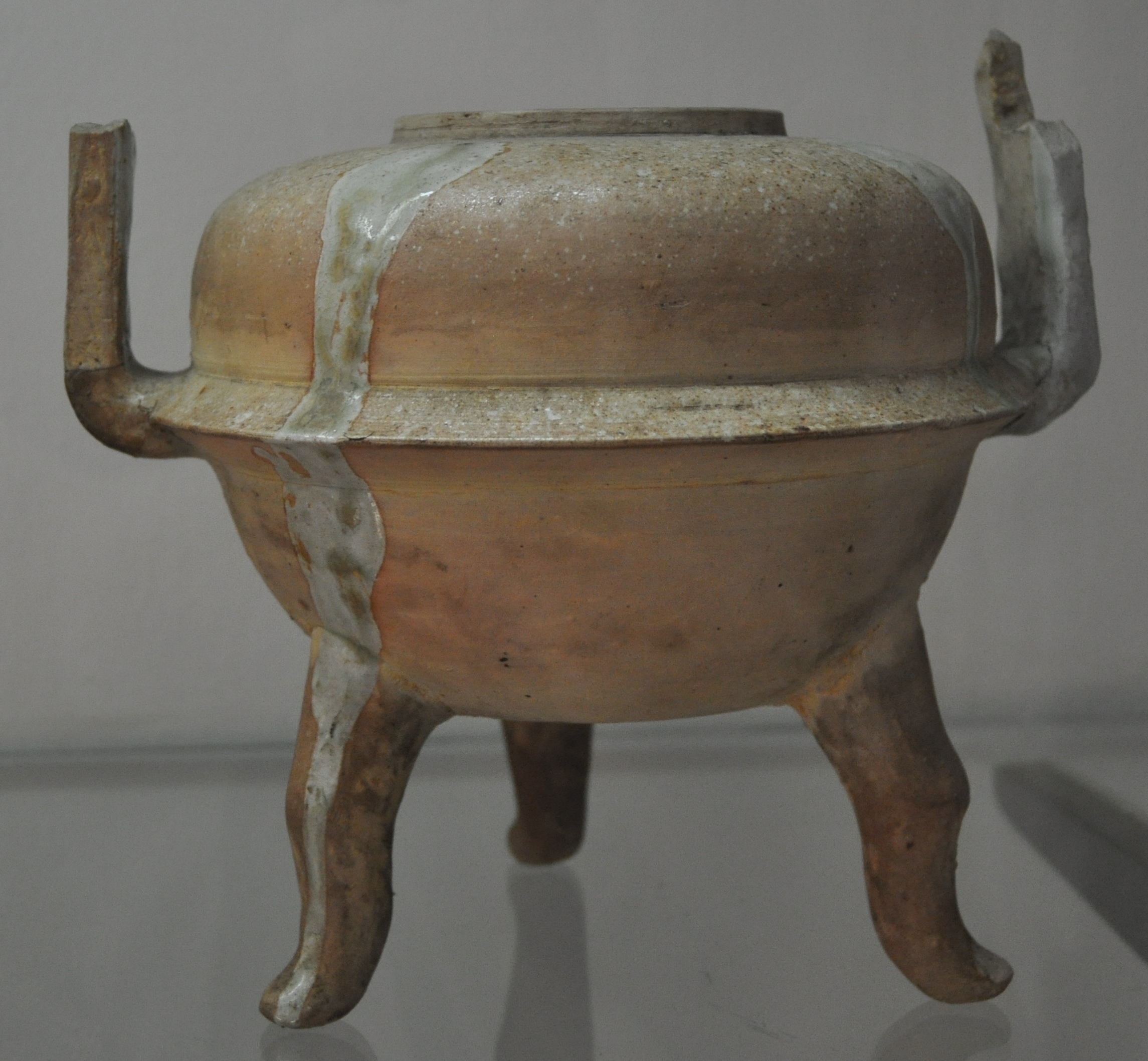
1世紀 - 3世紀のベトナムの三足土器（鼎）
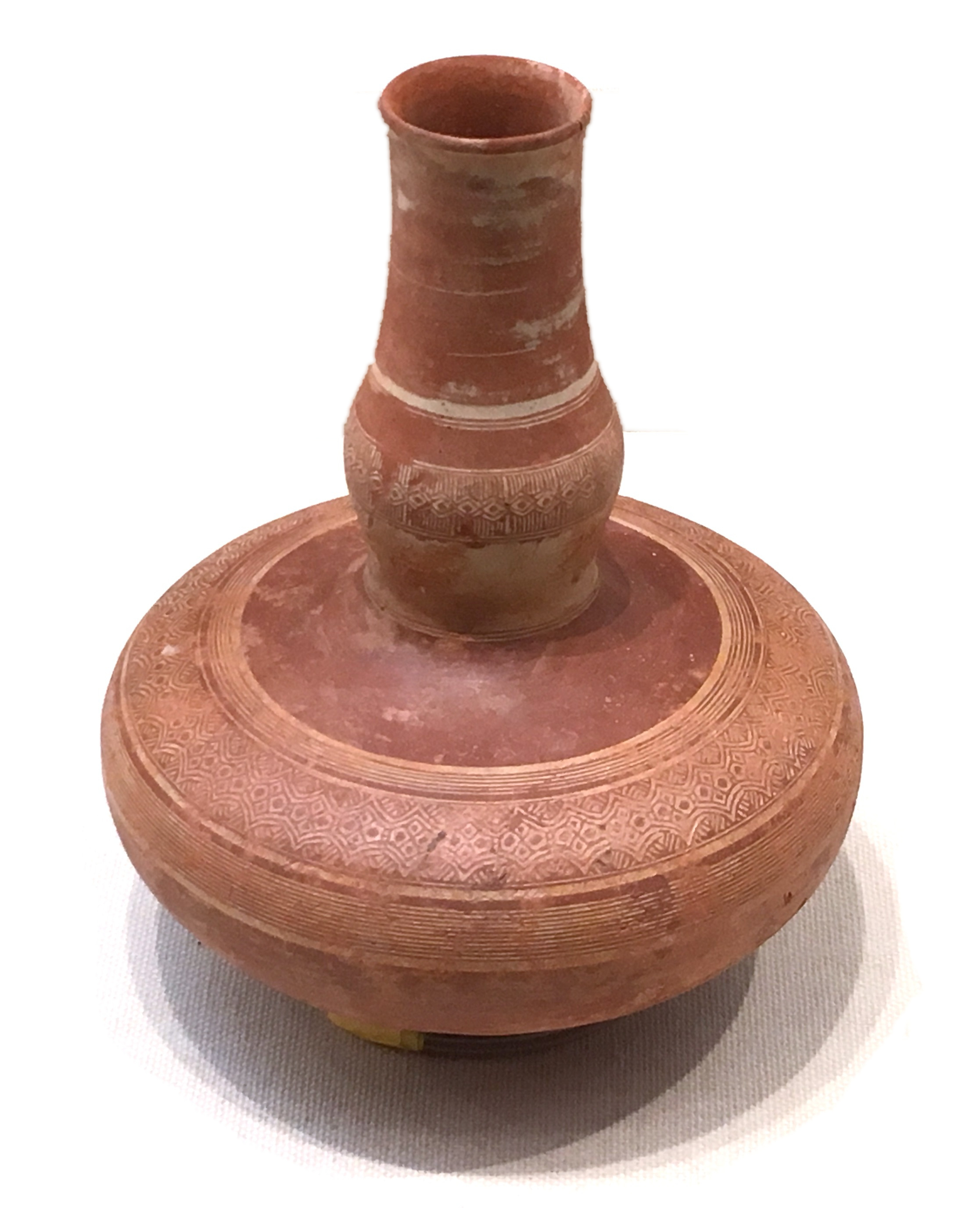
10世紀 - 13世紀のタイの土器長頸壺
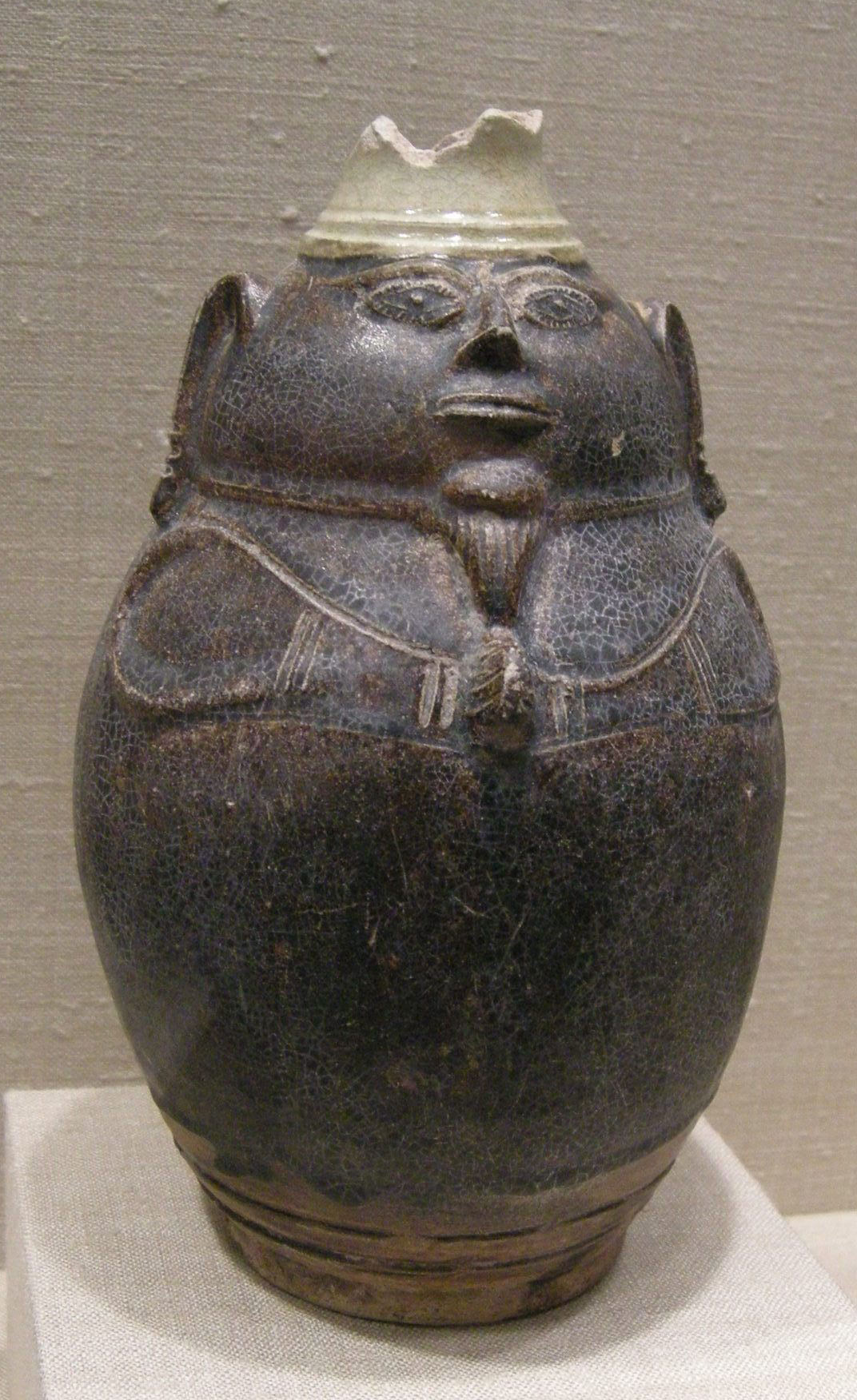
11世紀カンボジアの土器 合掌人物像付壺
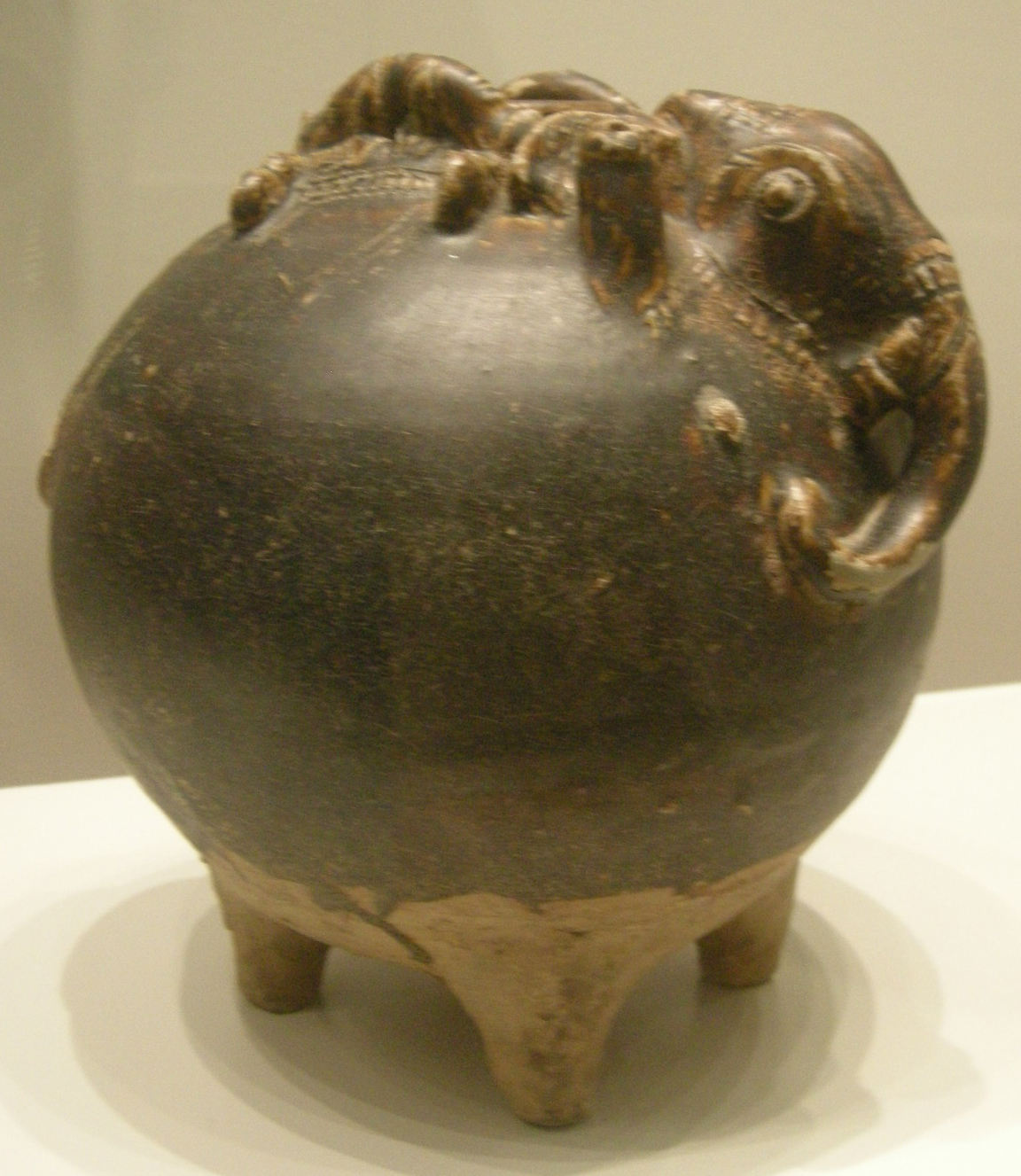
11世紀 - 12世紀のクメール族（カンボジア）の象形容器

### 東アジア
| 地域／時期区分・年代 | 新石器時代（広義の仰韶期） | 新石器時代（広義の仰韶期） | 新石器時代（銅石併用期） （広義の竜山期） |
| 地域／時期区分・年代 | - B.C.4000頃               | B.C.4000頃 - B.C.3500頃    | （B.C.3500頃） B.C.2600頃 -               |
| -------------------- | -------------------------- | -------------------------- | ----------------------------------------- |
| 渭水・黄河中流域     | 裴李崗文化・仰韶文化       | 裴李崗文化・仰韶文化       | 中原竜山文化                              |
| 黄河下流域           | 裴李崗文化・仰韶文化       | 裴李崗文化・仰韶文化       | 山東竜山文化                              |
| 山東地域             | 大汶口文化                 | 大汶口文化                 | 山東竜山文化                              |
| 長江下流域           | 河姆渡文化                 | 馬家浜文化                 | 良渚文化                                  |
| 長江中流域           | 大渓文化                   | 大渓文化                   | 石家河文化                                |

#### 中国
周口店の北京原人遺跡を発見したスウェーデンの人類学者・考古学者ユハン・アンデショーン（アンダーソン、本来は地質学者）は、周口店の発見に先立つ1921年、河南省仰韶の村を訪れ石器の発掘作業を行った際、出土石器に彩色された土器（彩文土器）の破片が混じっていることに注目し、研究をはじめた。そして、仰韶出土の甕の土器片のなかに水稲の籾殻圧痕が見つかったことは人びとを驚かせ、これが中国における新石器時代文化研究の先駆けとなった。アンデショーン自身は、後に見つかった黒陶の方が彩文土器よりも古い様式と考えたが、その後、層位学的研究によりその年代観は修正され、また、戦後の調査の進展により、中国の農業開始は紀元前6000年紀にさかのぼるという見方が定着した。しかし、近年では紀元前10000年以上の古い土器が相次いで発見されたためもあって、従来「仰韶文化」と称されてきた時代名称は全体を表現するのにそぐわなくなり、「新石器時代」ないし「新石器文化」として一括して示す傾向が強まっている。
紀元前6000年紀から紀元前2000年紀前半にかけての新石器時代の黄河流域では、裴李崗文化の紅陶、仰韶文化の彩陶、 大汶口文化の黒陶・白陶、銅石併用時代に入ってからは竜山文化の黒陶・灰陶といった土器にそれぞれ大きな特徴をもっている。長江流域でも併行して独自の土器文化がつづいた。
彩文土器（彩陶）は、主として祭祀用と考えられ、日常什器としては粗製土器が大量につくられた。粗製土器には「鼎（かなえ）」や「鬲（れき）」といった三足の土器が多く混じっている。それに対し、竜山文化の黒陶は、きわめて薄くつくられており、欧米の研究者からは「卵殻土器」（英語: Eggshell pottery）と呼ばれるほどである。竜山文化でも三足土器が数多く出土し、煮炊きの道具と考えられる。これについては、木材資源に乏しい華北平原に暮らす人びとが少ない薪炭で効率的に火熱を利用しようとしたためではなかったかという推論、あるいは中空の三足土器は水蒸気を利用するのに好適であることから蒸し料理のため考案されたのではないかという推論がある。いずれにせよ、他地域ではほとんど類例がなく、しかも後代の春秋戦国、殷・周代の青銅器にも同じ型が継承される、中国においてこそ際立った特徴を持つ独自な「かたち」といえる。
成形技法は当初は手づくねであり、彭頭山文化や河姆渡文化などではパッチワーク手法がとられた。他に紐づくり法や型づくり法などを基本としている。大汶口文化期の後半にはロクロの使用が始まった。のちに磁器の発達をうながすカオリン（高嶺）土は、すでに後期仰韶文化より使われており、各地の白陶へとつながった。焼成は、当初は野焼きであったが、裴李崗文化・仰韶文化では「横穴式」、仰韶文化と竜山文化では「竪穴式」という半地下式の焼成坑が用いられている。
仰韶期・竜山期を通じ、器種が豊富であることも中国土器の特徴で、器種には鉢（簋）、坏、高坏（豆）、釜、瓶、碗、壺（尊）、甕、罐、竈、盤（圏足、三足）、三足器（鼎、鬲、鬹、盉、斝、甗）、匜、觚、盂、蓋、器台（支脚）などがある。これら中国の先史時代土器のなかでも黒陶や灰陶は、青銅器文化に移行したのちも生産が続いた。
なお、中国では殷代には灰釉陶器や印文硬陶が登場し、当時の黒陶や白陶には青銅器を模倣したものが多い。また、世界文化遺産となっている始皇帝陵（陝西省西安市）に伴う兵馬俑は加彩灰陶であり、中国を統一した秦帝国の軍団の威容を誇示するものとなっている。

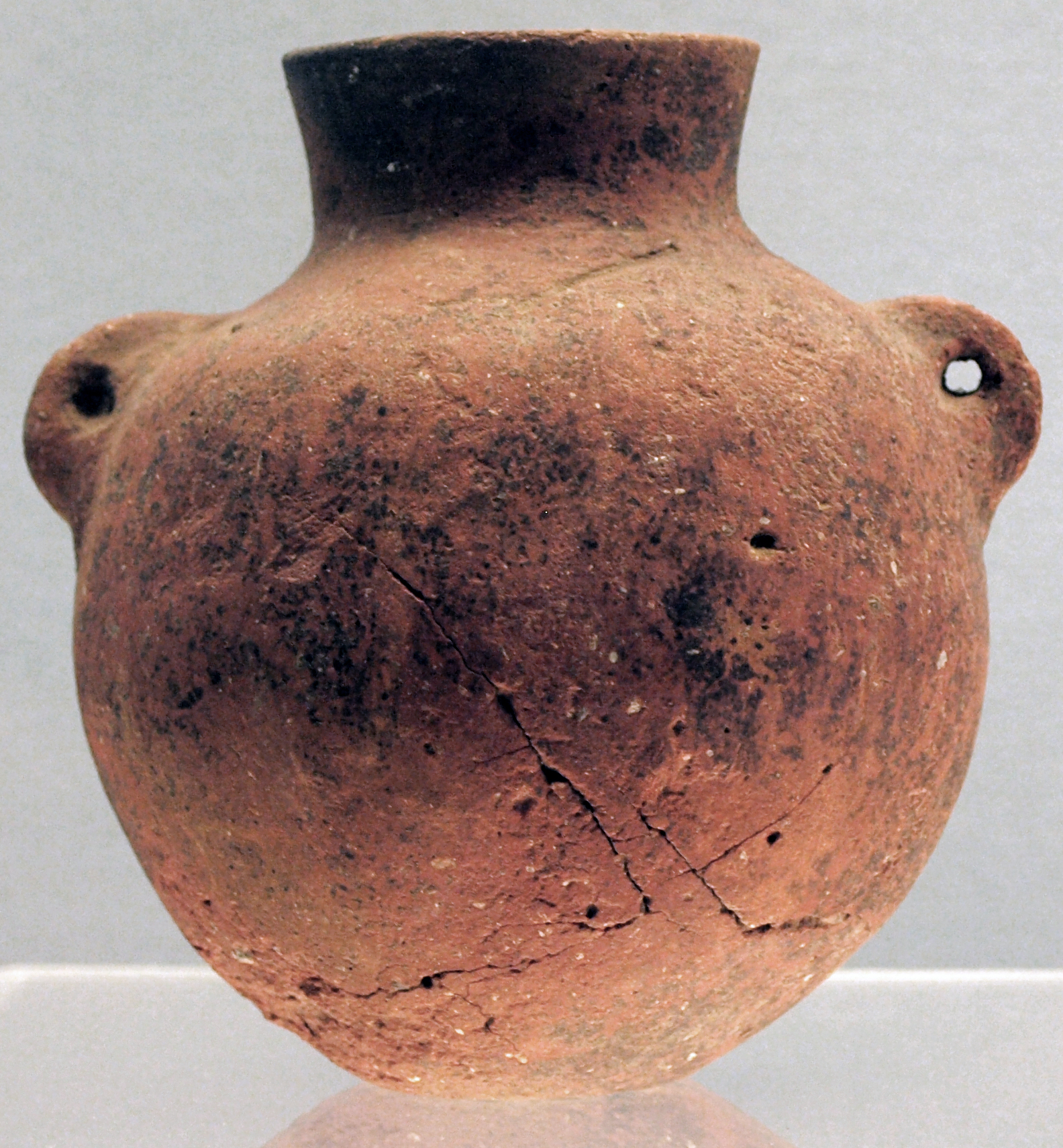
裴李崗文化 紀元前6000 - 前5200年頃 紅陶双耳壺 河南省新鄭市
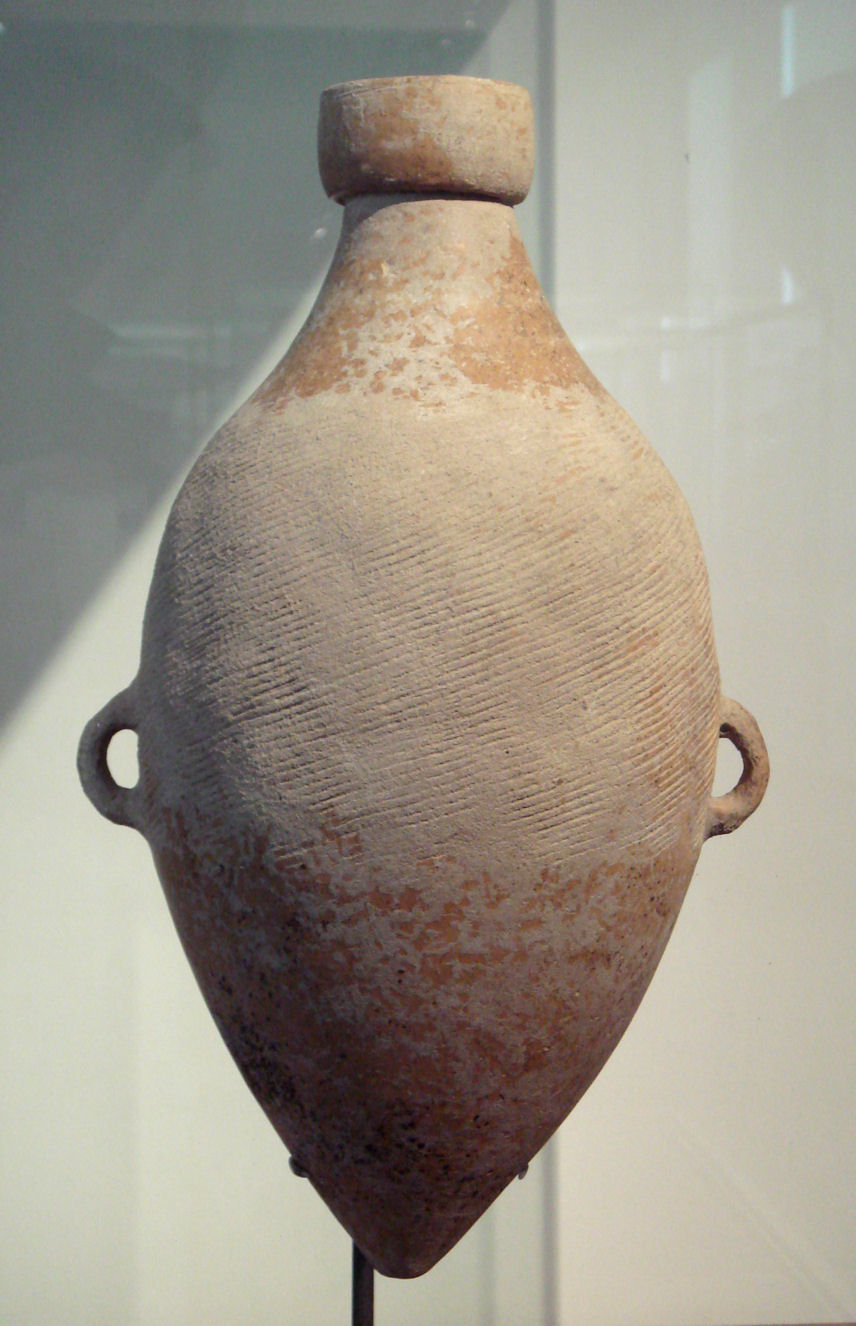
仰韶文化 紀元前4800年頃 半坡様式 縄目文長胴壺
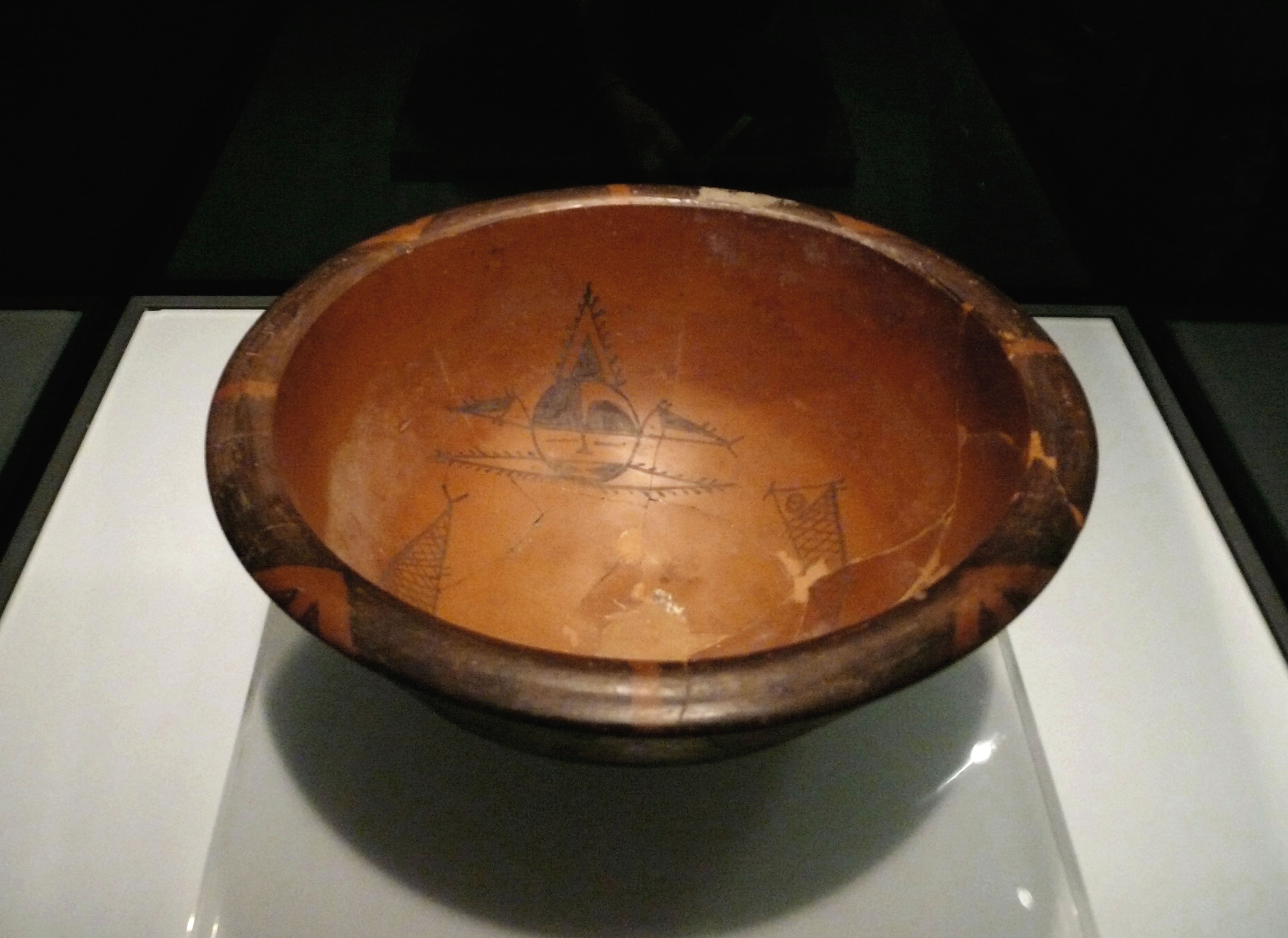
仰韶文化 半坡様式 紀元前4800 - 4300年 彩文土器人面魚文盆 山西省
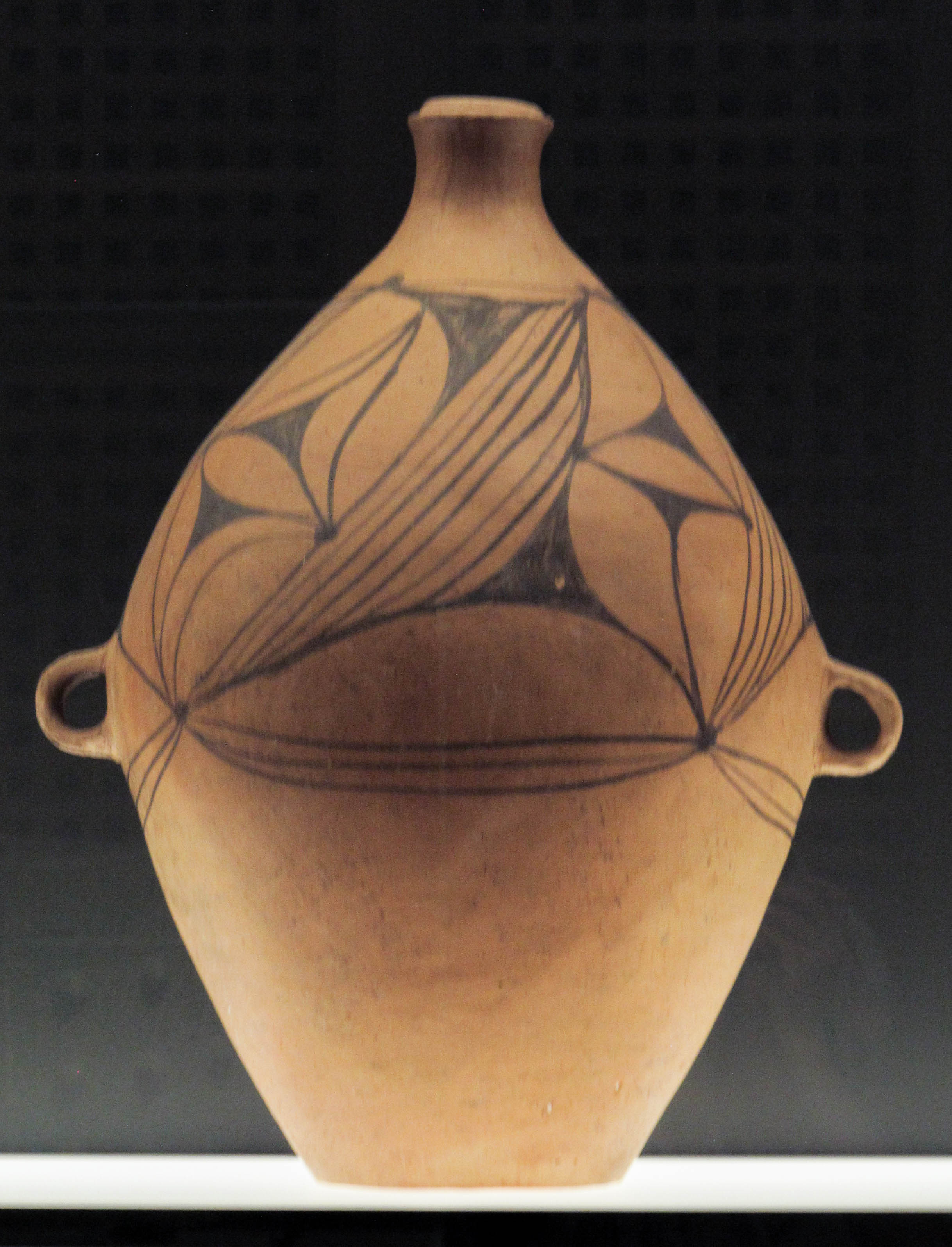
後期仰韶文化 紀元前4000年紀 彩文土器双耳水柱 山西省or江西省
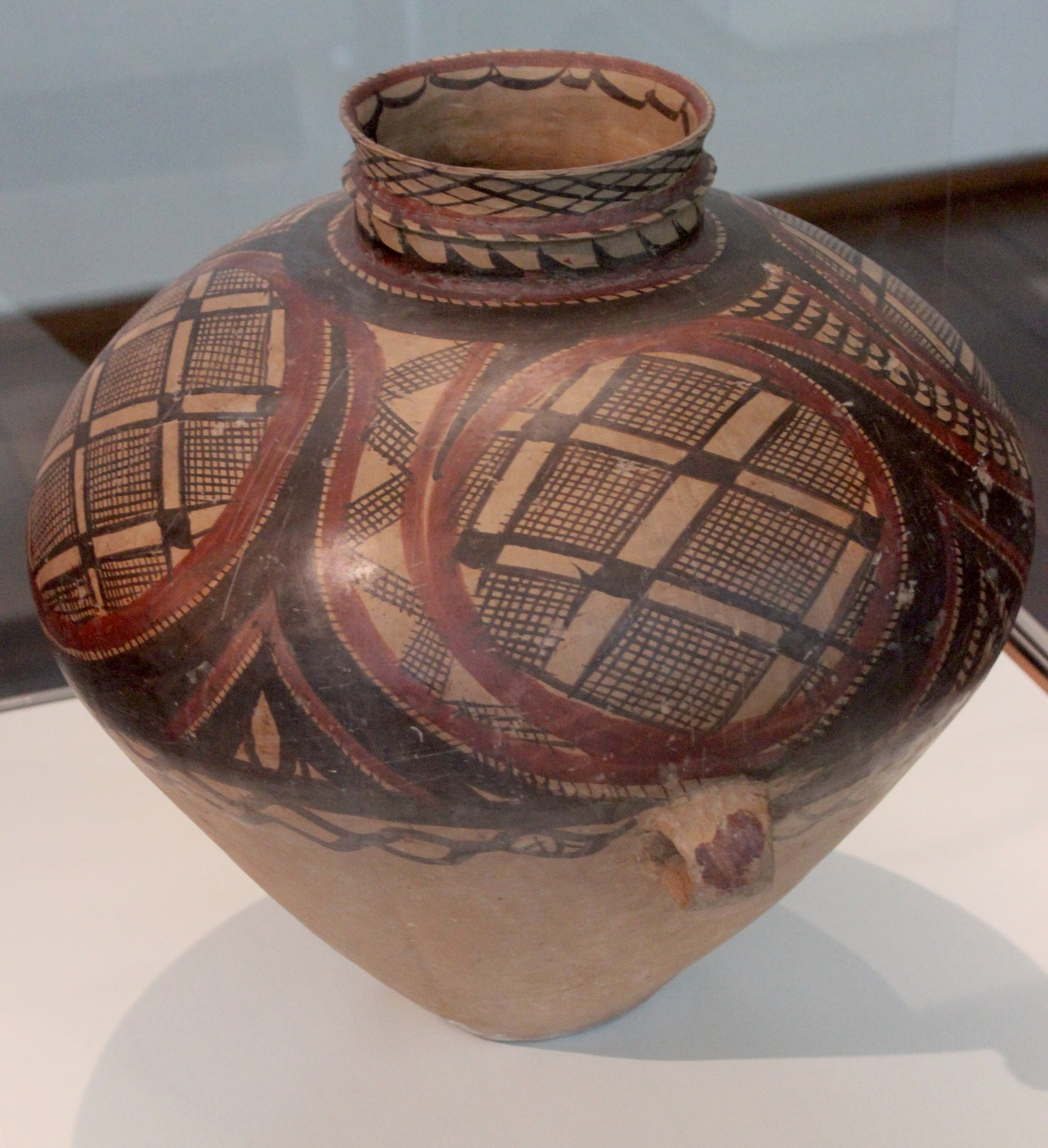
馬家窯文化（甘粛仰韶文化）紀元前3300 - 2200年 彩文土器双耳壺 甘粛省
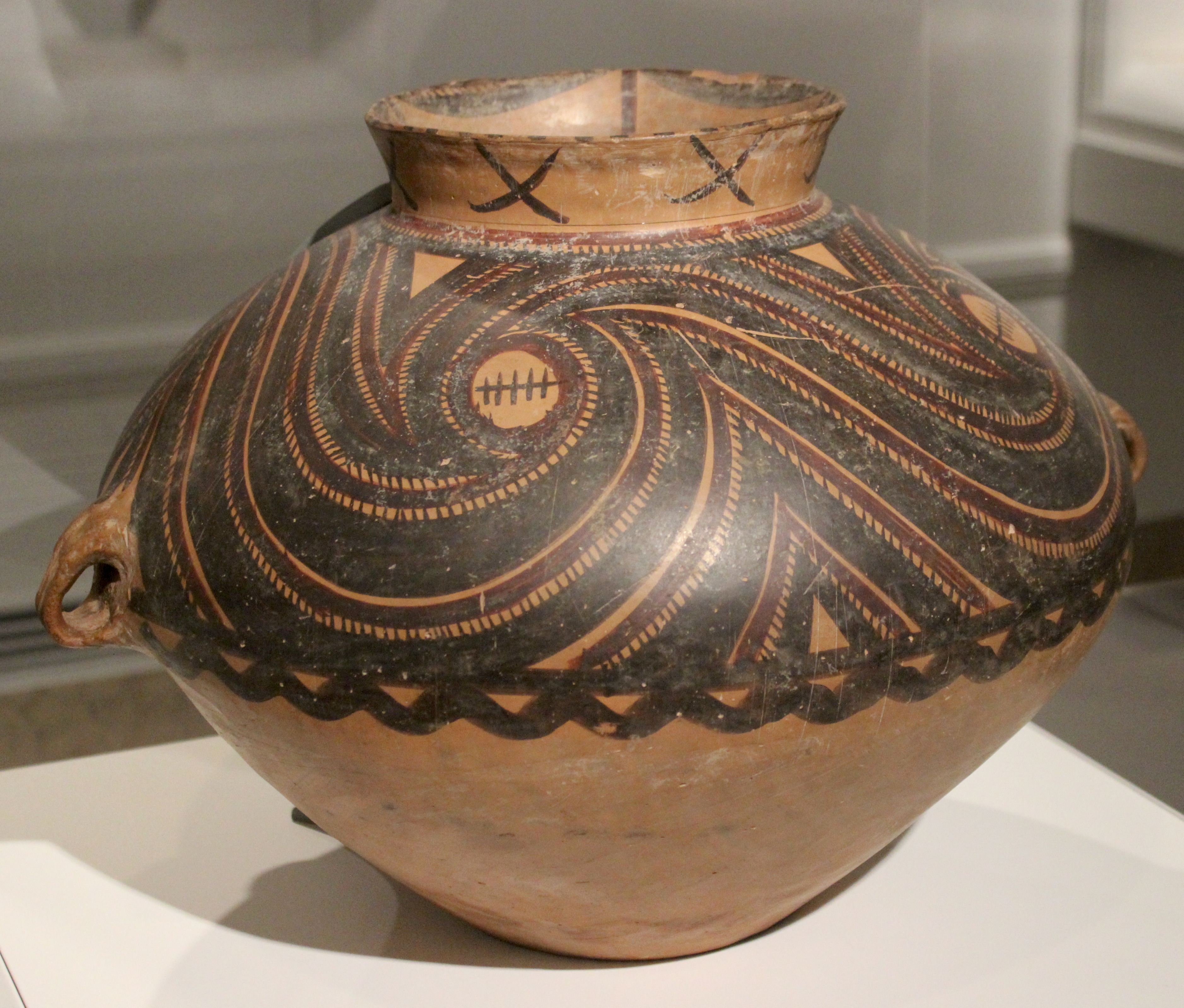
馬家窯文化半山様式 紀元前2600-2300年 彩文土器双耳壺 甘粛省
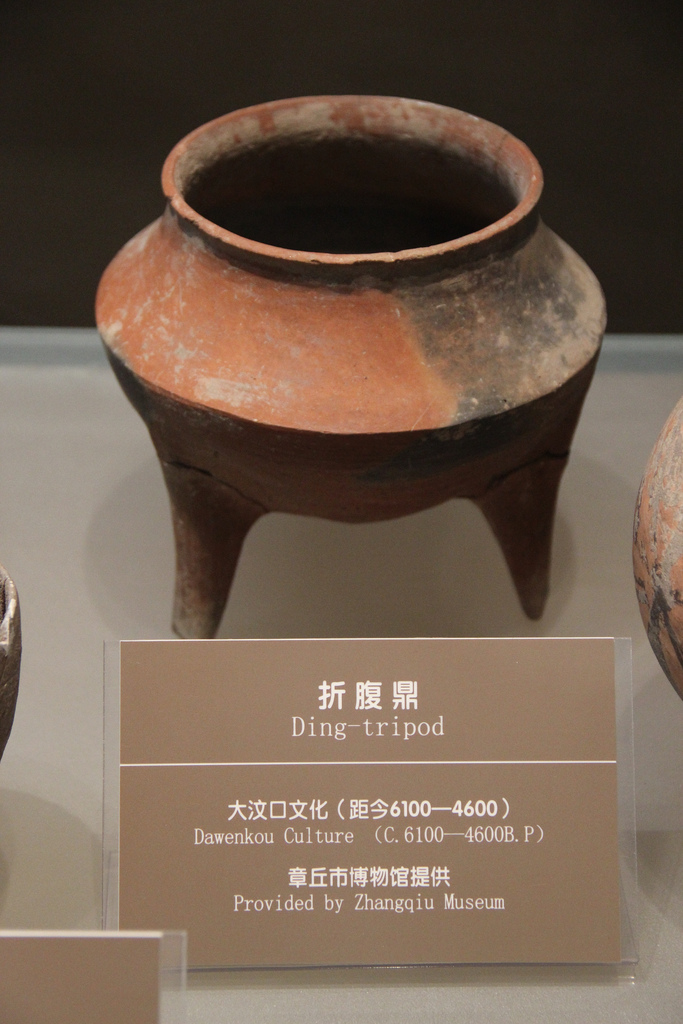
大汶口文化 紀元前6000 - 前5200年頃 紅陶鼎 山東省
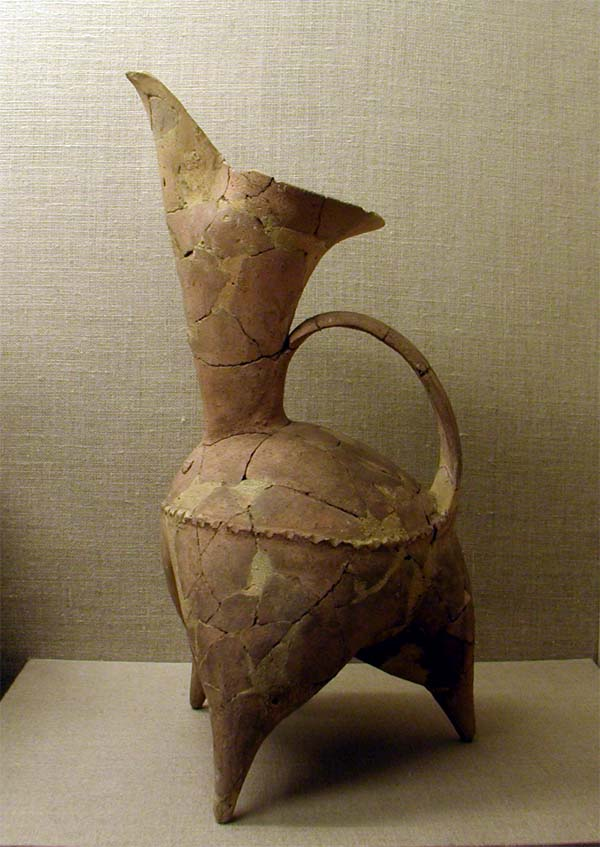
大汶口文化 黄褐陶鬹（き） 山東省大朱
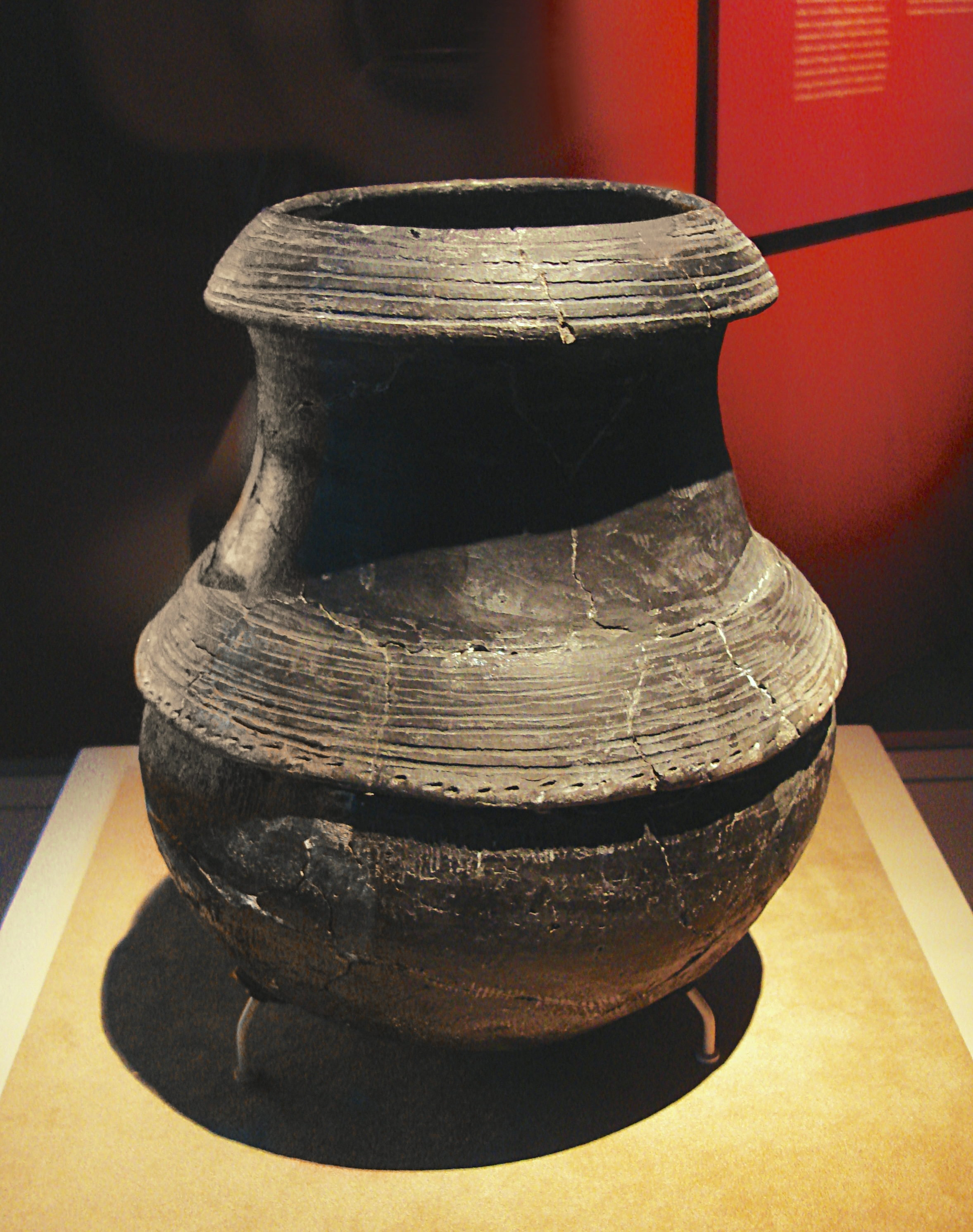
河姆渡文化 紀元前5000 - 3000年 黒陶壺 浙江省
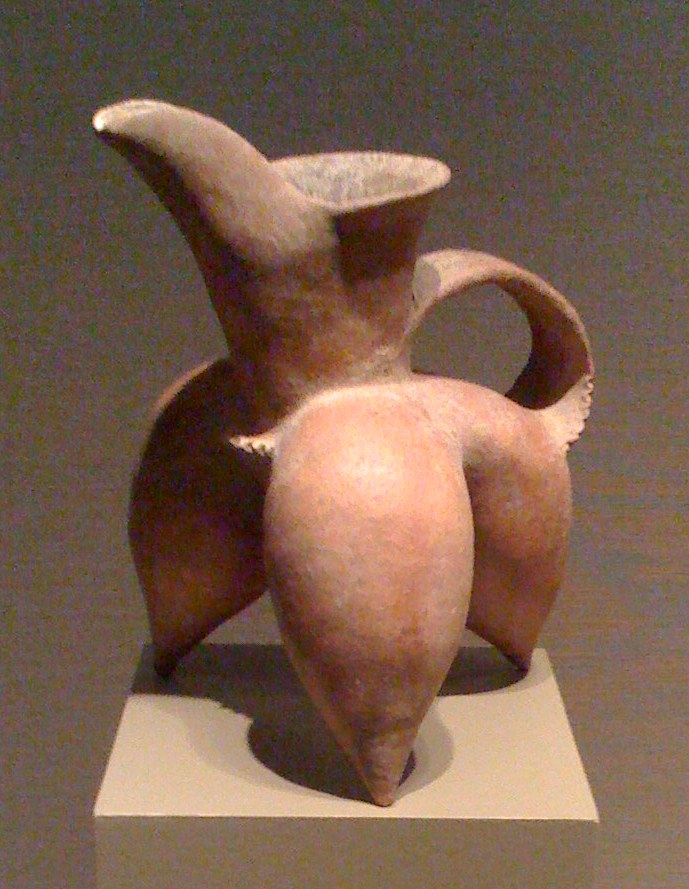
中原竜山文化 紀元前3000年頃 紅陶鬹（き） 山西省
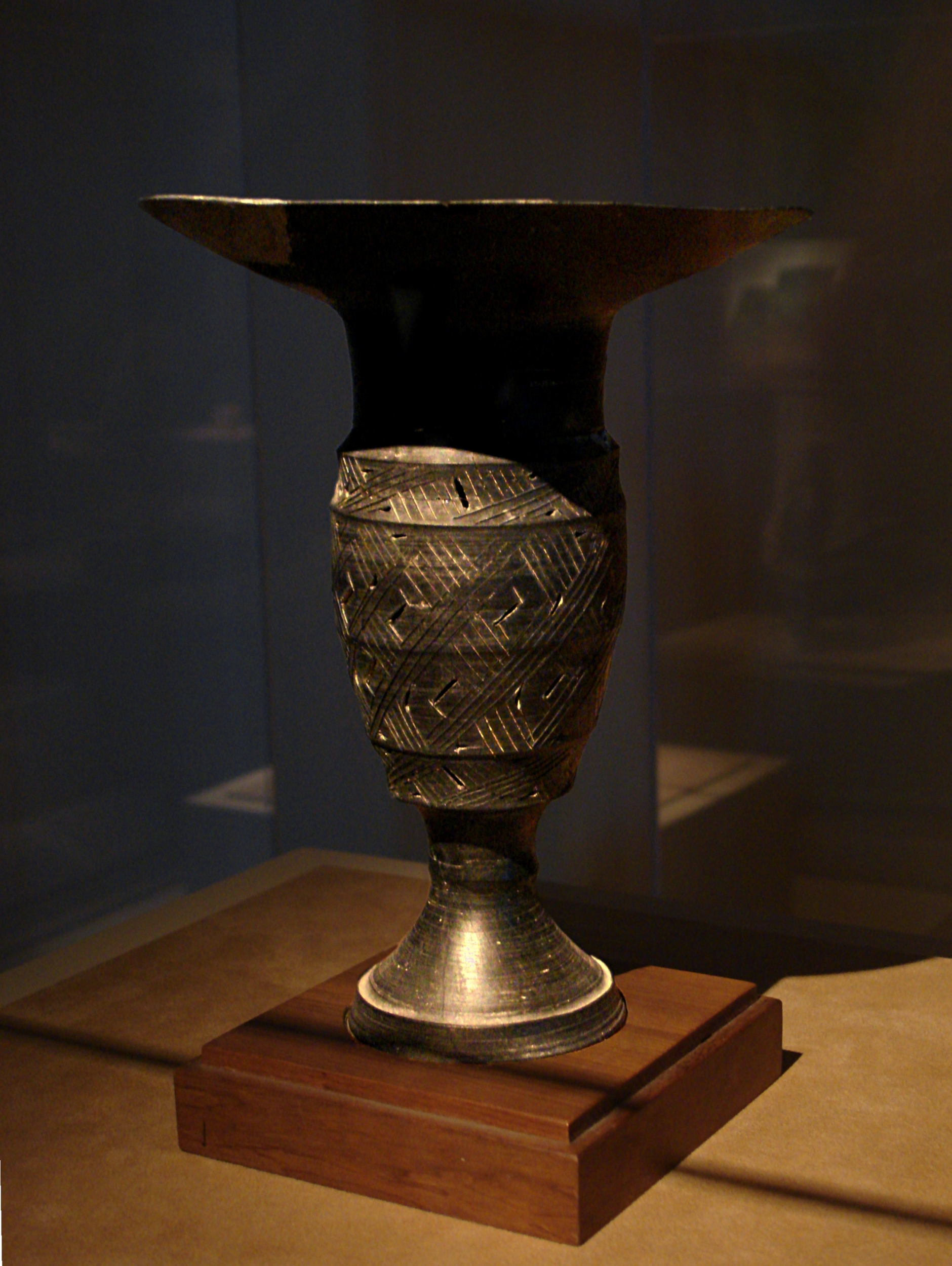
山東竜山文化 紀元前2500 - 2000年 黒陶高坏 山東省
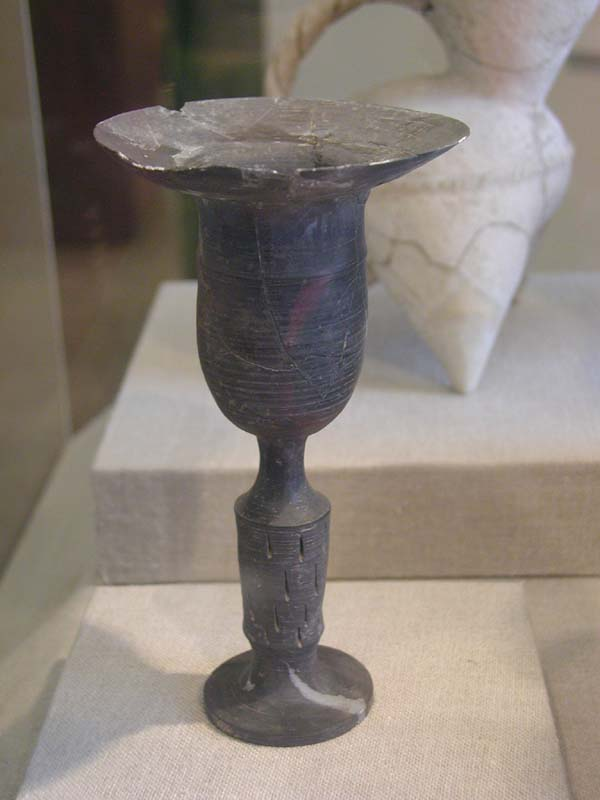
山東竜山文化 紀元前3000年 - 1900年 黒陶高坏 山東省呈子遺跡（中国語版）
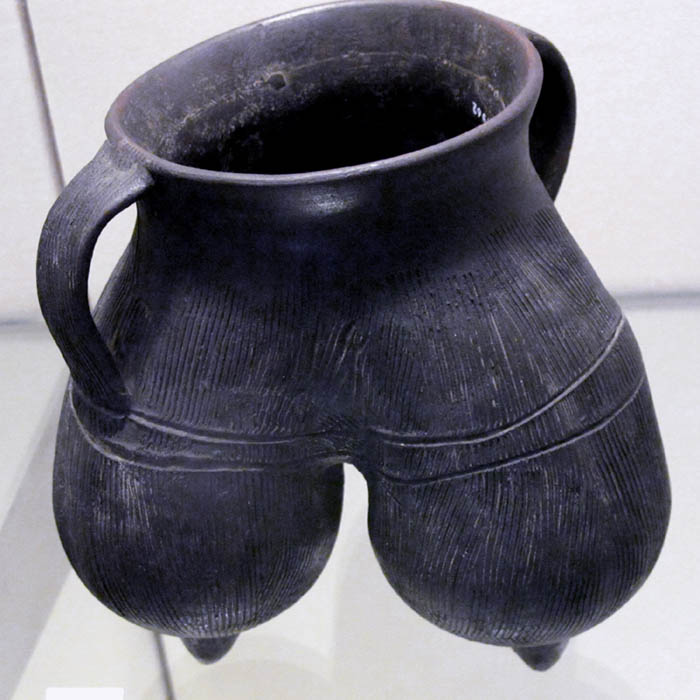
竜山文化 紀元前2000 - 1700年 黒陶三足器 出土地不明
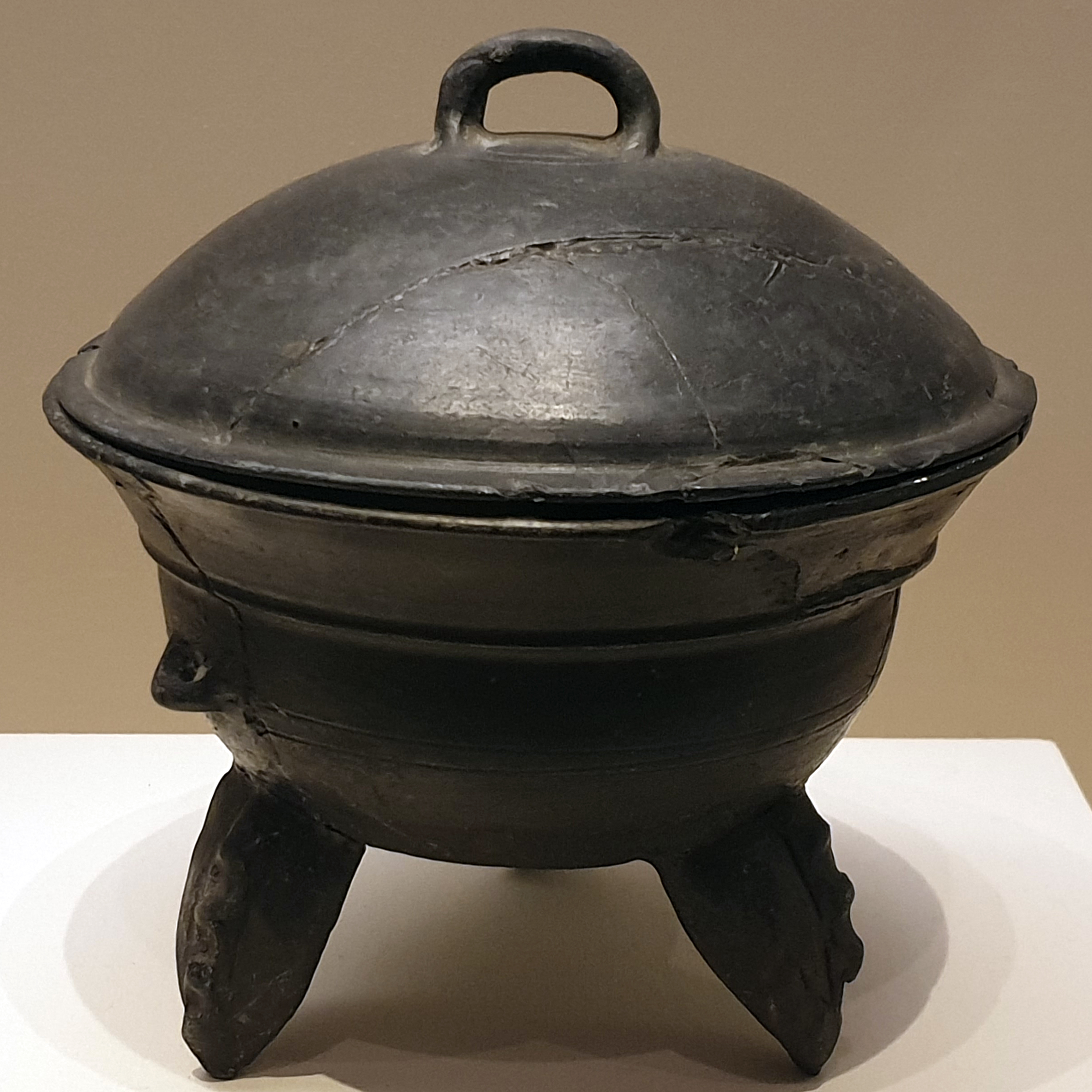
山東竜山文化 紀元前2500 - 2000年 黒陶簋（き） 山東省膠県
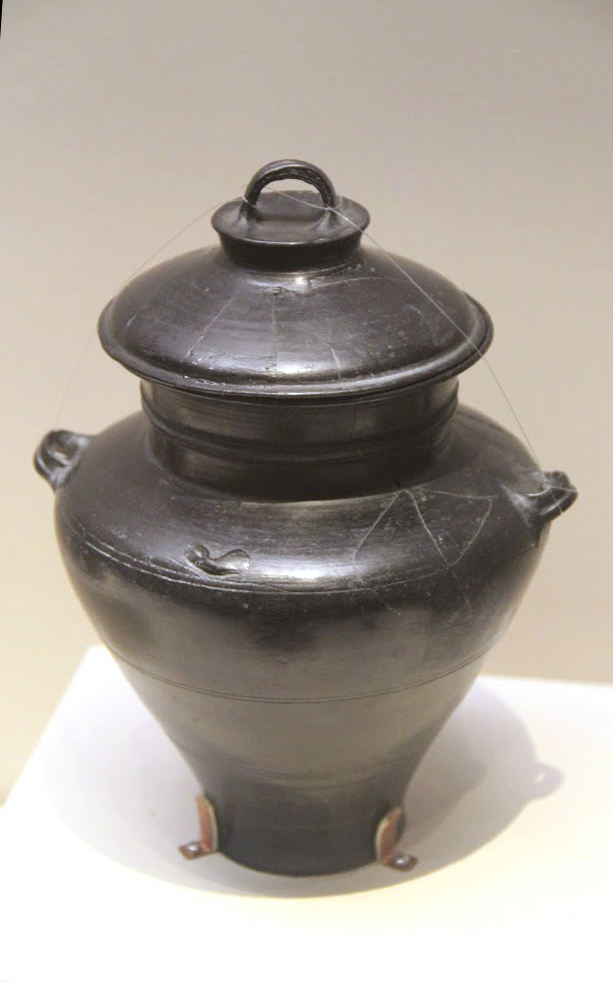
山東竜山文化 紀元前2500 - 2000年 黒陶蓋付壺 山東省膠県
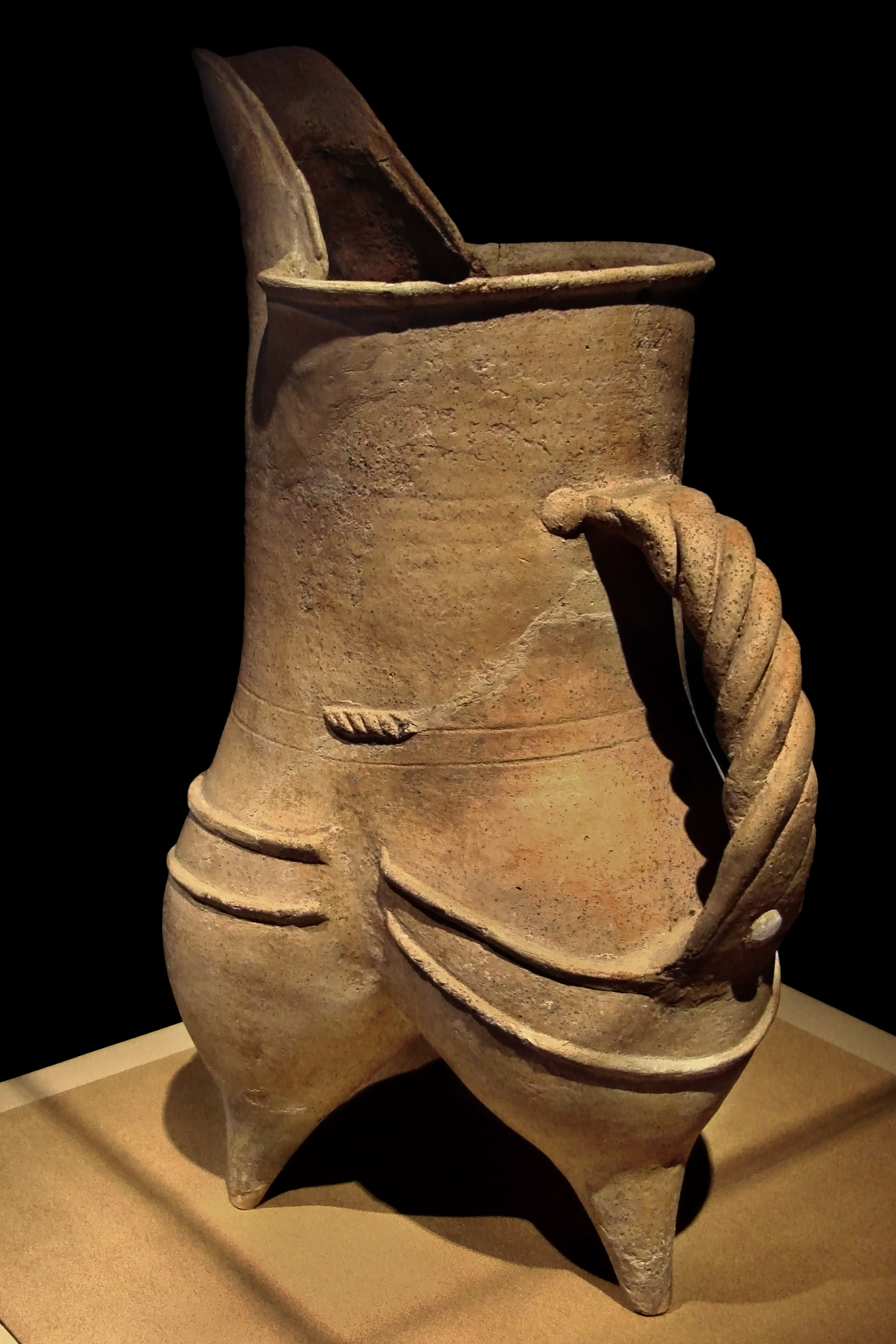
山東竜山文化 紀元前2500 - 2000年 白陶鬹（き）山東省日照市
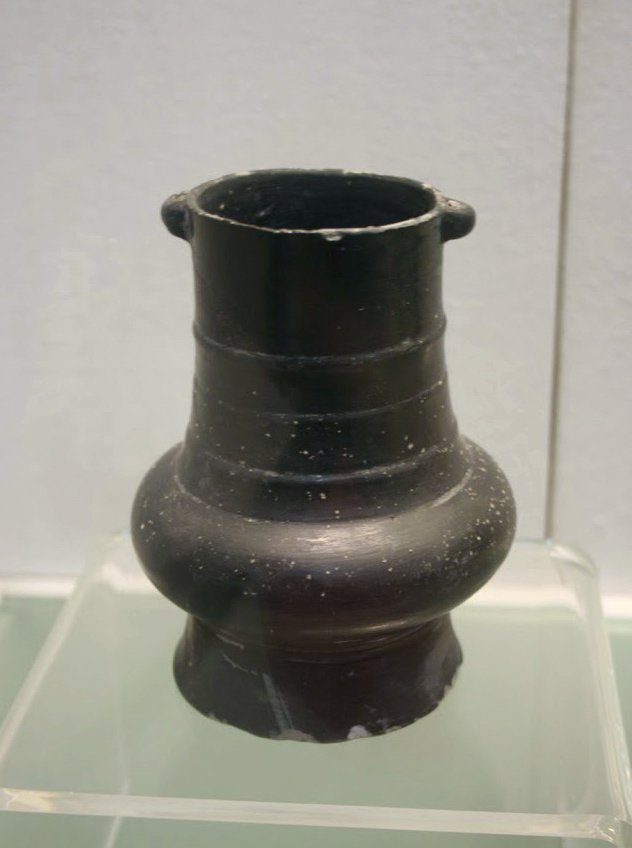
良緒文化 紀元前2600年 黒陶壺 浙江省杭州市
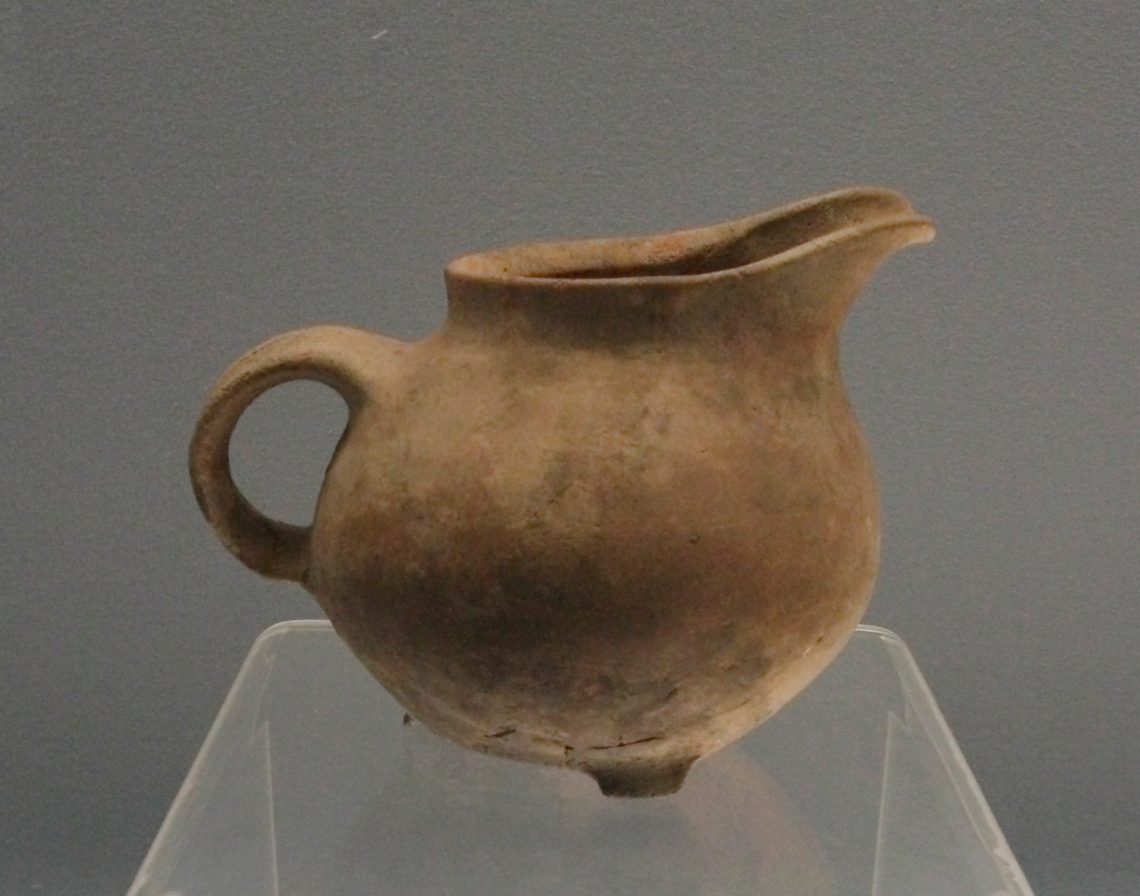
良緒文化 紀元前3100 - 2100年 紅褐陶盉（か） 上海市福泉山

#### 朝鮮半島

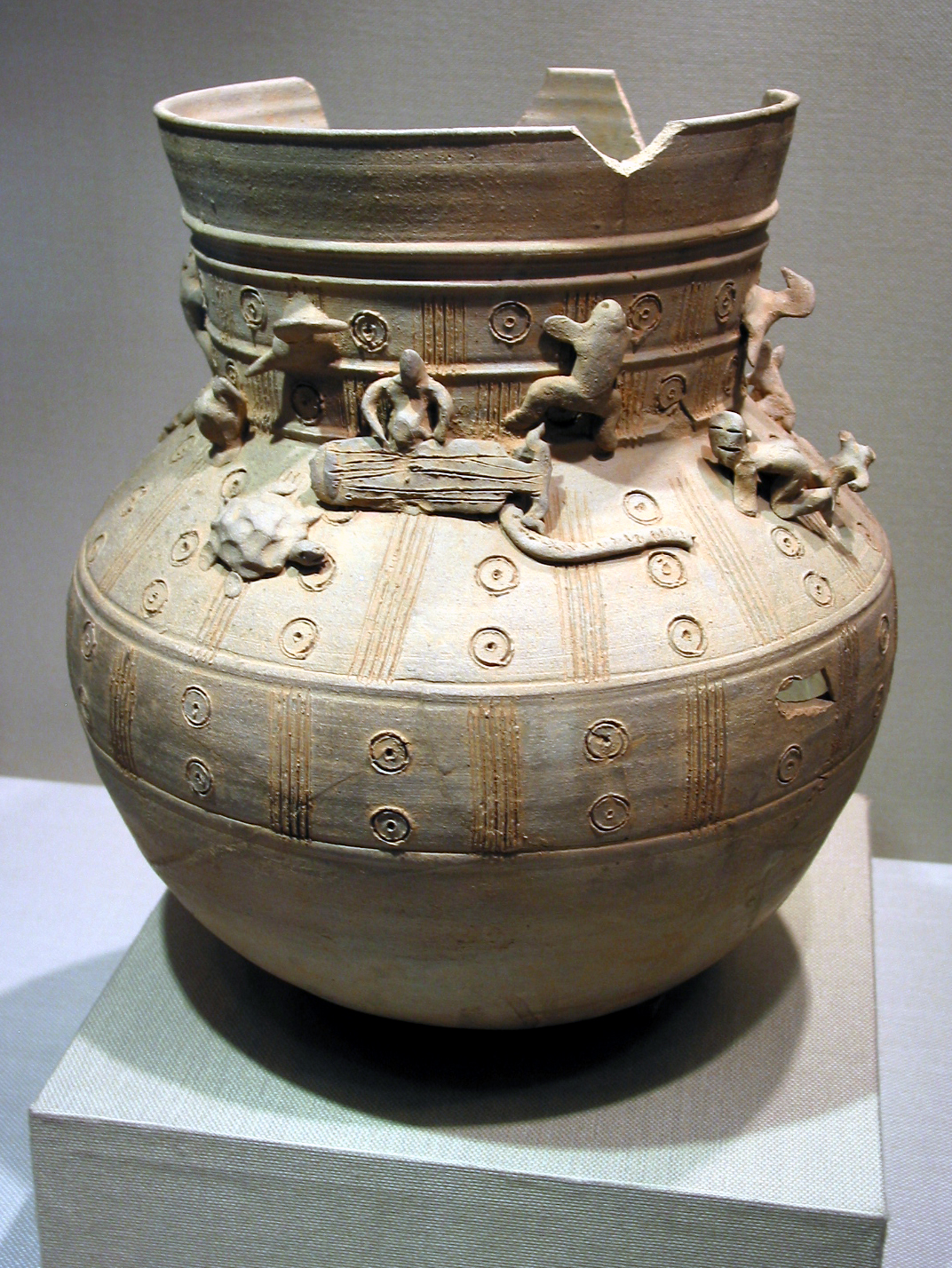
陶質土器 5世紀 装飾付長頸壺 新羅

朝鮮半島最古の土器が隆起線文土器であり、その文化は日本の縄文時代早期から前期初頭にかけて、また、中国の磁山文化・裴李崗文化と併行する。約9700年前 - 9200年前の済州島の高山里遺跡出土の土器が朝鮮における最古段階に位置付けられ、繊維を多く混和させていることに特徴がある。その後の朝鮮では、新石器時代（日本の縄文時代の前期 - 後期に相当）の長期間にわたって、広い範囲で櫛目文土器が製作・使用された。櫛目文土器は、櫛のような施文具で押さえたり引っかいたりして作った点・線・円などの幾何学文様を配合することを特徴とし、隆起線文土器が平底であったのに対し、平底と丸底の2つのタイプに分かれる。底部の異なる2様式は地域性の現れであり、北朝鮮中部の平安北道の複数の遺跡では両タイプが共伴し、それよりも北が平底、それよりも南が丸底ないし尖底櫛目文土器の文化に属している。こののち、朝鮮半島では、前1000年紀に無文土器（孔列文土器・赤色磨研土器・黒色磨研土器・粘土帯土器）の時代を迎えた 。
1世紀から4世紀にかけての原三国時代には瓦質土器が生まれ、その後期には朝鮮半島の土器製作技術に画期的な進歩が起こって南部でロクロ成形の硬質な土器が現れた。三国時代には、窯で還元焔焼成された青灰色の硬質土器（陶質土器）が、5世紀以降、百済・新羅・伽耶の各地で作られ、とりわけ伽耶土器は日本の須恵器生産に直接的な影響を与えた。新羅の都であった慶州とその周辺の古墳からは膨大な数の陶質土器が出土しており、通常の容器のほかに動物や車輪などさまざまな具象を取り入れた異形の土器も豊富にみられる 。高句麗や百済では緑釉の施釉陶器もみられた。7世紀以降の統一新羅の時代にあっては、器の表面に各種のスタンプを押してから焼成する印花文土器がさかんに作られた。

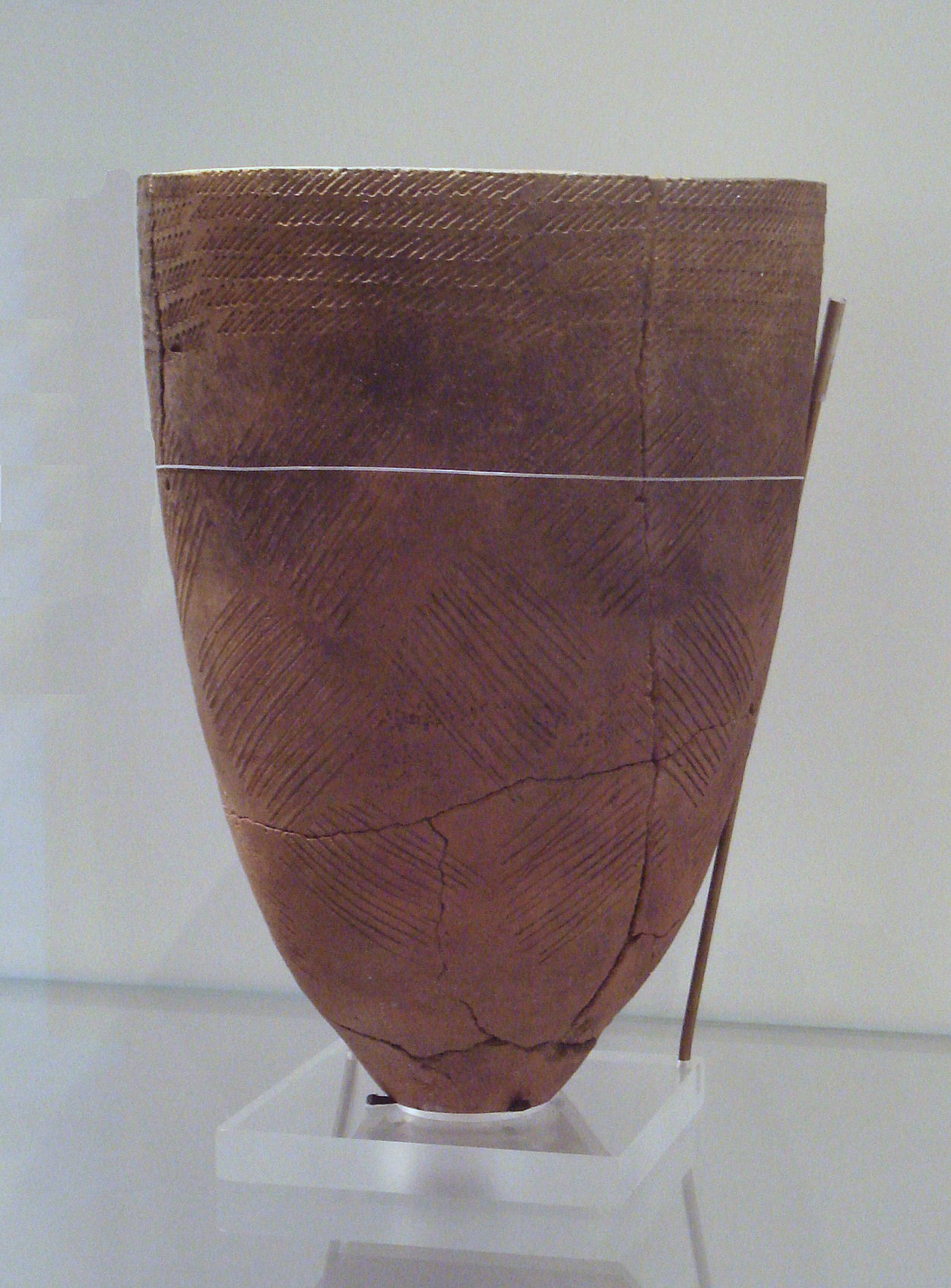
櫛目文土器文化 紀元前4000年頃 尖底深鉢 ソウル特別市岩寺洞遺跡
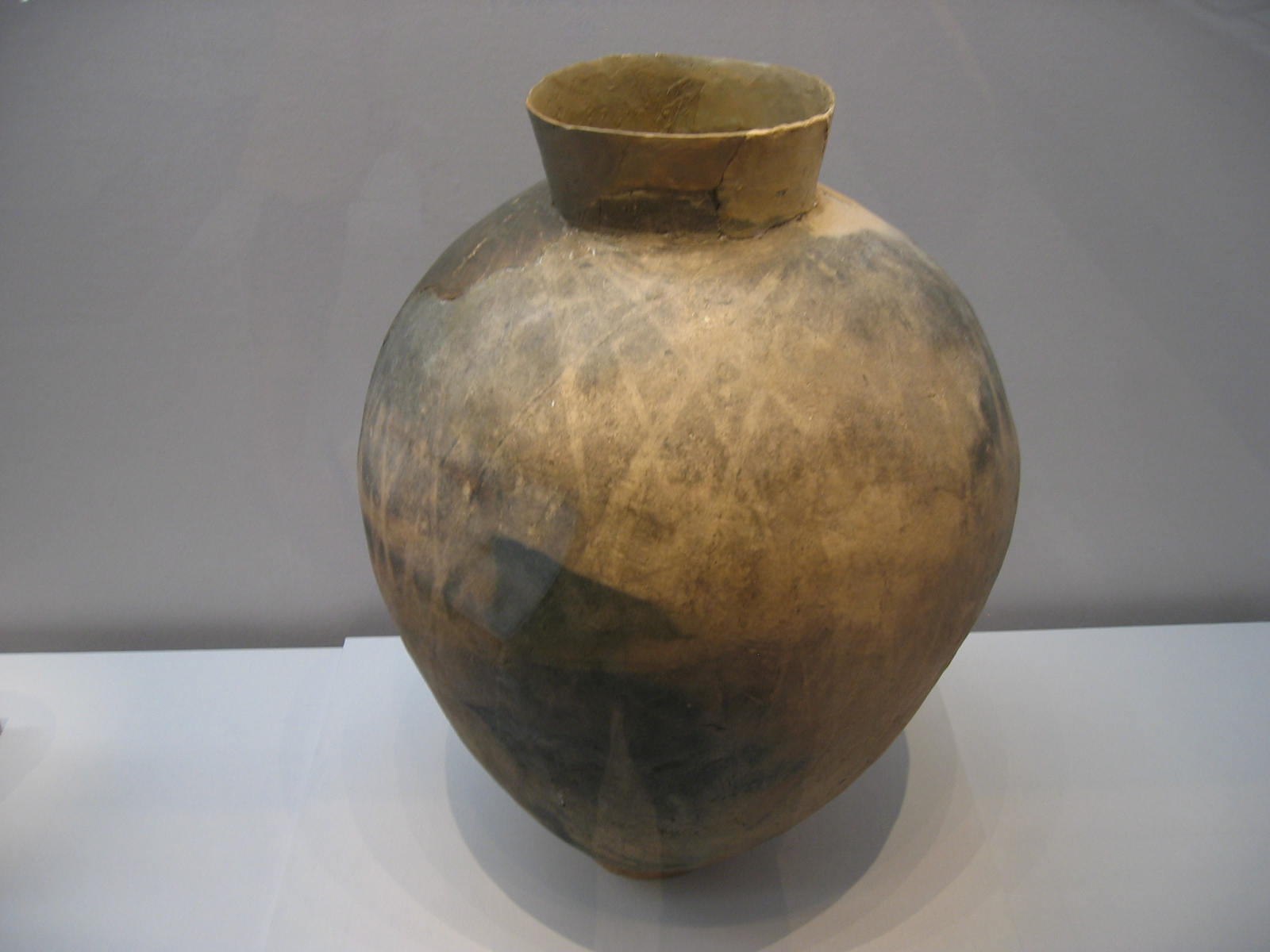
無文土器文化 紀元前7世紀 甕形土器 慶尚南道[[晋州市 (慶尚南道)|]]
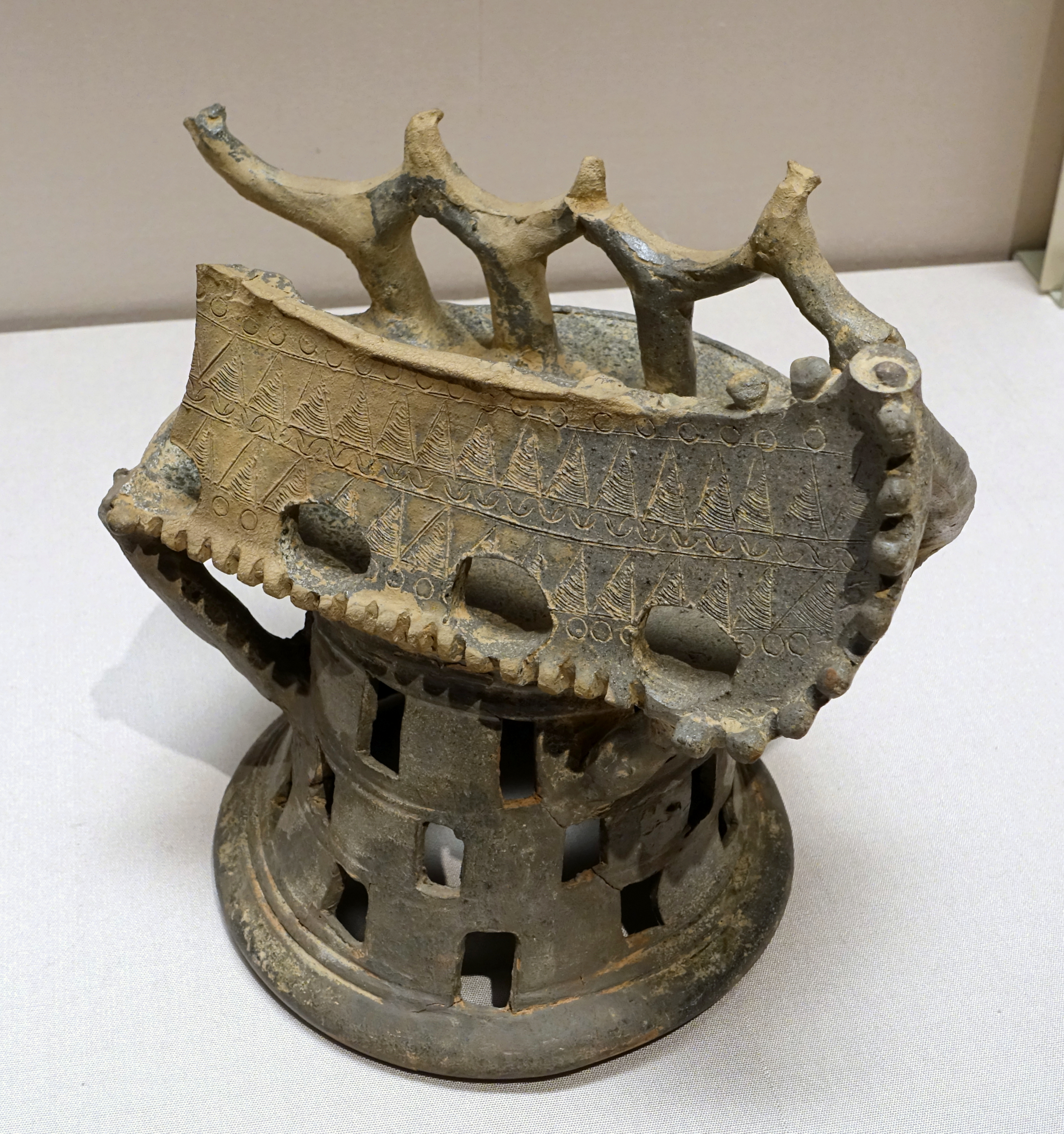
陶質土器 4世紀 鹿角装飾を持つ異形土器 新羅
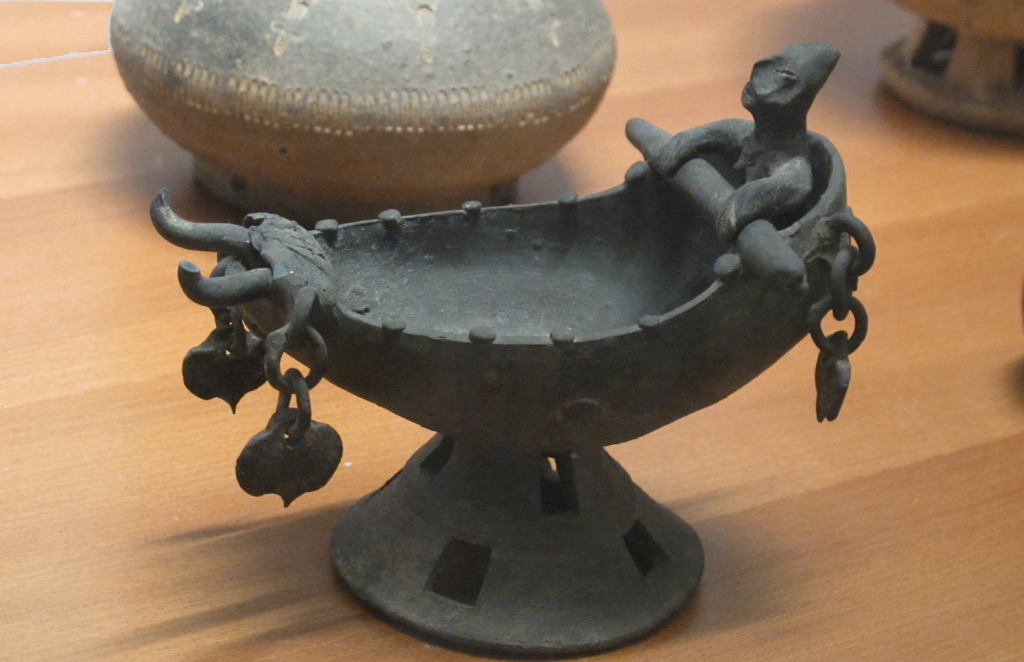
陶質土器 5世紀 - 6世紀 船形坏 新羅
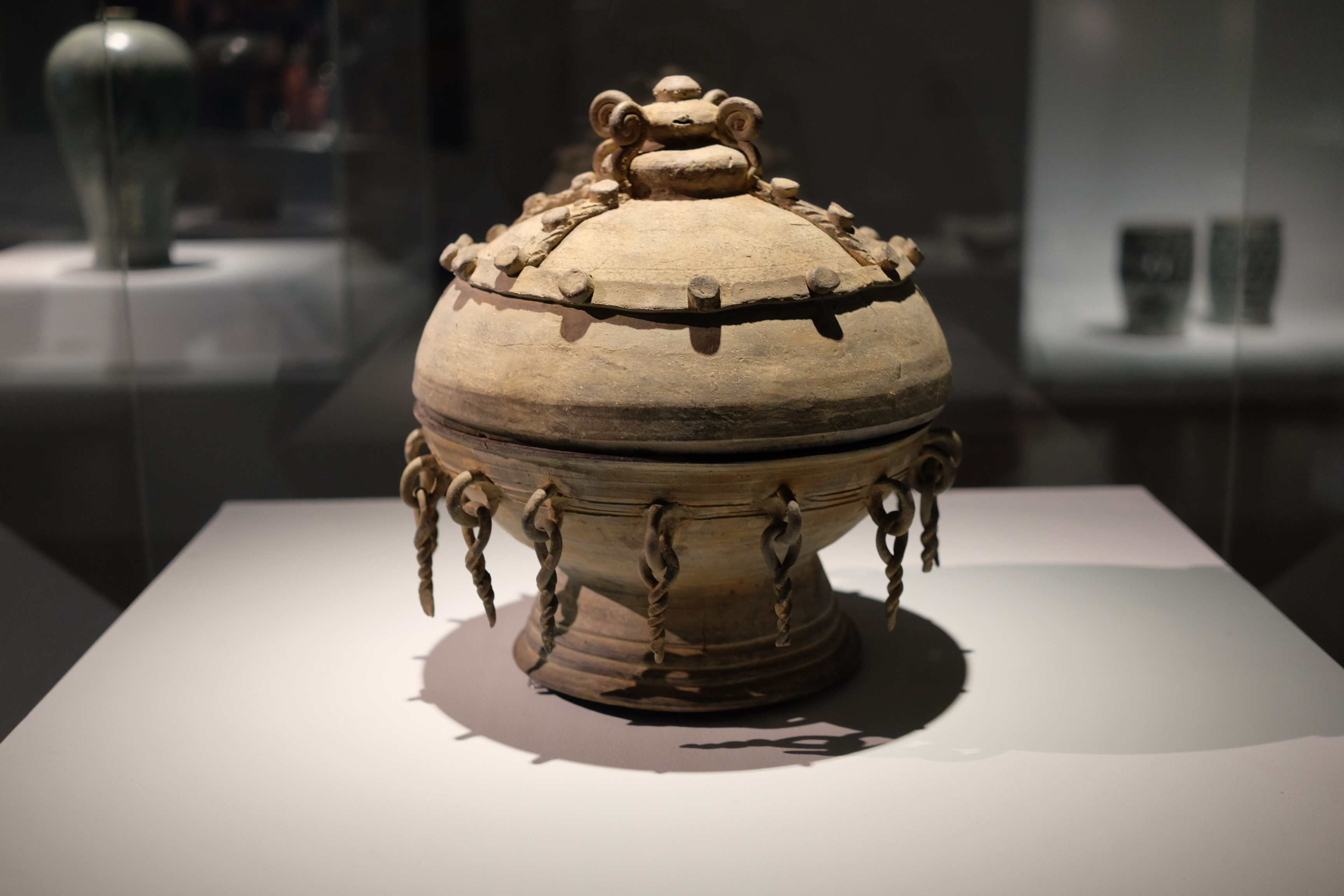
陶質土器 7世紀 蓋付高坏 新羅
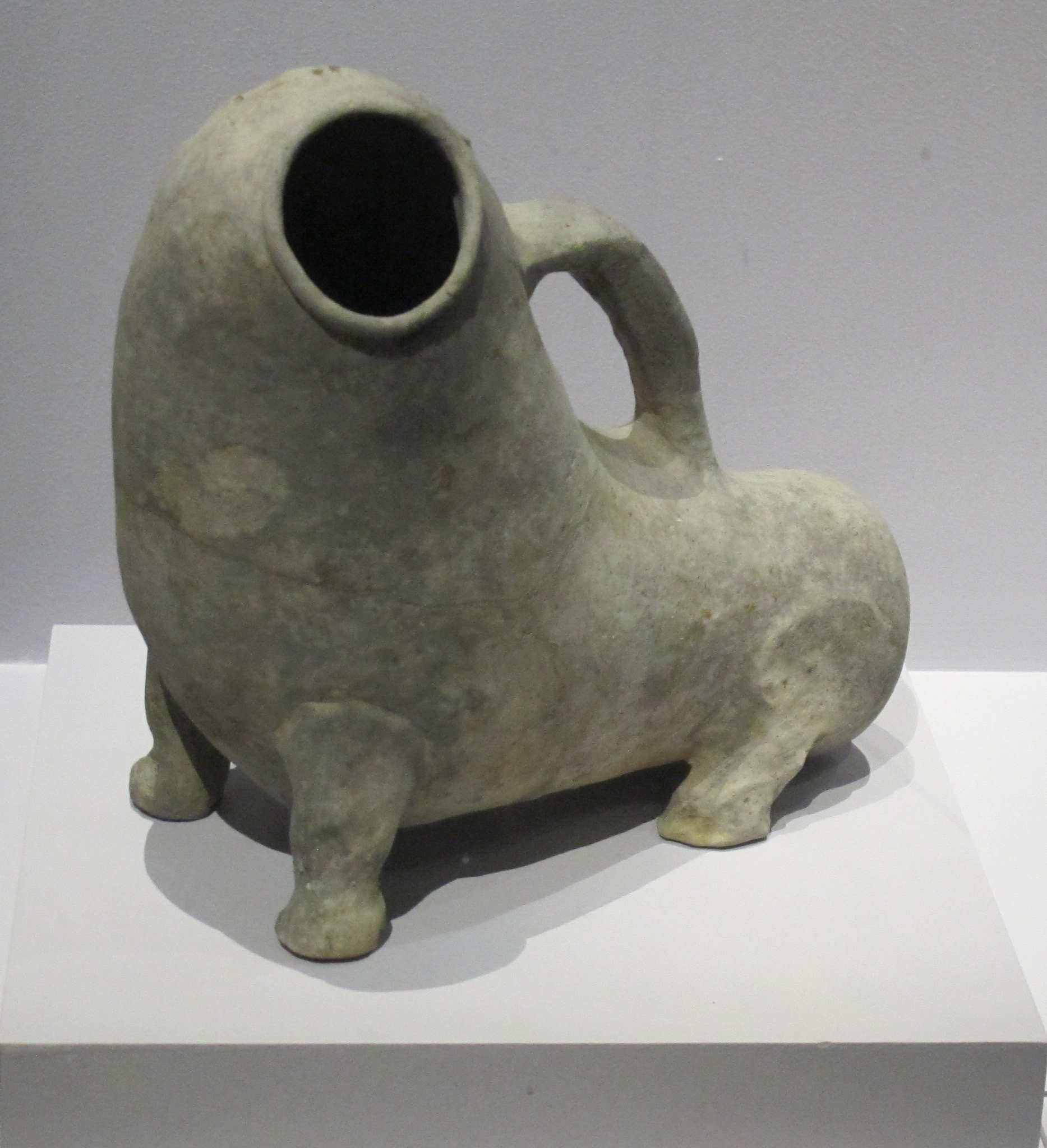
陶質土器 異形土器小便器 百済
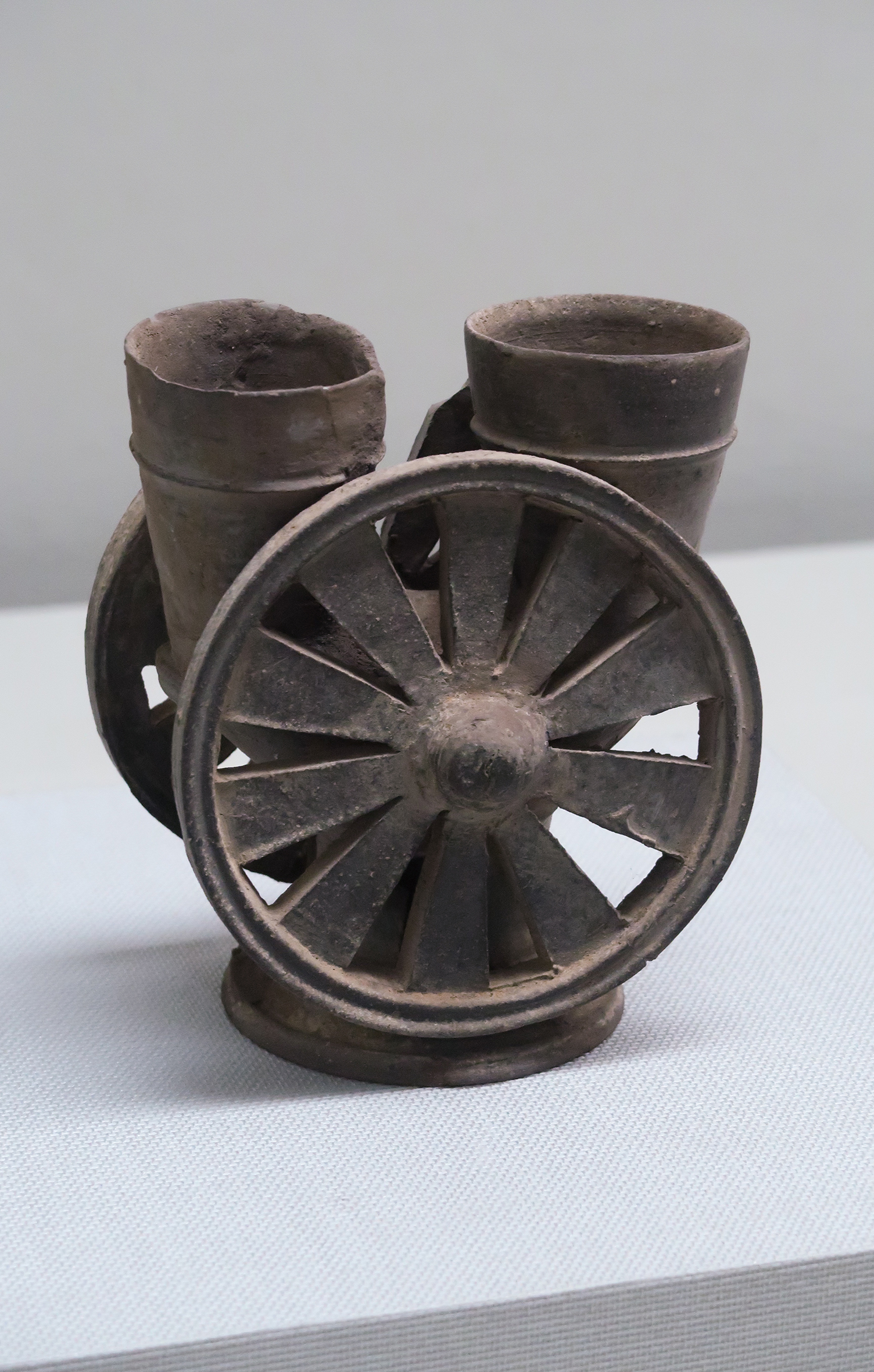
陶質土器 5世紀 車輪形の異形土器 伽耶
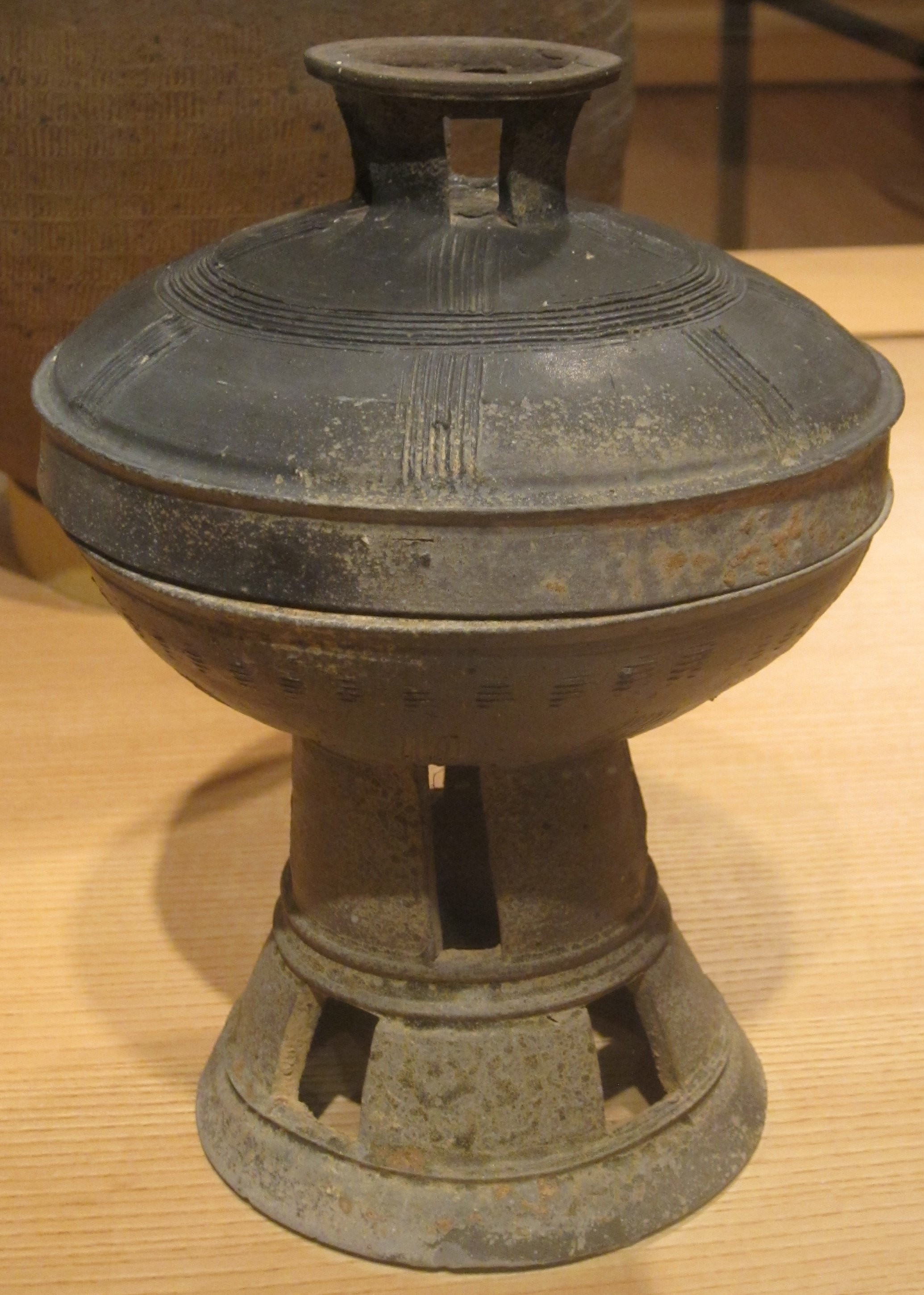
陶質土器 5世紀 - 6世紀 蓋付高坏 伽耶
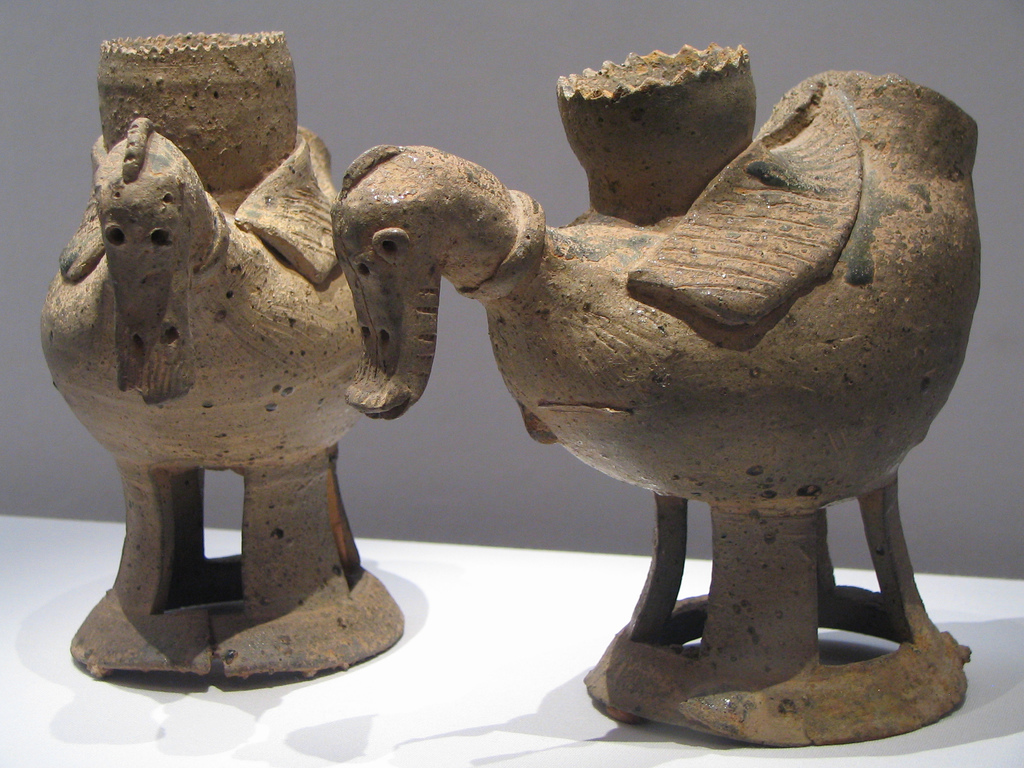
陶質土器 5世紀 - 6世紀 アヒル形の異形土器 伽耶

### 日本列島

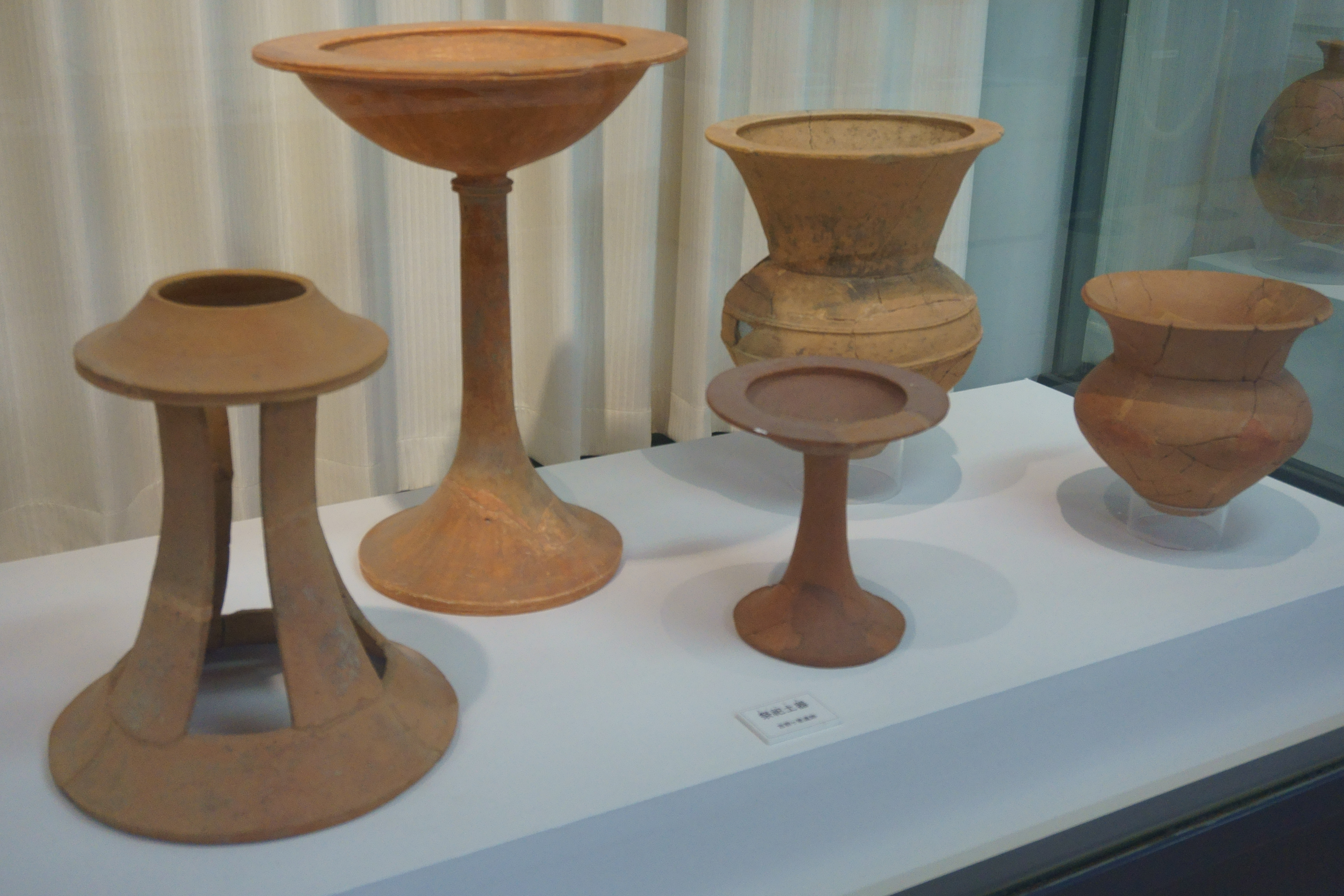
佐賀県吉野ヶ里遺跡から出土した祭祀・儀式用の弥生土器群

煮沸具として日本で最初に登場したのが縄文土器である。「縄文」というのは、命名時には文字通り縄を転がして縄目文様をつけた土器が特徴的であったが、現代では時代名称に転化しており、すべての縄文時代の土器に縄文が施されているわけではない。縄文時代は土偶・石棒などの呪物、耳飾りなどの装身、地方色豊かな祭祀施設の発達など、採集経済段階においては最も内容豊かで高度な文化を発達させた社会であるといわれる。最初の縄文時代草創期の土器は丸底で無文のものが多く、早期には尖底土器や撚糸で施文した土器が現れる。前期になると深鉢形土器は平底が一般的になり、縄文を施文したものが多くなり、器種が大幅に増加する。中期になると、北陸地方の火焔土器などのように極めて装飾的な傾向が全国的に顕著になる一方、「ハレの器」である精製土器と「ケの器」である粗製土器の区別がいっそう明確になる。後期以降は、いっそう器種が増え、装飾的傾向は鎮まる一方で洗練さを増す。晩期には極めて精緻で工芸品的な亀ヶ岡土器（大洞式土器）が北海道を含む日本列島東半に広がり、近畿地方などにも伝播している。
弥生土器は、東京都文京区弥生町で最初に発見されたことによる名称で、当初は縄文時代の土器よりも薄手の土器として認識されていた。籾殻の圧痕をともなう弥生土器が各地で出土し、その際、炭化米をともなうことも多かったので稲作農耕の始まった時代の土器として位置づけられた。奈良県唐古・鍵遺跡からは農具とみられる大量の木器が出土し、静岡県登呂遺跡では水田跡そのものが検出された。水田跡は東北地方北部を北限として山間部や寒冷地でも見つかっており、稲作の本格的な展開を裏づけている。器種構成の面では、貯蔵のための壺、煮炊き用の甕が増加し、盛り付け用の鉢・高坏など器種構成の機能分化と再構成が図られた。深鉢形土器は縄文時代に比べて小型化の傾向を示すが、食糧を多量に加工し保存することが中心であった煮炊きのあり方から1回1回の食事を煮て食べる生活に変化したことの現れであるとの推測もなされている。弥生土器は、調整法などにおいて朝鮮半島の影響も受けるが、朝鮮半島の土器とも異なっており、各地の縄文土器をベースとしてそれが変化したものと考えられている。
土師器は縄文土器・弥生土器の流れを汲む日本在来の土器で、赤褐色で須恵器に比べると軟質の土器である。古墳時代から11世紀にかけて多くつくられた。窯を用いず野焼きに近い焼き方をしたため、焼成温度は低く、器体の赤褐色は大量の酸素が供給されて燃焼したこと（酸化炎焼成）によるものである。氏姓制度において土師器製作を担当する部（専業者）の集団を「土師部（はじべ）」と呼び、埴輪も土師部により土師器の製法でつくられた。弥生土器との比較で大きく異なるのは、土器の斉一性（地域性の消失）という点である。7世紀以降は、仏具として佐波理製の銅器がもたらされるが、土師器や須恵器の形態にも大きな影響を与えた。土師器は、庶民もふくむ一般的な使用が多いが、律令制度が整備されるに従い須恵器工人との交流が生まれ、ロクロ使用が採り入れられる。しかし、手づくね土器には独特の祭祀的意味が付加され、これが中世以降のかわらけにつながっている。
須恵器は、朝鮮半島とくに伽耶から技術を導入した土器で、ロクロを用いて作られ、密閉された窯で還元炎焼成された灰色の硬質の土器である。古墳時代から11世紀にかけて多く作られ、坏・高坏、壺・長頸壺、平瓶・提瓶・横瓶、埦（まり）、𤭯（はそう）、器台・盤など、器形は変化に富んでいる。担当する部は「陶作部（すえつくりべ）」である。焼く技術（窯）と作る技術（ロクロ）は一連のものとして同時に日本に入ってきたものである。窯は窖窯（あながま）で、斜面にトンネルをつくって焼成のための部屋を設けたものであり、これにより硬質で水漏れのしない土器の大量生産が可能となった。ロクロを用いた製作技術には底部円盤作り、風船技法、底部円柱作りなどがあり、器種としては食事用のもの、特に蓋付のものが増加した。すでに歴史時代に入っており、日本各地から器面に墨で文字を書いた土器（墨書土器）が出土している。一方では、官衙遺跡などにおいては、割れた須恵器の破片が硯に転用されること（転用硯）も少なくなかった事実が判明している。律令制度が定着するに従い土師器工人との交流が生まれて相互の技術交流がなされるようになった。土師器にくらべ支配階級や官人の使用が多いとされている。ただ、『正倉院文書』のなかに土器の器種別の価格表を記録した文書があるが、それによれば須恵器と土師器の間の価格差はほとんどなく、蓋付のものはないものに比較しておよそ倍の価格がついている。なお、律令国家の研究においては宮廷や官司が使う工業製品を作る「官営工房」についての議論がされているが、須恵器を中心とした土器に関しては儀式や神事・仏事に用いる高級品はそうした工房で作られたと考えられる一方で、通常使う物は調を介在させた租税としての徴収や交易を介在させた民間からの購入で賄っていたとみられている。須恵器は、珠洲焼、常滑焼、瀬戸焼など中世陶器へとつながる土器である。
中世土器であるかわらけは瓦器に類似し、製法も似通っているため、この名があり、「土師器の末裔」という性格を持つ。多く酒杯などとして用いられて一括廃棄され、平泉、京都、鎌倉などの都市遺跡では大量に出土するが、それ以外の場所ではほとんど出土しない。現代でも一部の神社などの祭祀で御神酒をいただく際の使い捨ての酒杯として残る。かわらけはまた、まれにではあるが、燈明皿としても用いられた。

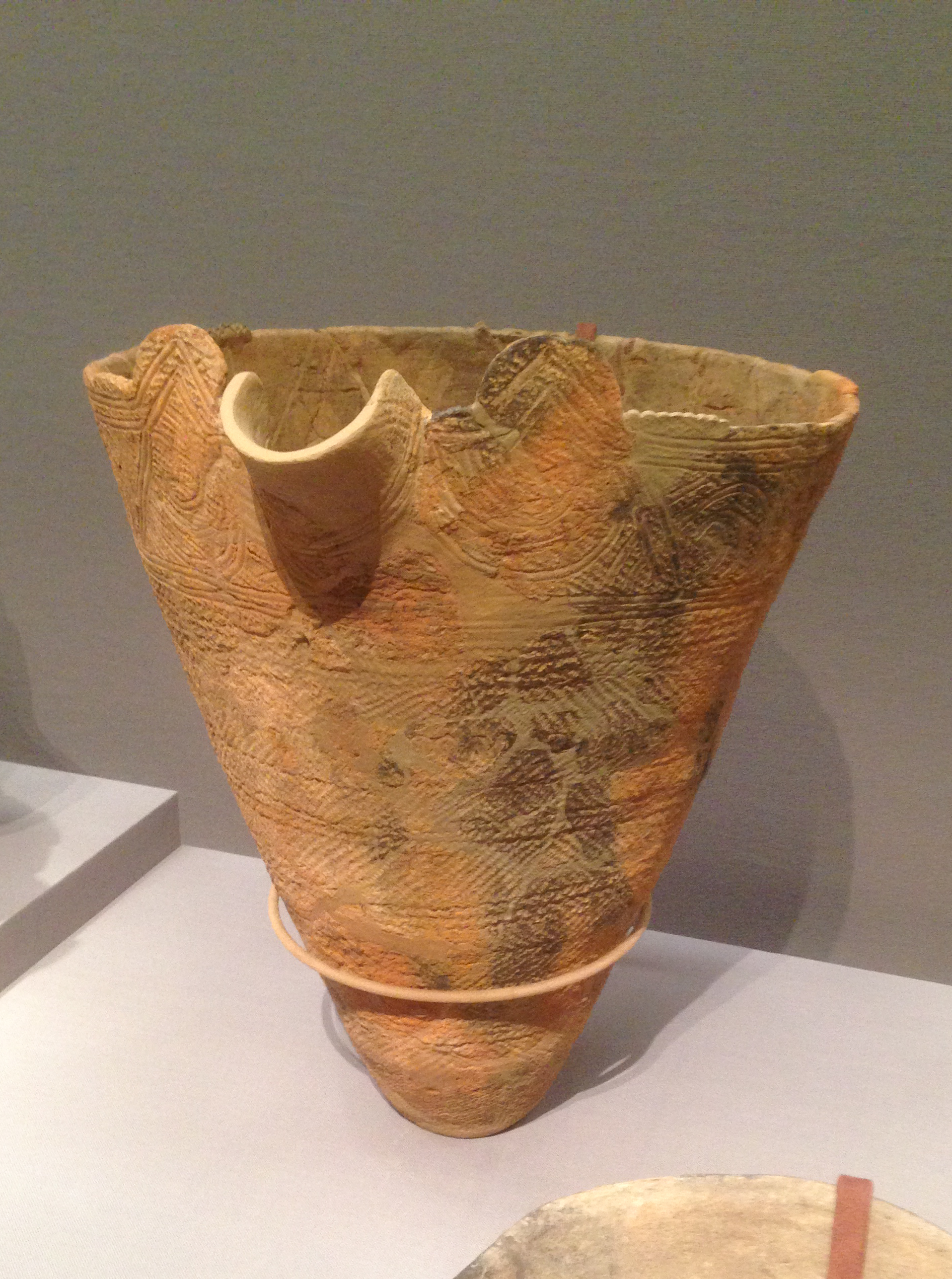
縄文前期の片口付深鉢形土器（埼玉県出土、関山式）
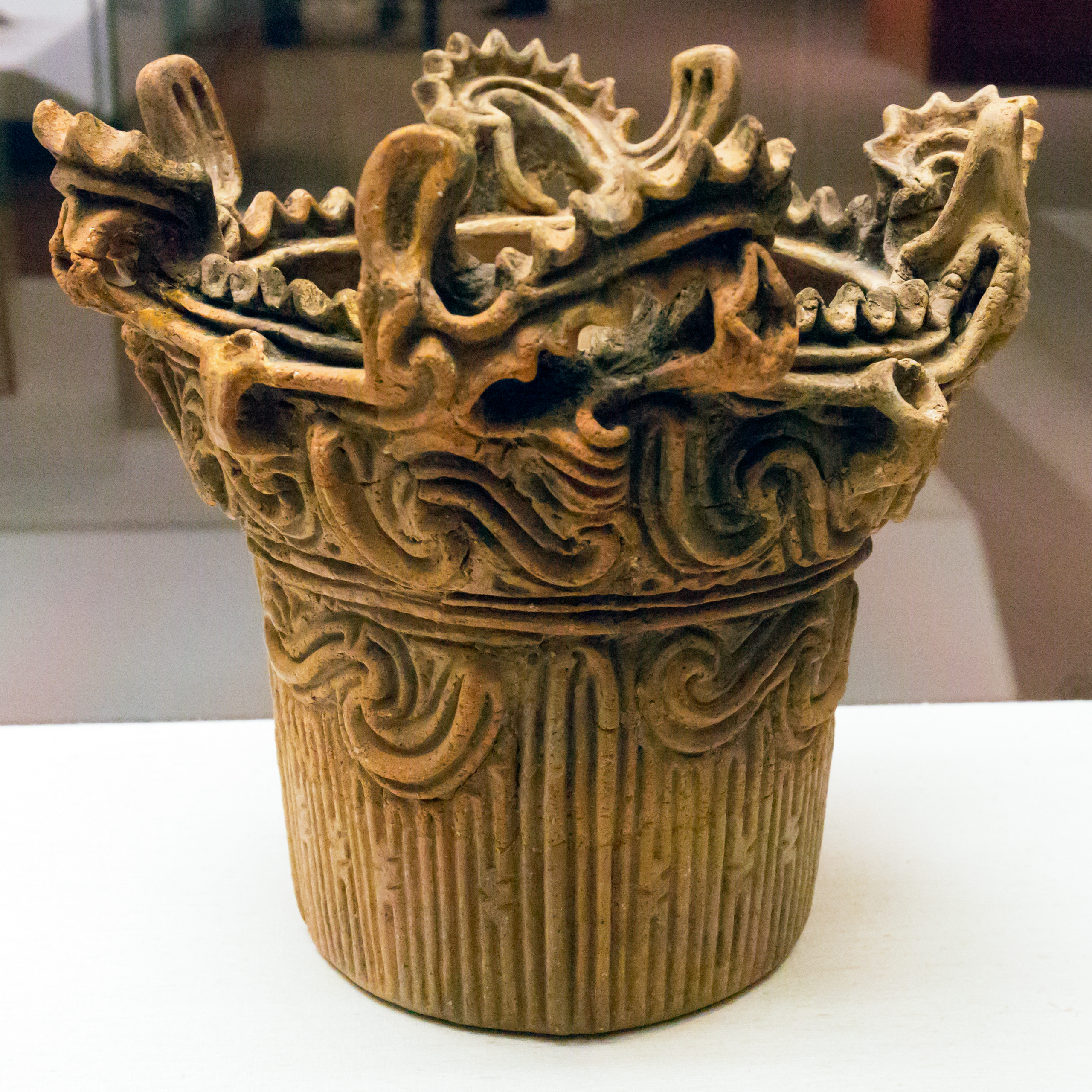
縄文中期の深鉢形土器（新潟県出土、馬高式）
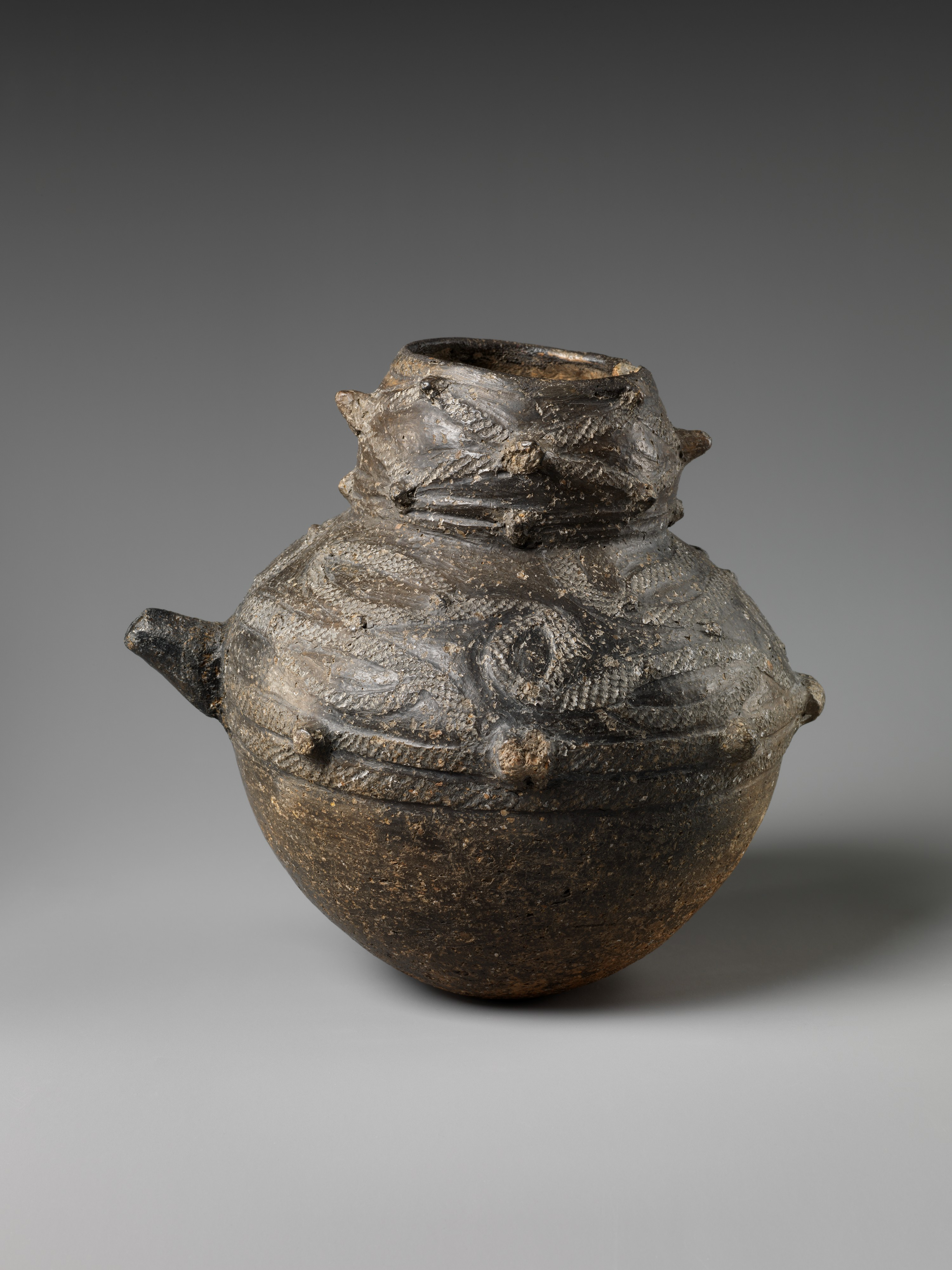
縄文後期の注口土器（東北地方出土、十腰内式）
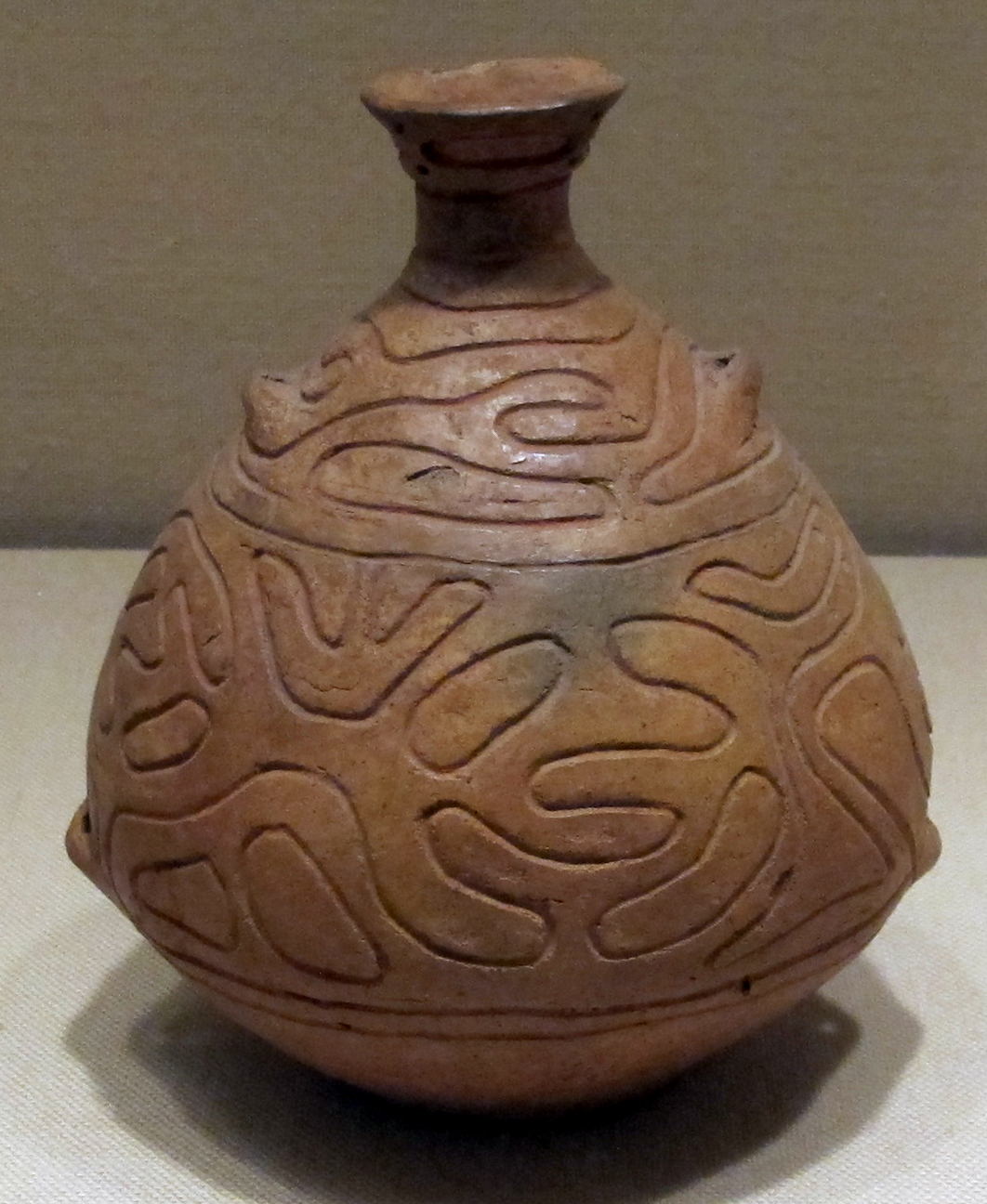
縄文後期の壺形土器（東北地方出土、十腰内式）
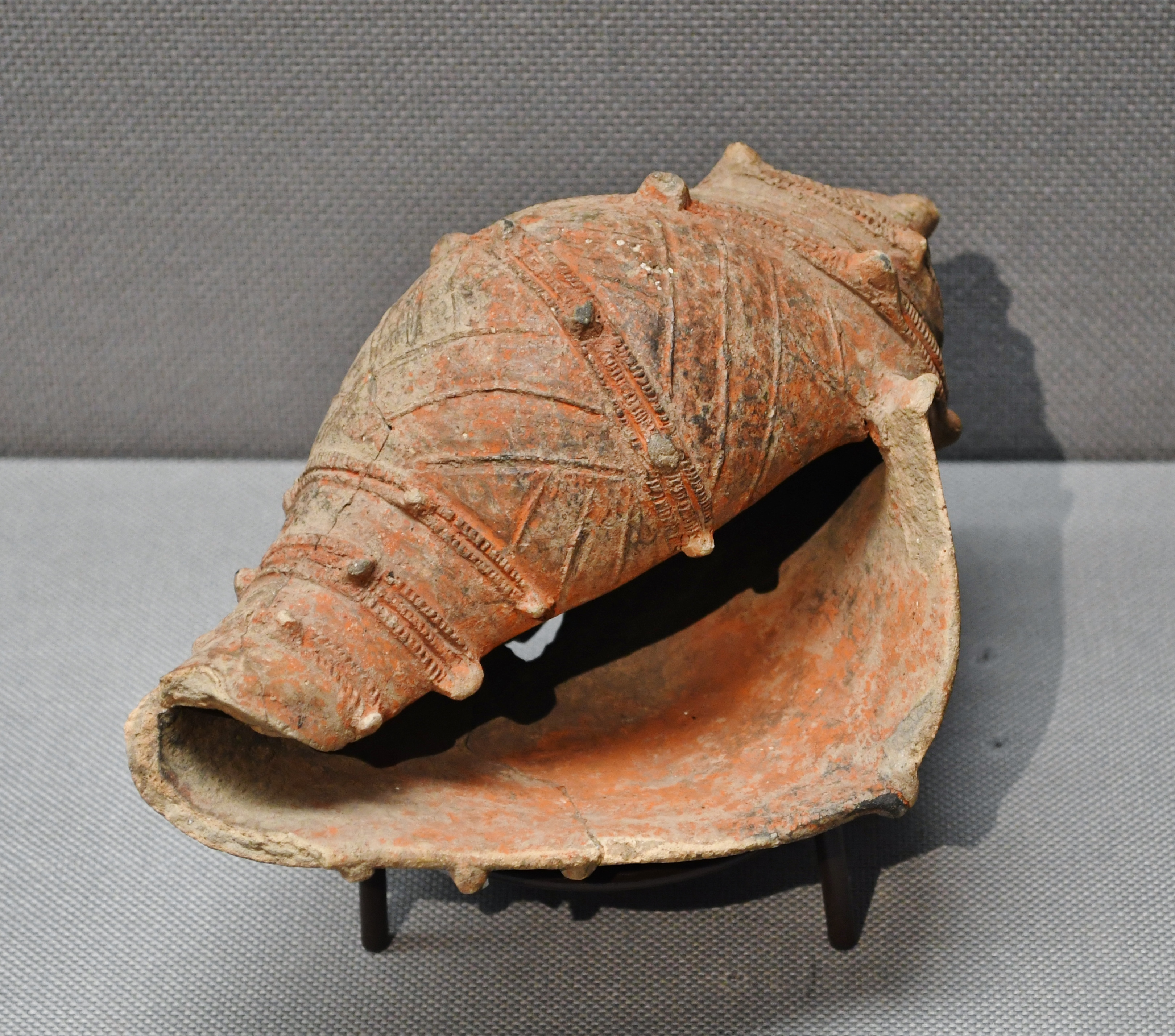
縄文後期の巻貝形土製品（新潟県出土）
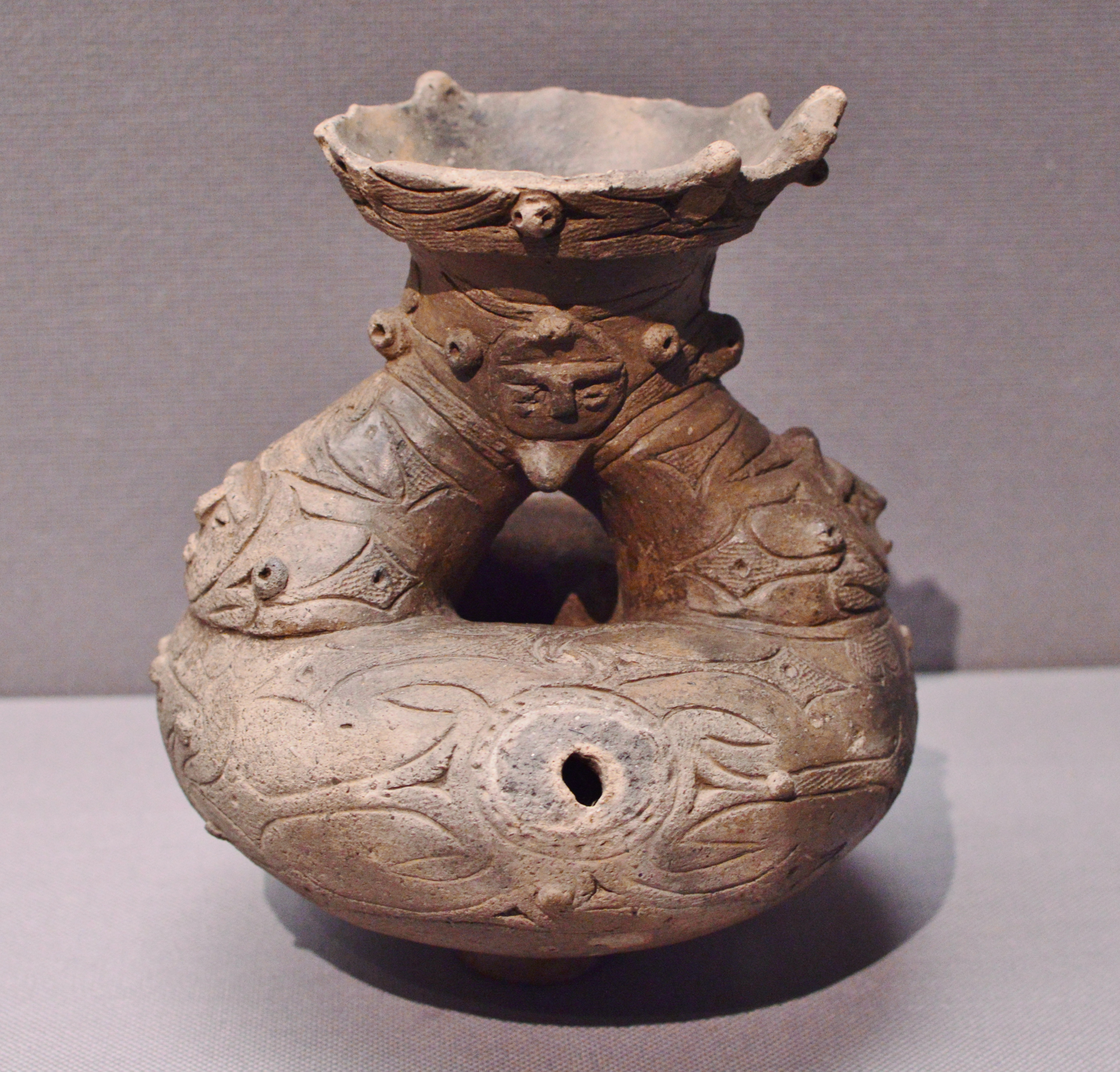
縄文後期の人形装飾付異形注口土器（北海道出土）
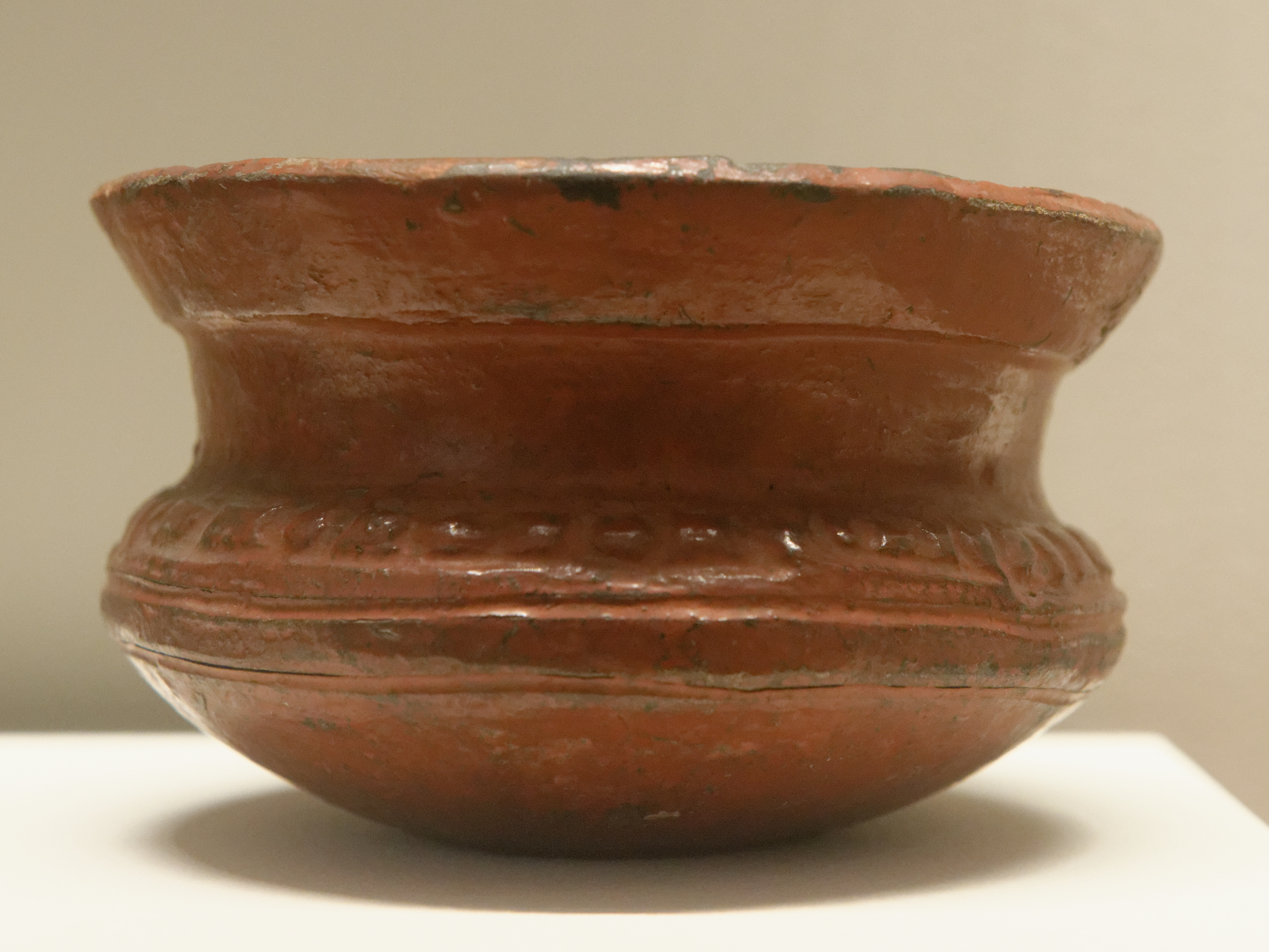
縄文晩期の鉢形土器（出土地不明、赤漆塗彩）
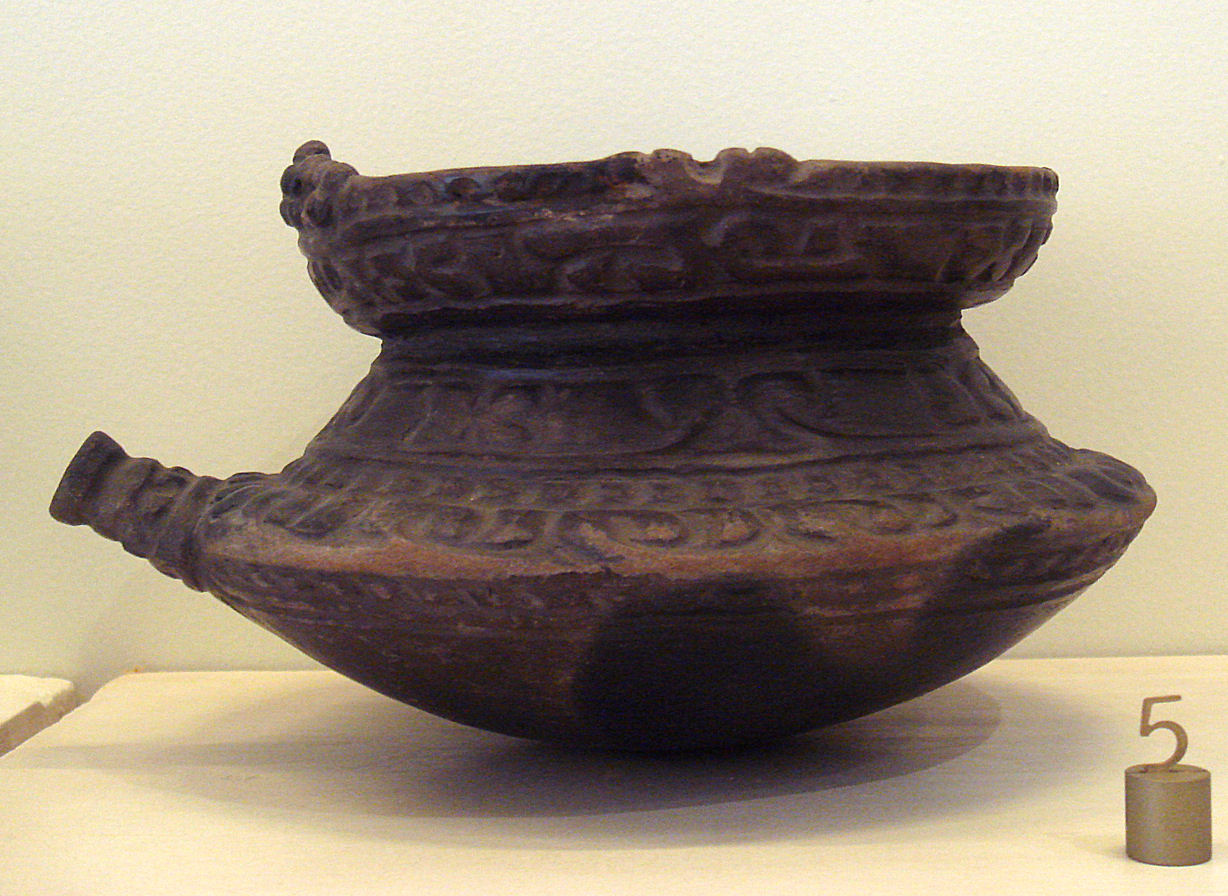
縄文晩期の注口土器（出土地不明、大洞式）
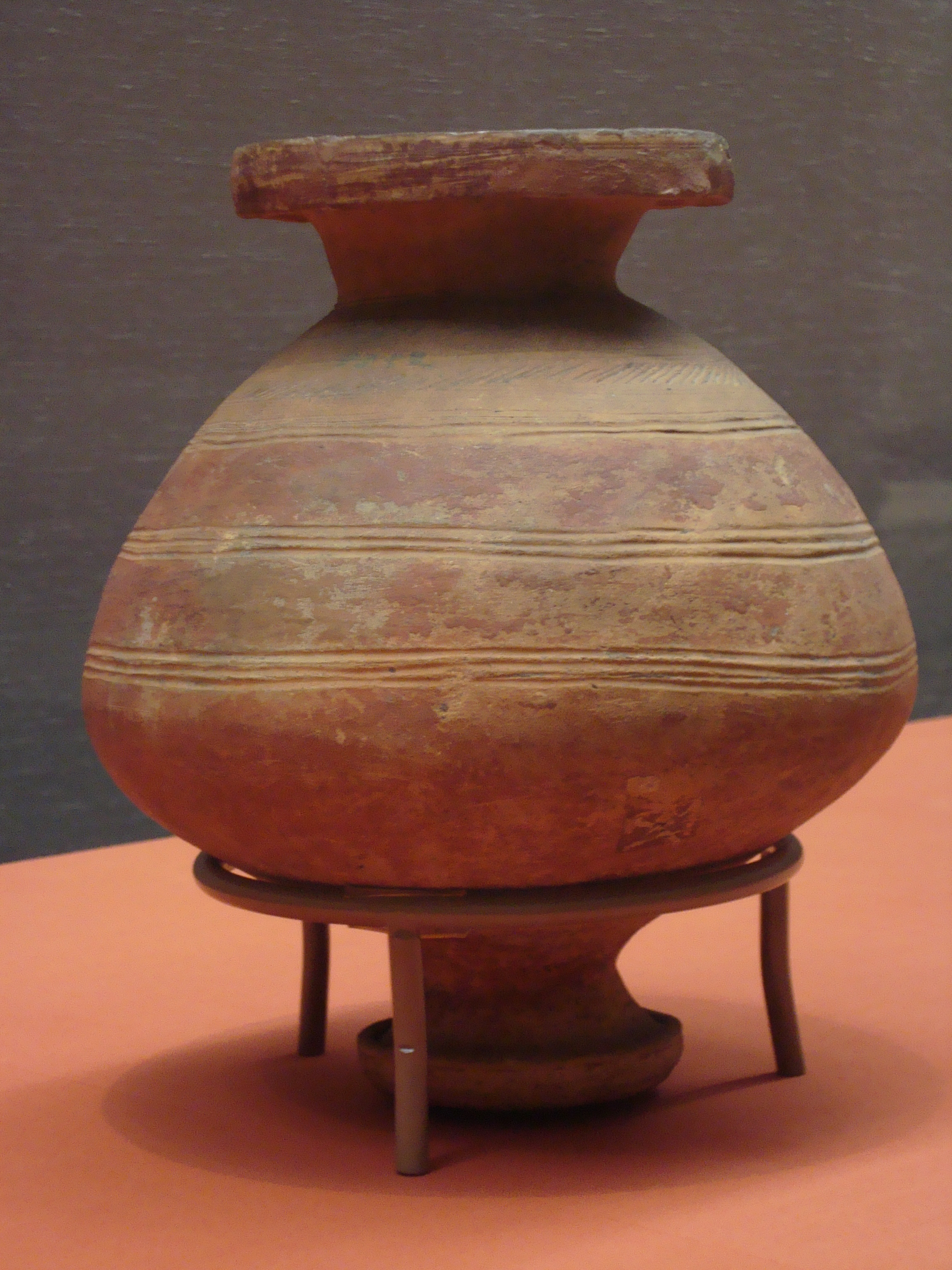
弥生時代の脚付甕（愛知県出土）
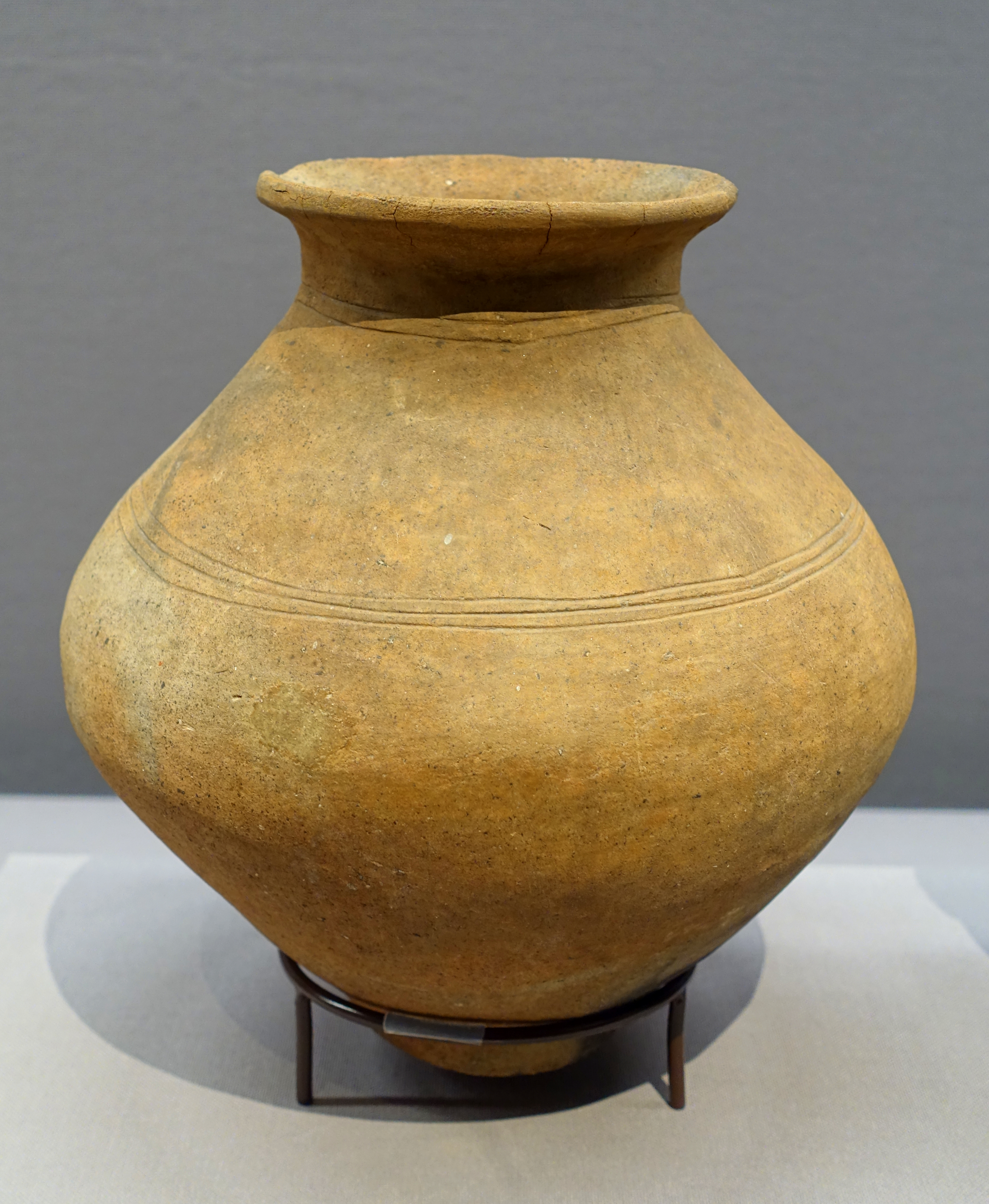
弥生時代の甕（出土地不明）
古墳時代の埴輪「挂甲武人」（群馬県出土）
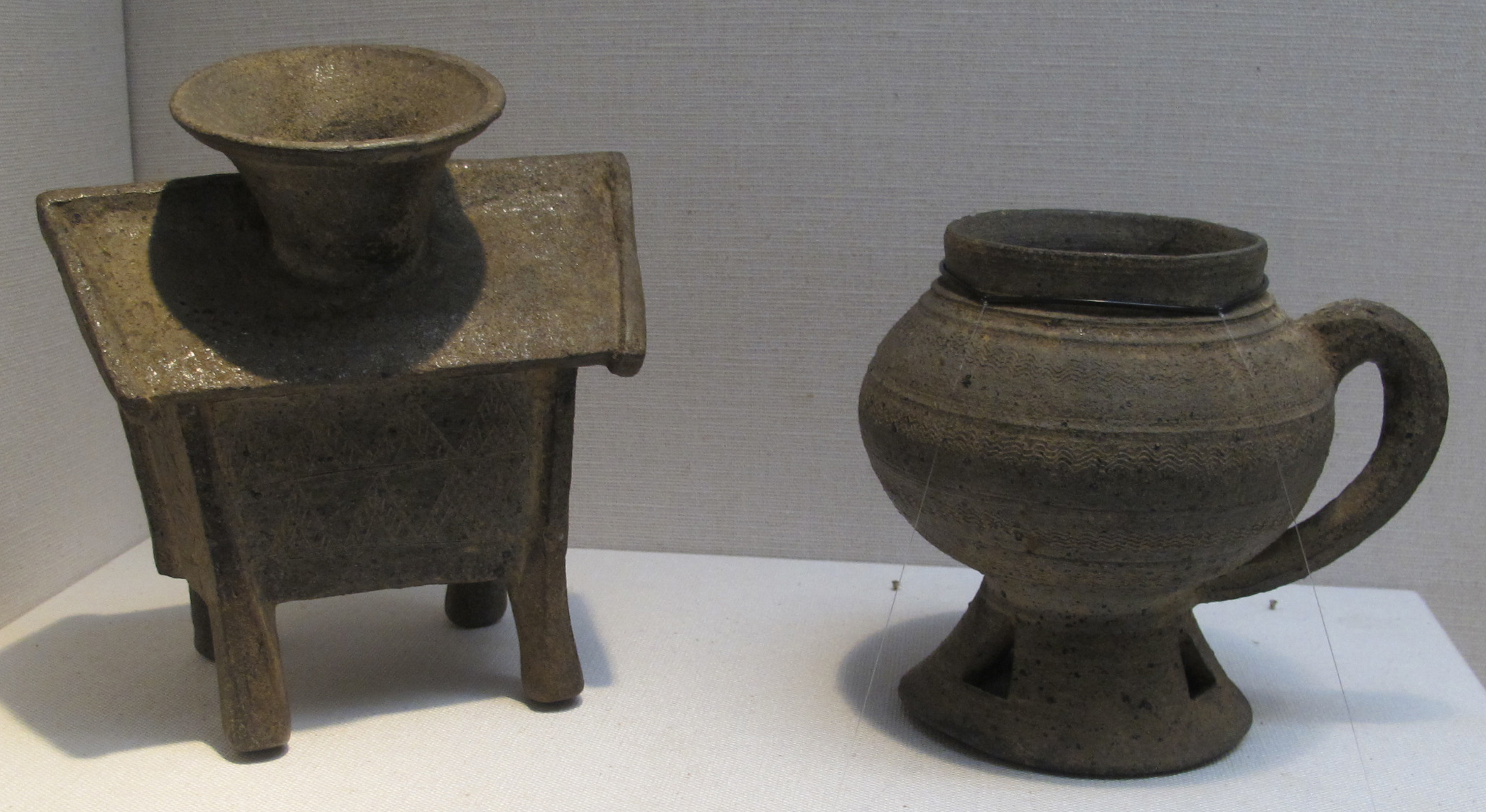
古墳時代の須恵器（和歌山県出土）:左が家形容器、右が脚付短頸壺
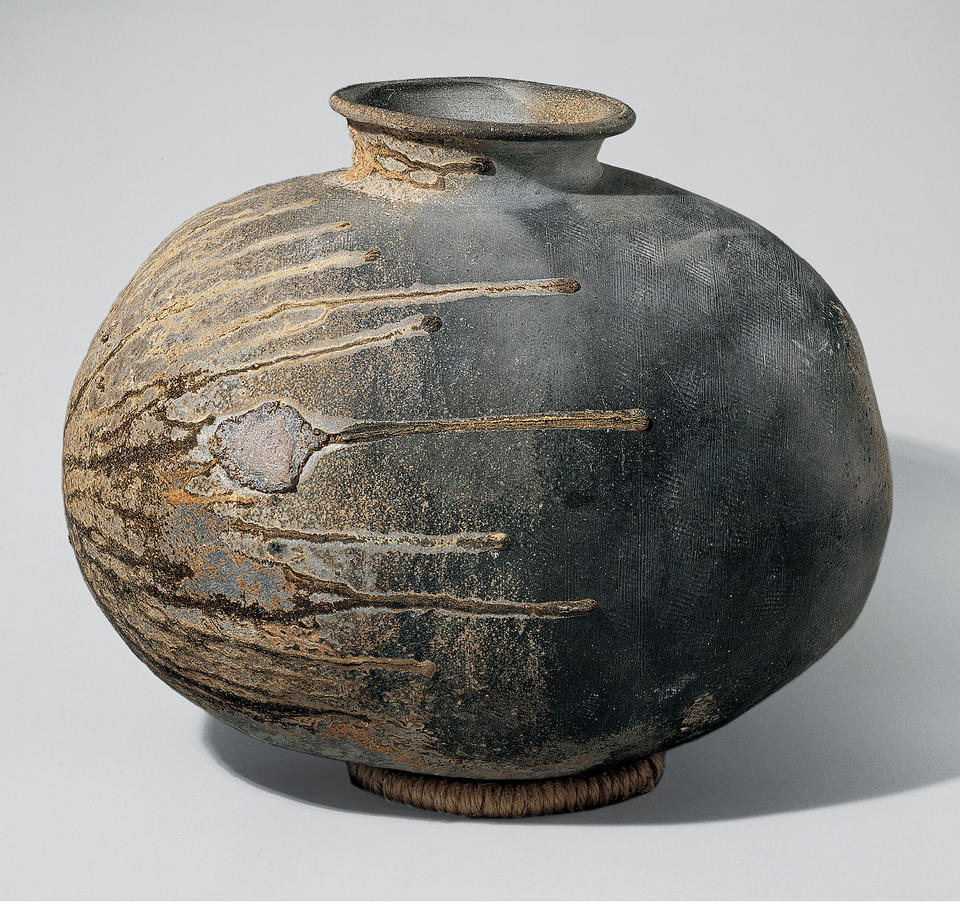
古墳時代後期の須恵器横瓶（出土地不明）
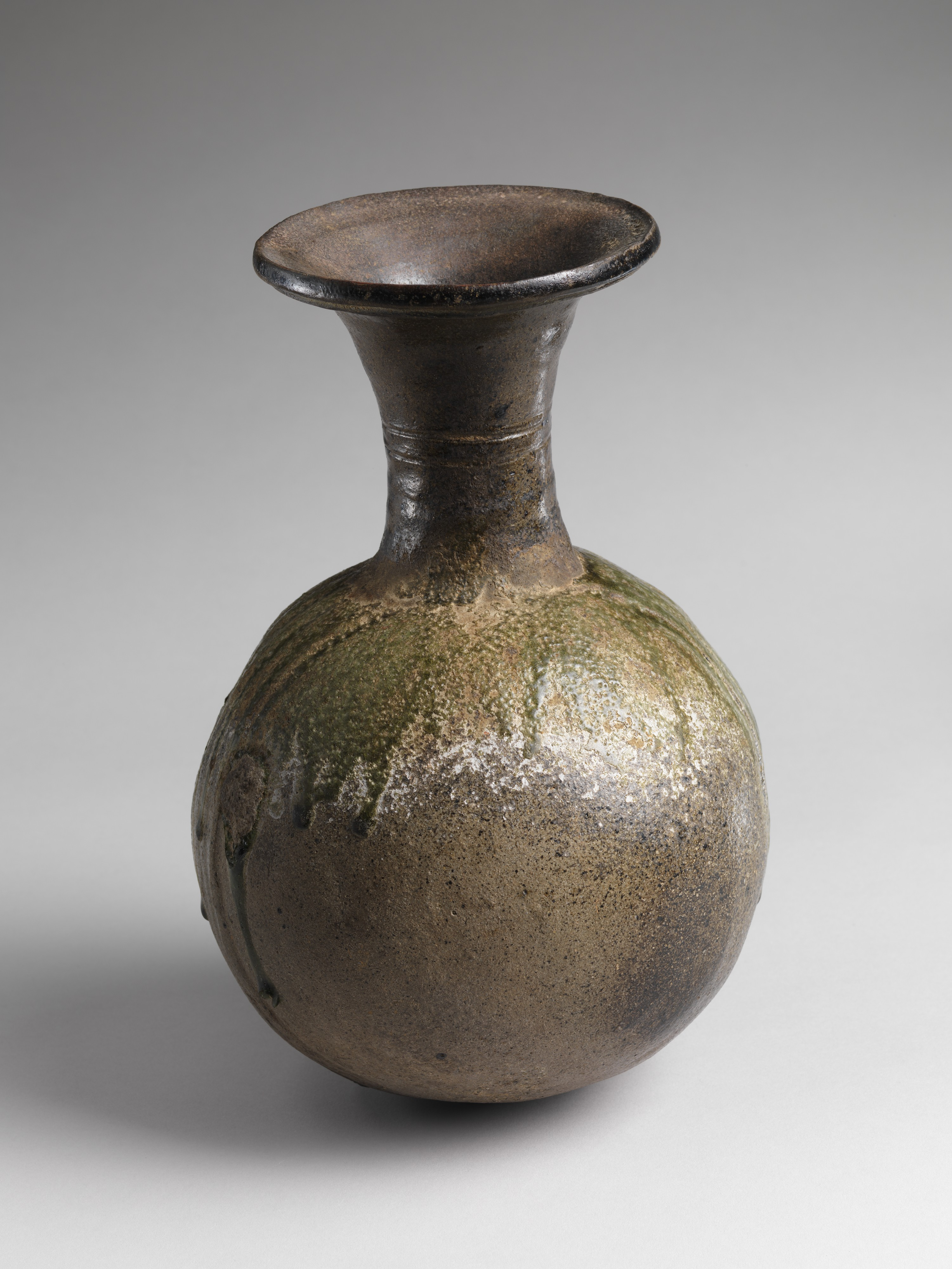
古墳時代の須恵器長頸壺（出土地不明、自然釉がかかる）
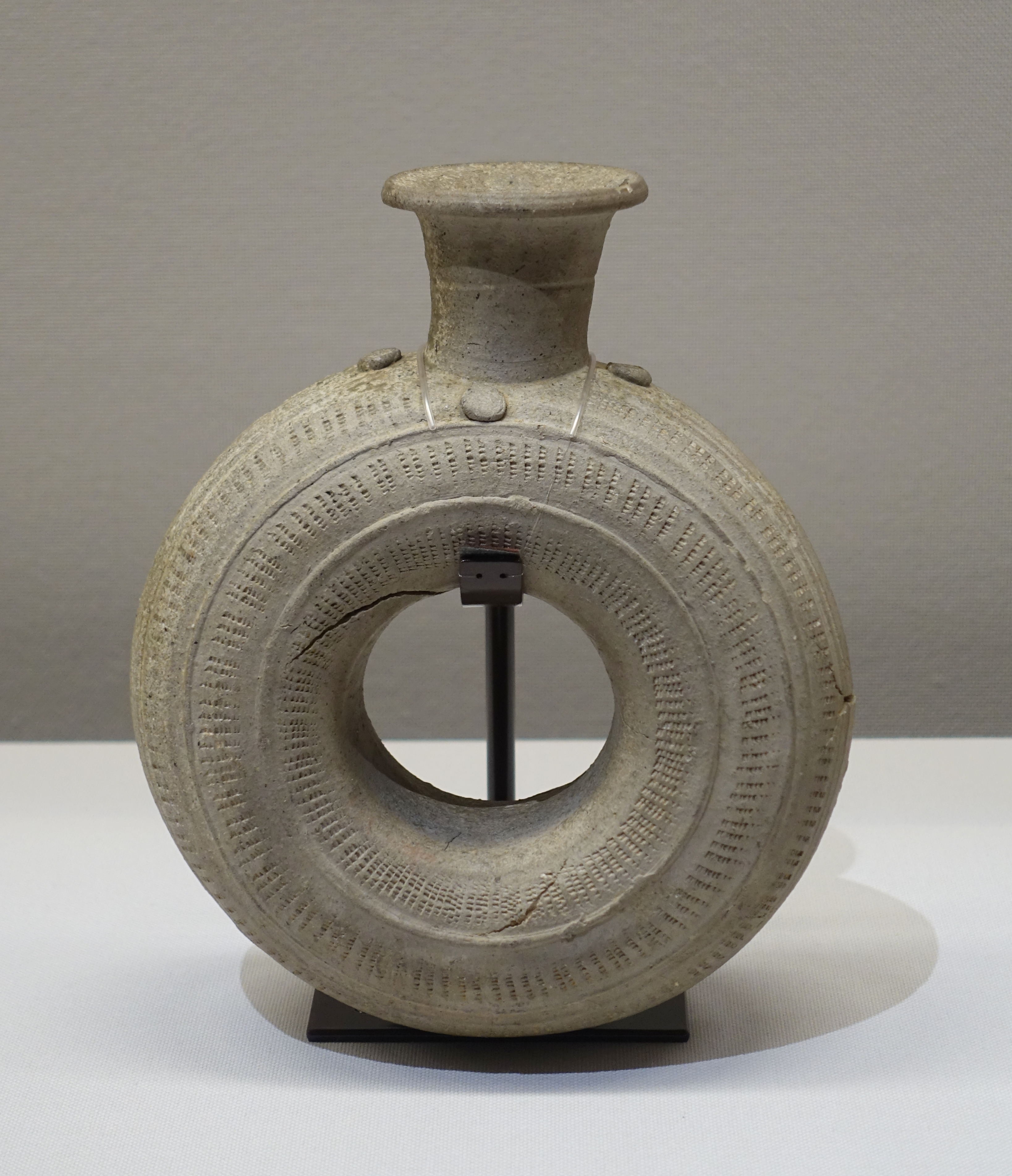
古墳時代の須恵器環状瓶（広島県出土）

### アメリカ大陸
アメリカ大陸の考古学においては、旧石器時代、新石器時代という時代名称はいっさい使わず、「石期」「古期」など固有の名称による分類を行って時代区分としている。
南アメリカ大陸では、コロンビア北部のカリブ海沿岸低地に、既に紀元前3000年頃（「古期」）に土器を製作する人びとがいたことがわかっており、貝塚遺跡であるプエルト・オルミーガ遺跡やサン・ハシント遺跡が知られる。また、同時期のエクアドルの太平洋沿岸部のバルディビア文化の存在は古くから知られており、バルディビア貝塚からは土器や土偶が出土している。バルディビア文化期のレアル・アルト遺跡の調査ではインゲンマメ、ワタ、トウモロコシの栽培が既に始まっていたことがわかった。現在のところ、プエルト・オルミーガとバルビディアでアメリカ大陸最古の土器文化が芽生えたものとみなすことができる。
アメリカ大陸では、容器や土偶ばかりでなく、楽器、装身具、椅子、紡錘車、スタンプなど様々なものが焼き物として製作された。ロクロは用いられず、土器は手づくねや紐づくり、型入れでつくられた。しかし、ろうけつ染めの原理を用いて文様をほどこすネガティブ技法は用いられている。

#### メソアメリカ
メソアメリカ（中米）地域で土器がみられるようになるのは、紀元前1700年頃（「先古典期」または「形成期」）である。器種には無頸壺（テコマテ）や外に開いた平底の浅鉢などがあり、無頸壺とは球形ないし卵形の容器の上方を水平に切断した形の壺形土器である。紀元前1500年頃、グアテマラの太平洋沿岸を中心にオコス様式土器が使われるようになり、グアテマラ高地、チアパス高地、グリハルバ川流域、メキシコ湾岸低地、さらにオアハカ高原、メキシコ高原などへと広がっていった。この拡大は土器と定住農耕が結びついた生活様式の普及を意味していると考えられる。紀元前1200年頃から前800年頃にかけては、メキシコ湾岸の熱帯雨林地帯でオルメカ文化が興り、人工のマウンドと巨岩彫刻の特徴的な大規模な祭祀センターが何か所か成立する。

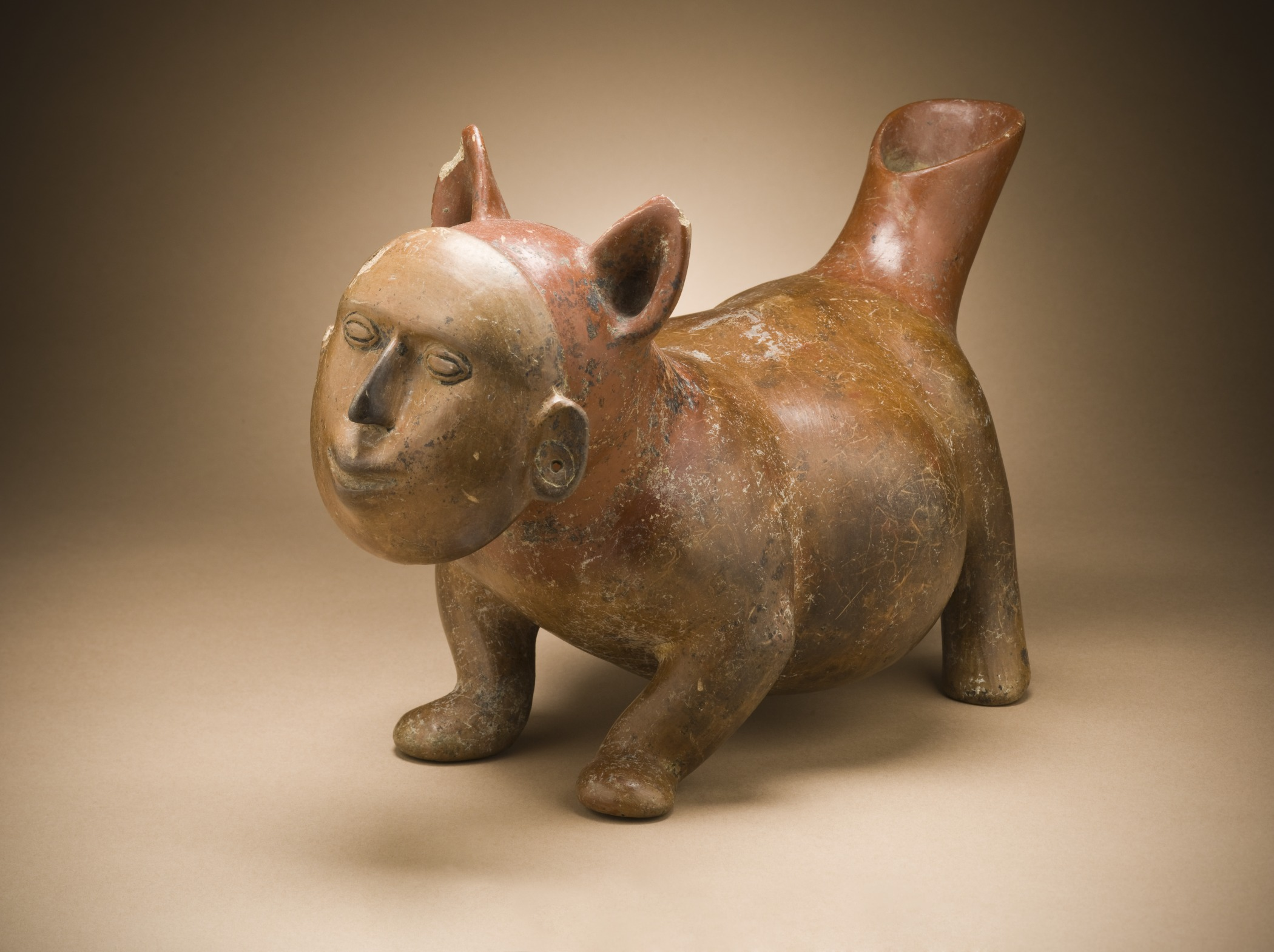
人面犬容器 紀元前200年 - 後500年（メキシコ、コリマ州）

こうした社会統合の進展を基礎として、紀元前後から紀元後600年頃までメキシコ中央高地においてテオティワカン文明が繁栄する。太陽のピラミッドで知られる都市国家テオティワカンは最盛期の5世紀 - 6世紀で10万人を数えたと推定される。ここでは、土器・土偶を製作する工房や宝石（翡翠・黒曜石・雲母など）・貝・玄武岩の加工工房、磨製石器製作工房など職人の仕事場が500か所以上に及び、原材料と製品の流通と特殊工芸生産の掌握が都市の繁栄を支えたと推定されるが、反面、農村部では目立った遺構が検出されず、都市と農村の格差のきわめて大きい社会であったと考えられる。
3世紀の終わり頃、ユカタン半島のオコス土器文化を継承してきた焼畑農耕民社会はオルメカ文化やテオティワカン文明の影響も受け、マヤ文明を誕生させた。これを以てメソアメリカでは「古典期」の始まりとしている。マヤ文明は独自の文字（マヤ文字）や暦（マヤ暦）を有して900年前後まで続き、地域的には、ユカタン半島付け根部分を中心に現在のグアテマラ北部、メキシコのタバスコ州、ホンジュラス西部、ベリーズといった地方に拡がり、いくつもの都市を出現させ、石造建築には特に優れた能力を発揮した。
古典期マヤ文明（250年 - 900年）に特徴的な土器は、碗型、円筒型、皿型などの器形をもつ多彩色土器で、器面に歴史的な出来事や神話の一場面と思われる事象を描き、マヤ文字を付すというものである。これらの土器には強い斉一性がみられる反面、地域性も明瞭に認められるところから、活発な長距離交易と同時に強大な権力を持たないマヤの都市連合的性格などがうかがわれる。また、テオティワカンに起源をもつ三脚付円筒土器はマヤ文明においても極めて広範囲から出土しており、交易品であったことが推測される。
マヤ文明衰亡後の「後古典期」（900年頃 - 1500年頃）のメソアメリカでは、刻文や型押し文をともなう、緻密な胎土を用いたオレンジ色の土器がマヤの各地に広がっていった。光沢のある焼成のよい土器については「鉛釉土器」（英語: Plumbate Ware）と呼ぶこともあるが、しかし、実際に鉛釉がかけられているわけではない。

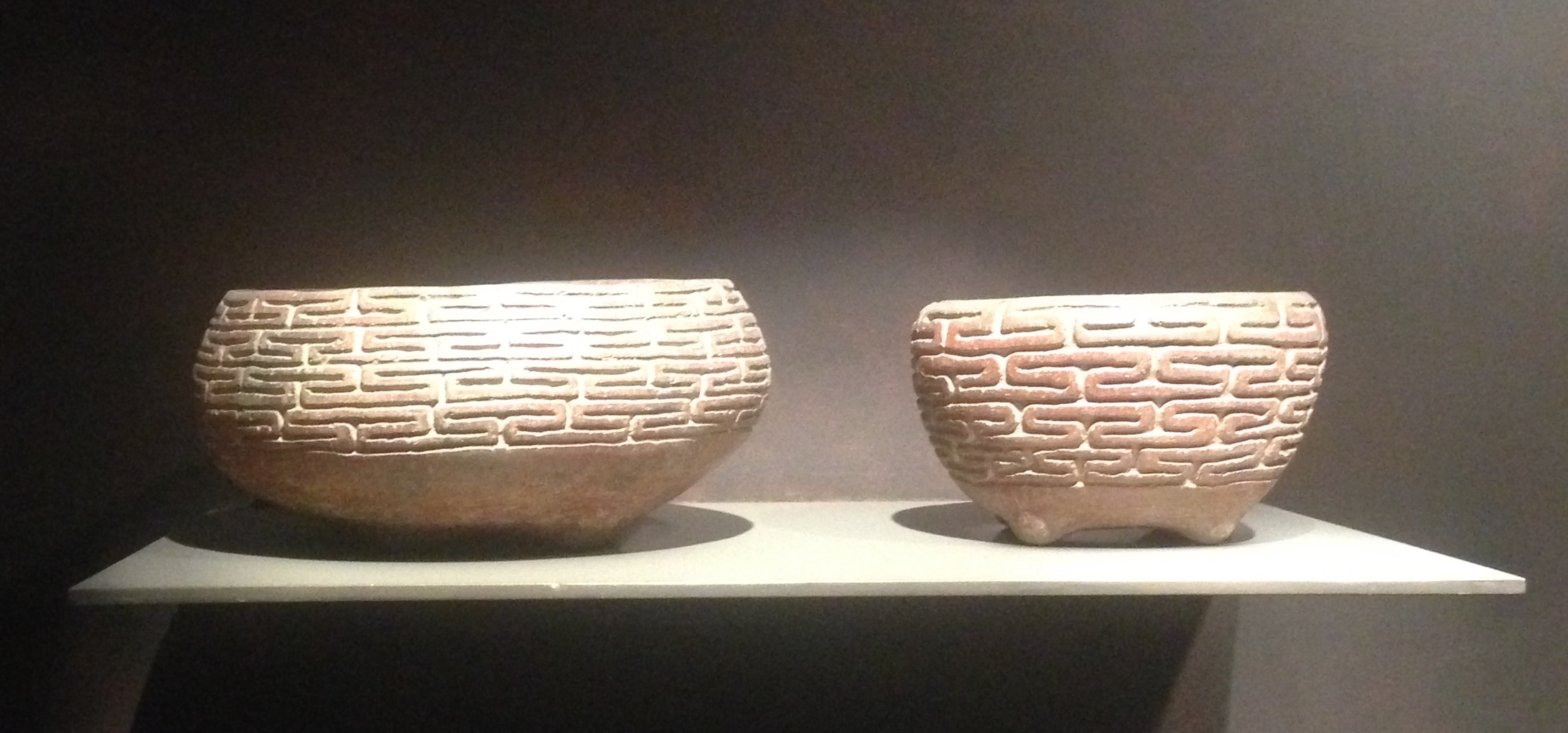
バルディビア文化の碗型土器（エクアドル）
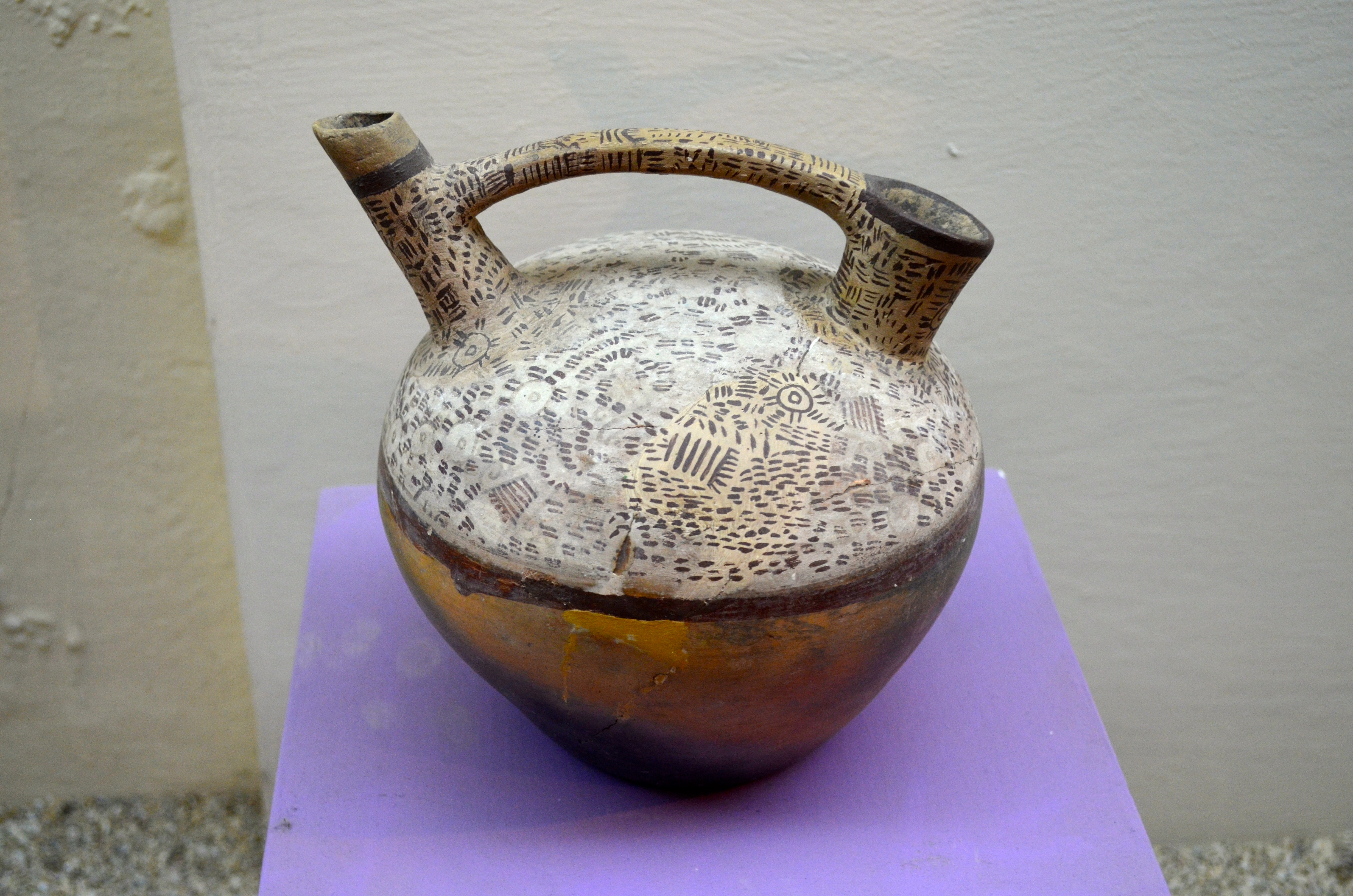
メソアメリカの注口土器（メキシコ）
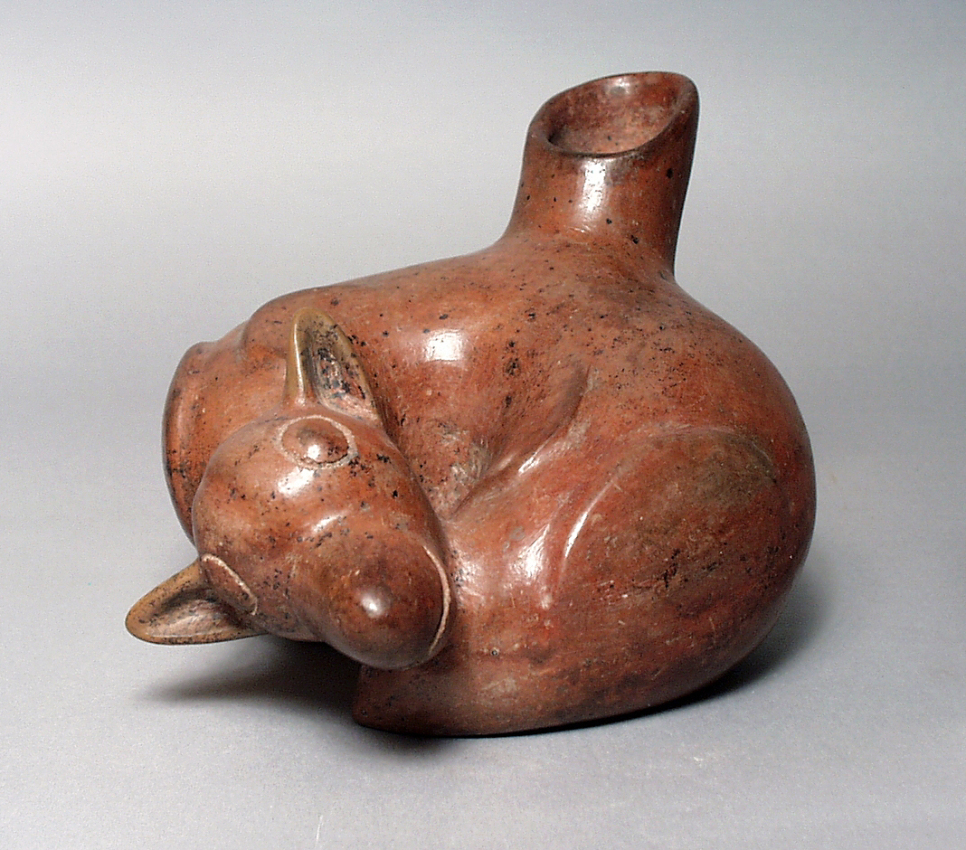
紀元前200年 - 後500年 犬形容器（メキシコ、コリマ州）
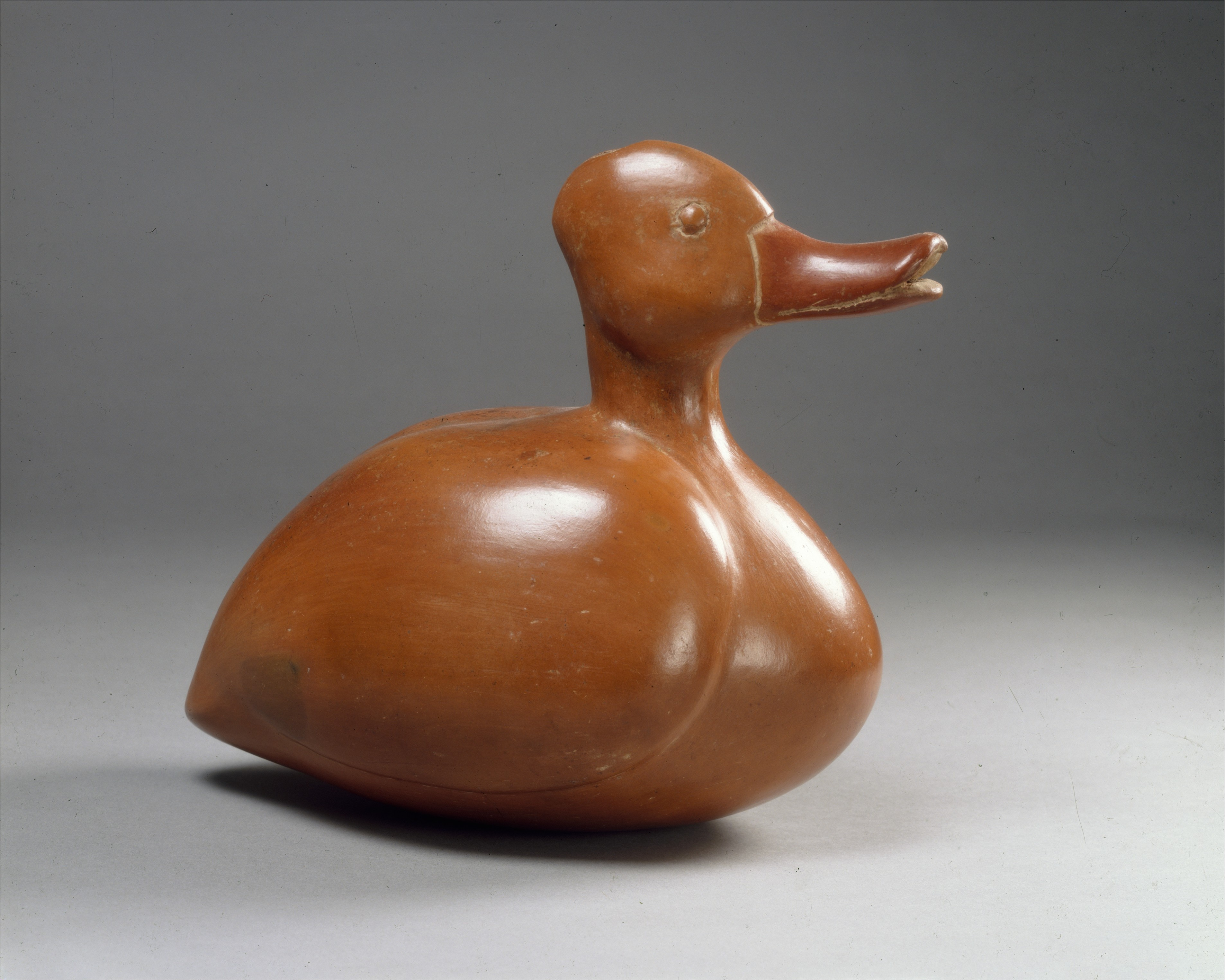
前2世紀 - 後3世紀 アヒルの置物（メキシコ）
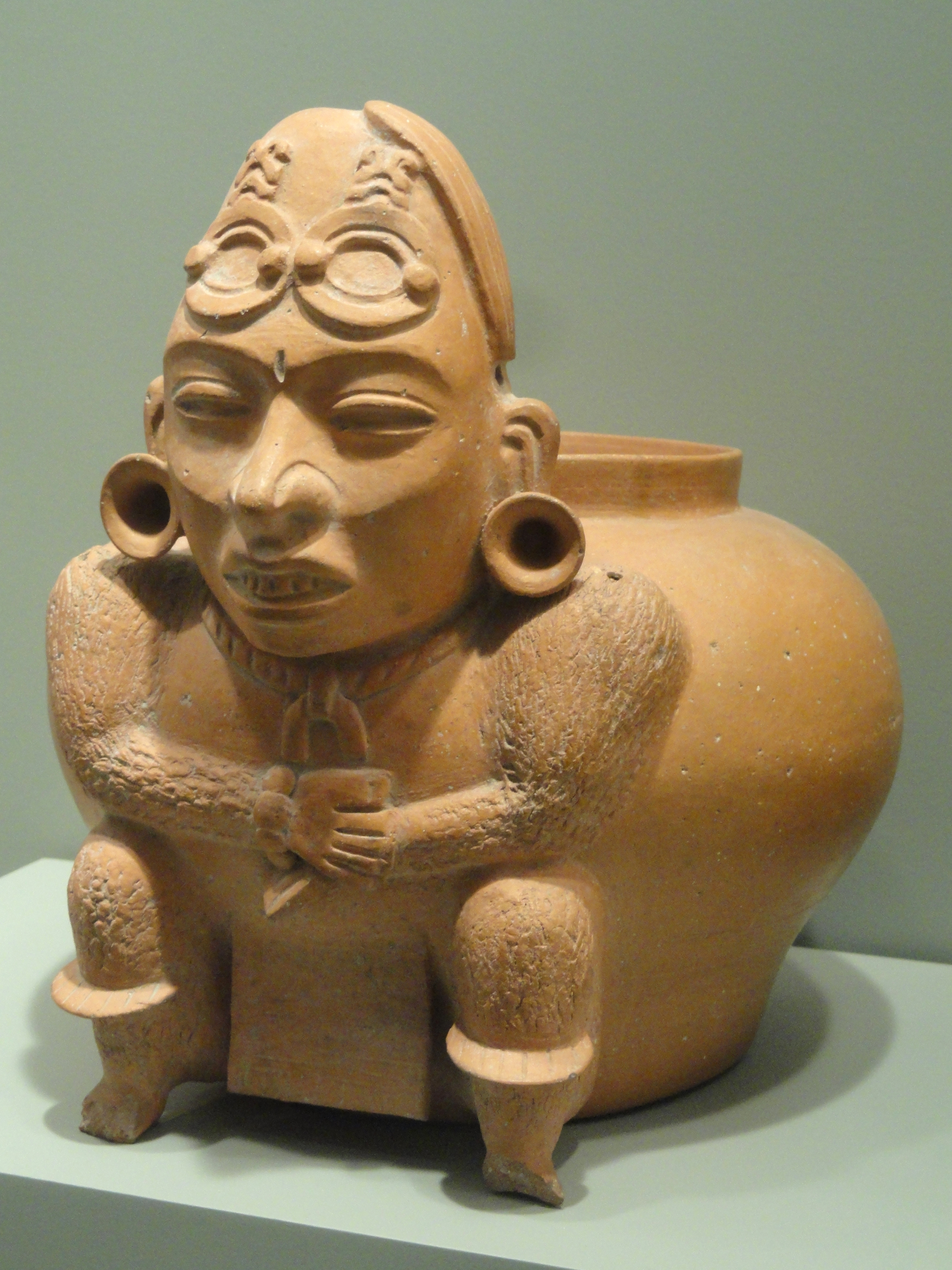
250 - 650年 人形容器（メキシコ、テオティワカン）
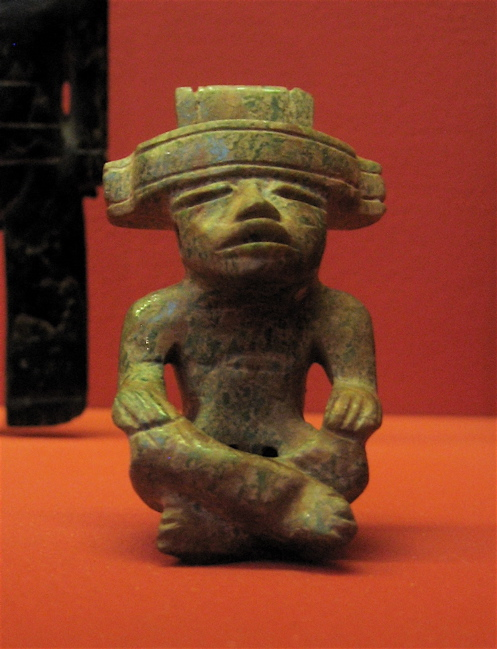
4世紀 - 5世紀前半 人物座像（メキシコ、テオティワカン）
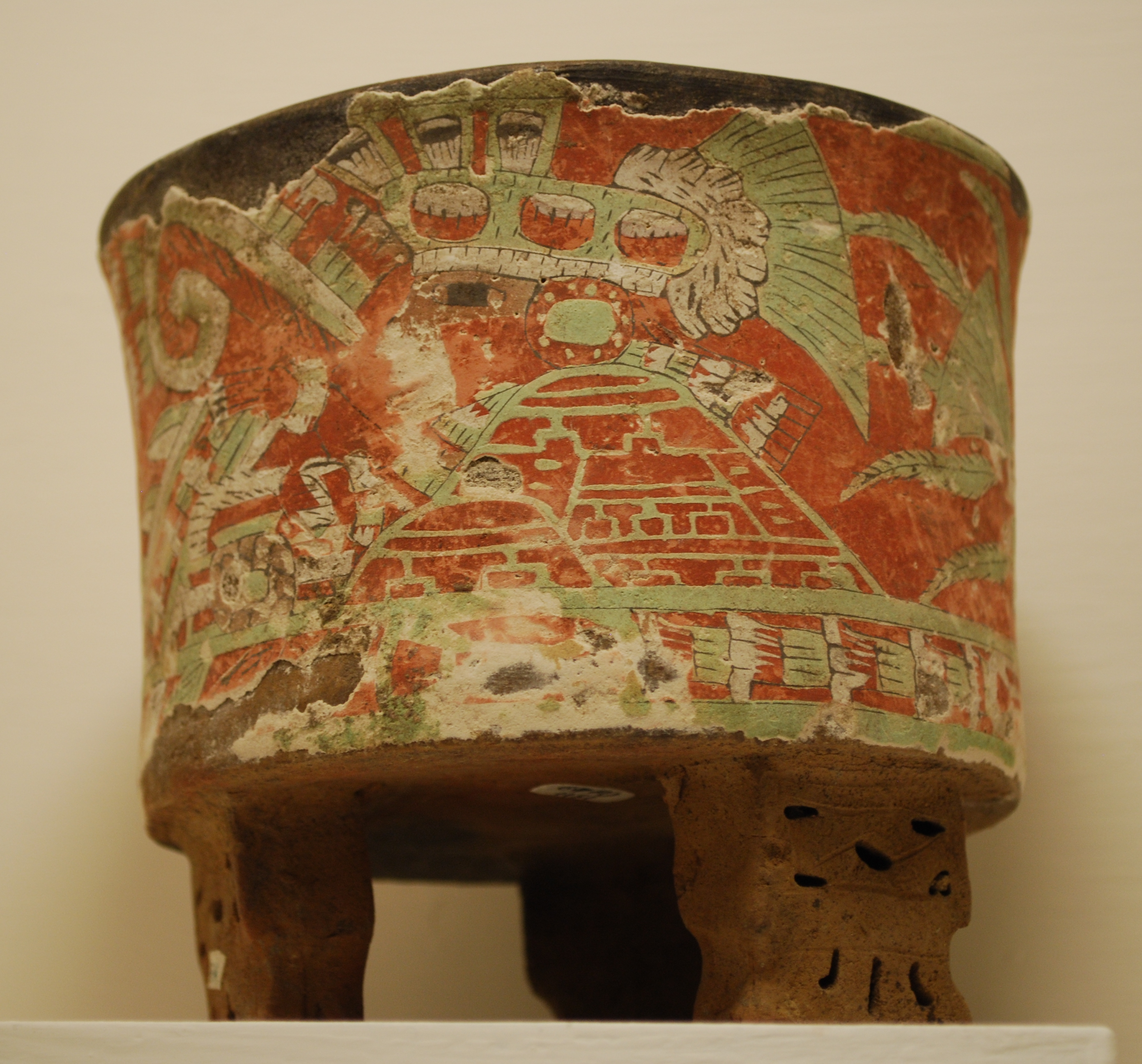
マヤ文明 多彩色の三脚付円筒土器（メキシコ）
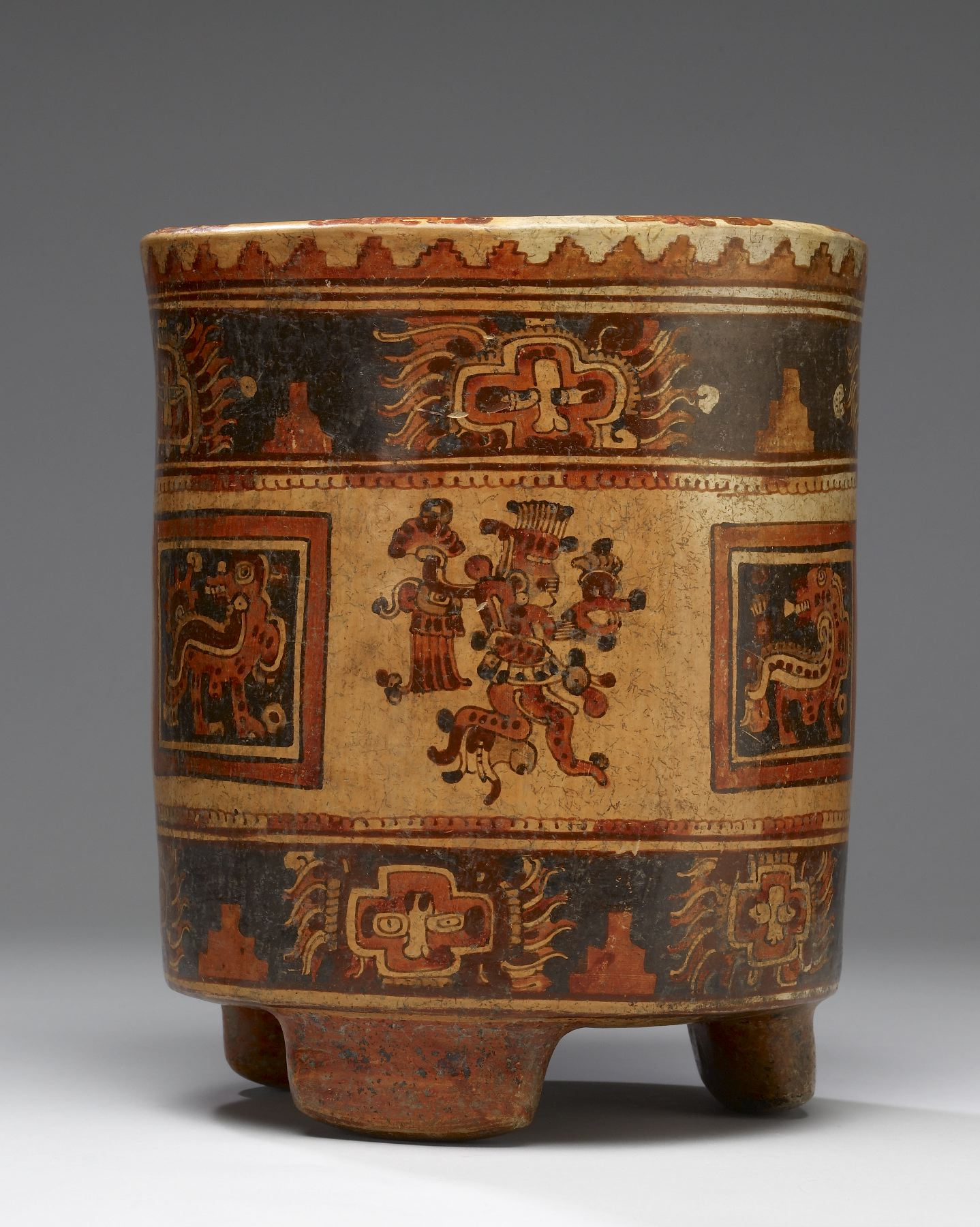
マヤ文明（550年 - 850年）多彩色の三脚付円筒土器（出土地不明）
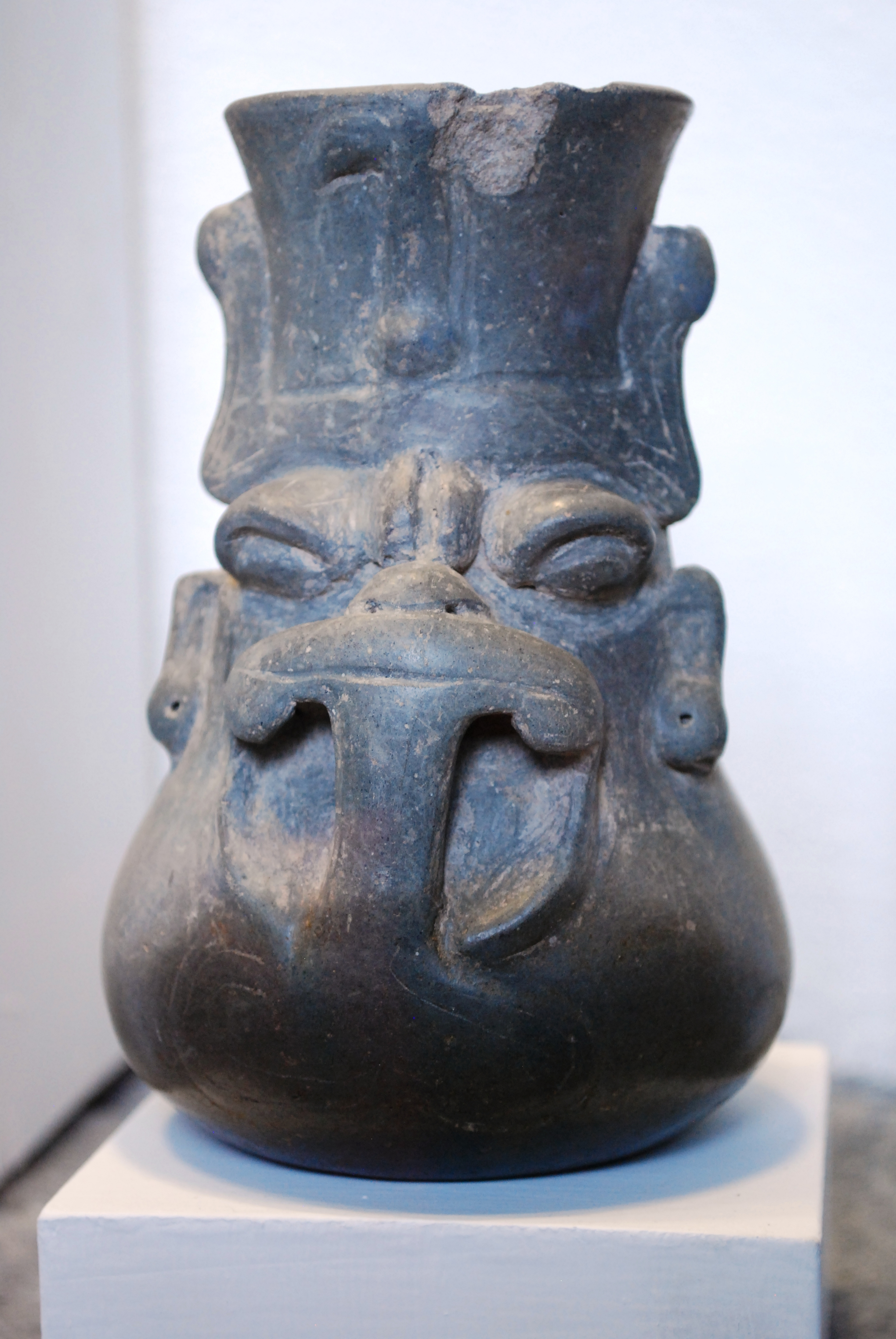
マヤ文明 人面壺（メキシコ）
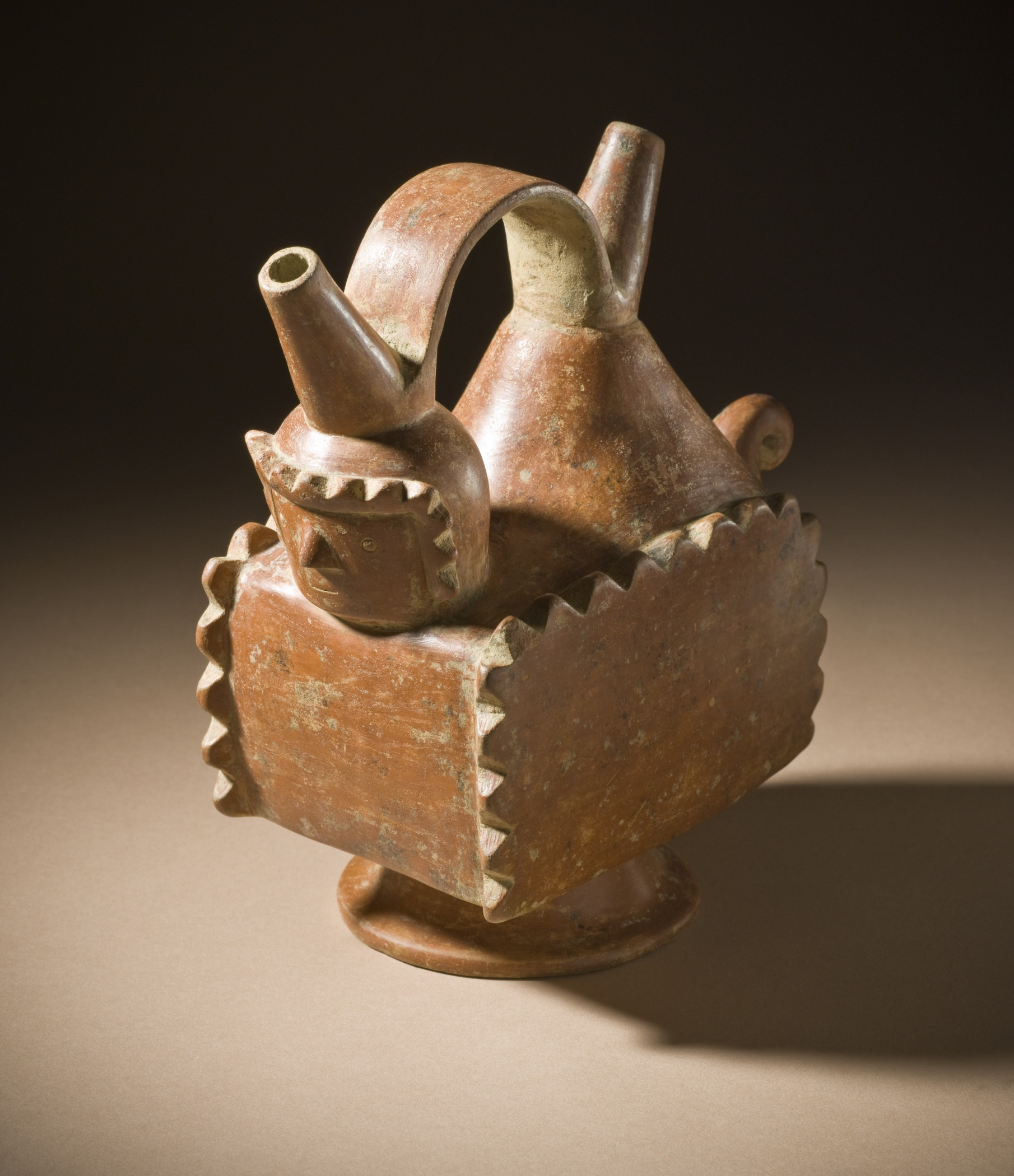
5世紀 - 12世紀 注口土器（コロンビア）
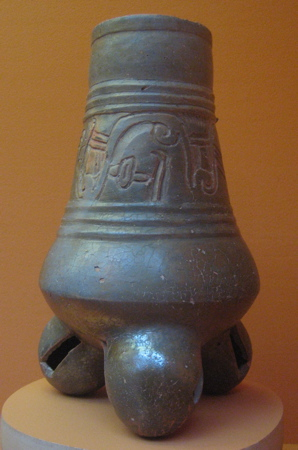
後古典期（900年 - 1200年）三脚付円筒土器 「鉛釉土器」（グアテマラ）
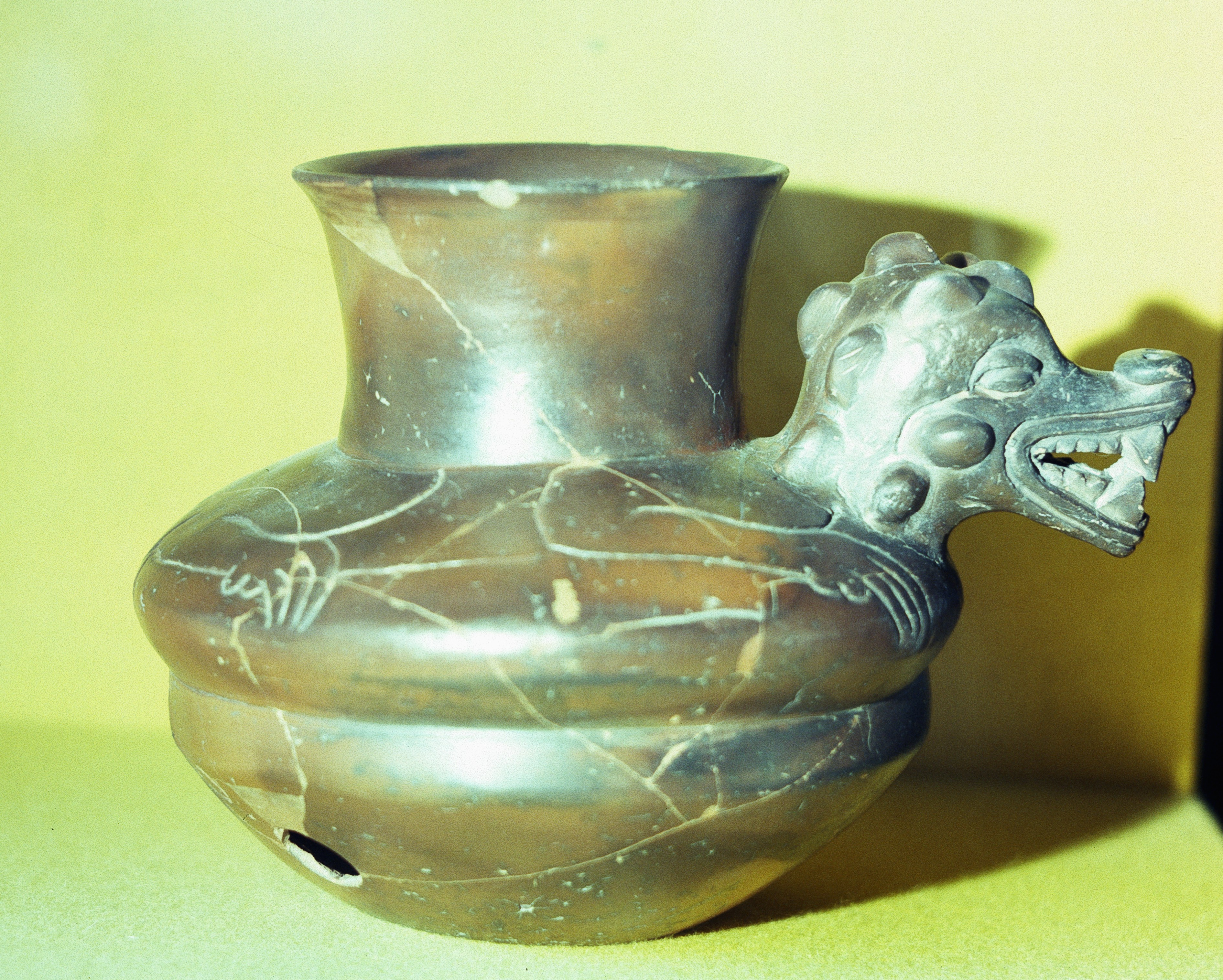
後古典期 怪獣面付壺「鉛釉土器」（メキシコ、イダルゴ州）
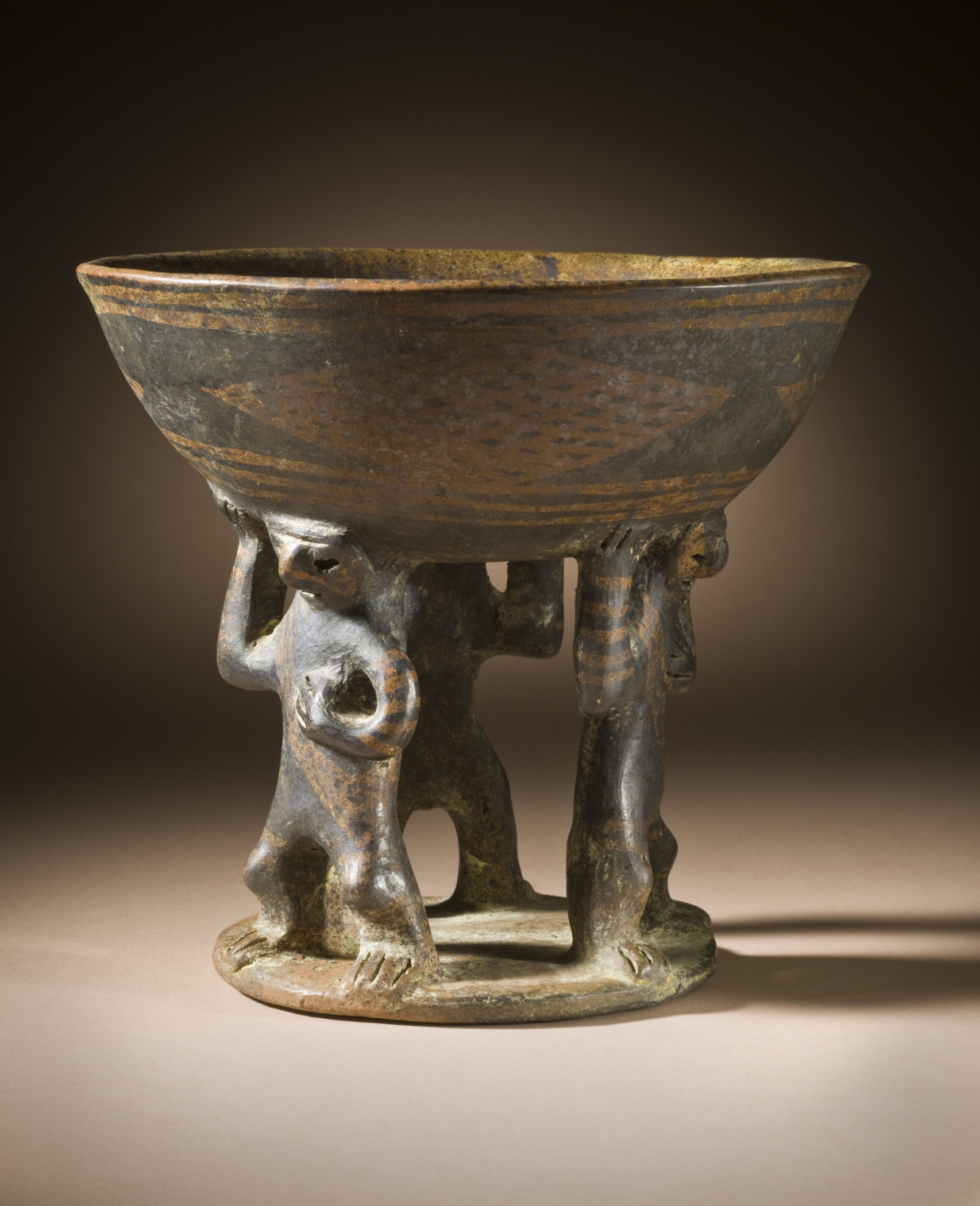
9世紀後半 - 14世紀 碗型土器（コロンビア）

#### アンデス地域
アンデスの山地と海岸部では紀元前3000年紀に定住化が進んだが、紀元前2000年紀に土器や機織りの技術がもたらされたことにより、人びとは本格的な農耕生活に入り、内陸部の谷合に拠点的な集落を営むようになった。この動きが特に顕著だったのがペルーの太平洋沿岸地方で、この地域ではまた巨大な祭祀と儀礼のための施設を伴う文化が急速に発展した。
こうして形成されたアンデス文明では、その長い歴史のなかで製作された土器の形態は多岐にわたっているが、中でも特徴的なものとして乗馬の際の鐙（あぶみ）に似た形の注口部の付いた壺類（鐙型注口土器）の存在がある。これは、ペルー北部を中心に、先古典期開始の紀元前18世紀頃からプレ・インカの全時期を通じて、チャビン文化やモチェ文化も含めチムー王国（850年 - 1470年）の時代まで一貫してみられるものであり、基本的には型入れの技法によって
てきた。
先古典文化前半の土器は、黒・褐色・赤色を呈した光沢のある表面が特徴的で、鐙形注口壺のほか長頸壺や平底の浅鉢などの器種があり、胴部に人物の頭部や動植物の象形装飾、刻線模様などを施すなどの共通点がある。人物や動植物の装飾はそれ以降もプレ・インカの大きな特徴となっており、神話や宗教儀礼と密接な関連をもつと思われる題材が数多く描かれている。特異な技法としては、焼成後に顔料を施して着色する土器があり、ペルー南海岸では樹脂を混入させた顔料で塗彩する土器がつくられた。
15世紀にアンデス全域を統合したインカ帝国（1438年 - 1532年）では、器種が大幅に減少し、文様も具象的なものが激減して幾何学的な内容のものが増えていった。

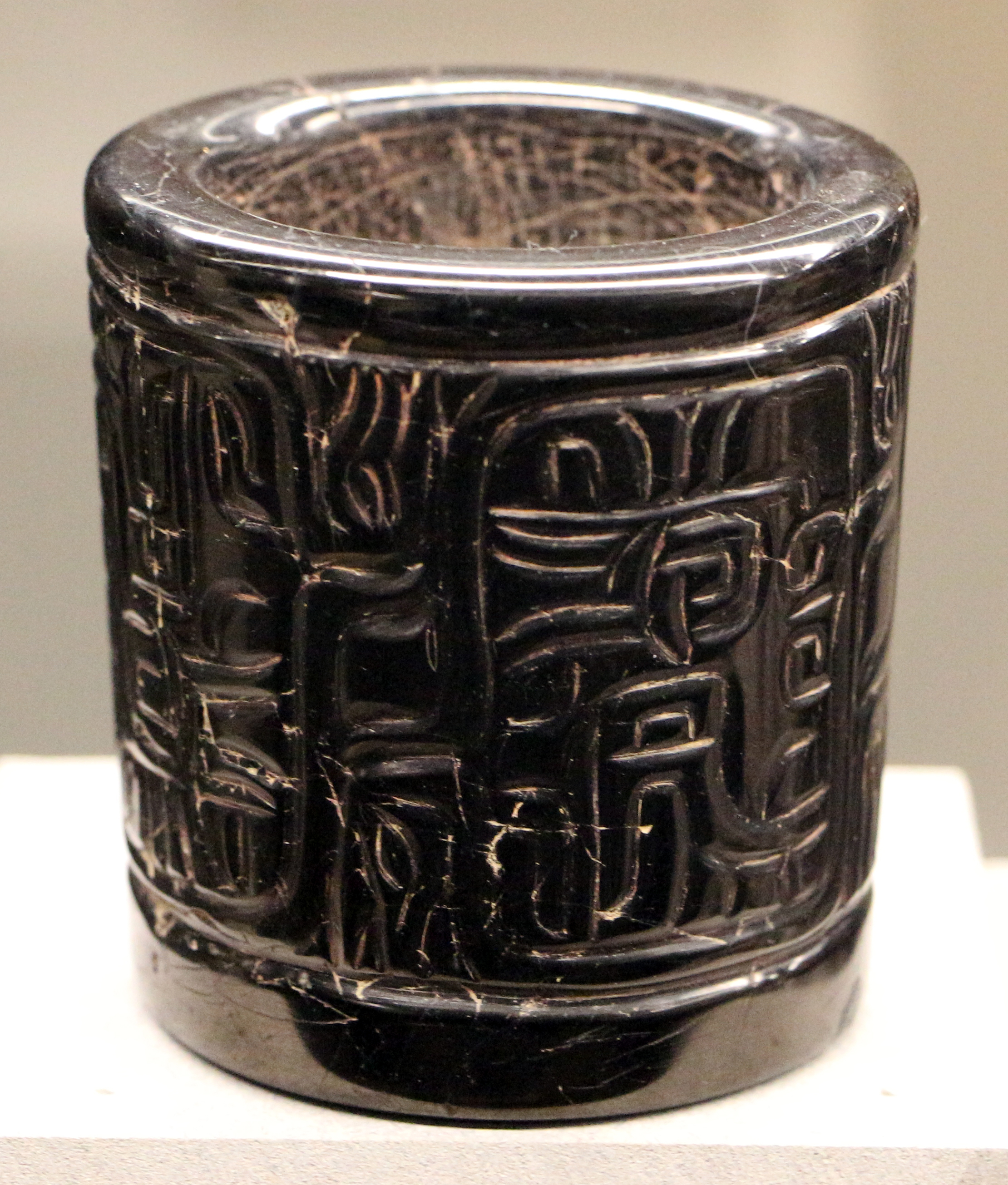
チャビン文化（紀元前10世紀） 坏
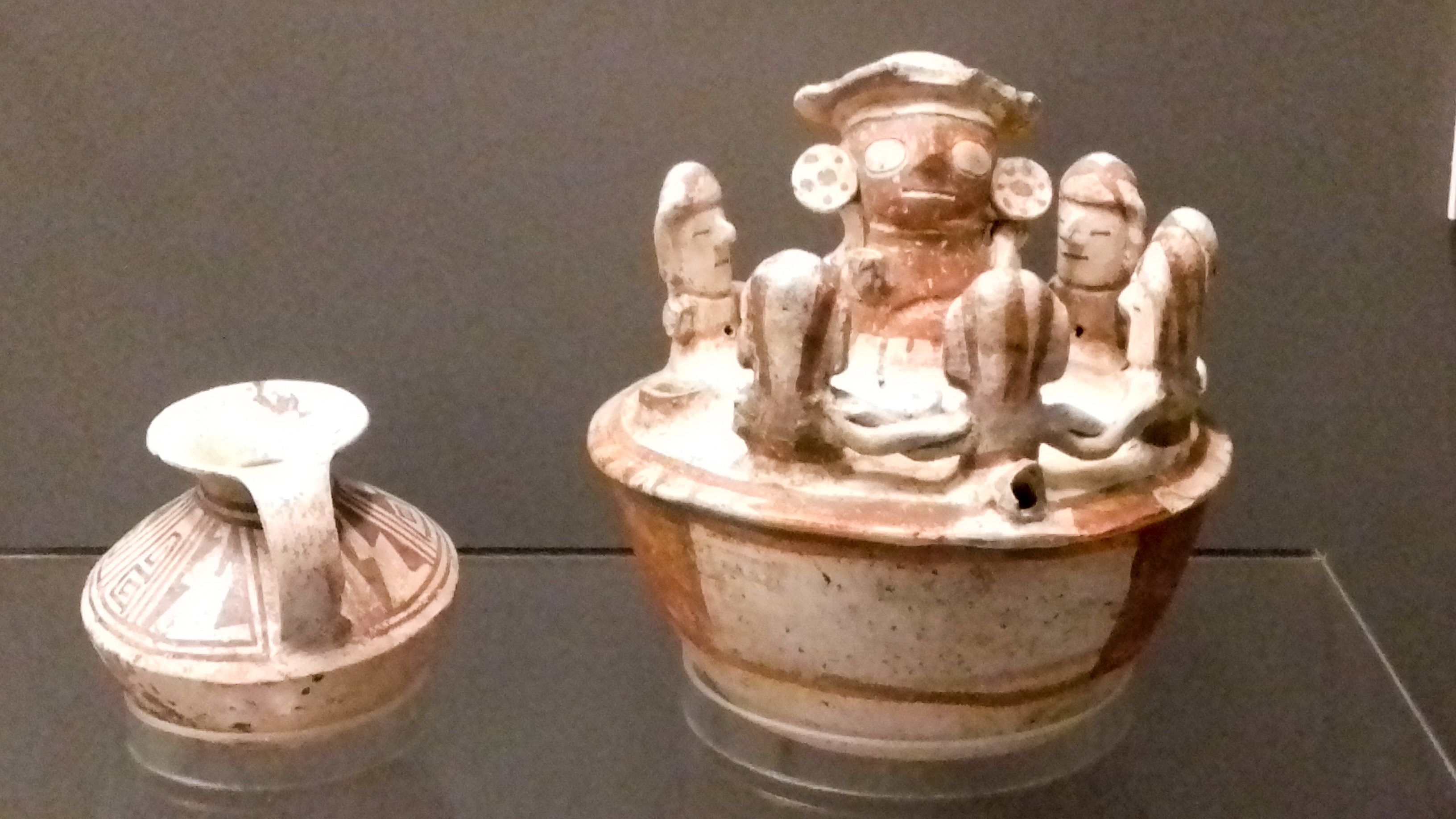
チャビン文化 蓋付容器
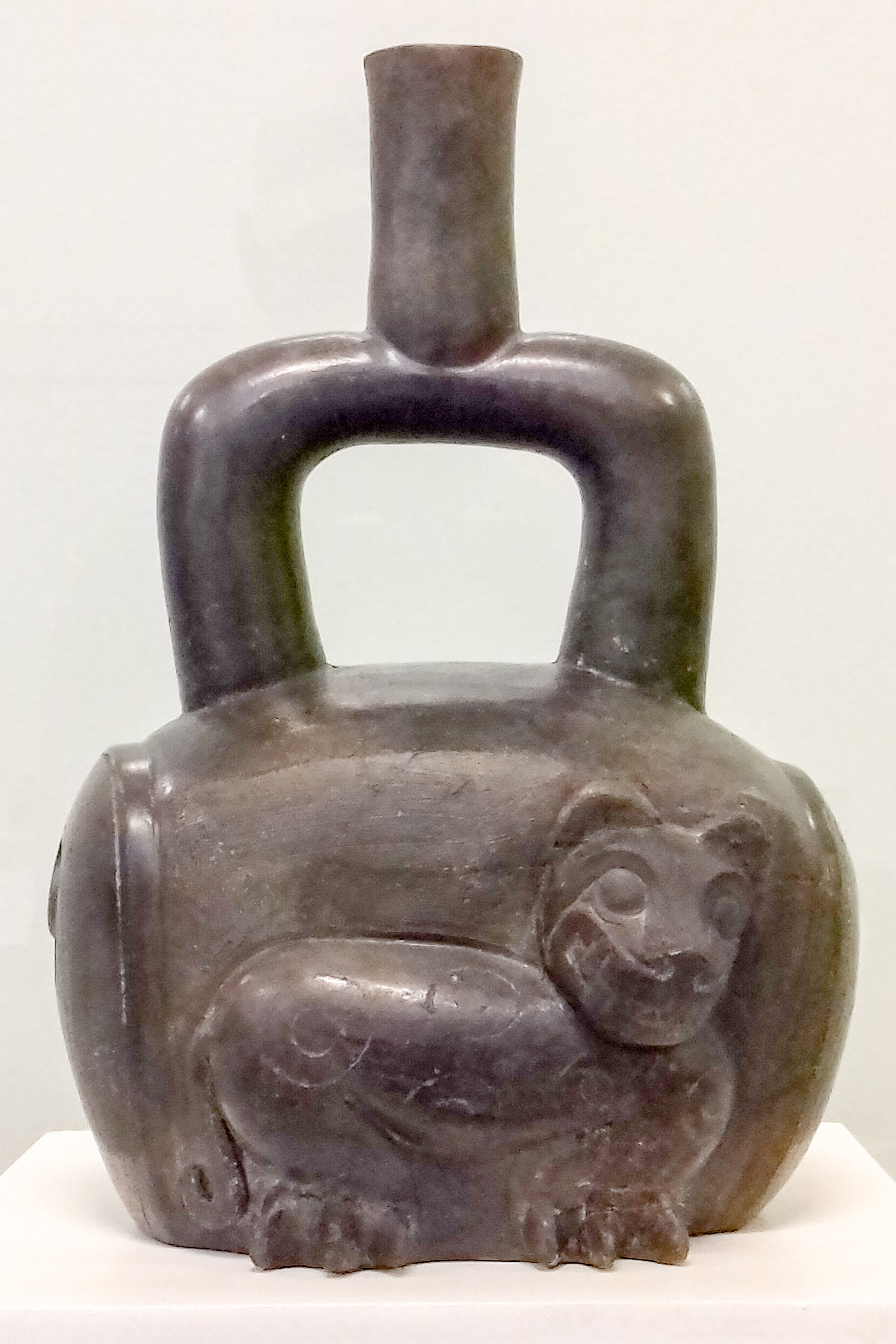
チャビン文化 鐙型注口土器
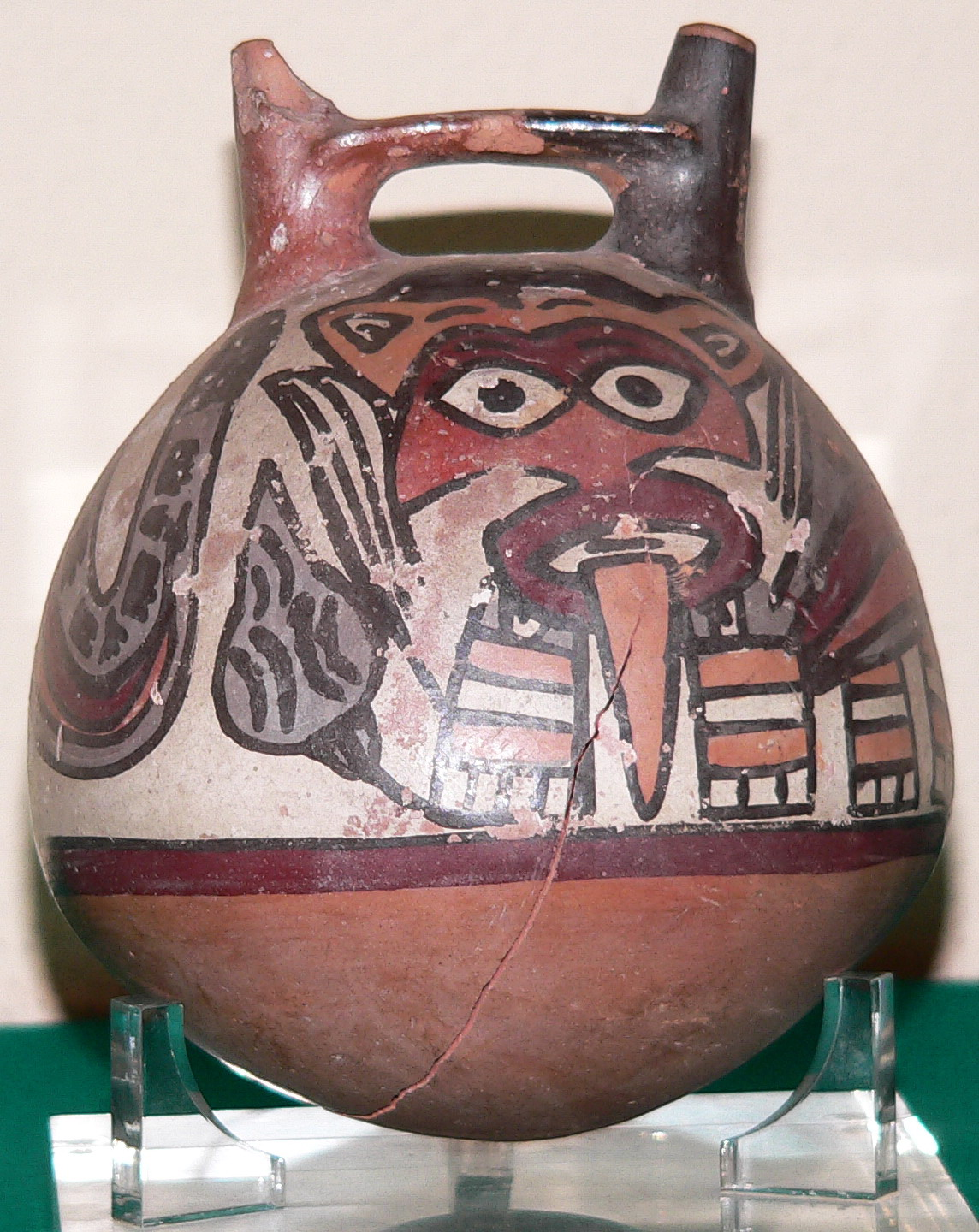
ナスカ文化（紀元前後 - 4世紀） 双注口土器
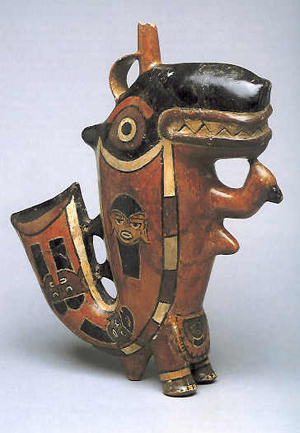
ナスカ文化 シャチ形注口土器
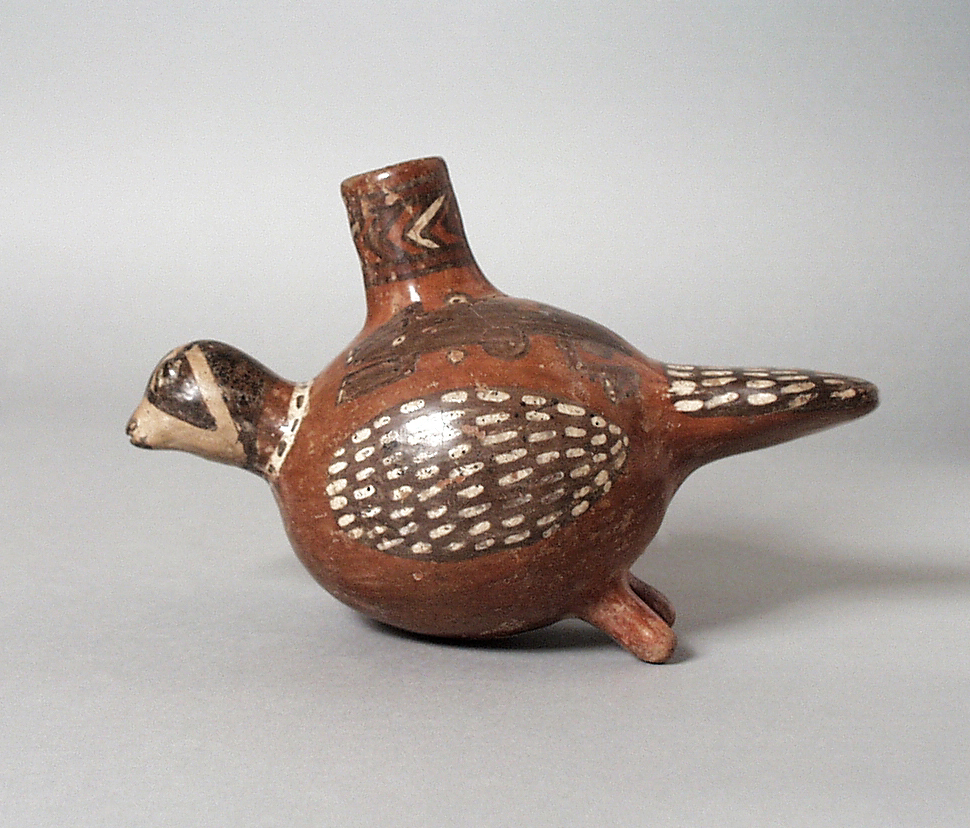
ナスカ文化（400年 1000年）鳥形注口土器
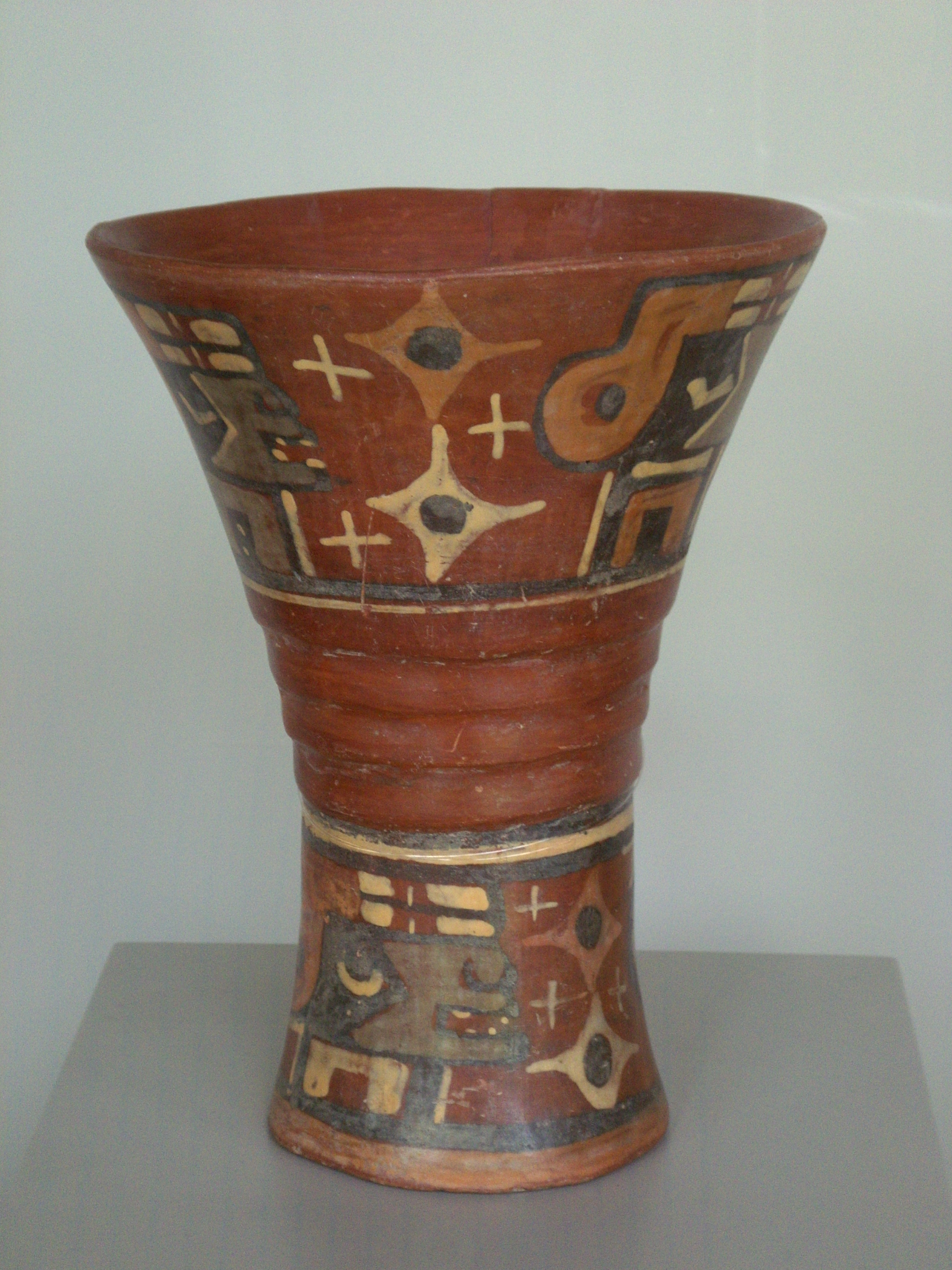
ティワナク文化 深鉢
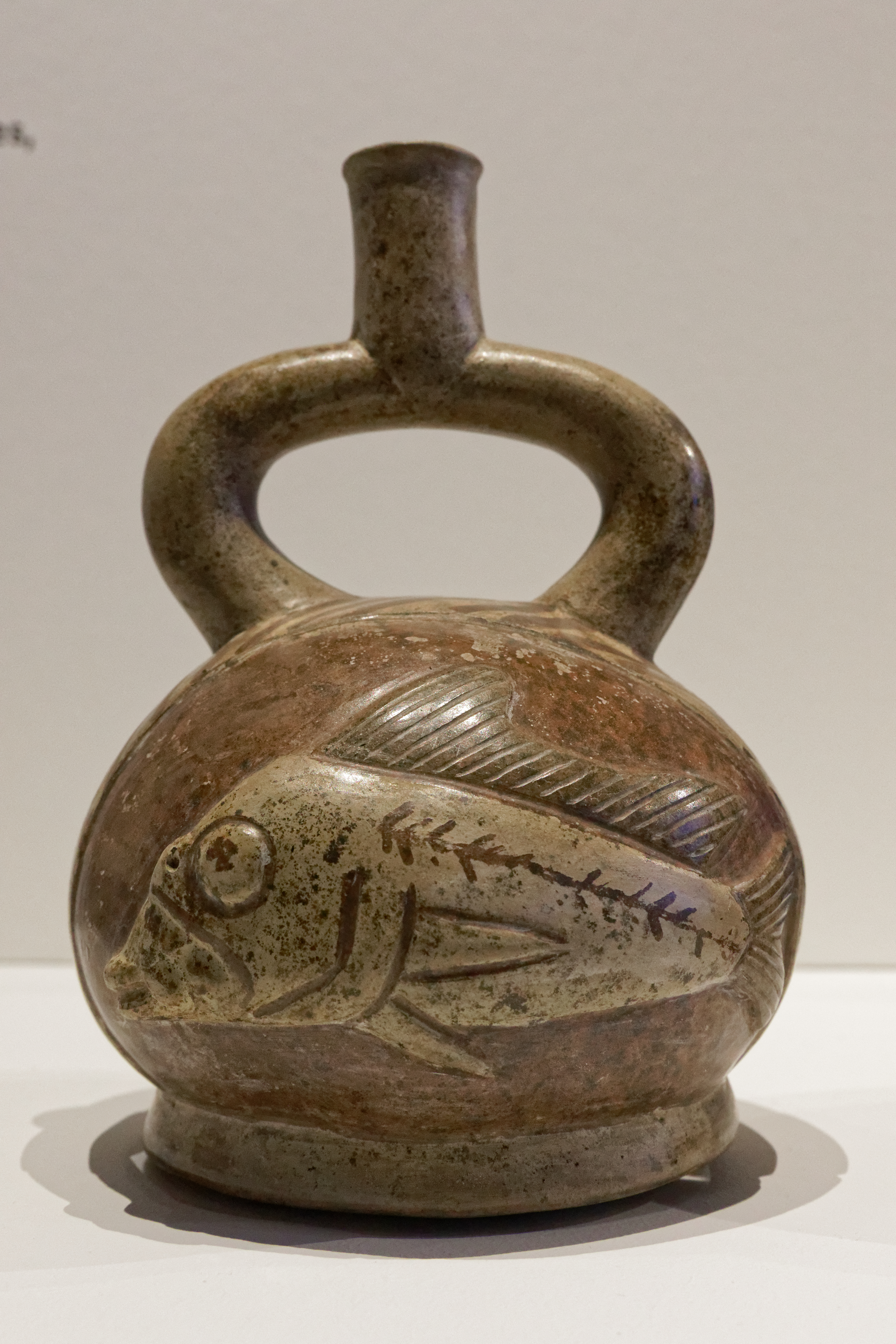
モチェ文化III期（4世紀） 魚文 鐙型注口土器
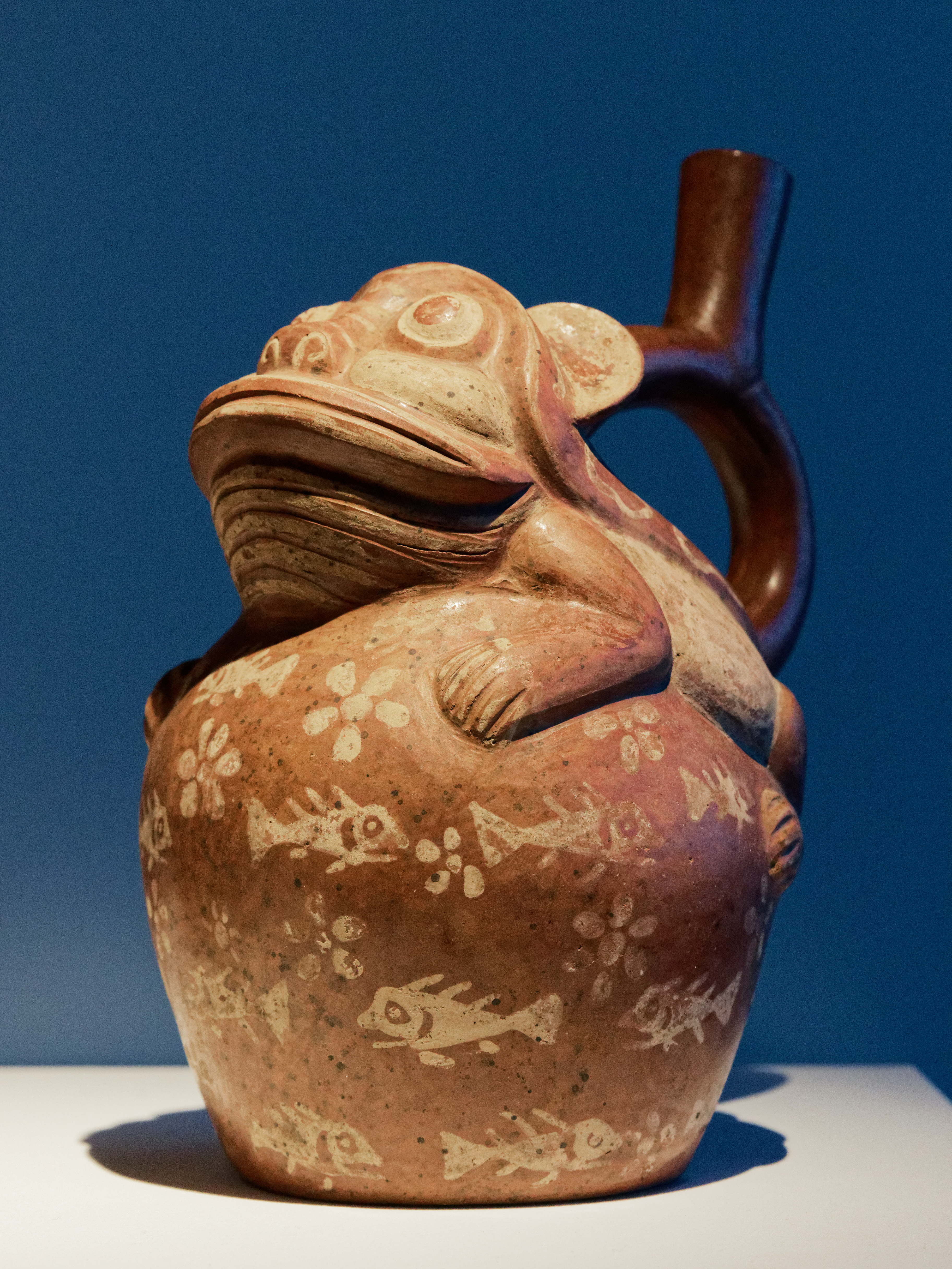
モチェ文化III期（4世紀） カエル形 鐙型注口土器
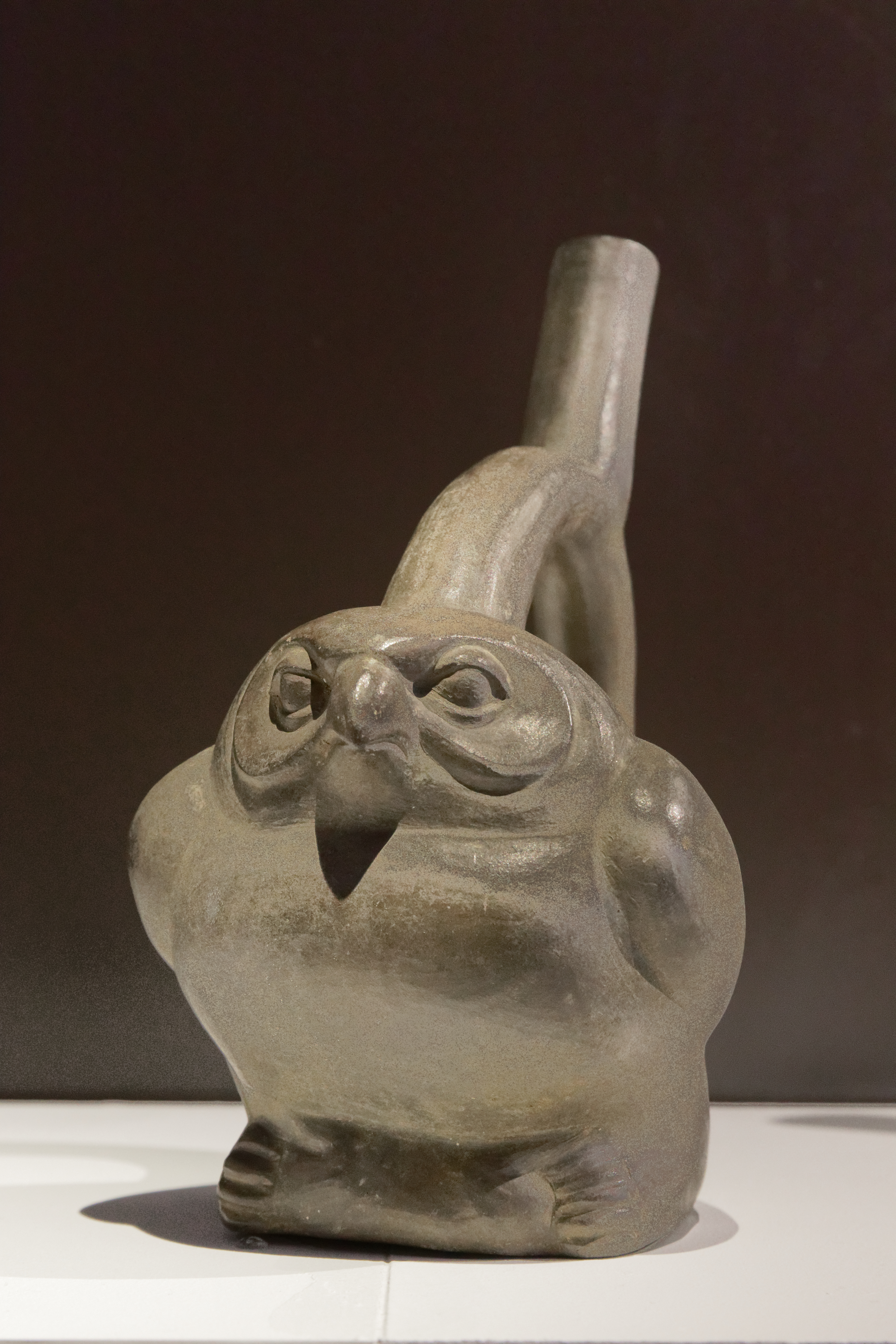
モチェ文化IV期（6世紀） フクロウ形 鐙型注口土器
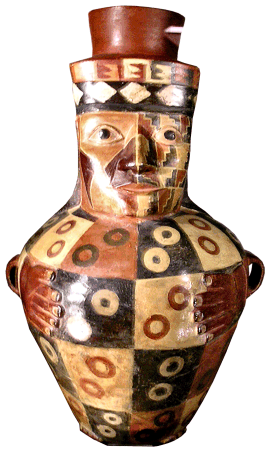
ワリ文化（500年頃 - 900年頃）人物立像文 蓋付瓶形土器
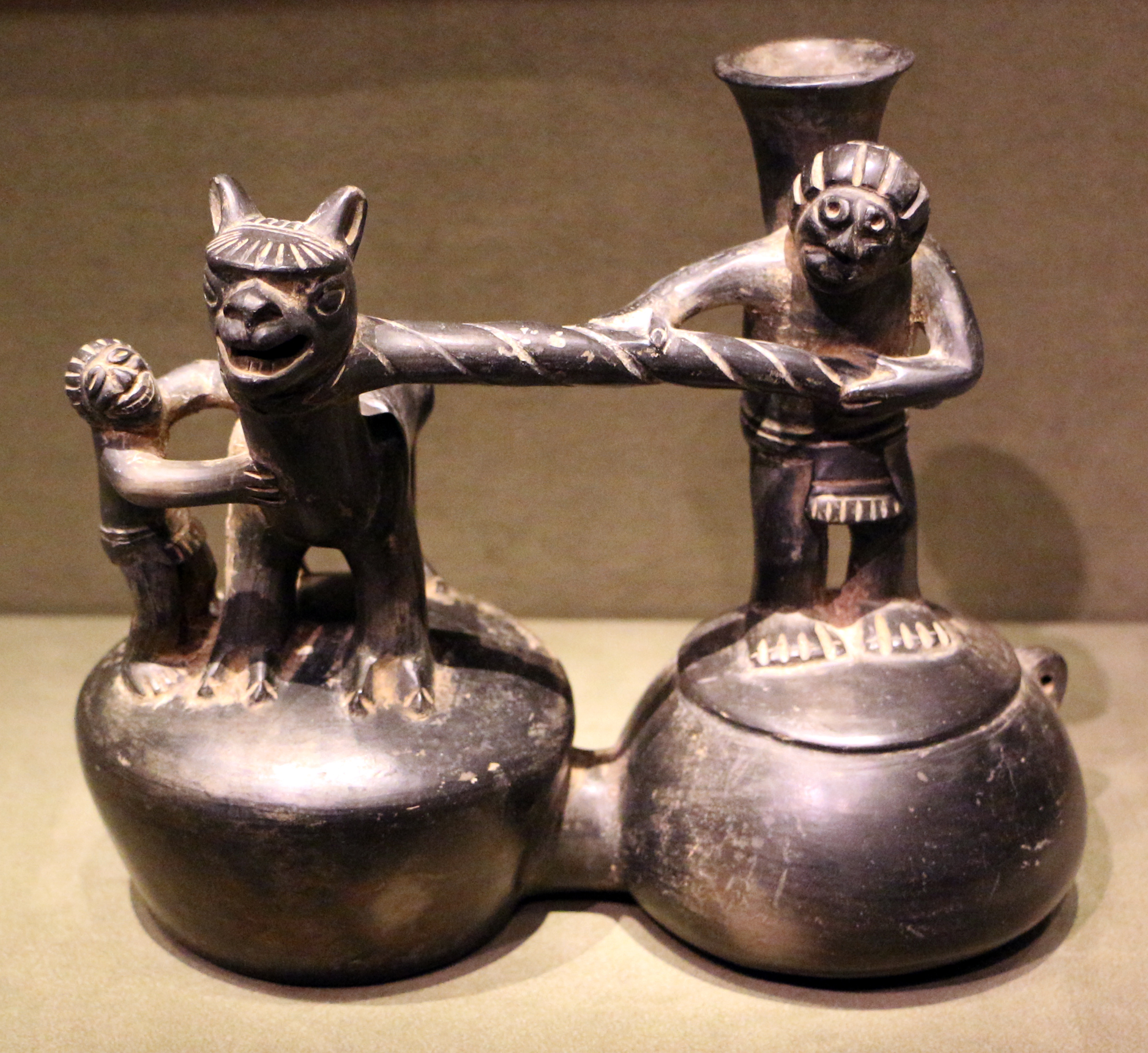
チムー王国 二連注口土器
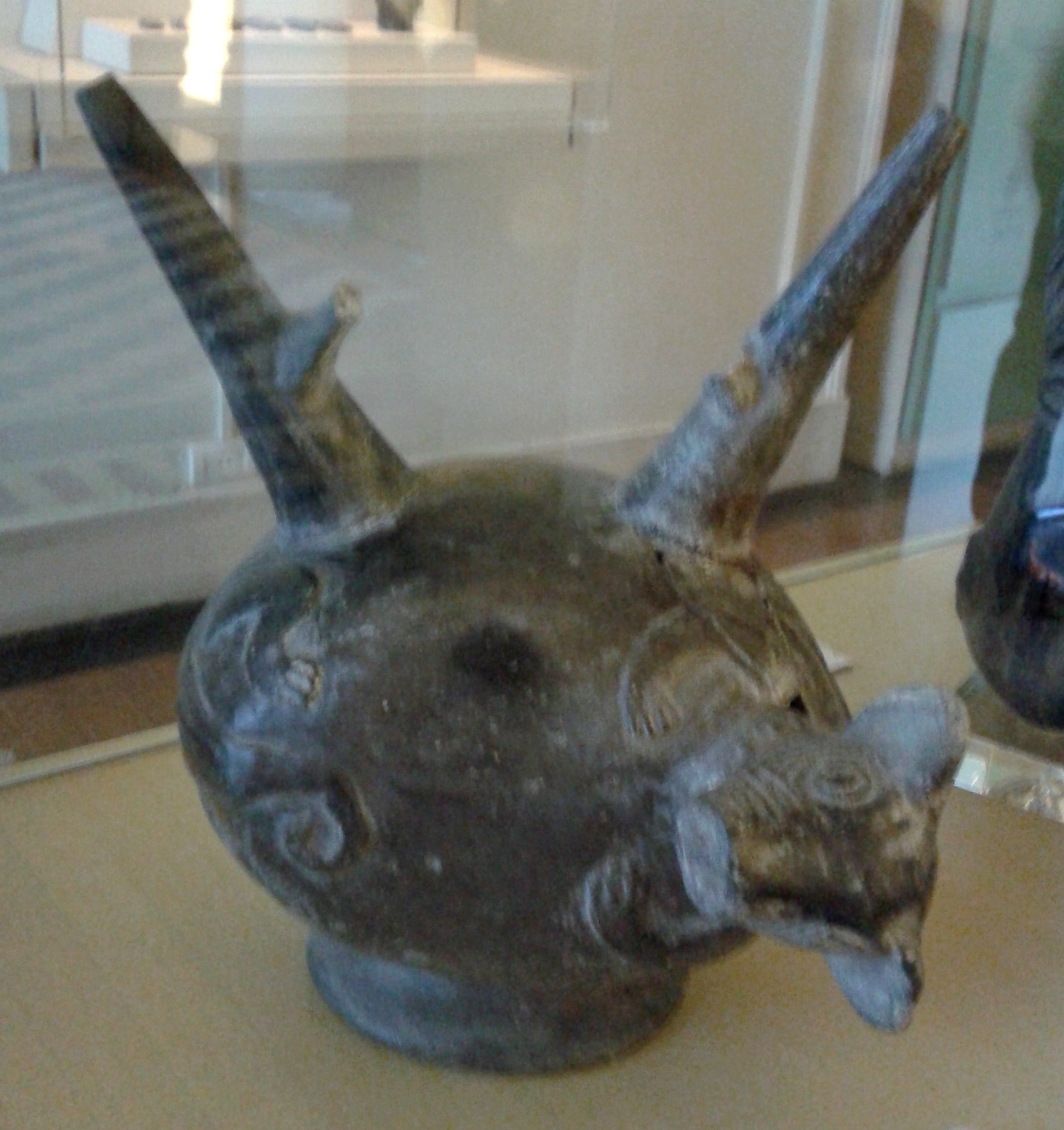
チムー王国 双注口土器
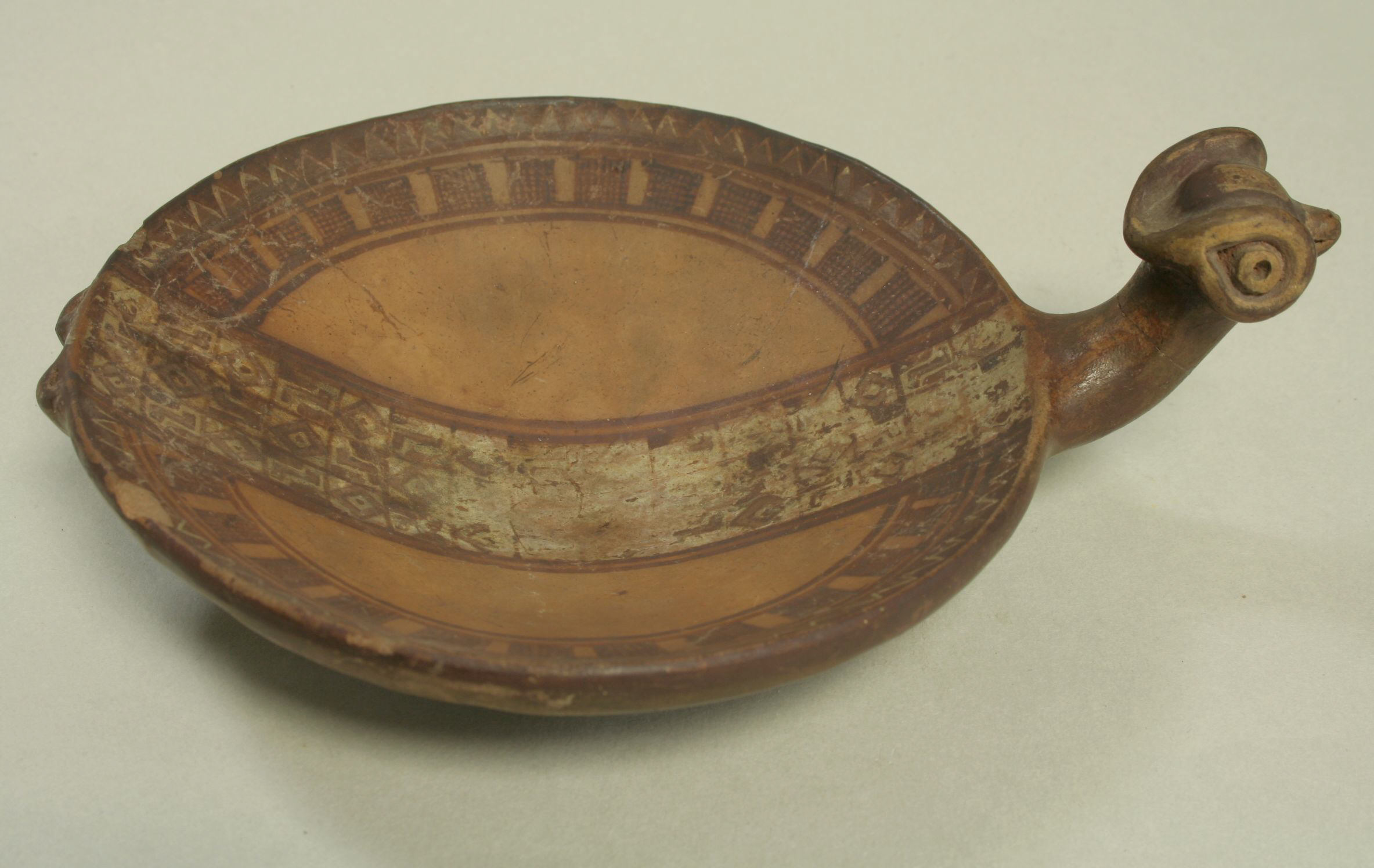
インカ帝国（15 - 16世紀）鳥頭装飾付皿
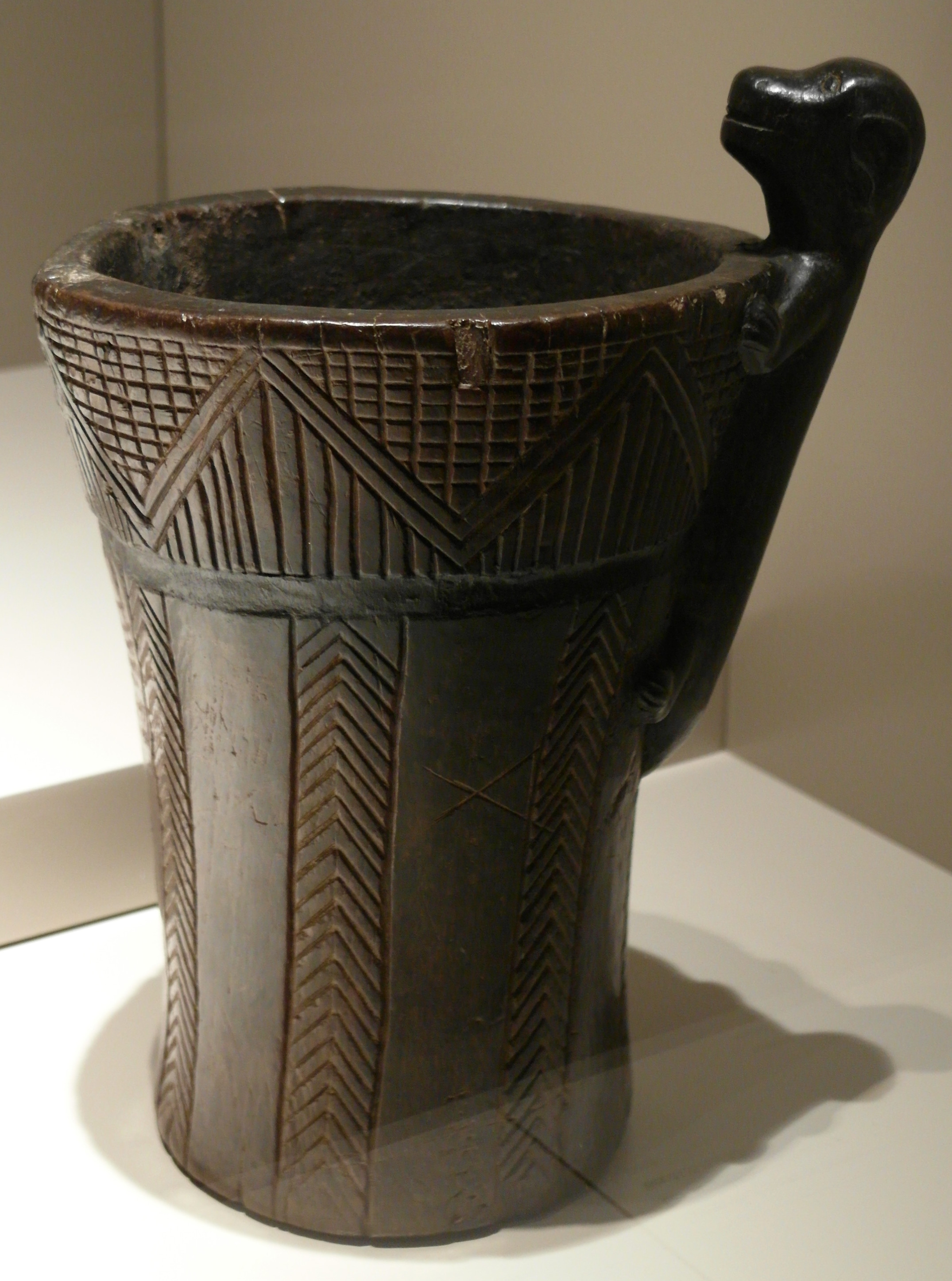
インカ帝国 獣頭装飾付深鉢
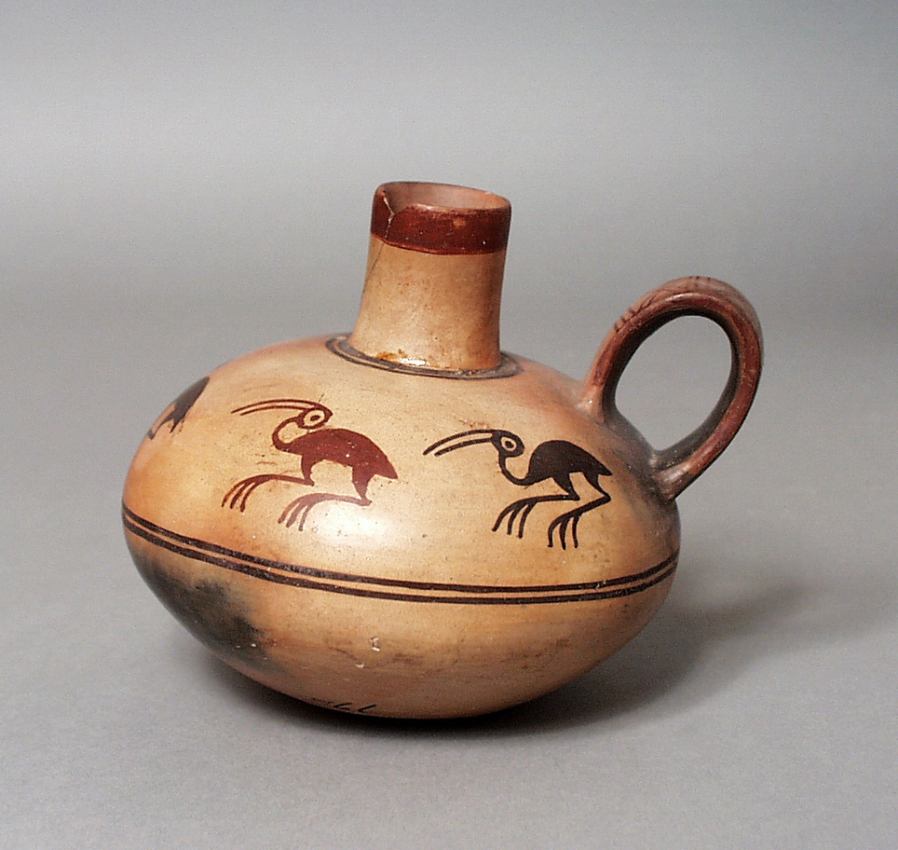
インカ帝国（1430年頃 - 1532年頃）彩文土器 把手付壺
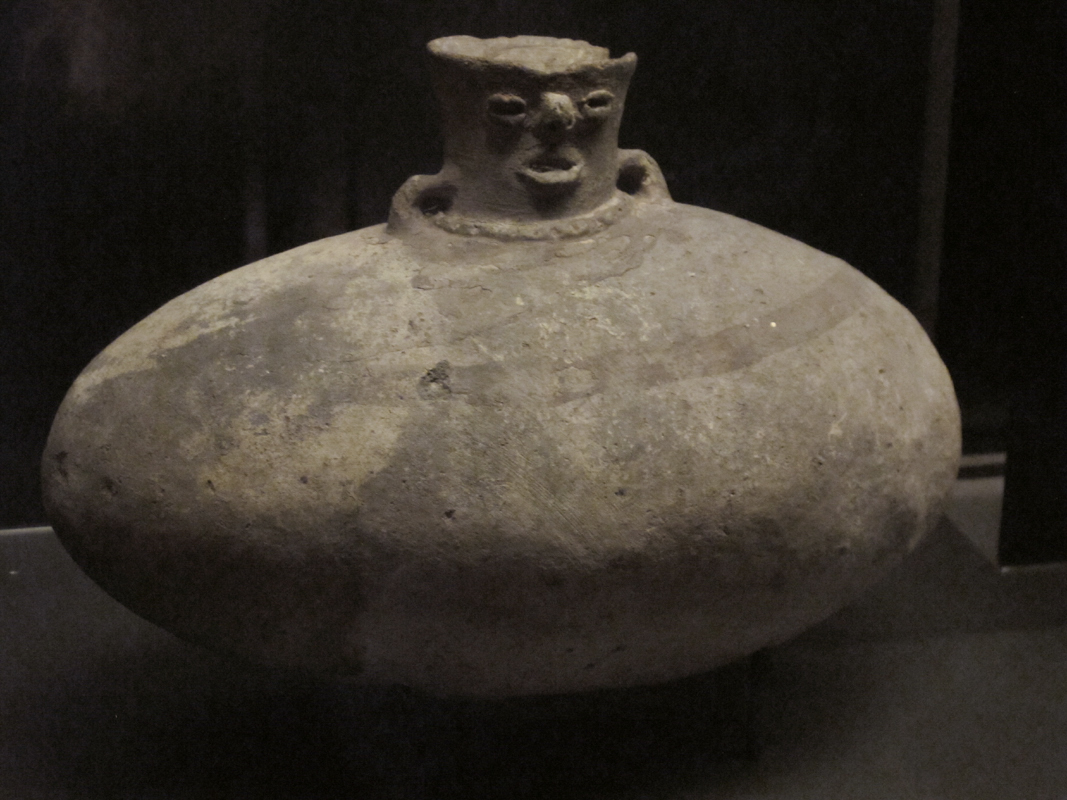
インカ帝国（1450年頃 - 1550年頃）人面付横瓶
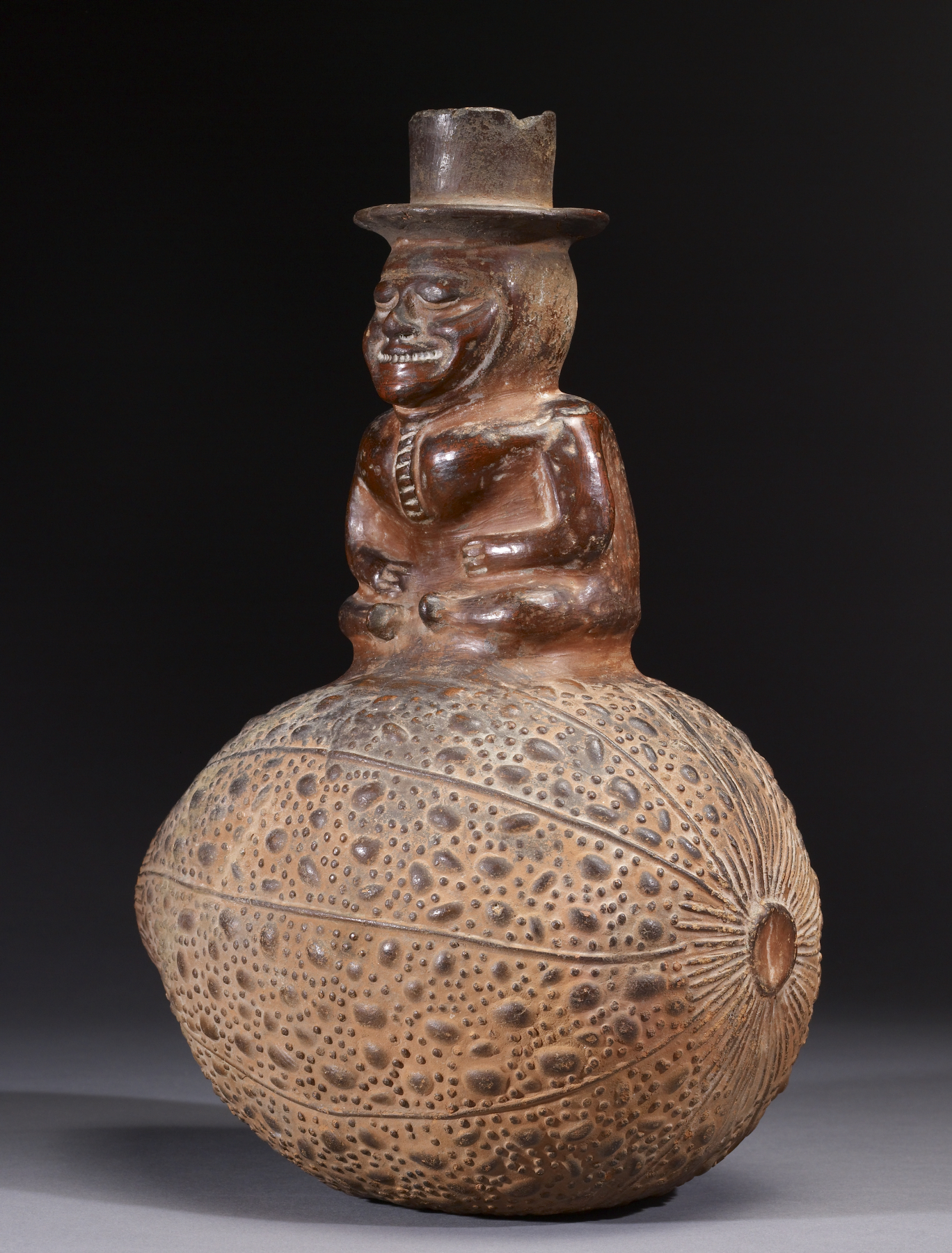
インカ帝国（1450年頃 - 1550年頃）人物・野菜複合形土製品
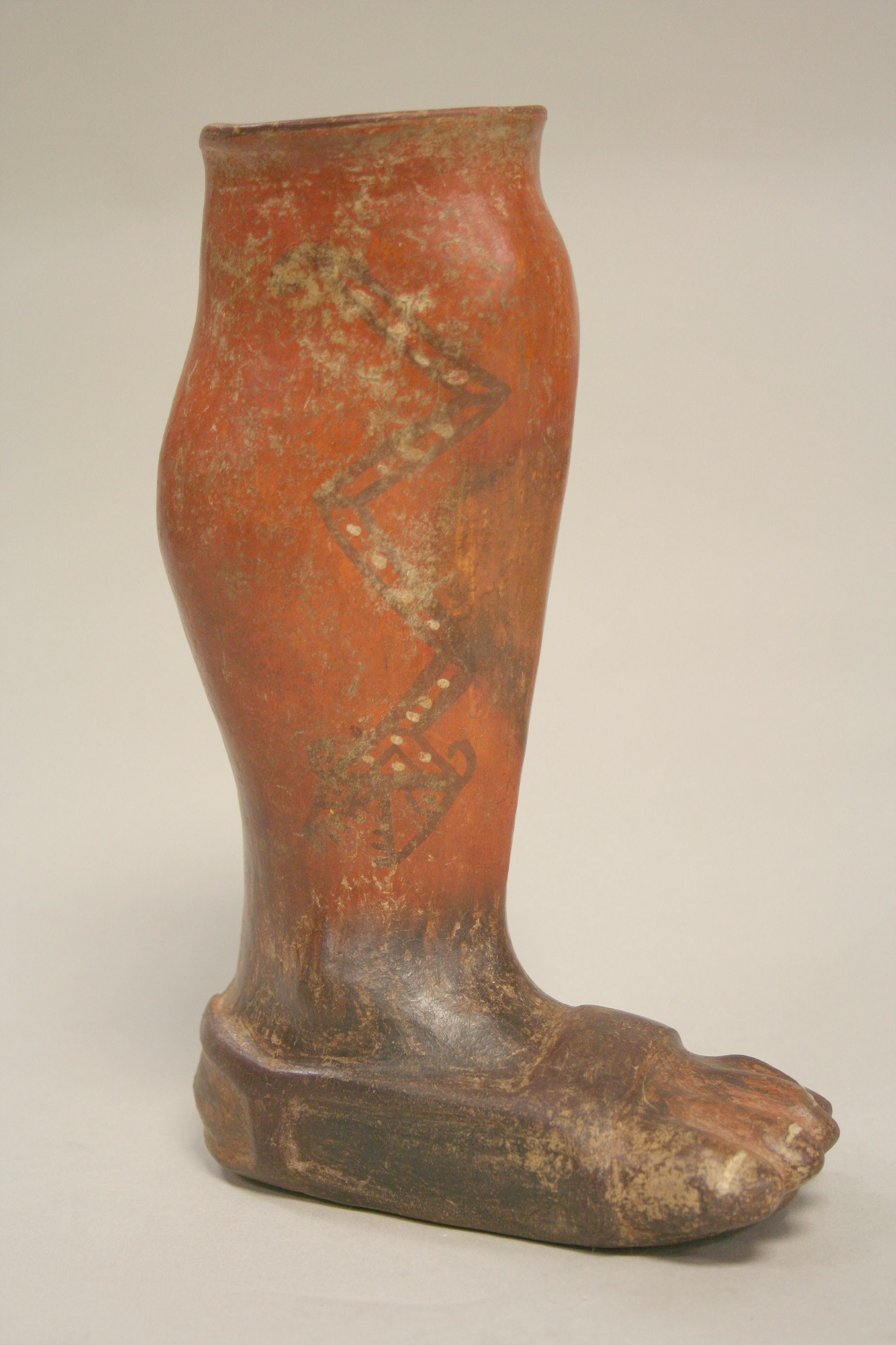
インカ帝国（15世紀 - 16世紀）人足形容器
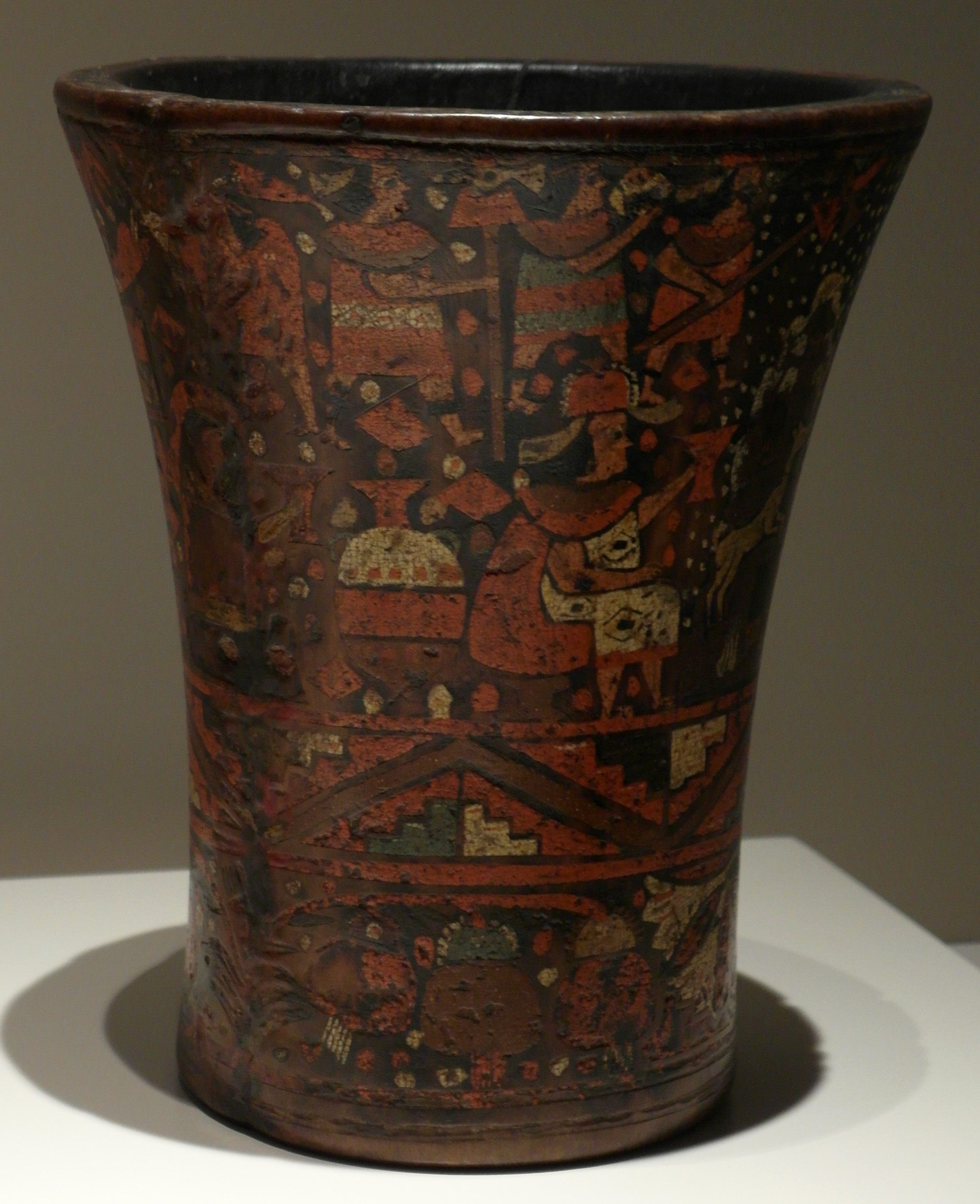
インカ帝国滅亡期（16 - 17世紀）深鉢形土器

#### 北米地域
アナサジ文化（古代プエブロ文化）は、現在のアングロアメリカで良質な土器を製作した社会の一つであり、その特徴として装飾の鮮明さがある。アナサジの人びとは初期の段階では網籠づくりの名手として知られ、後世、バスケットメーカー（英語: Basketmaker）と称された。かれらは、バスケット・メーカー文化III期に相当する西暦500年頃から700年頃にかけて土器文化を発展させ、次のプエブロ期において多様な土器を製作するようになった。代表的な遺跡にコロラド州のメサ・ヴェルデやニューメキシコ州のプエブロ・ボニートがあり、アパート様式ともいわれる集合住宅に住み 、キヴァと呼ばれた竪穴式の祭祀や政治を執り行う建造物を営んだ。土器文様は、白色系の地に黒色のラインで鋸歯・直線・渦巻など幾何学的な文様を施すのが最も一般的で、器形には壺類、鉢類などがある。15世紀以降はクリーム色系の地に赤や黒で文様を施すものなど多彩な土器が製作されるようになった。
なお、19世紀アメリカの人類学者・民族学者フランク・ハミルトン・クッシングは、1881年頃のこととして「アリゾナにいたプエブロ人は柳の枝などで編んだ水の漏らない籠と焼石を用いて食べものを煮て食べている。その際、平籠の内側に砂質粘土を塗った皿を、火にかけて調理用に使う。この編籠の内側には、乾燥したのち適量の砂をまぜた粘土が平均した厚さに塗られ、まだ軟らかいうちに籠に密着するよう、手の指でしっかり押さえ付ける。乾いたら再び使用できる。火にかけると粘土の内張りは熱によって硬化していき、これを繰り返すといずれは本体の籠から離れてしまうが、そのときは既に完全な土器になっている」という内容のフィールドワークでの観察結果を報告している。これは、長い間、土器の編籠起源説の有力な根拠の一つとなる事例とされてきた。

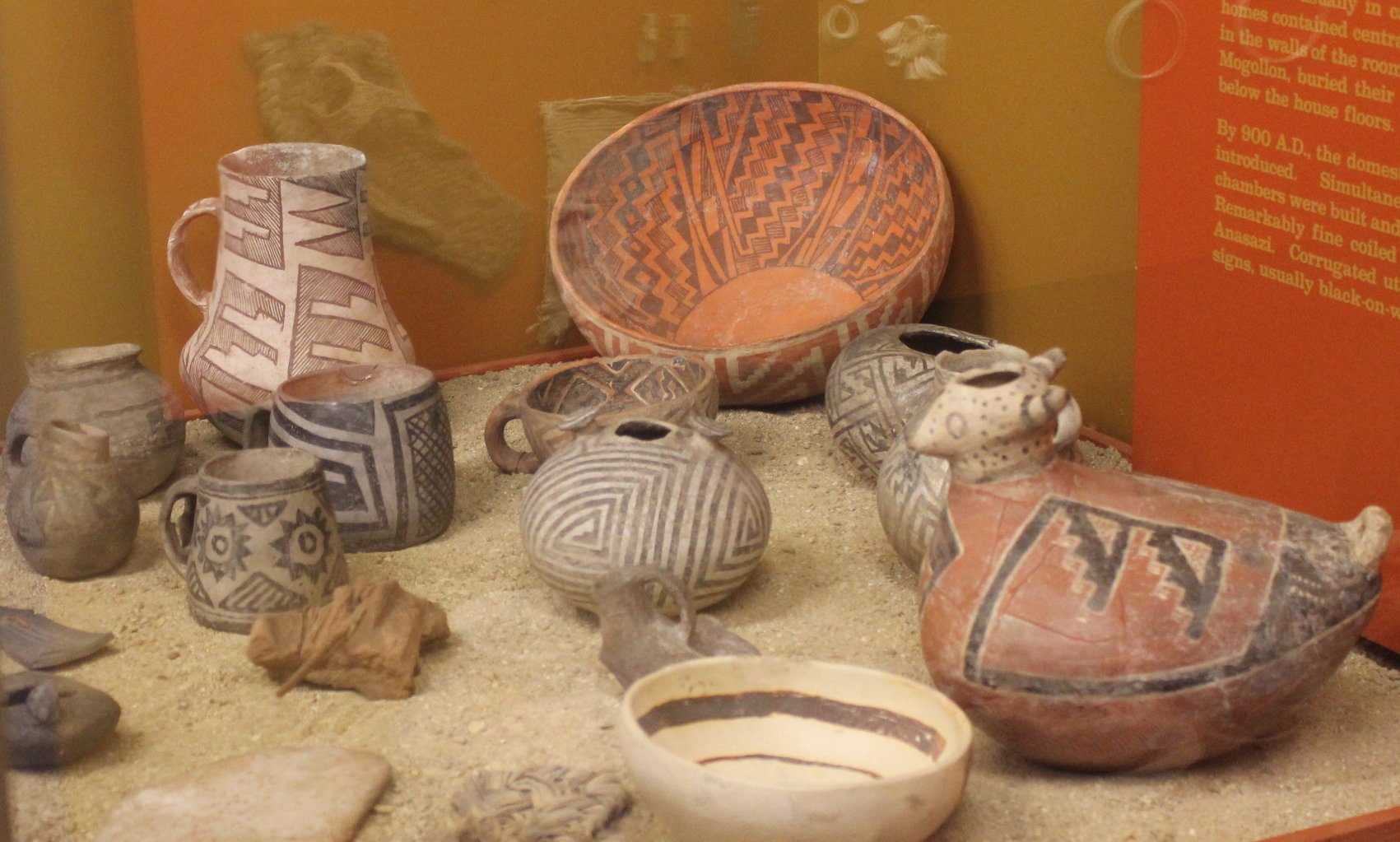
アナサジ文化の土器類（復元）
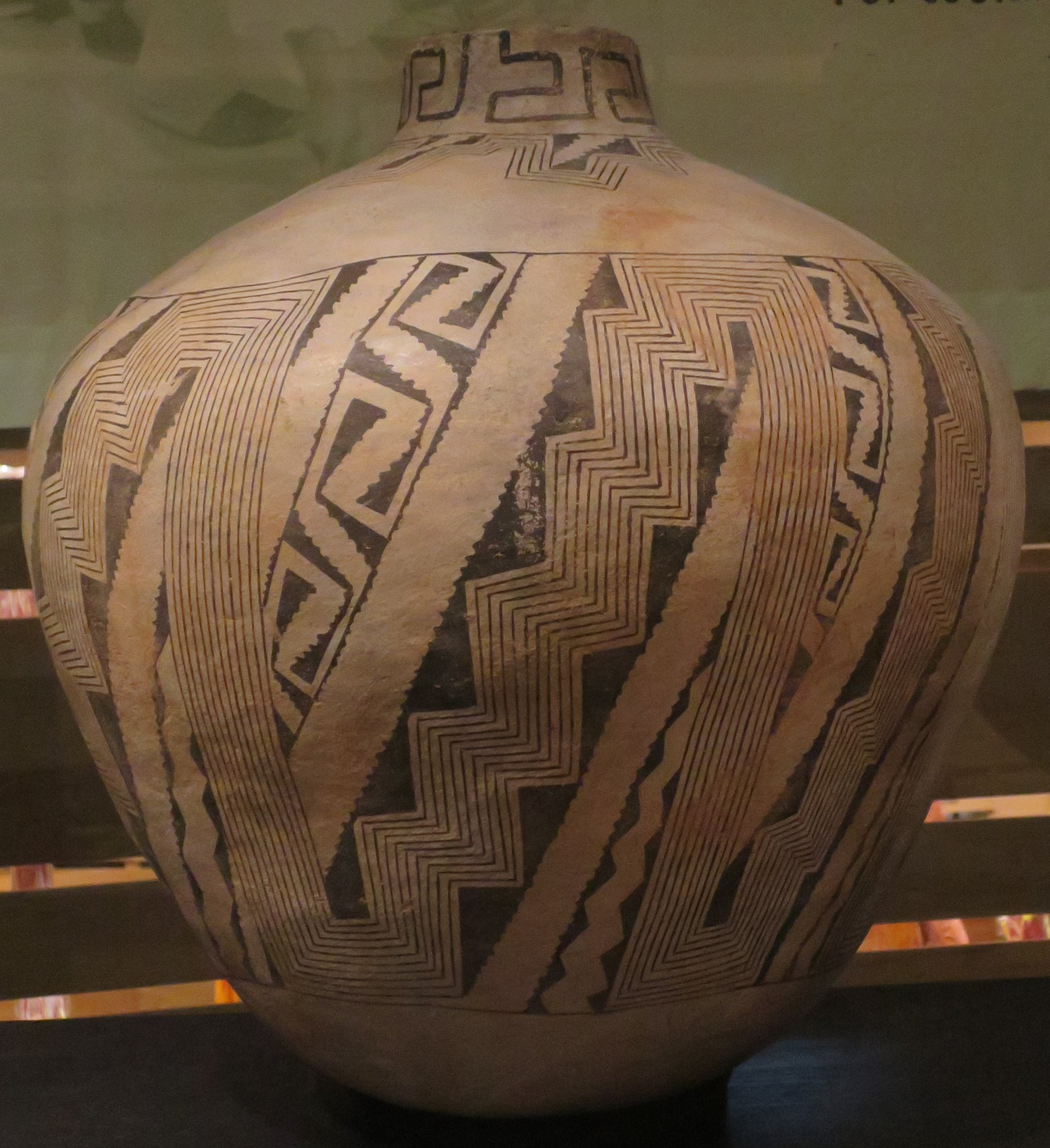
870年 - 1000年 壺（アリゾナ州、レッド・メサ（英語版））
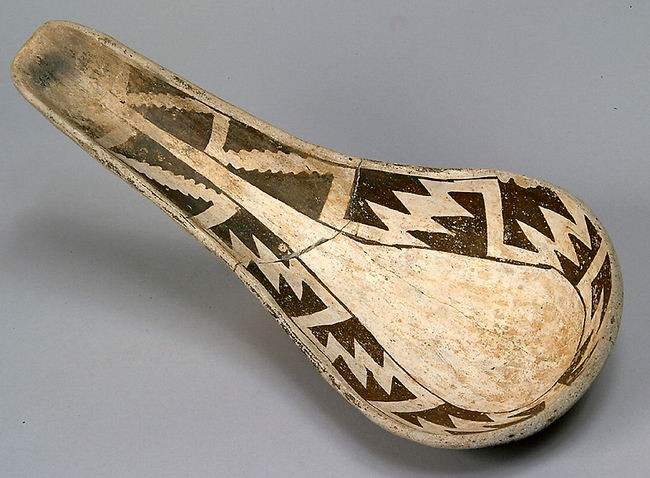
875年 - 1040年 おたま（ニューメキシコ州、チャコ）
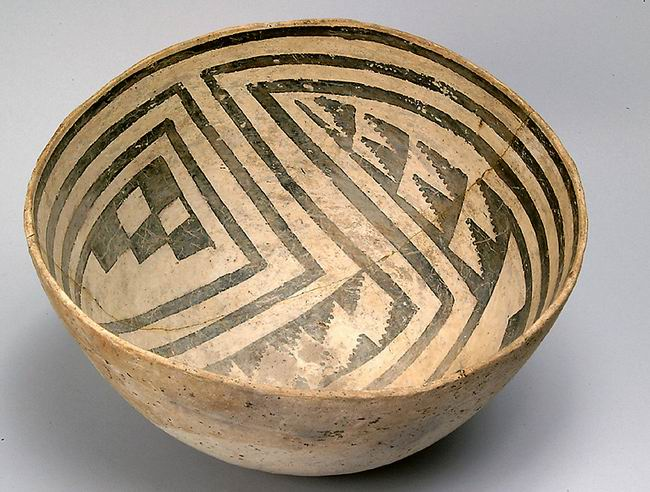
850年 - 1150年 ボウル状容器（ニューメキシコ州、チャコ）
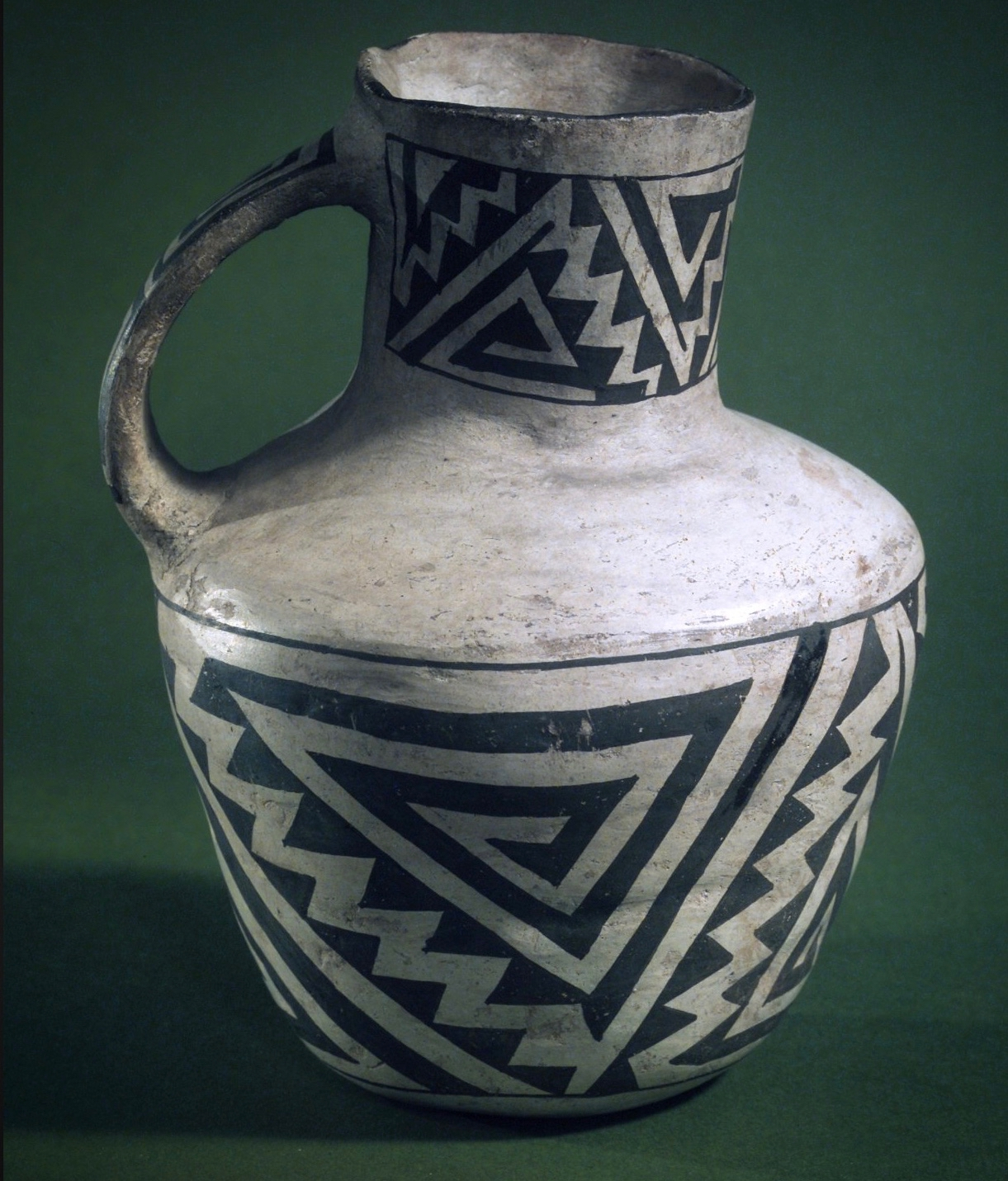
900年 - 1300年 把手付瓶形土器（コロラド州、マンコス（英語版））
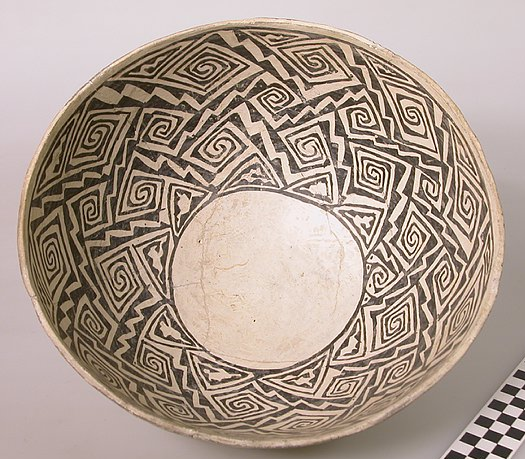
プエブロII期 1100年 - 1200年 深皿（アリゾナ州、グランド・キャニオン）
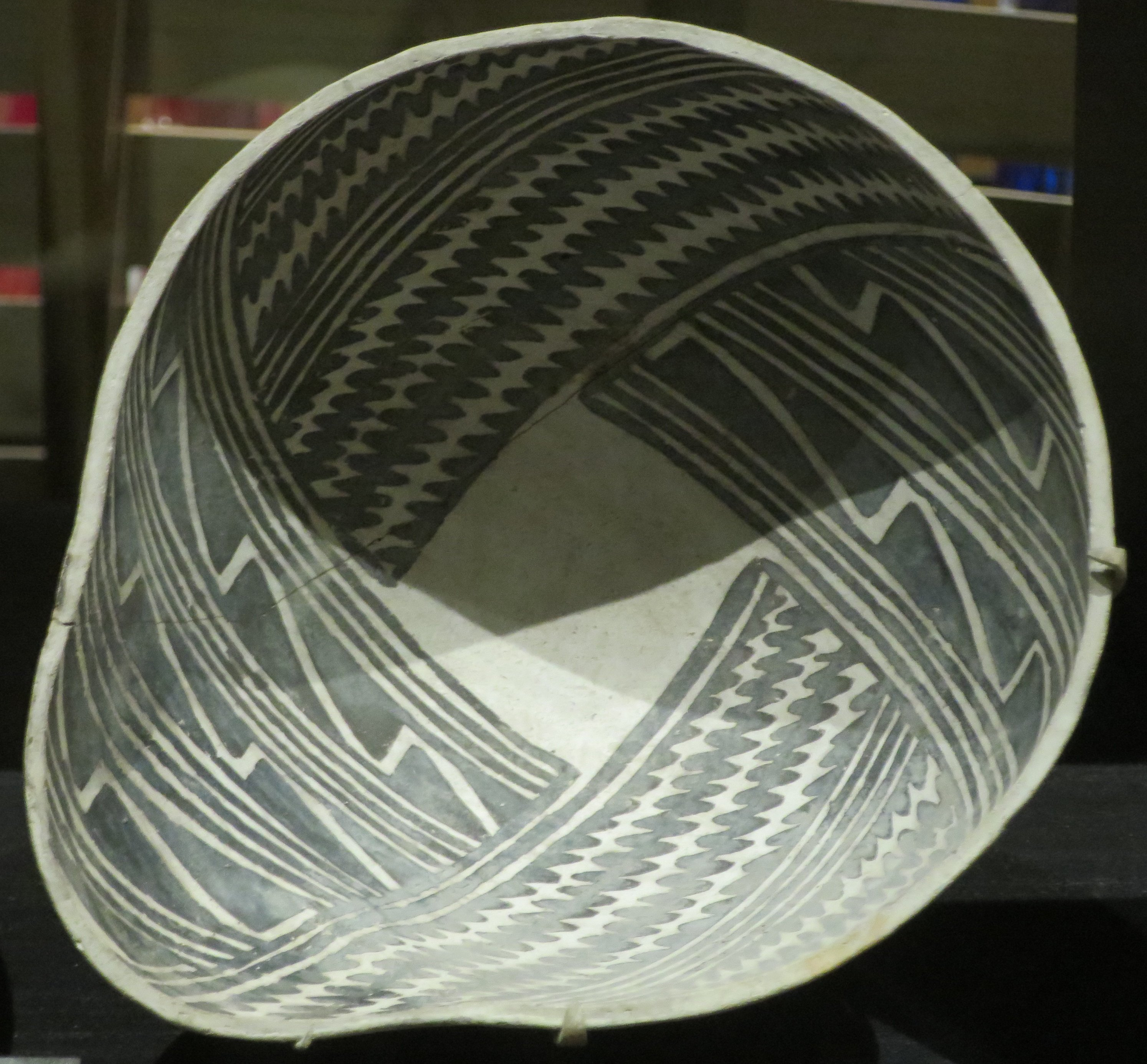
1150年 - 1300年 片口付鉢形土器（アリゾナ州、ツサヤン
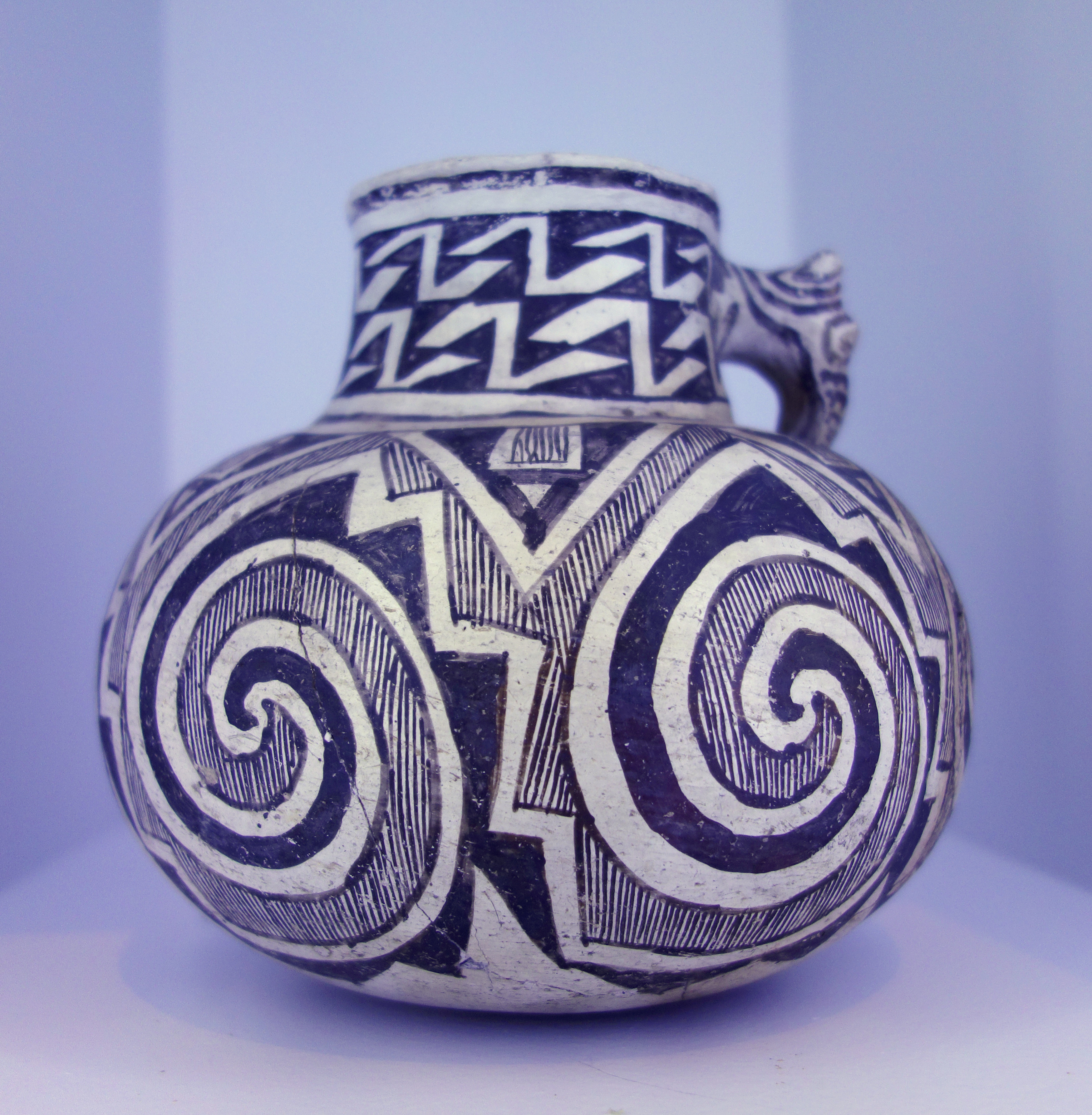
1175年 - 1300年 把手付壺形土器（出土地不明）
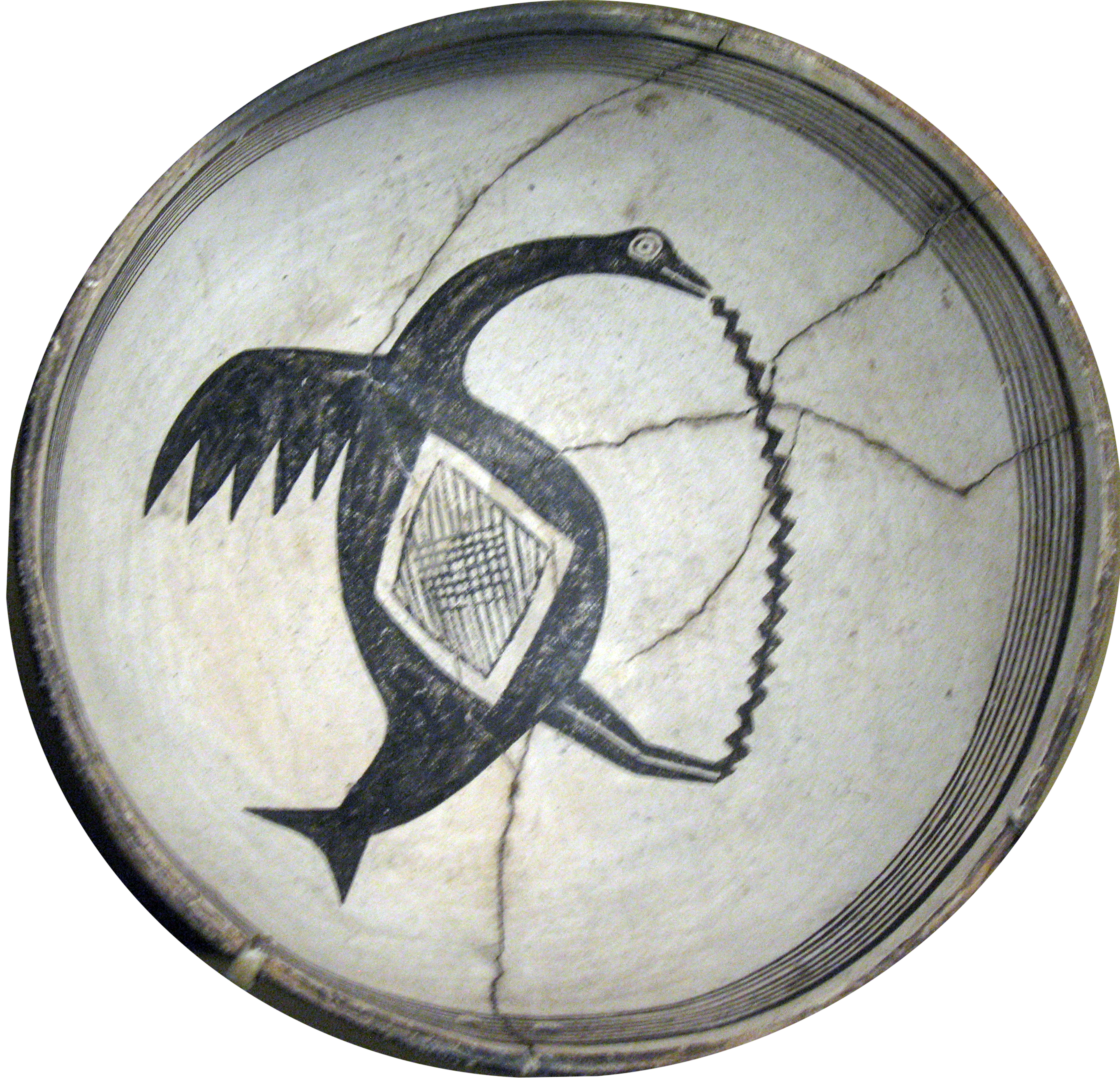
ミンブレス文化（英語版） 1200年 - 1450年 碗形土器（ニューメキシコ州）
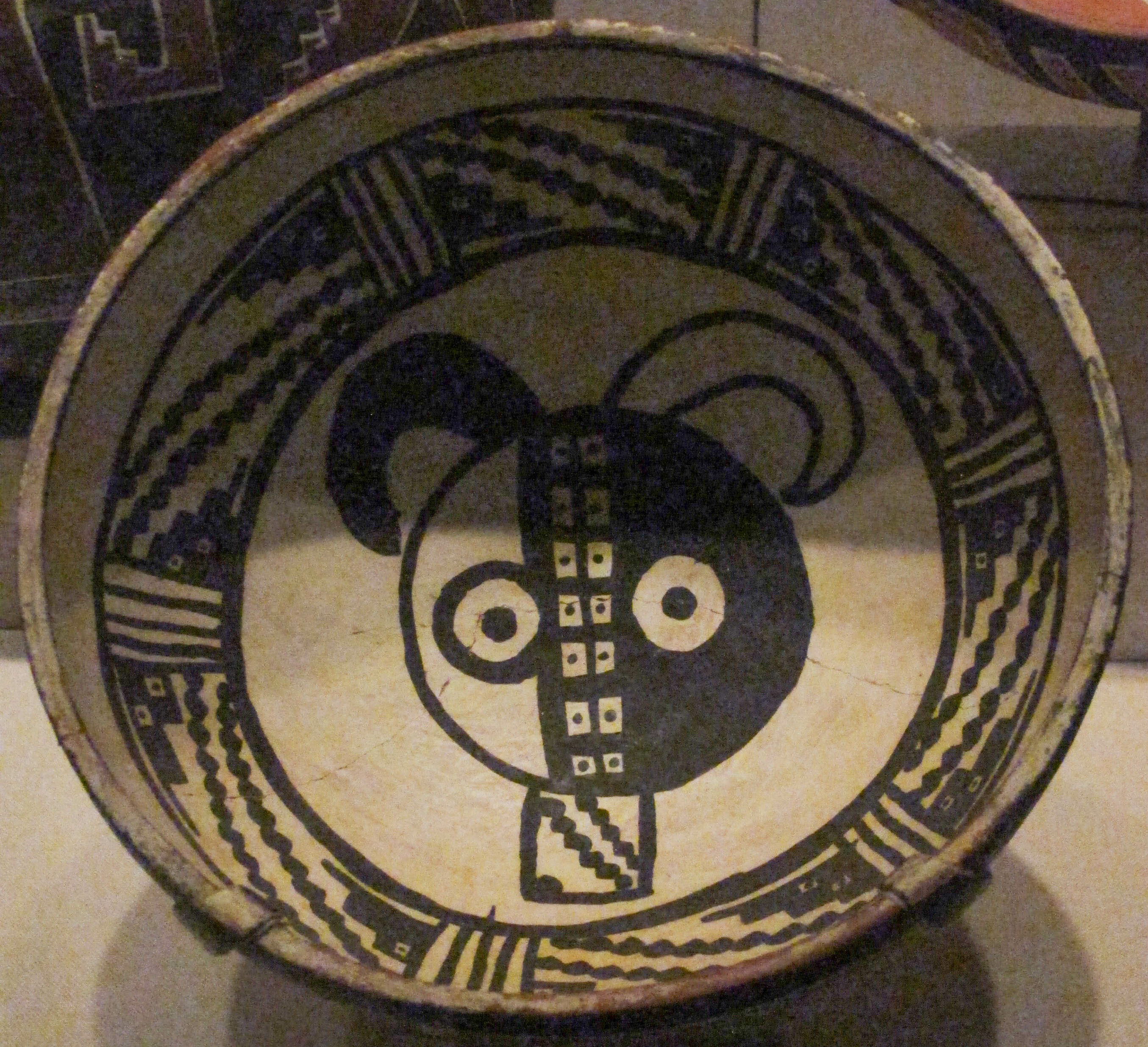
1300年 - 1400年 碗形土器（アリゾナ州）
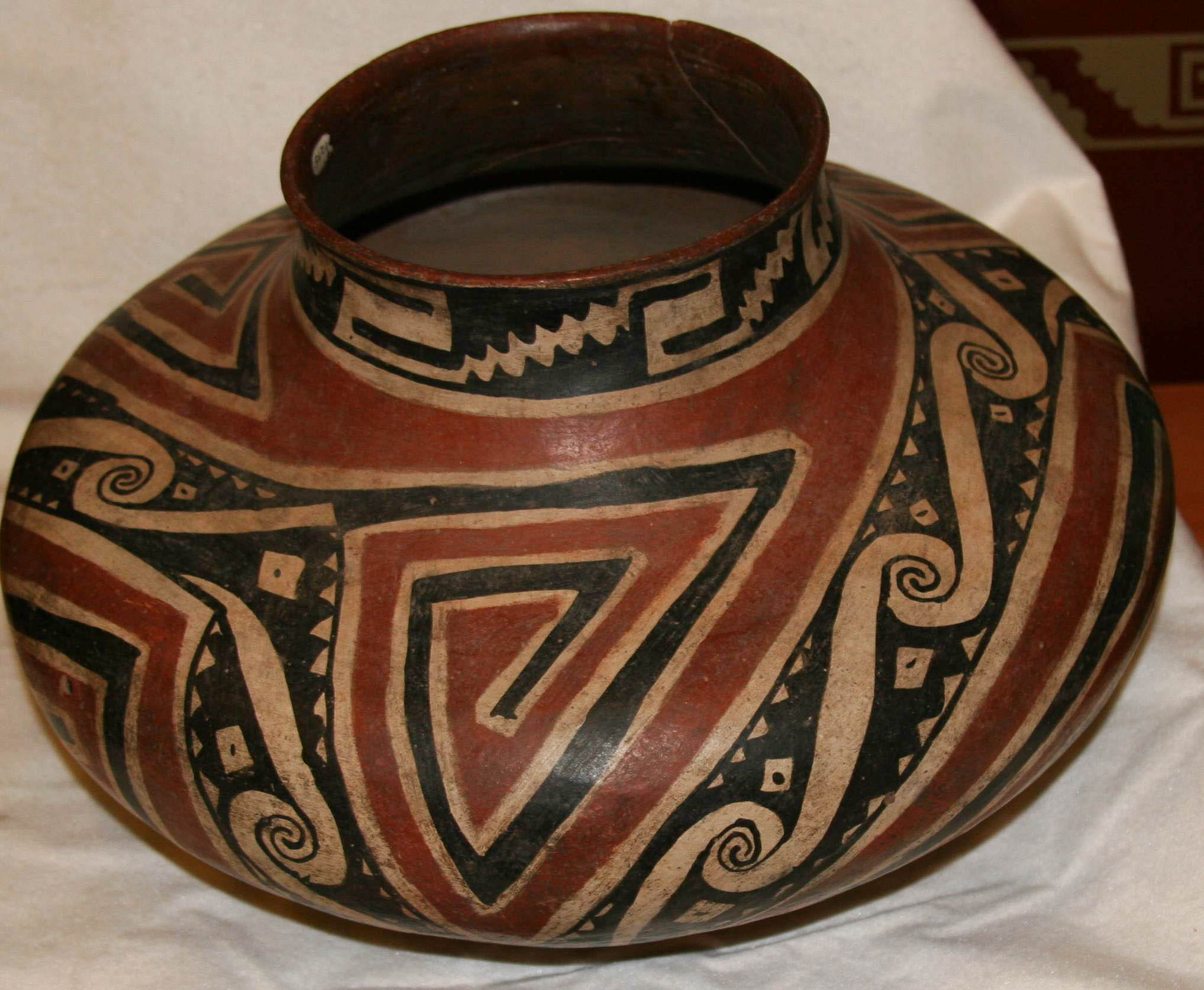
サラド文化（英語版） 1340年 - 1450年 甕形土器 （アリゾナ州、トント（英語版））
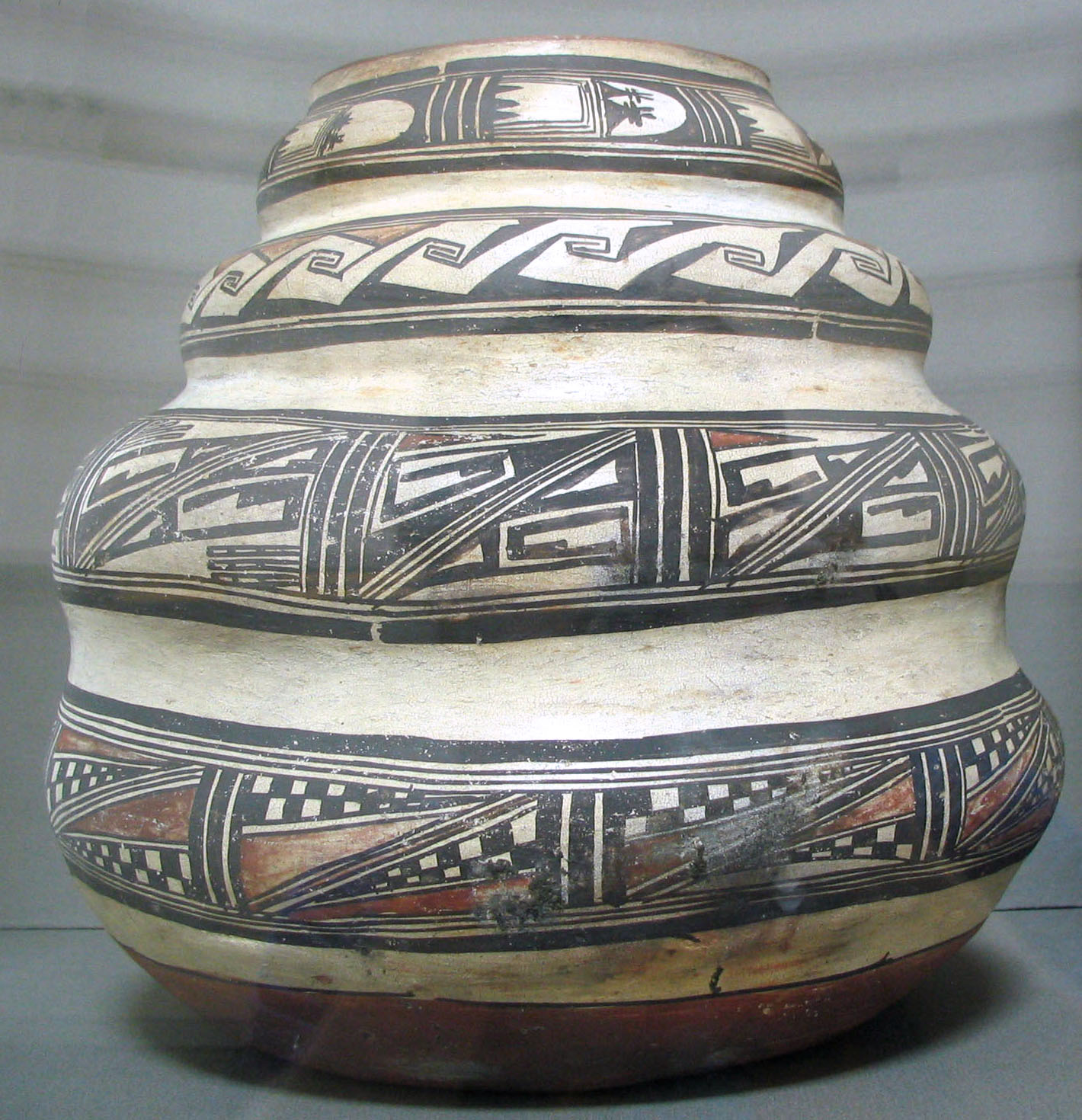
ホピ族 1880年頃 甕形土器（アリゾナ州）
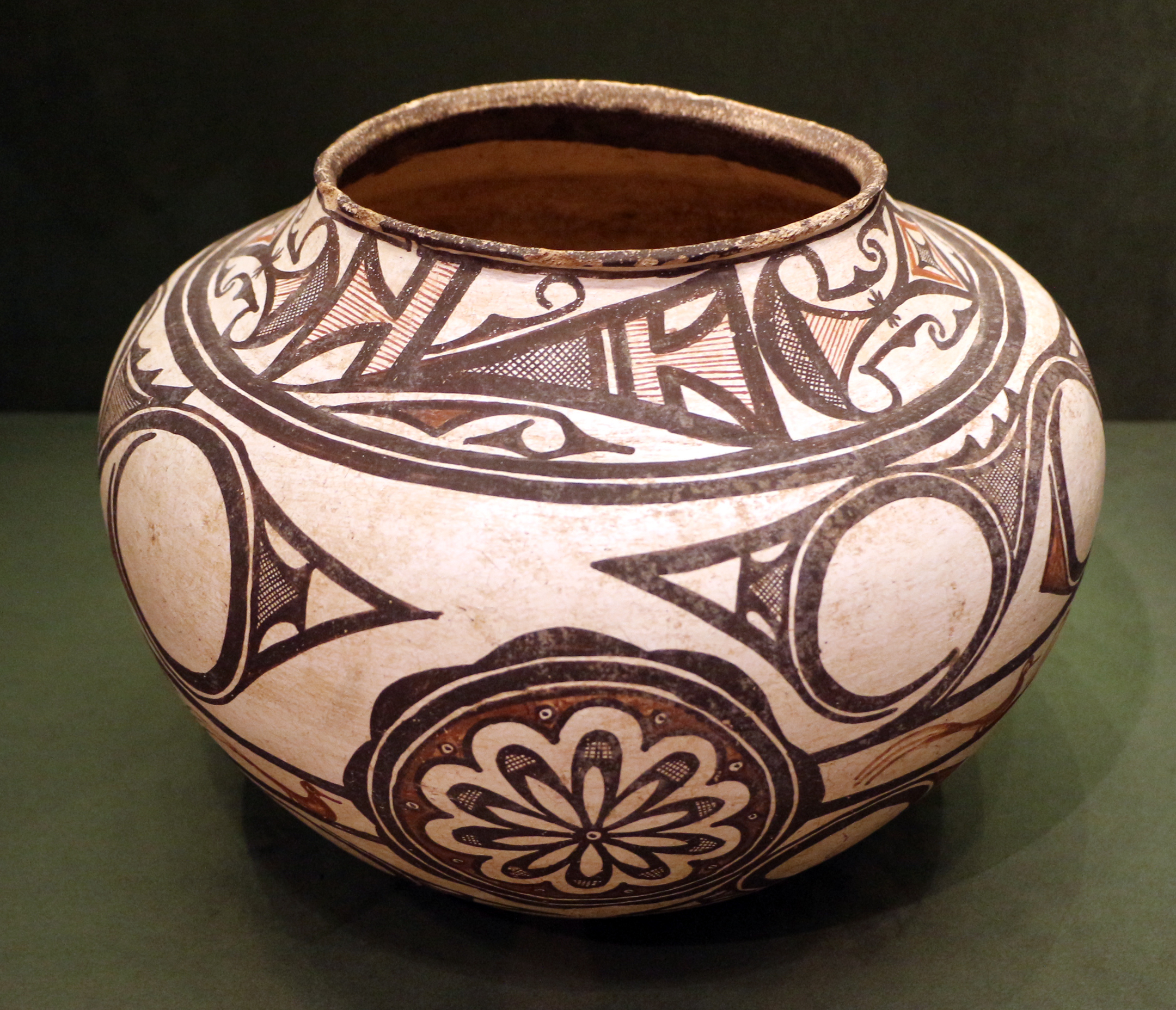
1880年 - 1890年 壺形土器

### オセアニア
メラネシアに区分されるニューギニア高地では紀元前3000年頃には既に豚の飼育が始まっており、マウントハーゲンに近いワギ渓谷 （英語: Wahgi Valley）の発掘調査では紀元前4000年にまで遡る人工的な排水溝がつくられていることも判明したが、農耕開始の決定的な証拠とはいえず、それは溝跡から掘り棒、農具（鍬）、ヒョウタン、パンダナスが出土する紀元前300年頃まで待たなければならない。遅くともその時期には農耕生活が始まっていたとは考えられるが、その間の詳細は不明である。しかし、オセアニアの地に本格的な農耕をもたらし、広範囲に広げていったのは「ラピタ文化」という独特の土器文化を持った人びと（ラピタ人）であったと考えられる。
ラピタ土器は、先端の鋭い器具を用いて刻線や微小な点線によって、連弧文、斜格子文、円文といった幾何学文様を描くことを特徴とする個性的な土器で、ニューカレドニアのラピタ遺跡を標識遺跡としており、紀元前1500年頃、ニューギニアの北部、ソロモン諸島、ビスマーク諸島といった地域に現れ、紀元前1300年頃にはバヌアツのニューヘブリデス諸島、メラネシア最東のフィジー諸島などに伝わったことが確認されている。ポリネシアのトンガには紀元前1100年頃から前1000年頃にかけて伝わり、トンガからさらに東のサモアへは時間がかかり紀元前4世紀から前3世紀初頭にかけて伝播した。サモアからはマルケサス諸島を経て、そこから東へ向かった航海者たちはイースター島（現在はチリ領）に、北へ向かった人びとはハワイ諸島（現在は米国領）に、それぞれ西暦600年 - 1000年までに到達して土器文化を伝えたと考えられる。

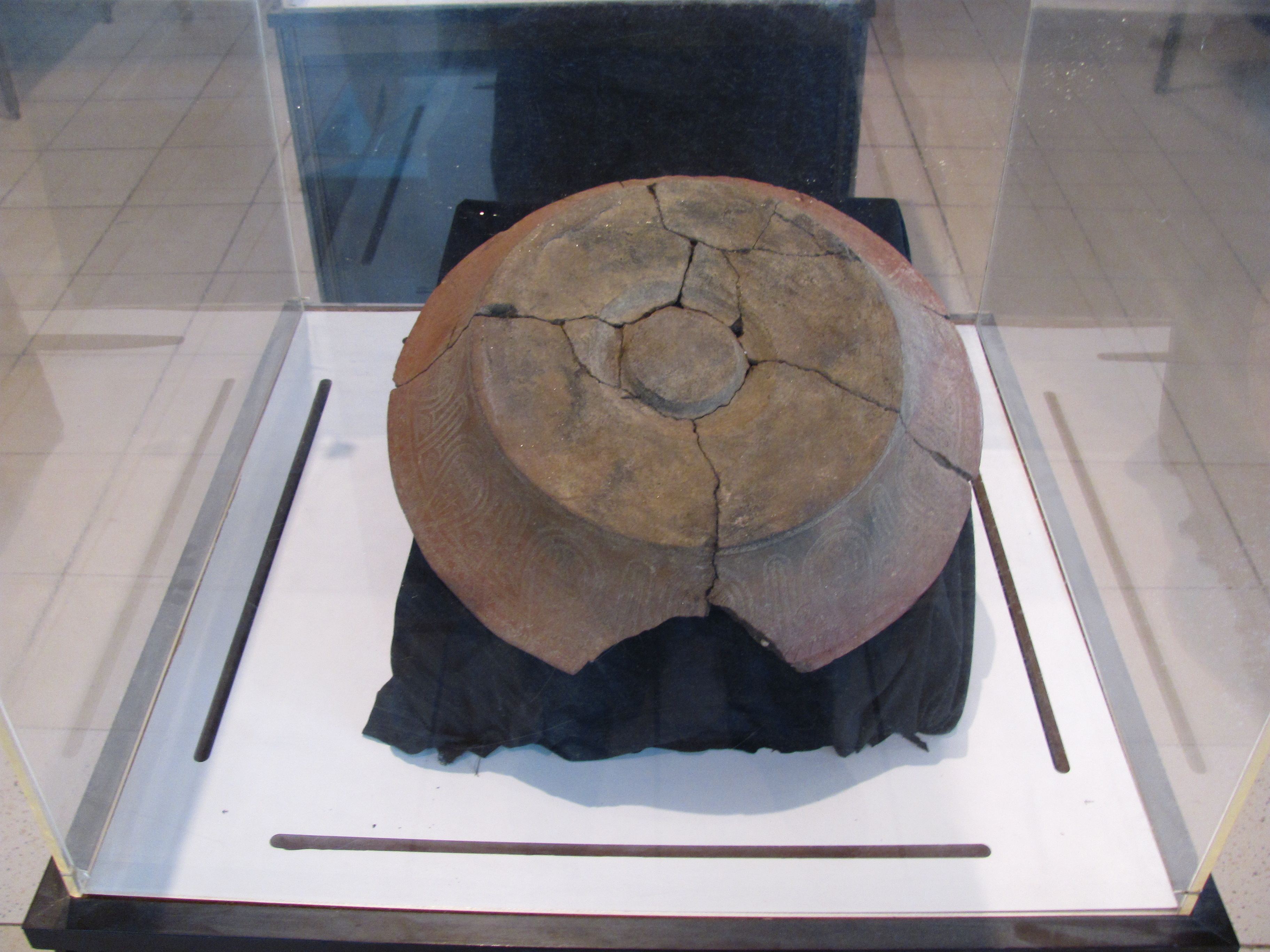
ラピタ土器 皿 バヌアツ・ポートビラ